# 官邸
官邸是指發配给政府首長級官員的居所；包括國家元首、政府首腦以及其他顯貴官員，例如：總統、总理、內閣部長、秘書長、州長、省长、县长、總監、大法官、外交大使、警察總長、參謀長等高級官員。視情況而定，官邸可能是居所兼辦公室，也可能是只是單純的居所。例如，同屬漢字文化圈的日本就將「官邸」指稱為政府首腦的辦公處所，而非居所，而現今則常直接作為總理大臣官邸的代稱。
至于君主制国家的君主住所，则一般称之为「宮」。

## 各个國家及地区領導人官邸

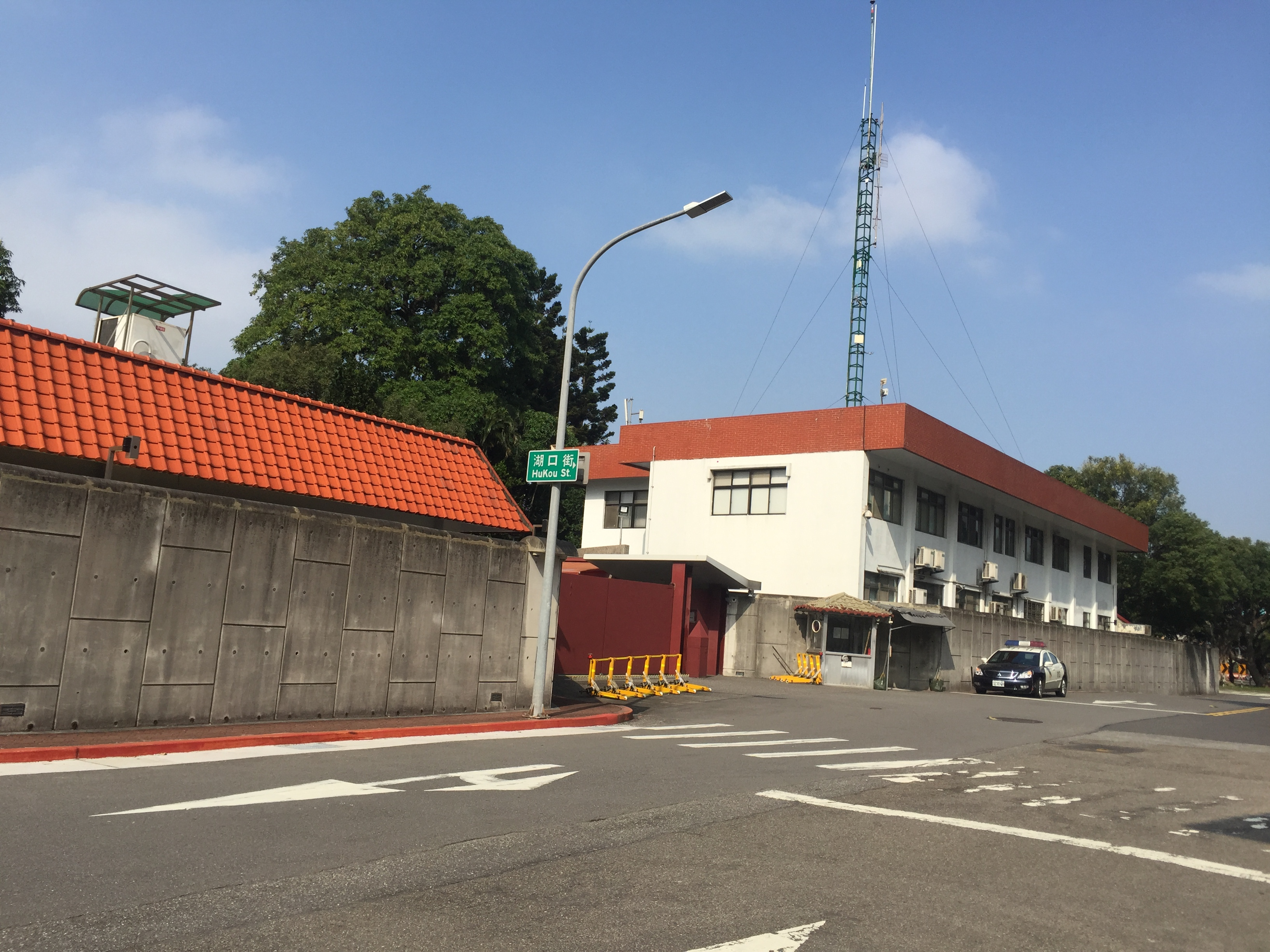
中華民國總統官邸
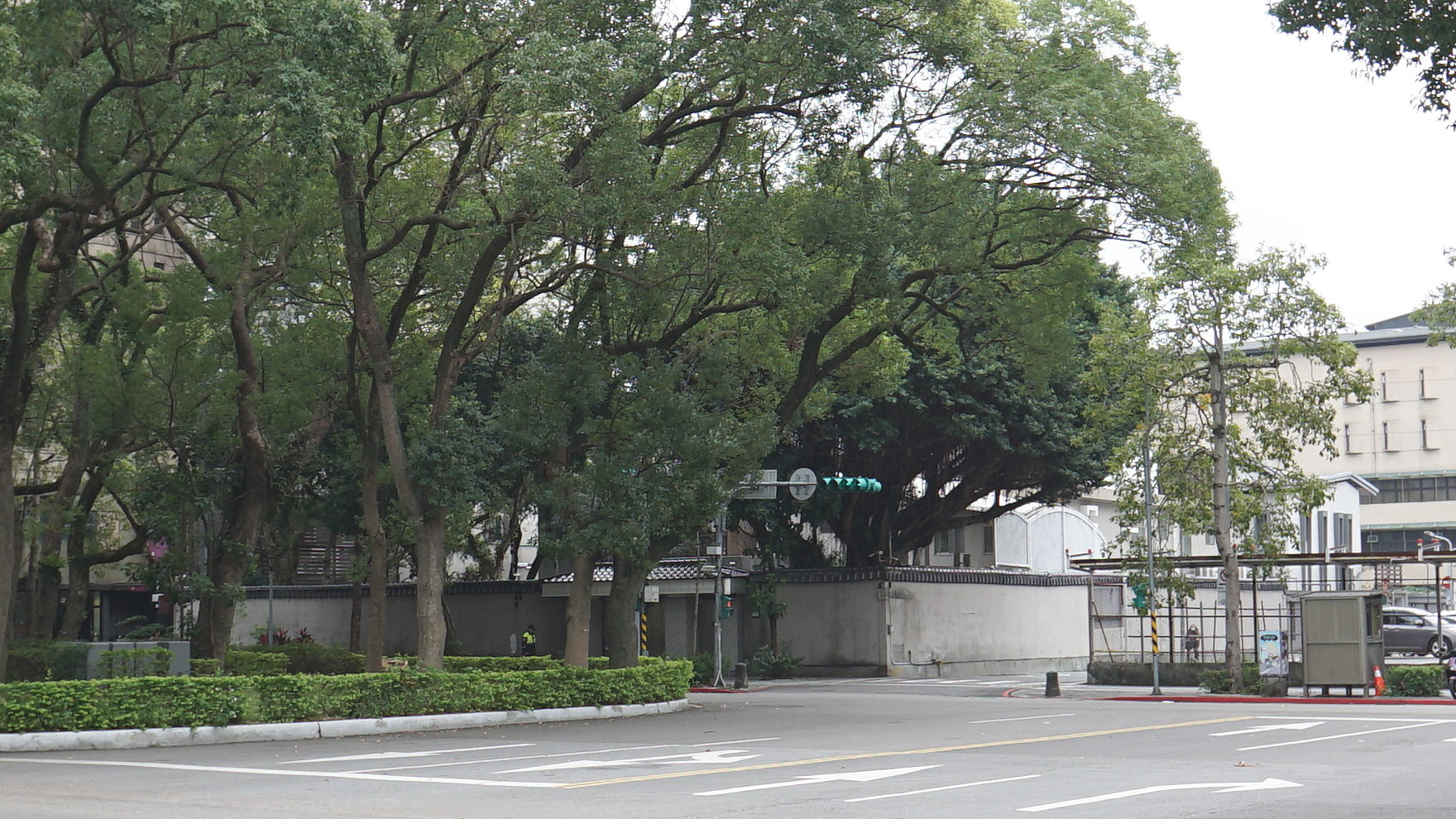
中華民國副總統官邸
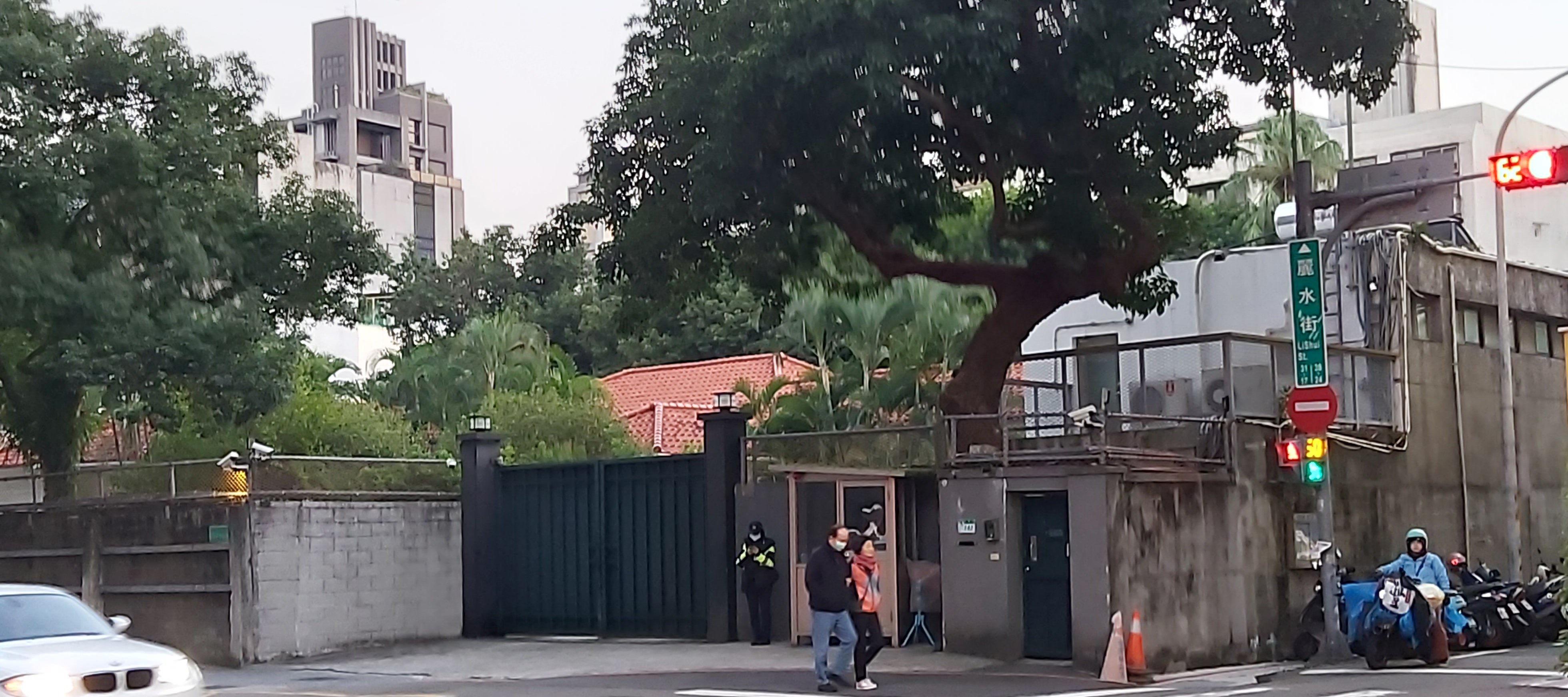
中華民國行政院院長官邸
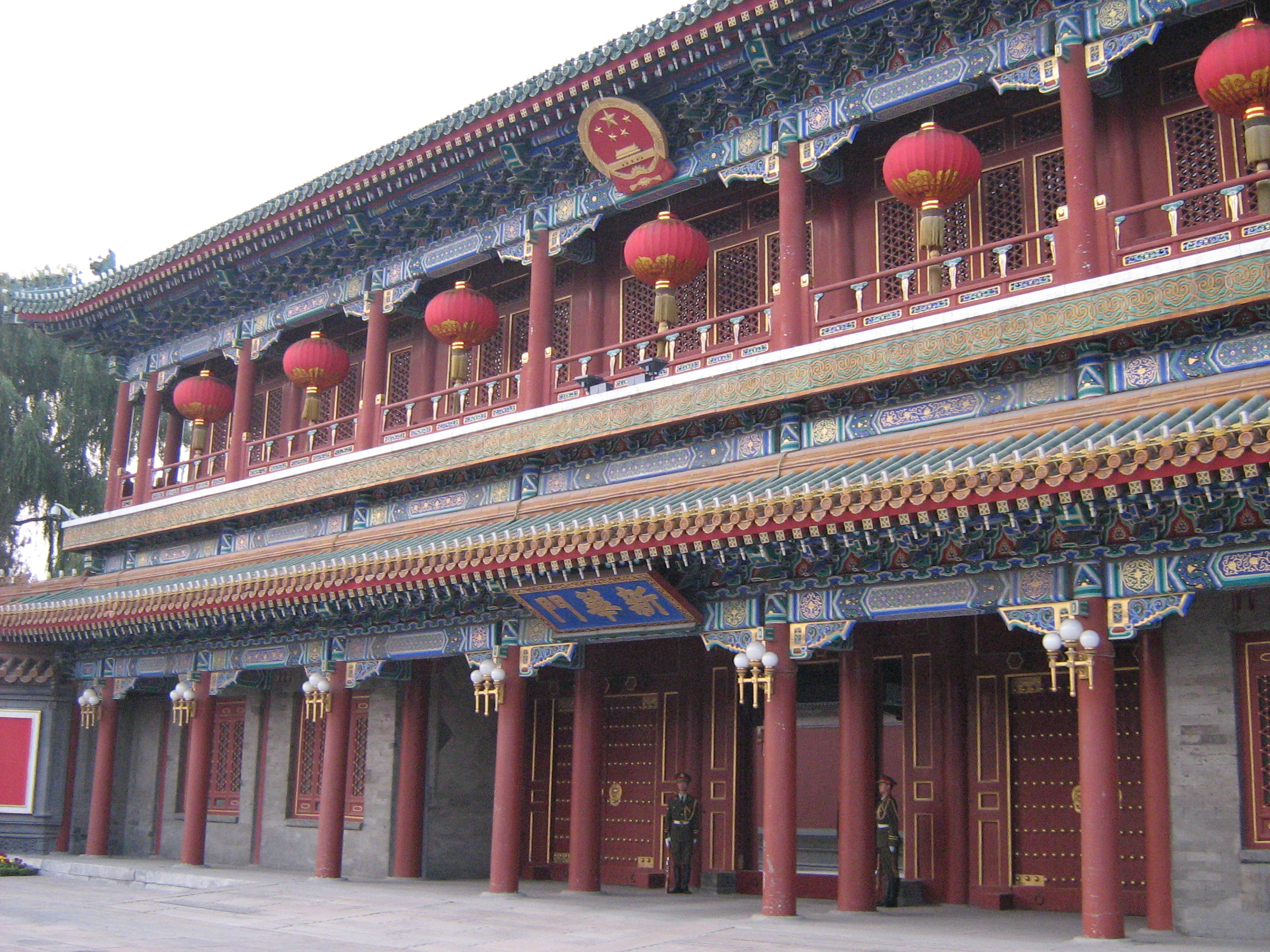
中华人民共和国中南海
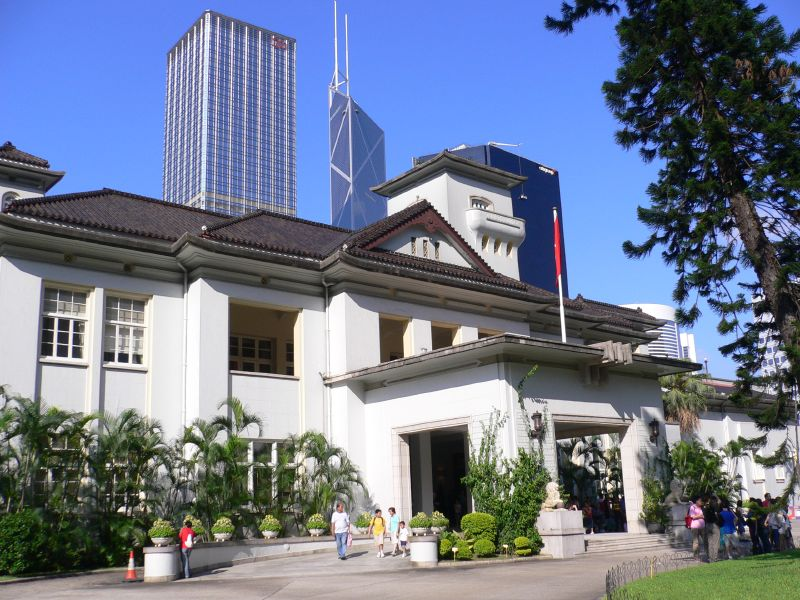
香港禮賓府
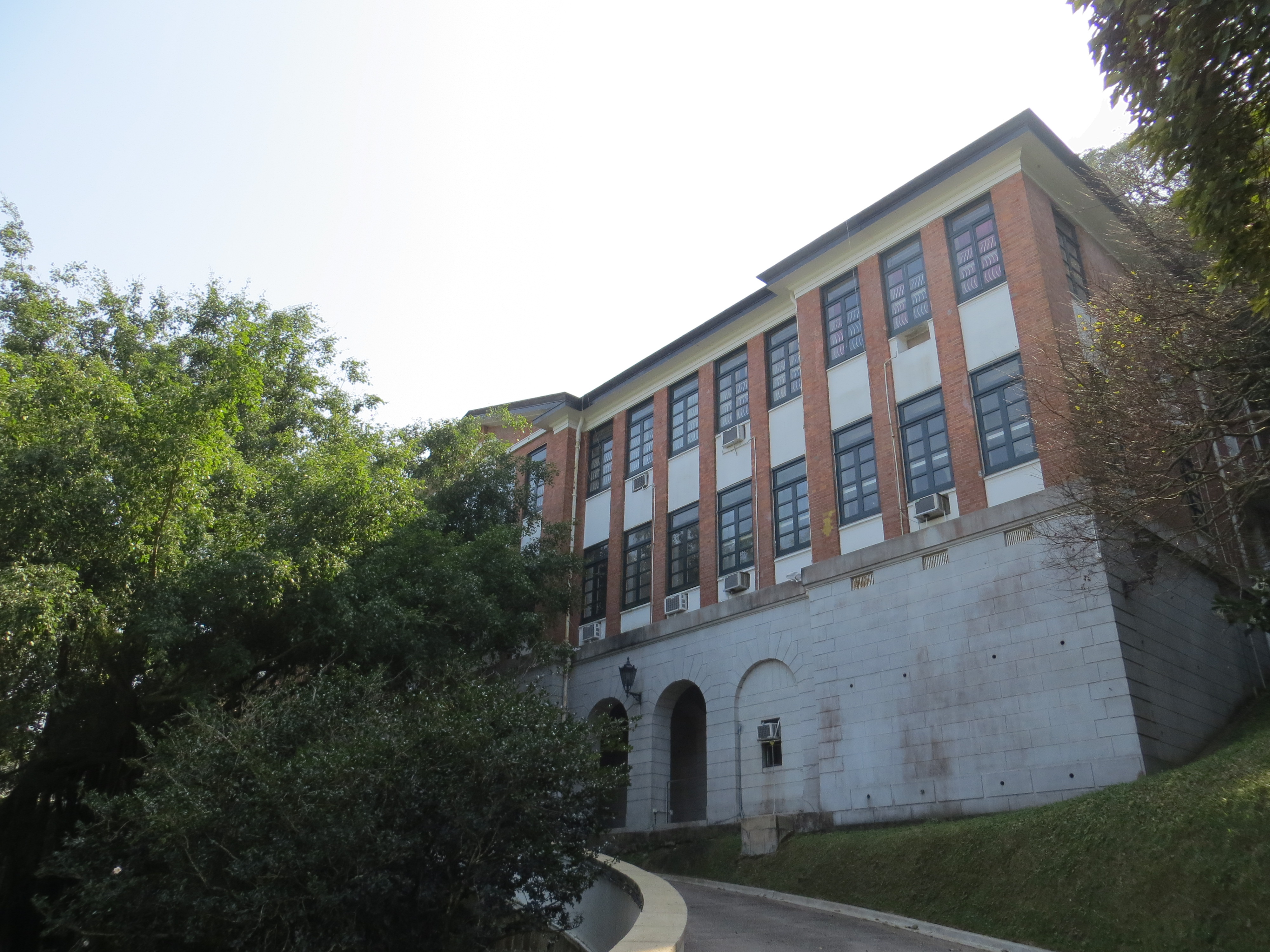
香港政務司司長官邸
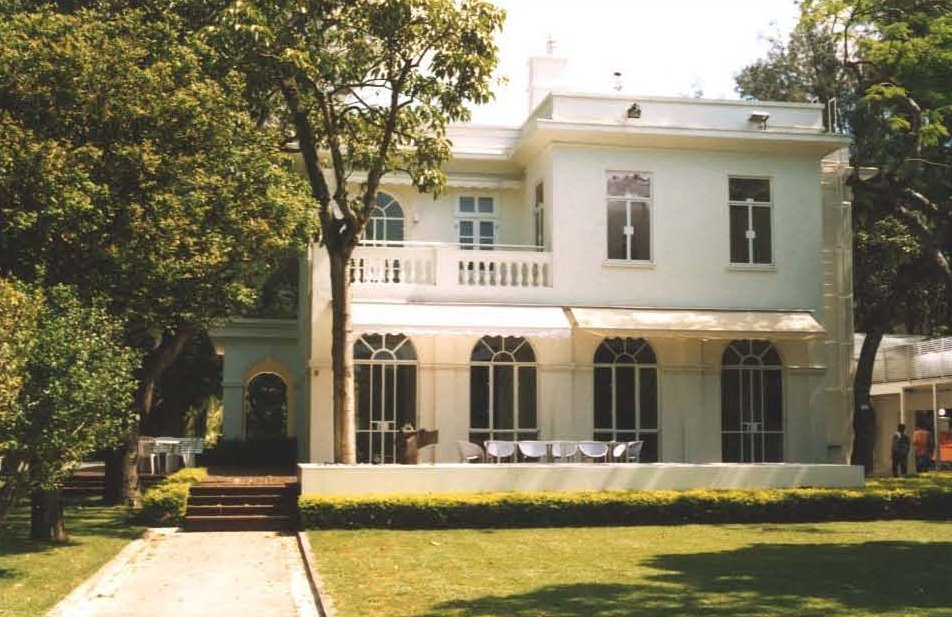
香港財政司司長官邸
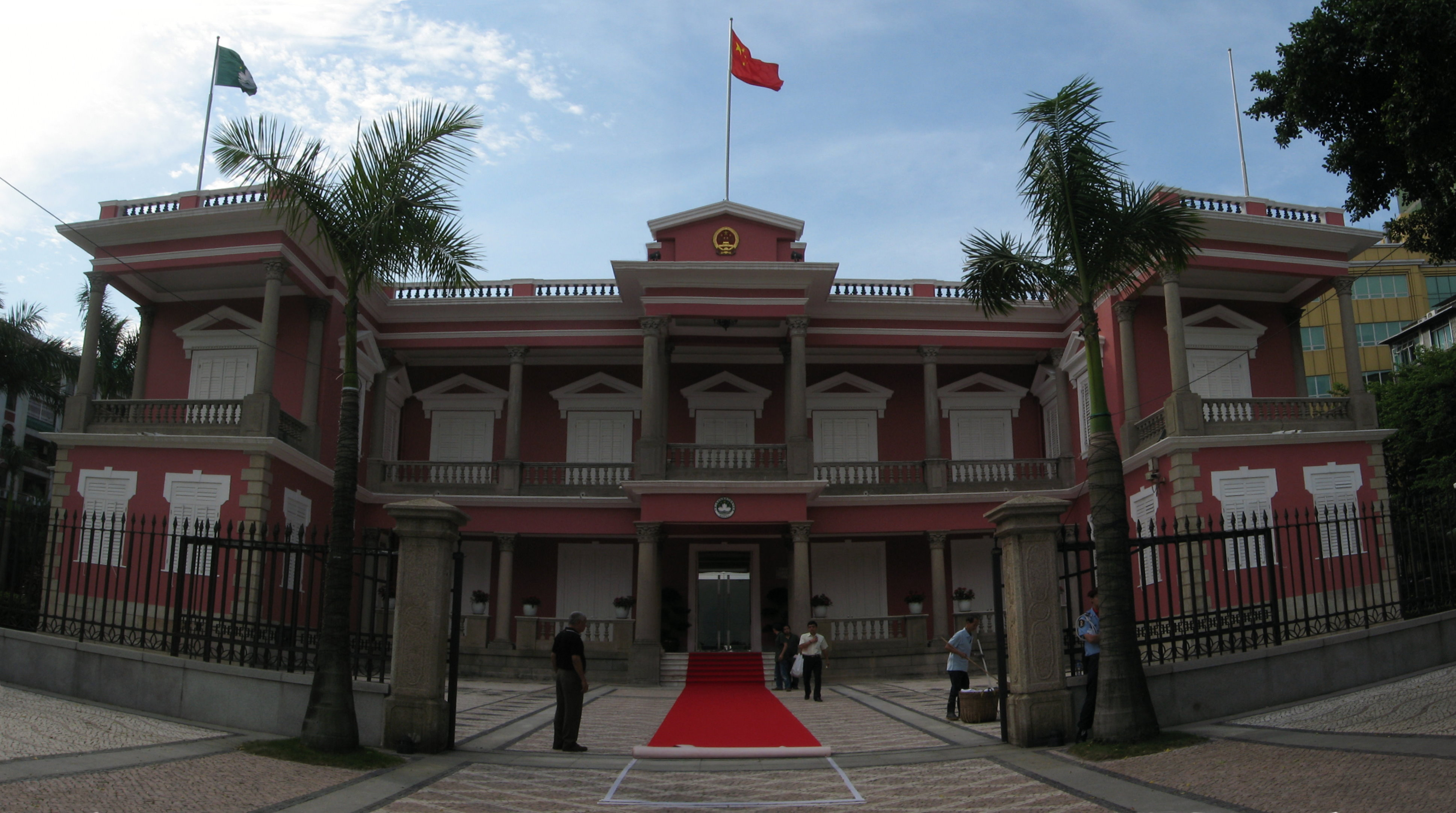
澳門特區政府總部
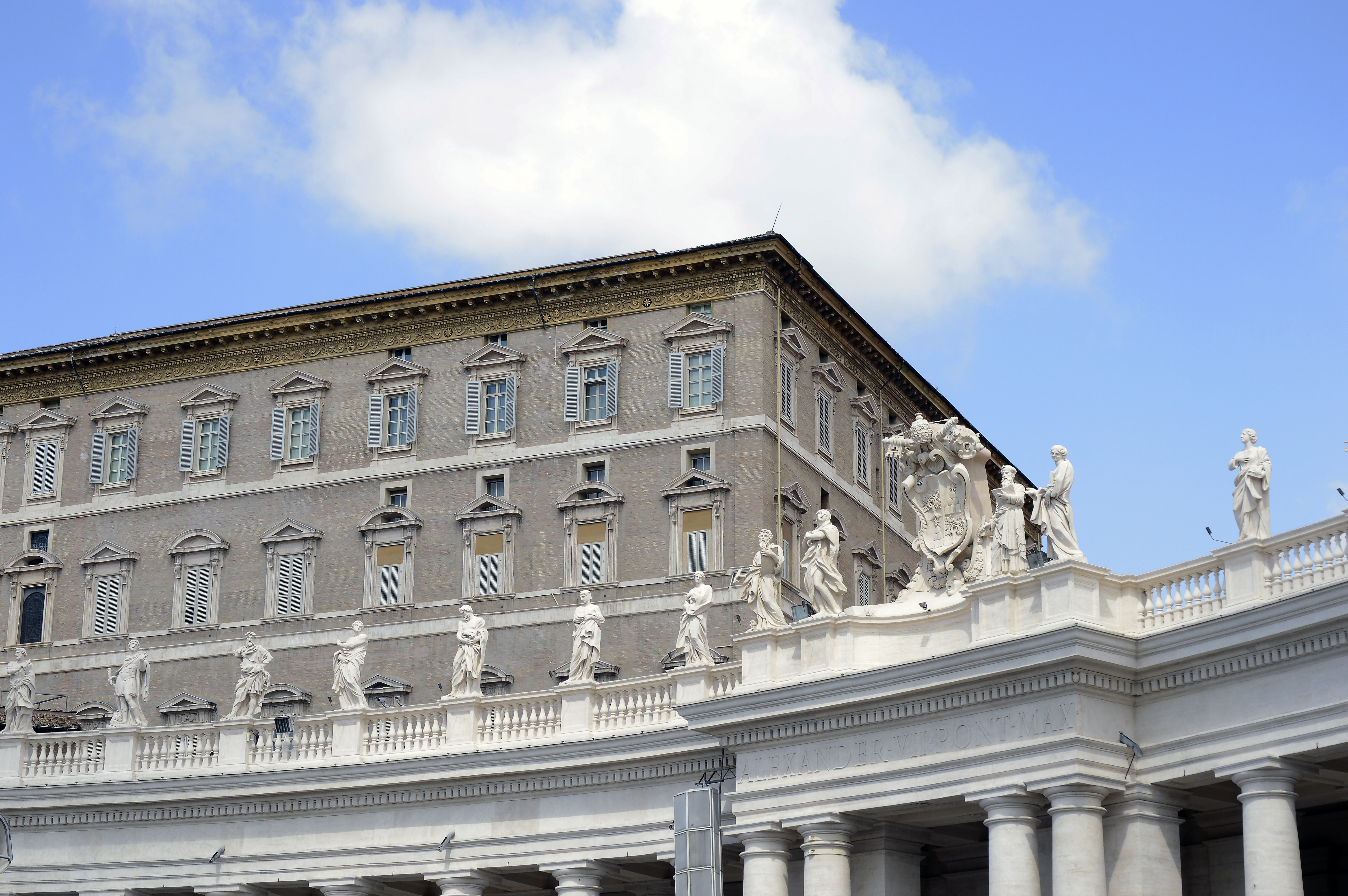
梵蒂岡宗座宮
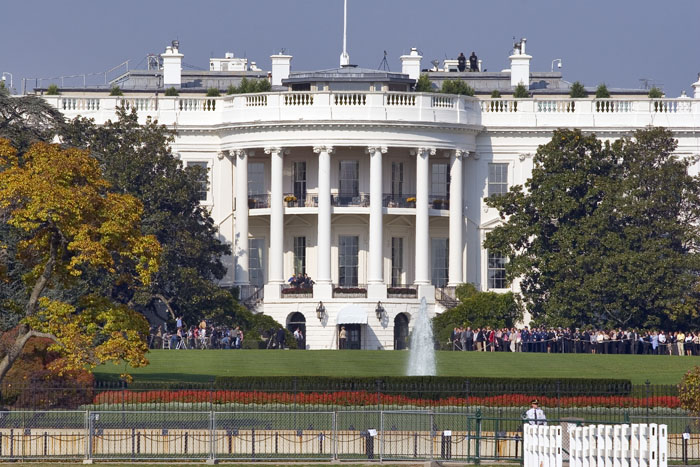
美国白宮
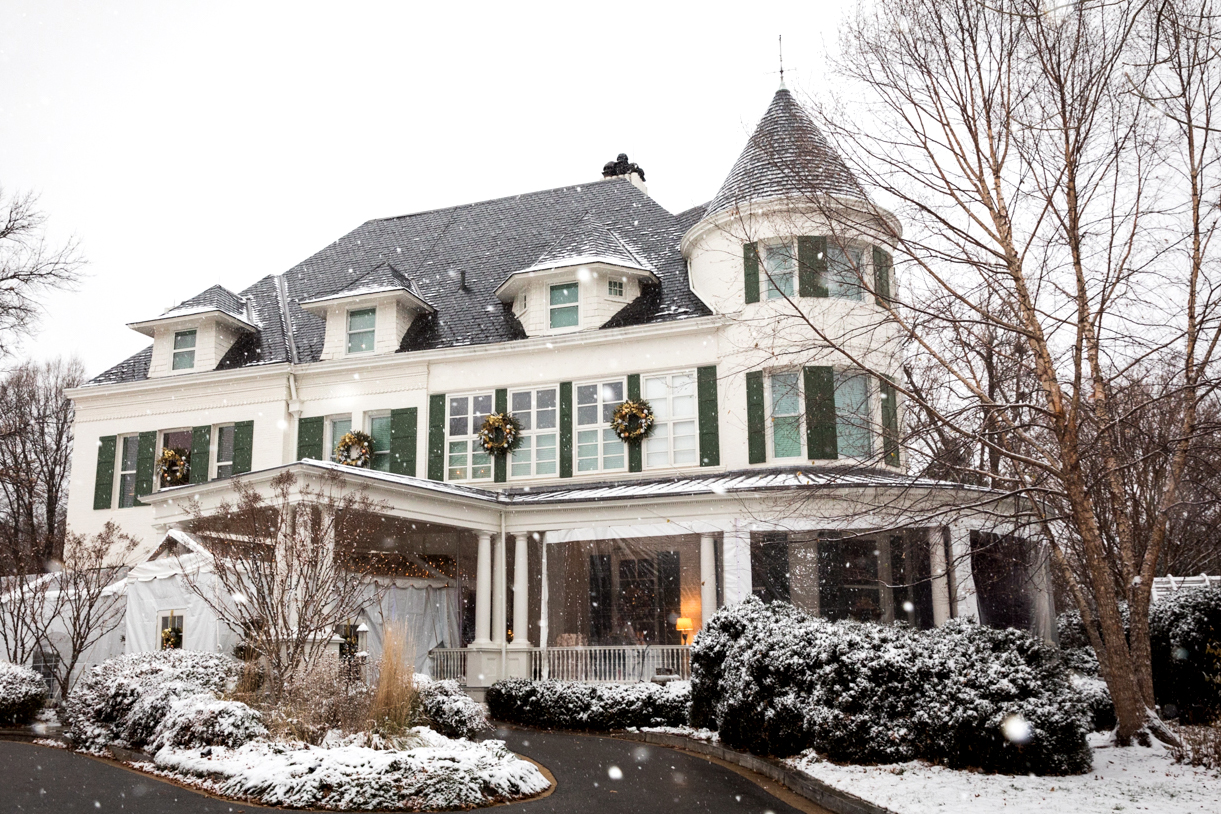
美國天文台環路一號
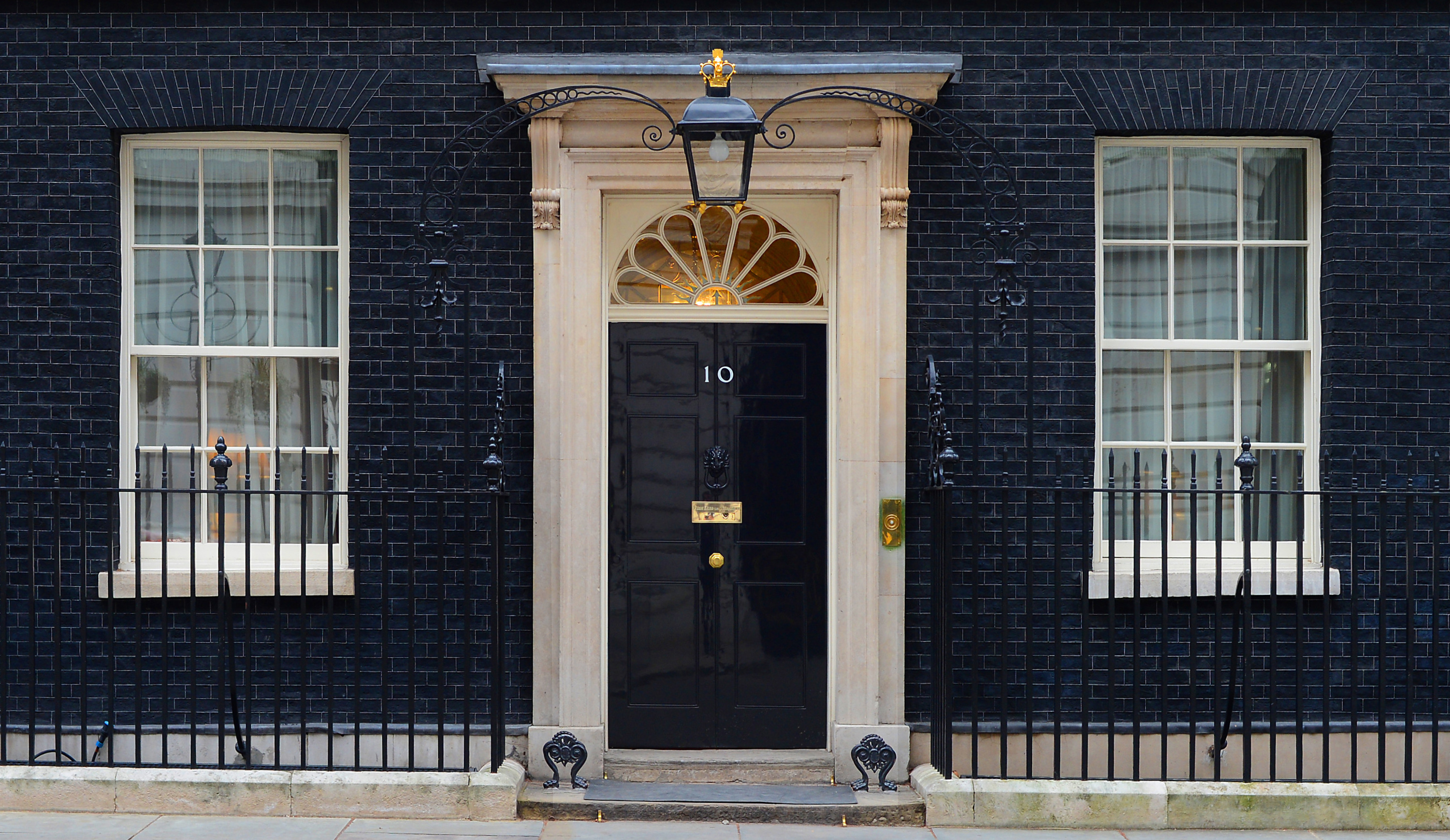
英国唐寧街10號
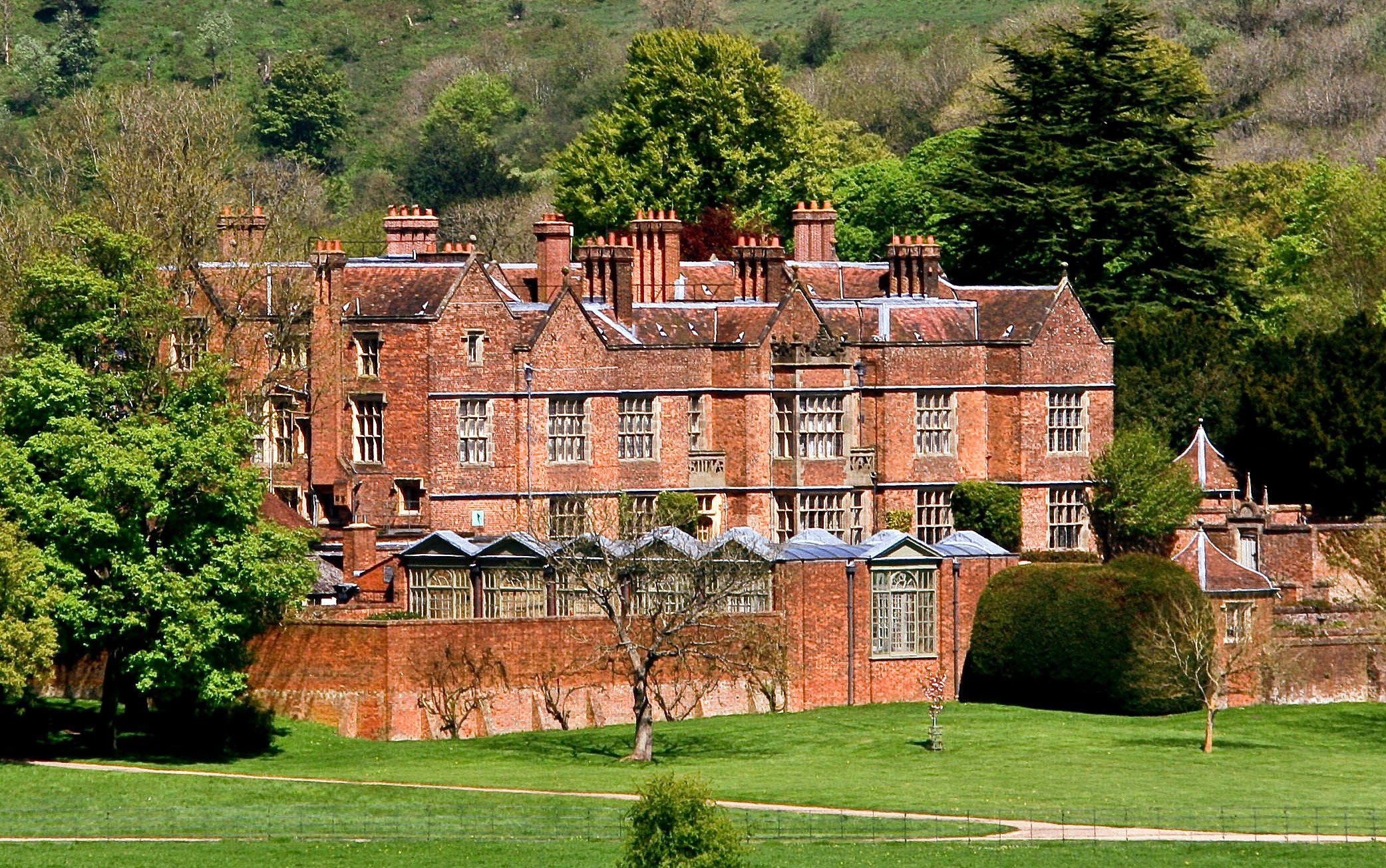
英國契克斯
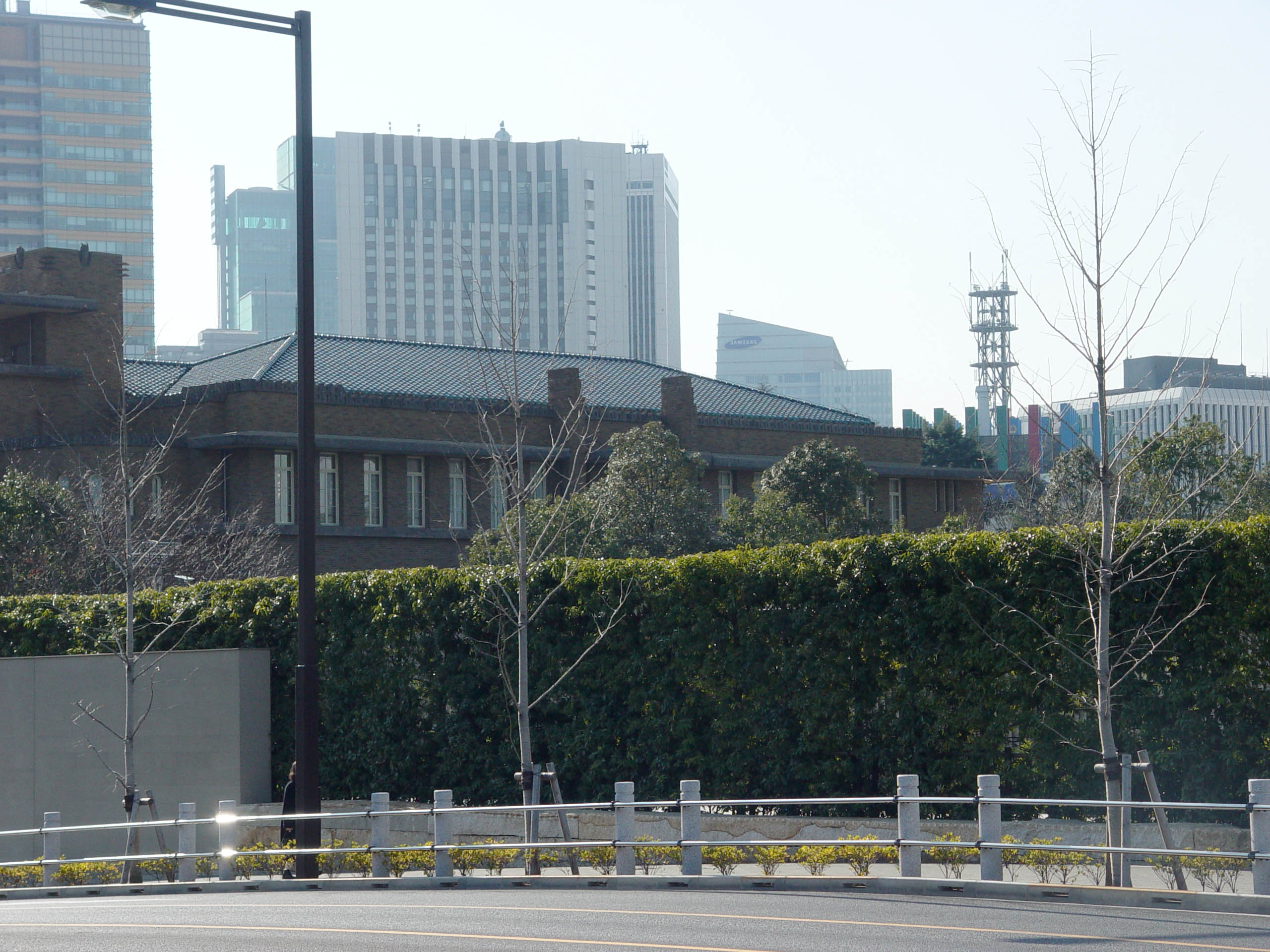
日本內閣總理大臣公邸（日语：内閣総理大臣公邸）
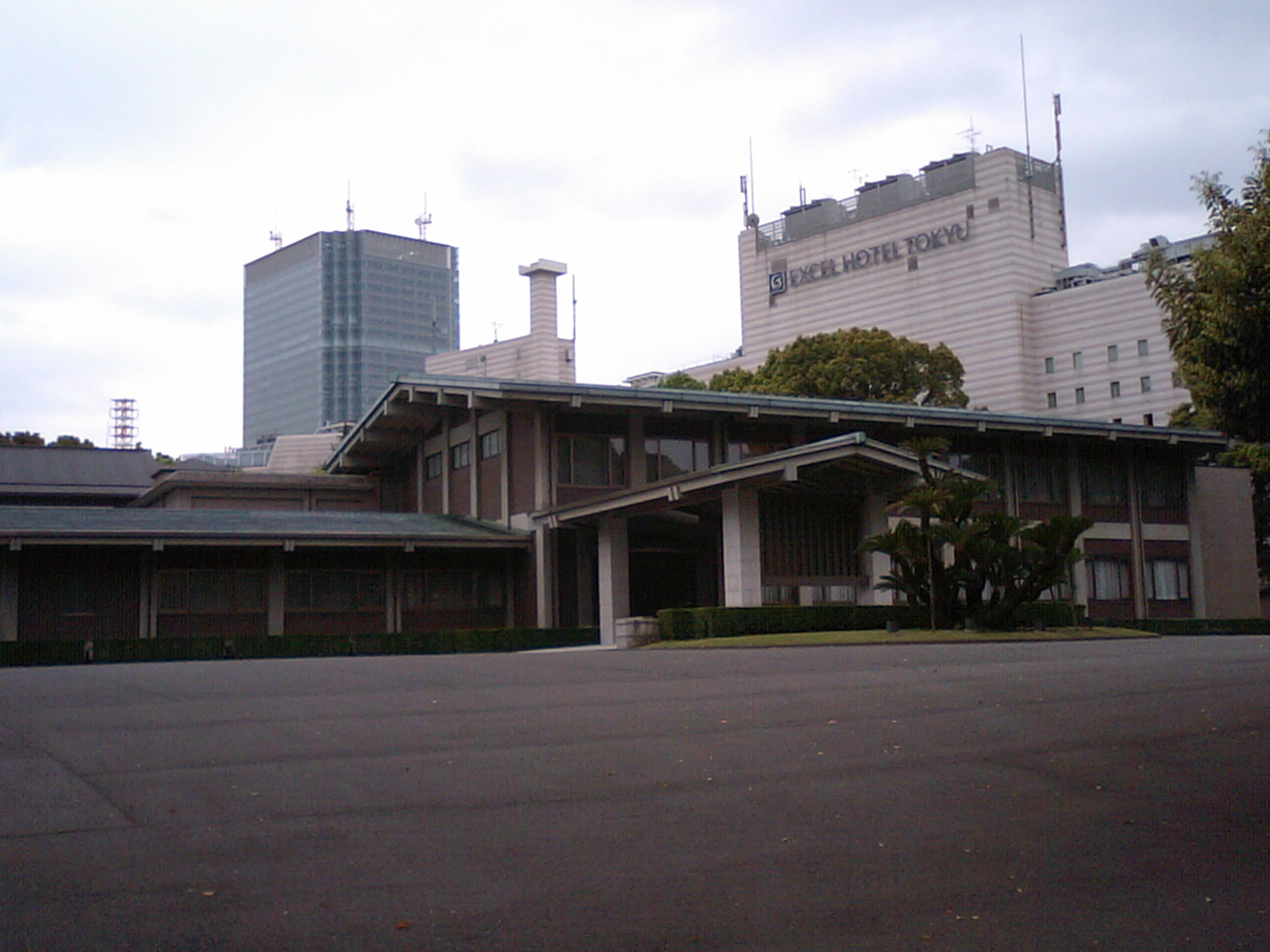
日本眾議院議長公邸（日语：衆議院議長公邸）
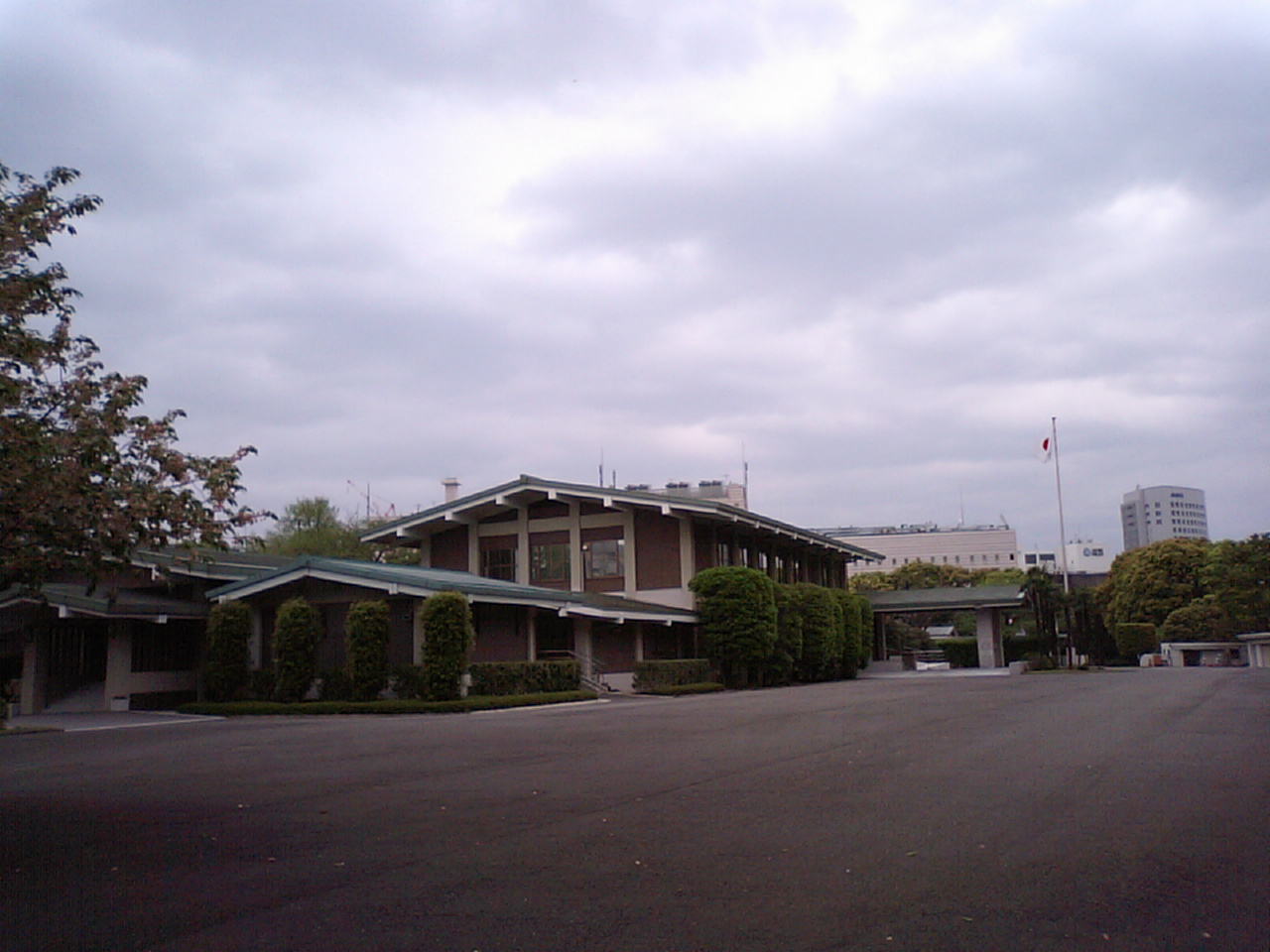
日本參議院議長公邸（日语：参議院議長公邸）
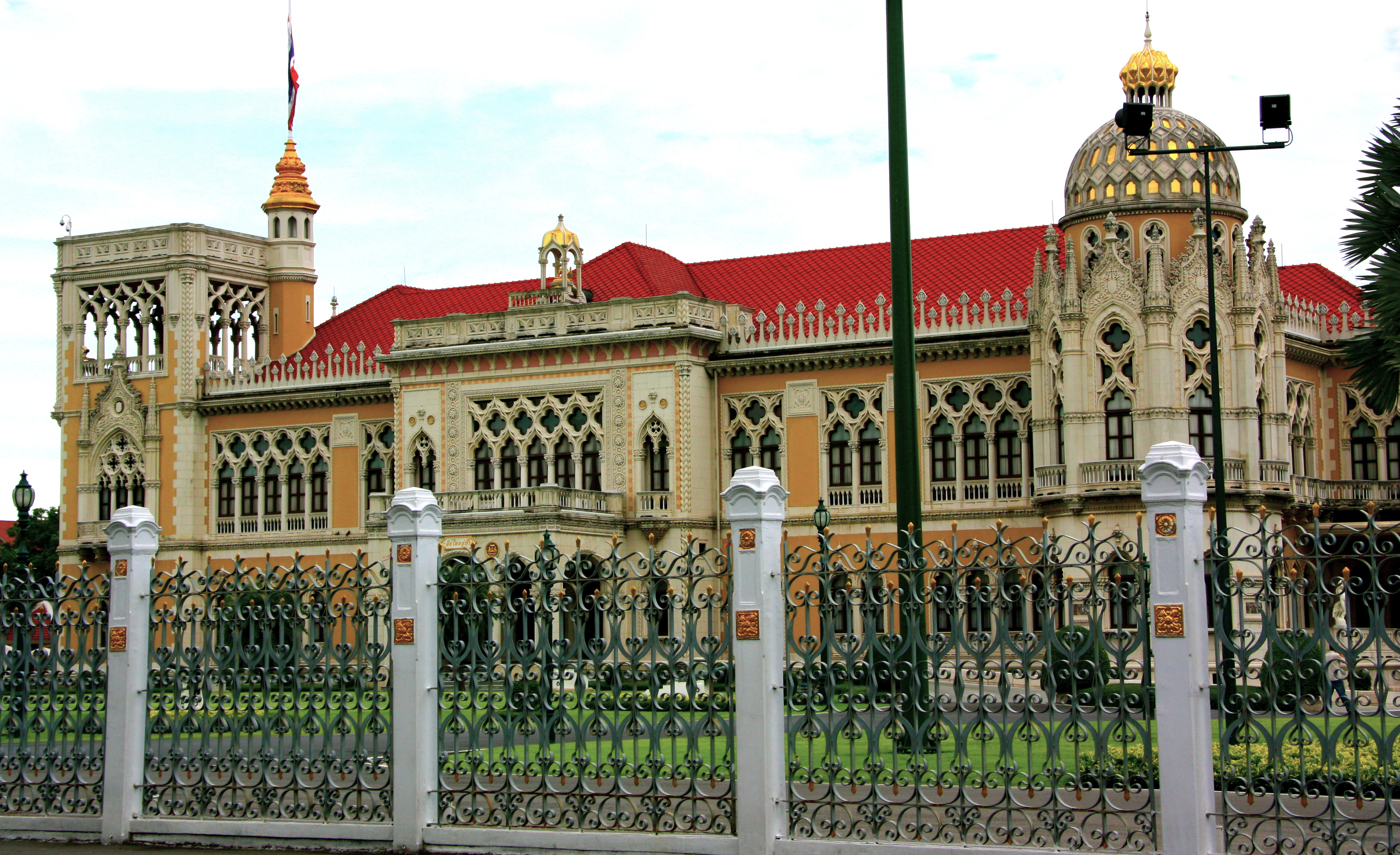
泰國總理府
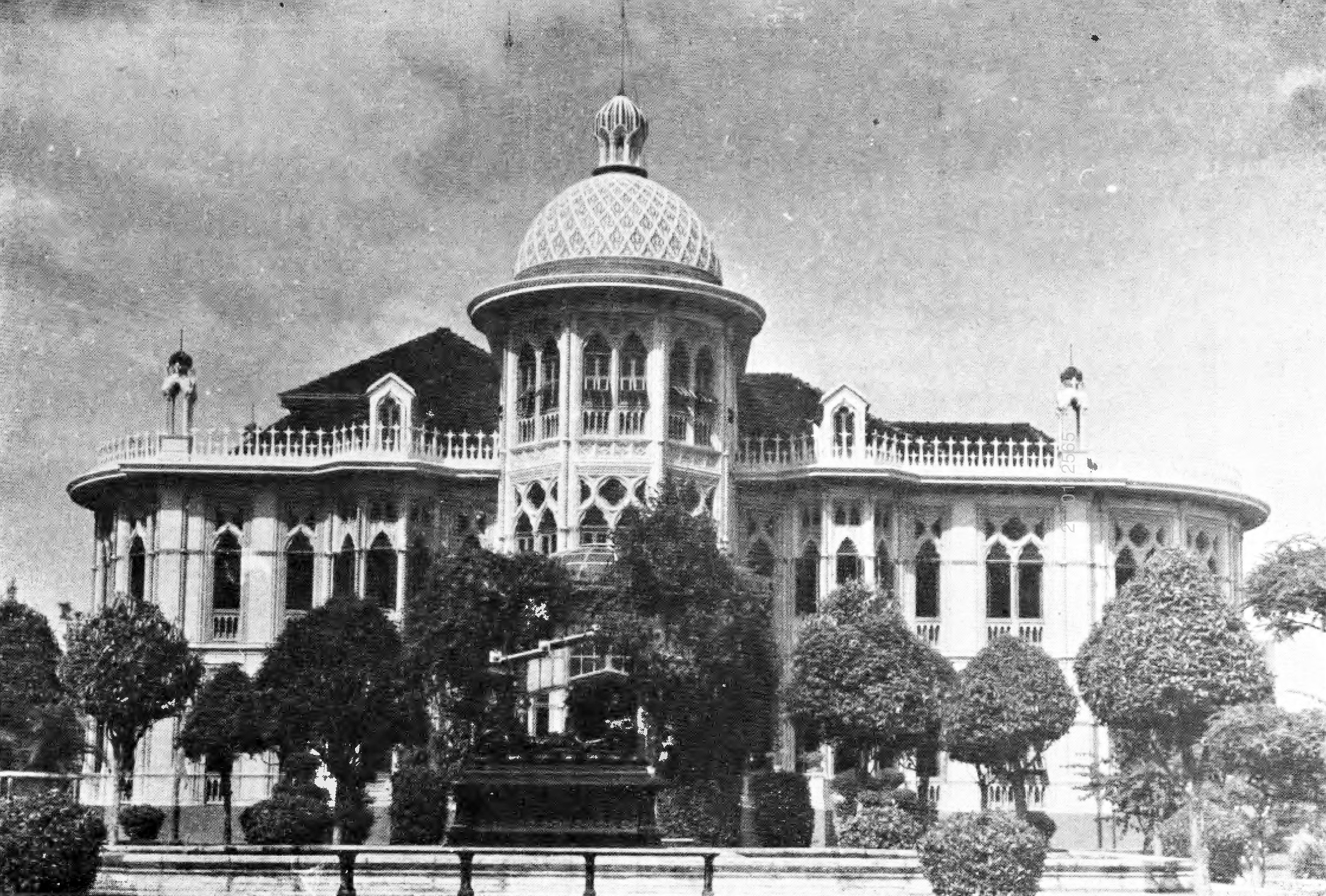
泰國彭世洛府
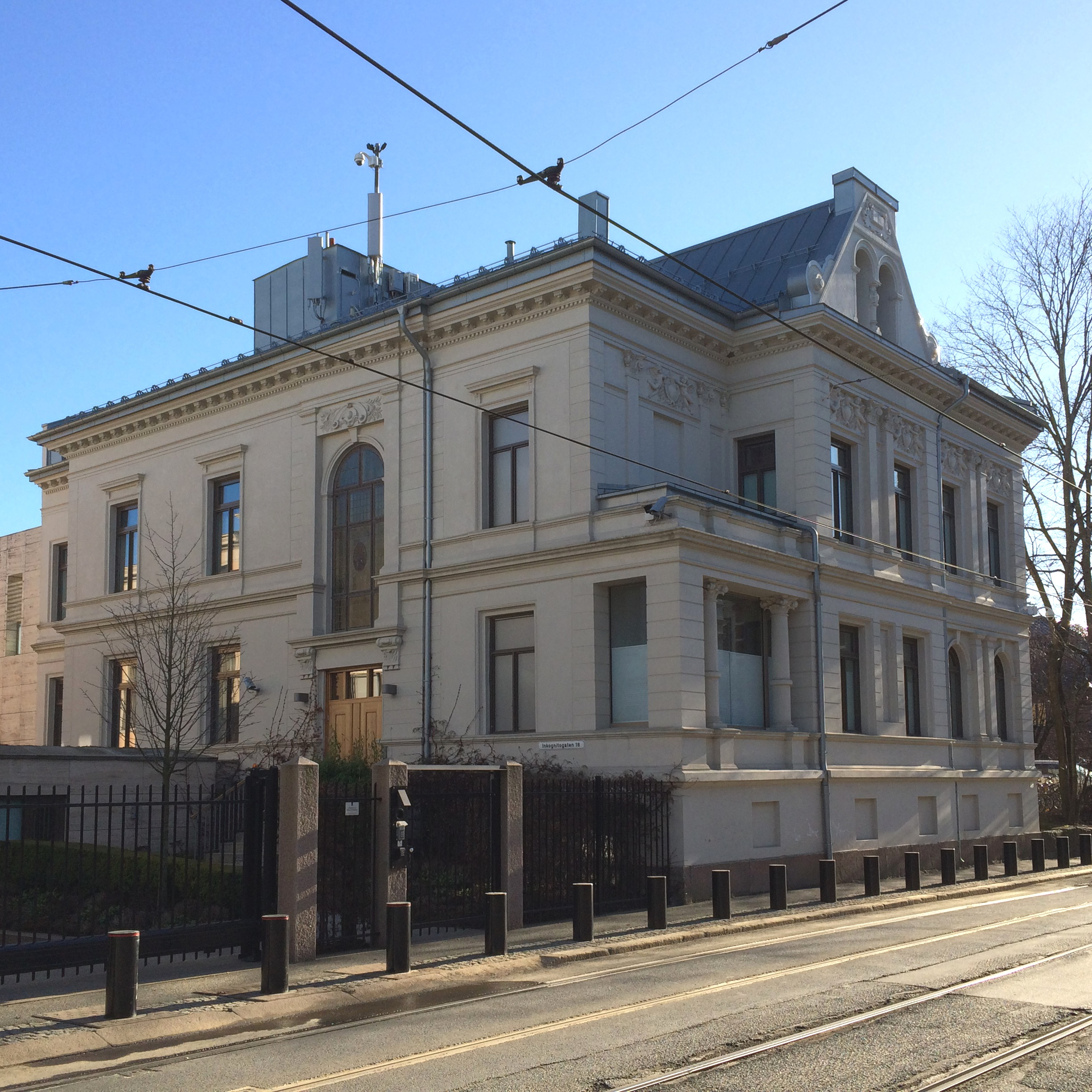
挪威首相官邸
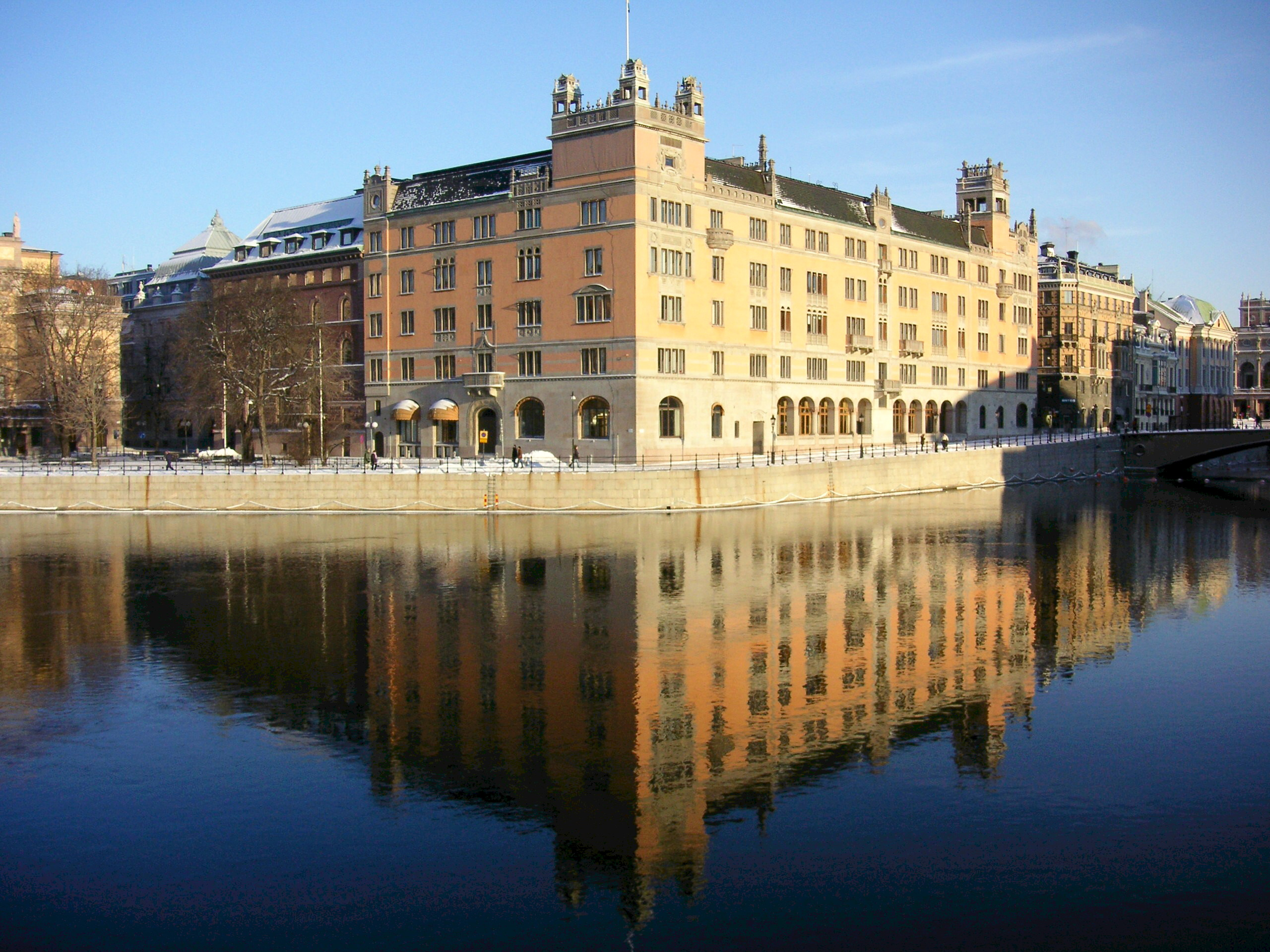
瑞典羅森巴德
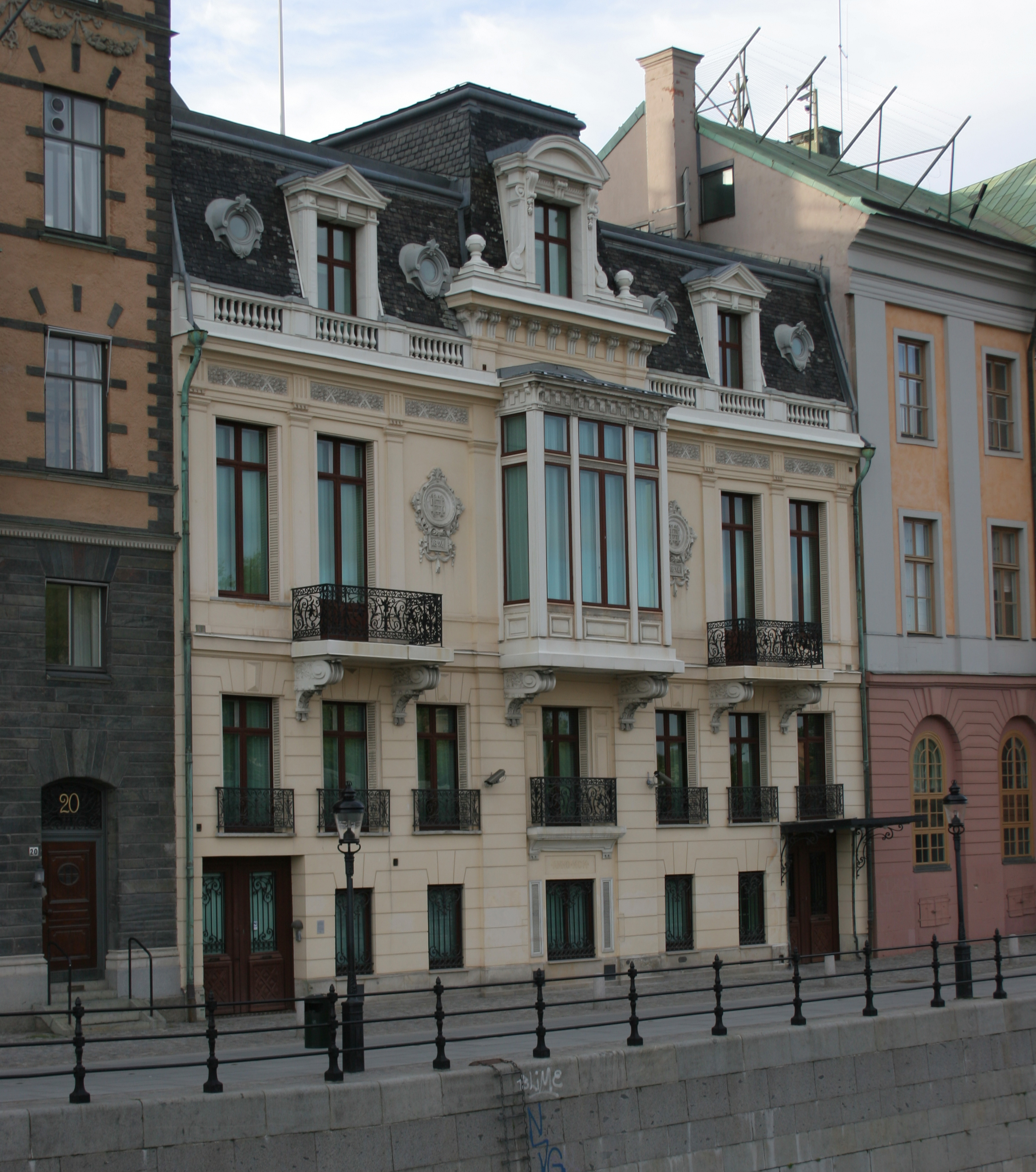
瑞典薩格爾府
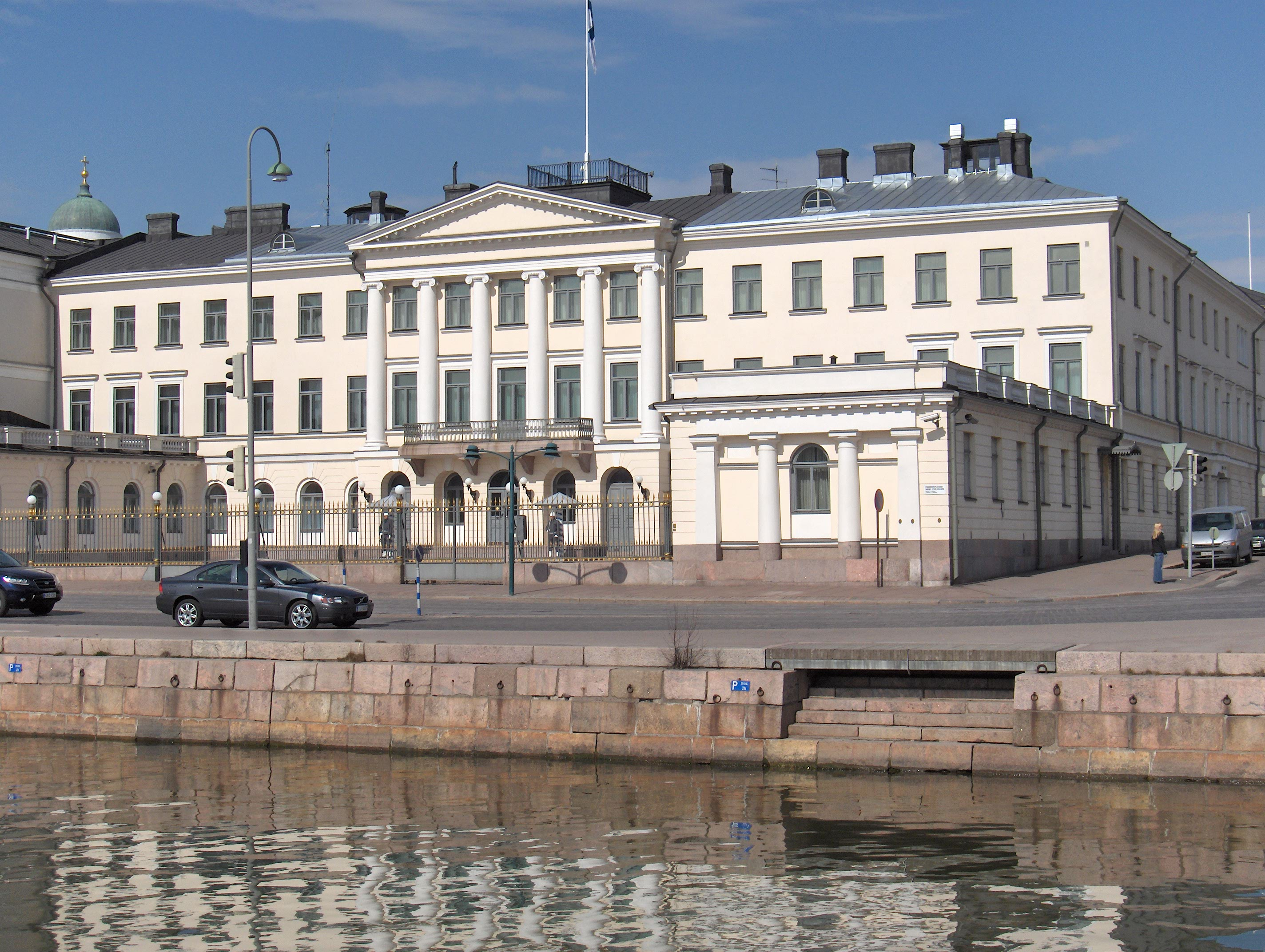
芬蘭總統府
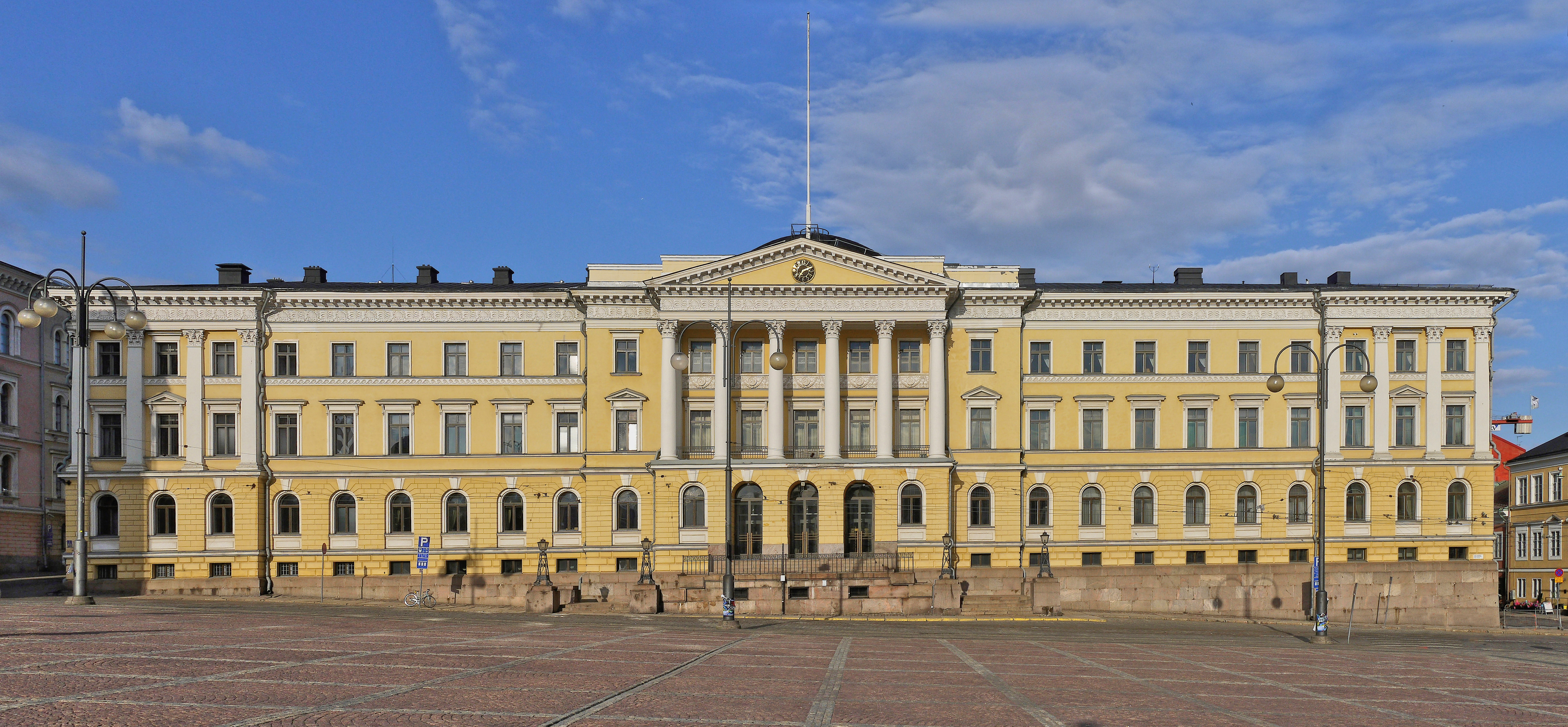
芬蘭政府宮
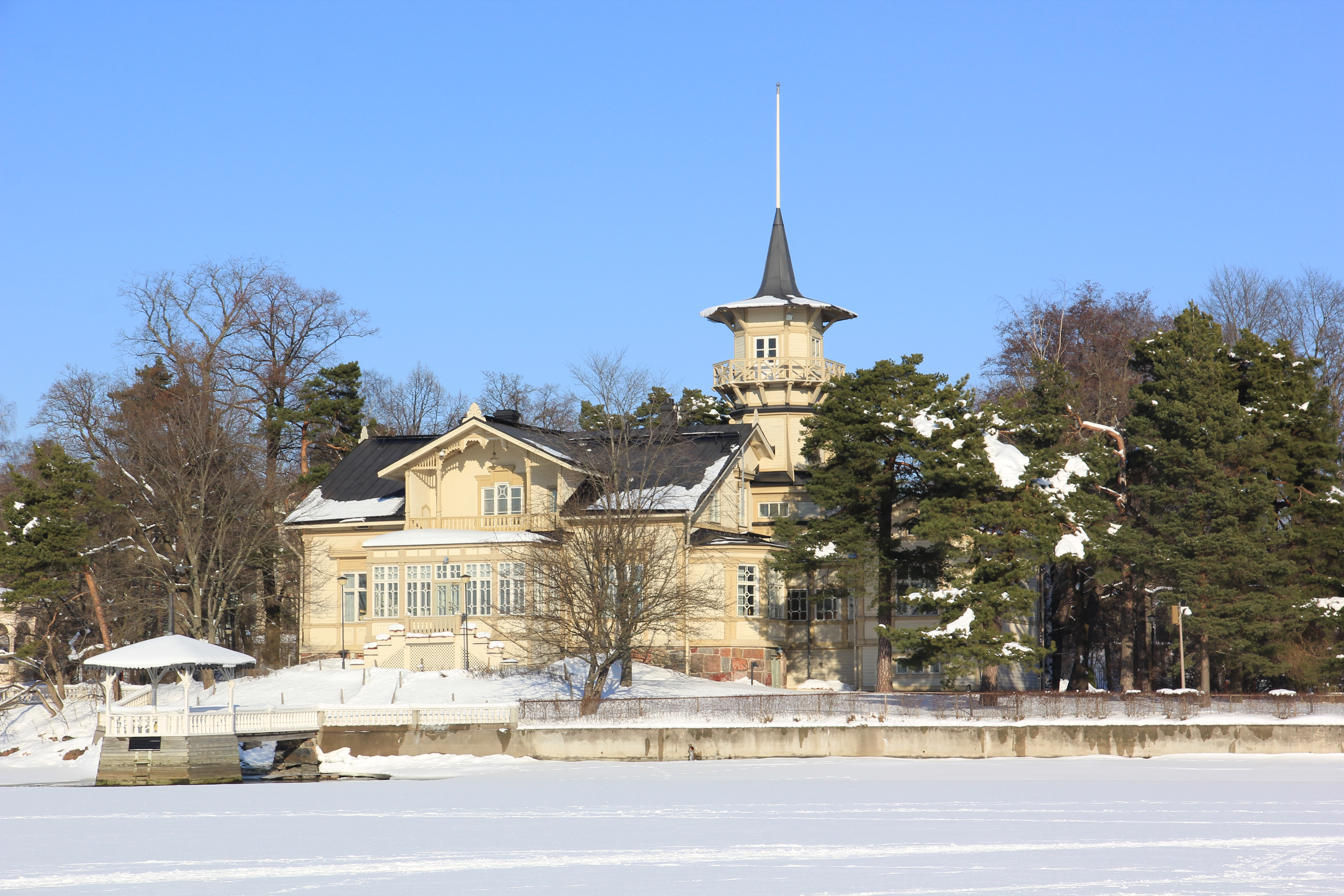
芬蘭夏季海岸官邸
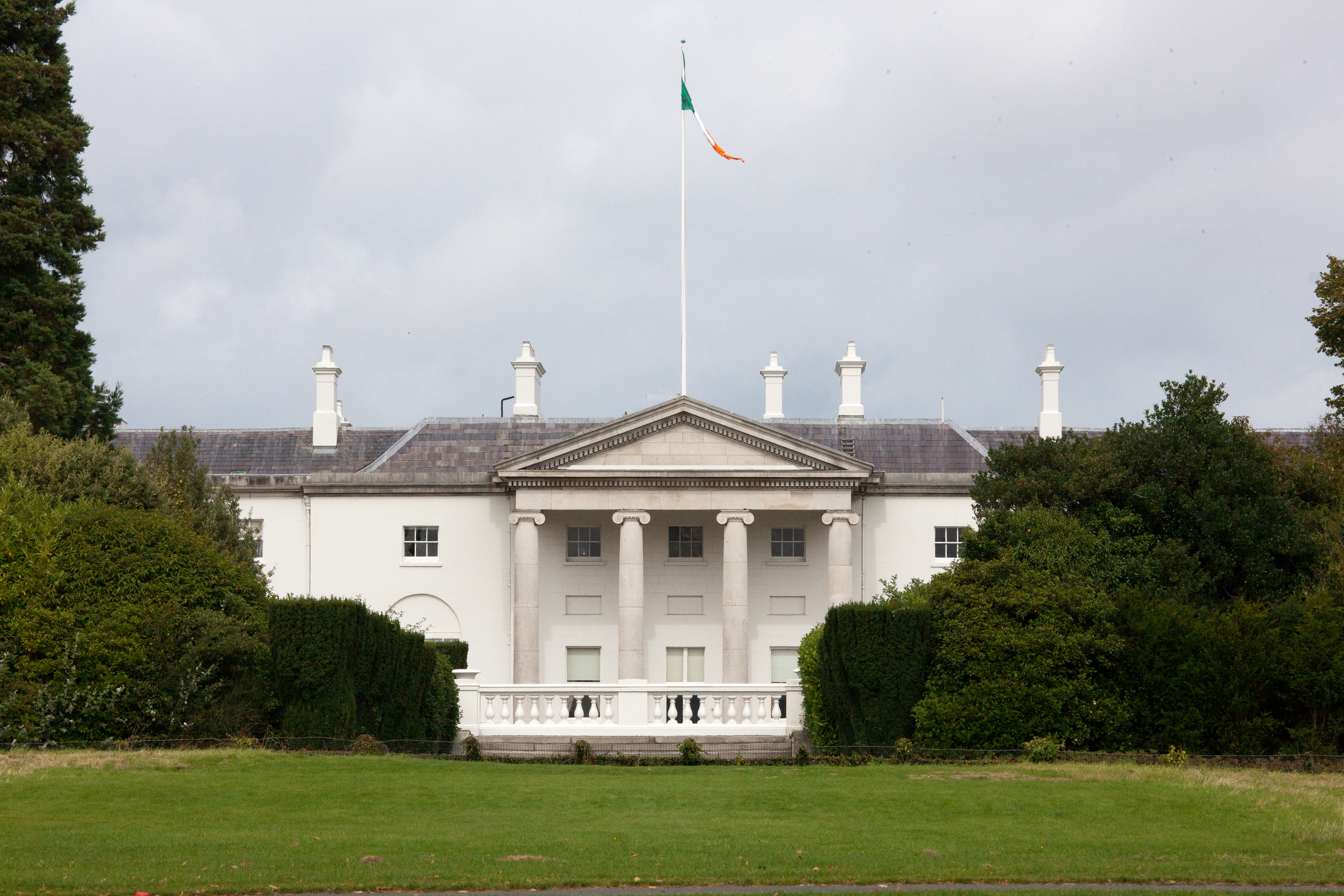
愛爾蘭總統府
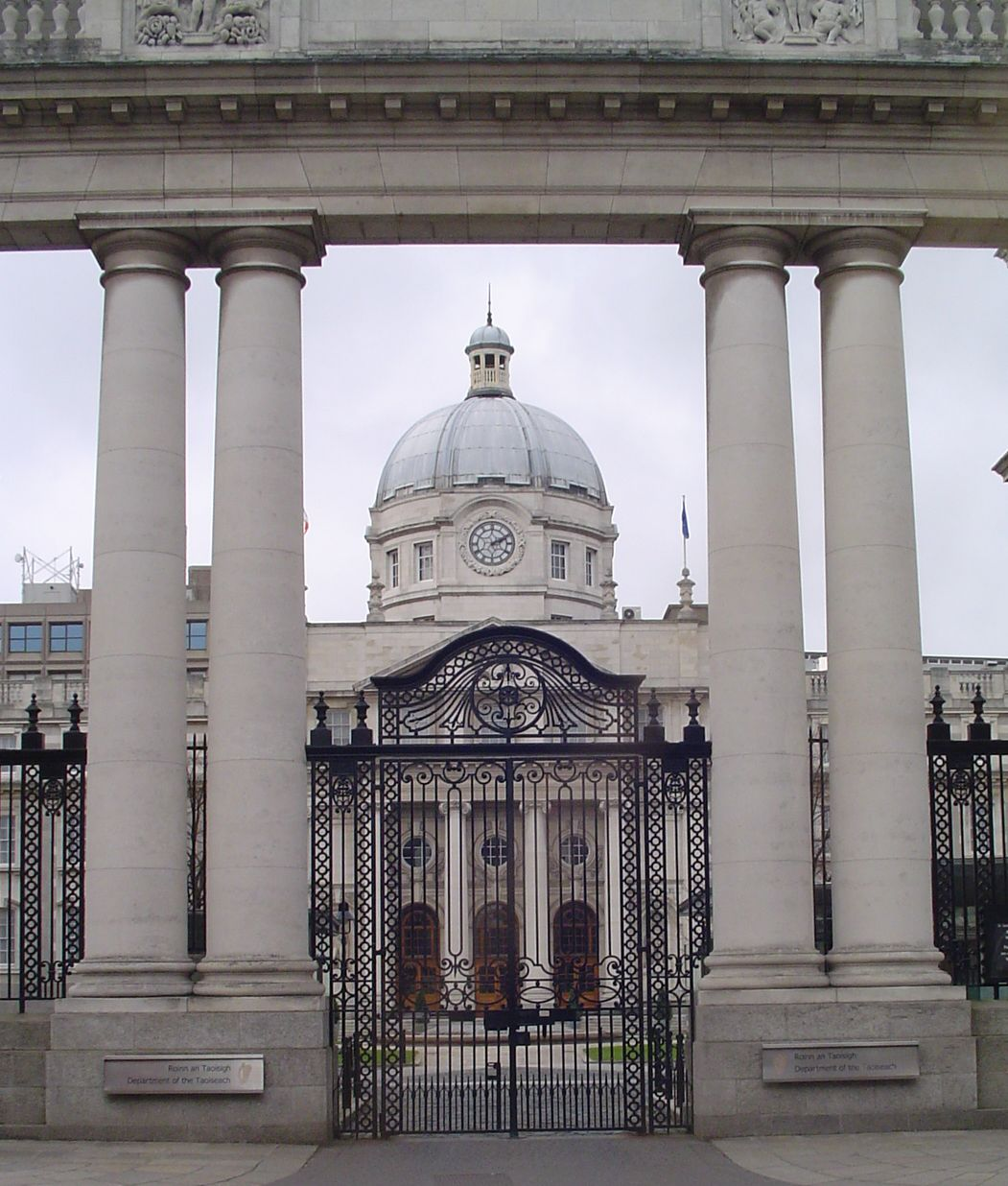
愛爾蘭總理府
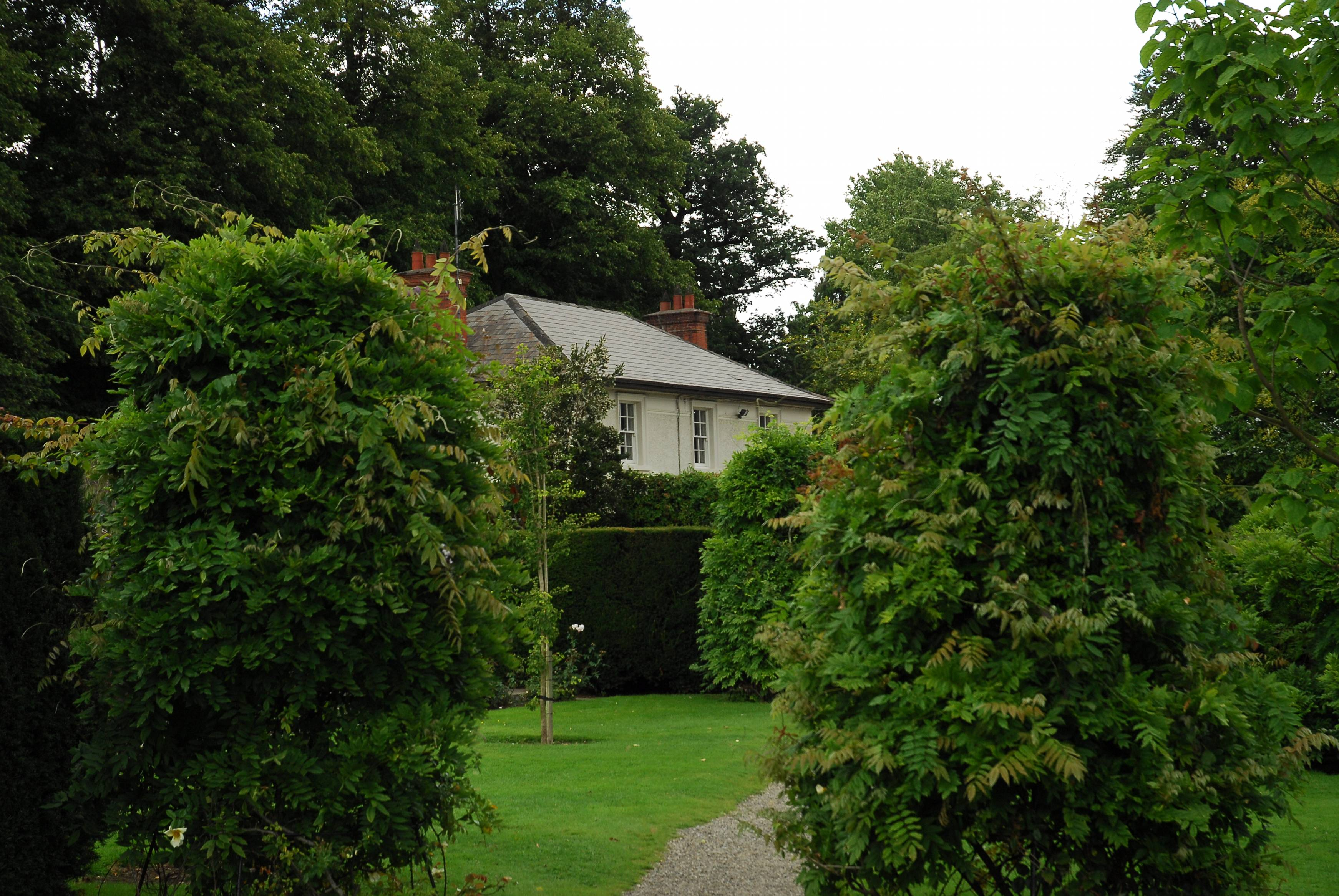
愛爾蘭總理官邸（英语：Steward's Lodge）
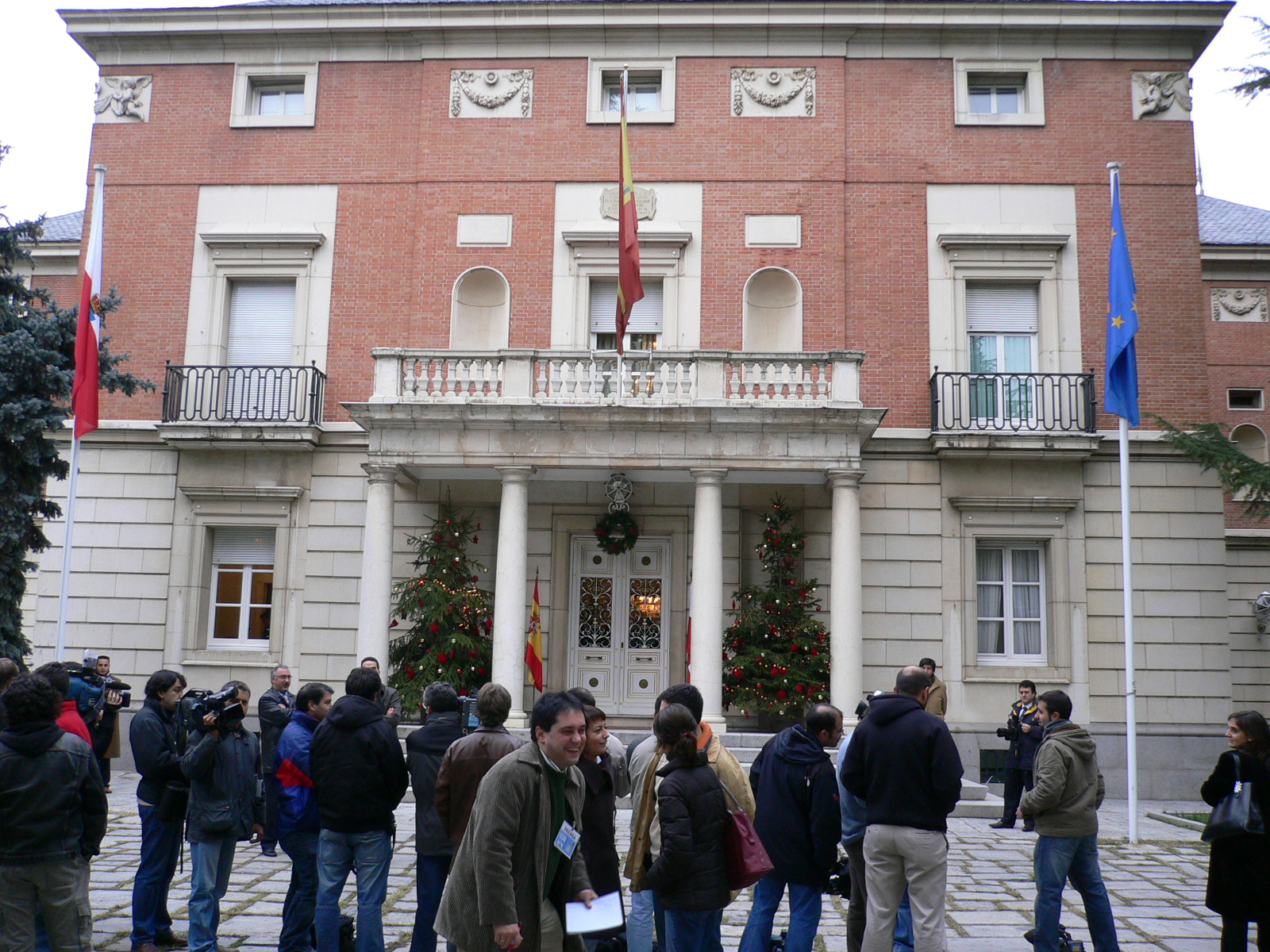
西班牙蒙克洛亞宮
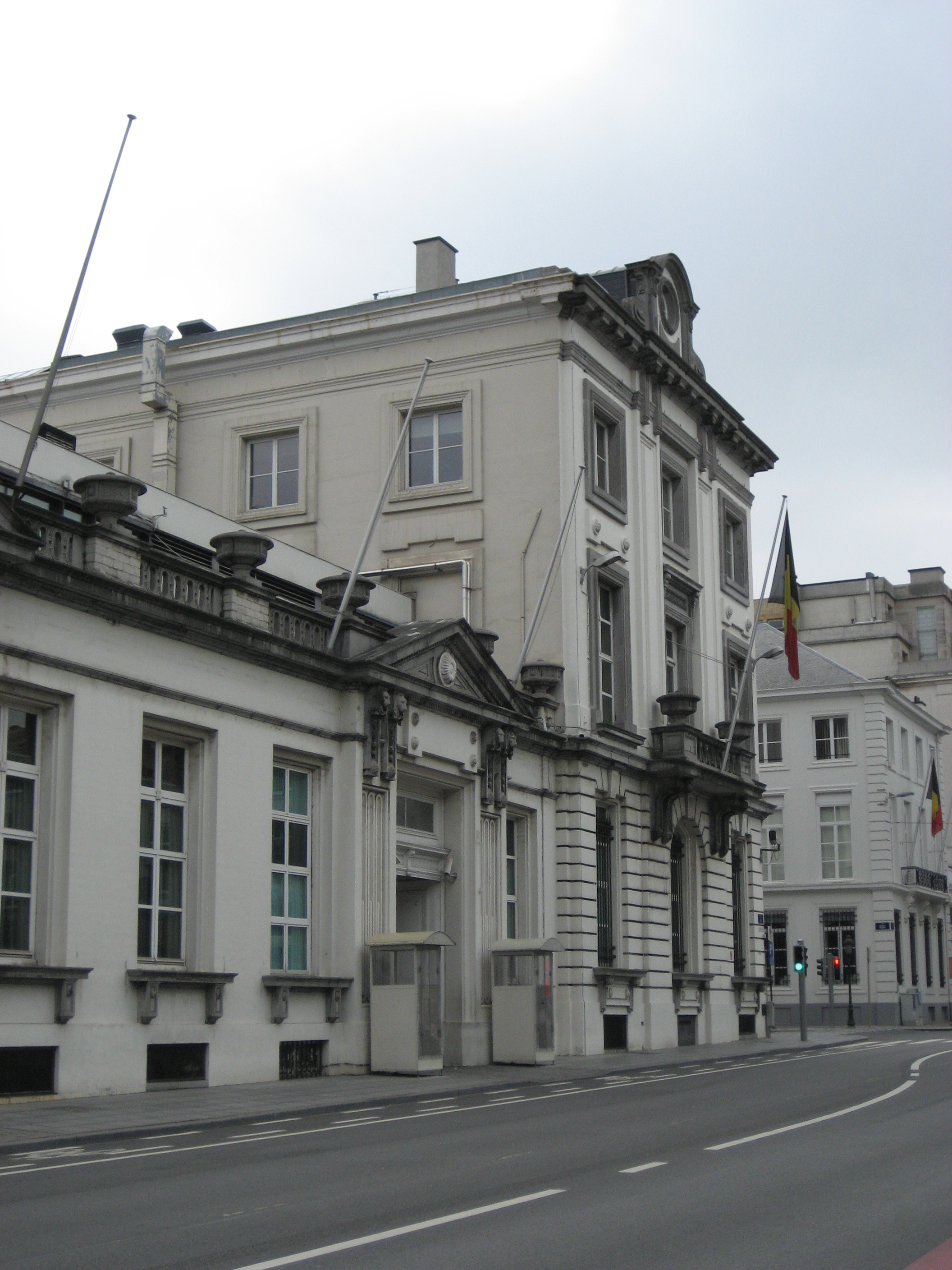
比利時首相府
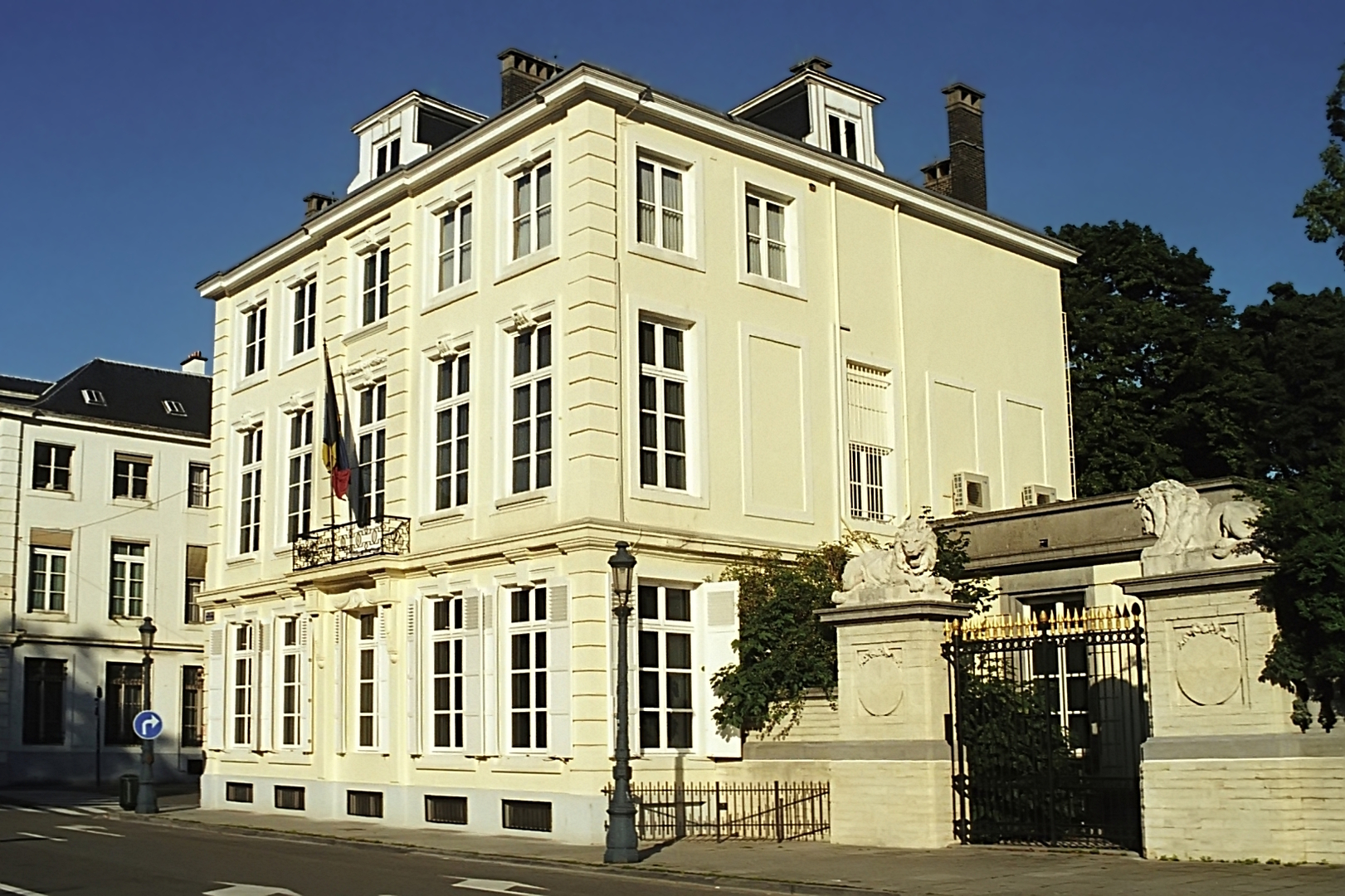
比利時朗贝尔蒙府（法语：Résidence du Premier ministre de Belgique）
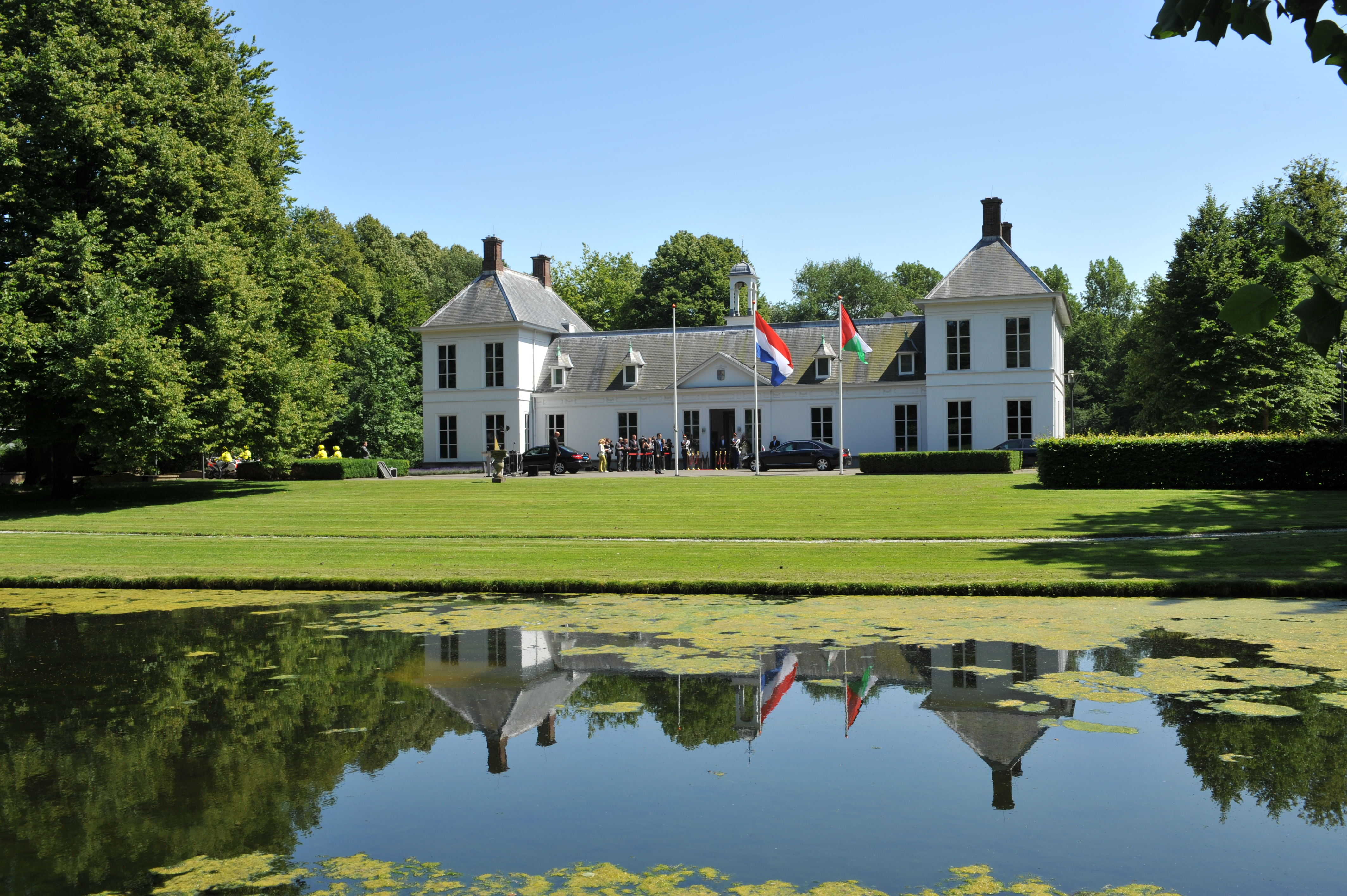
荷蘭首相官邸（荷兰语：Catshuis）
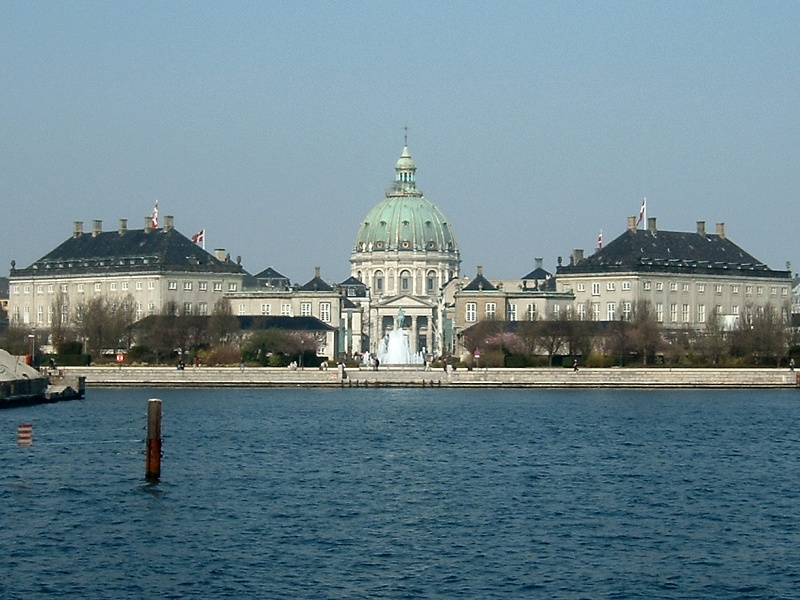
丹麥阿馬林堡宮
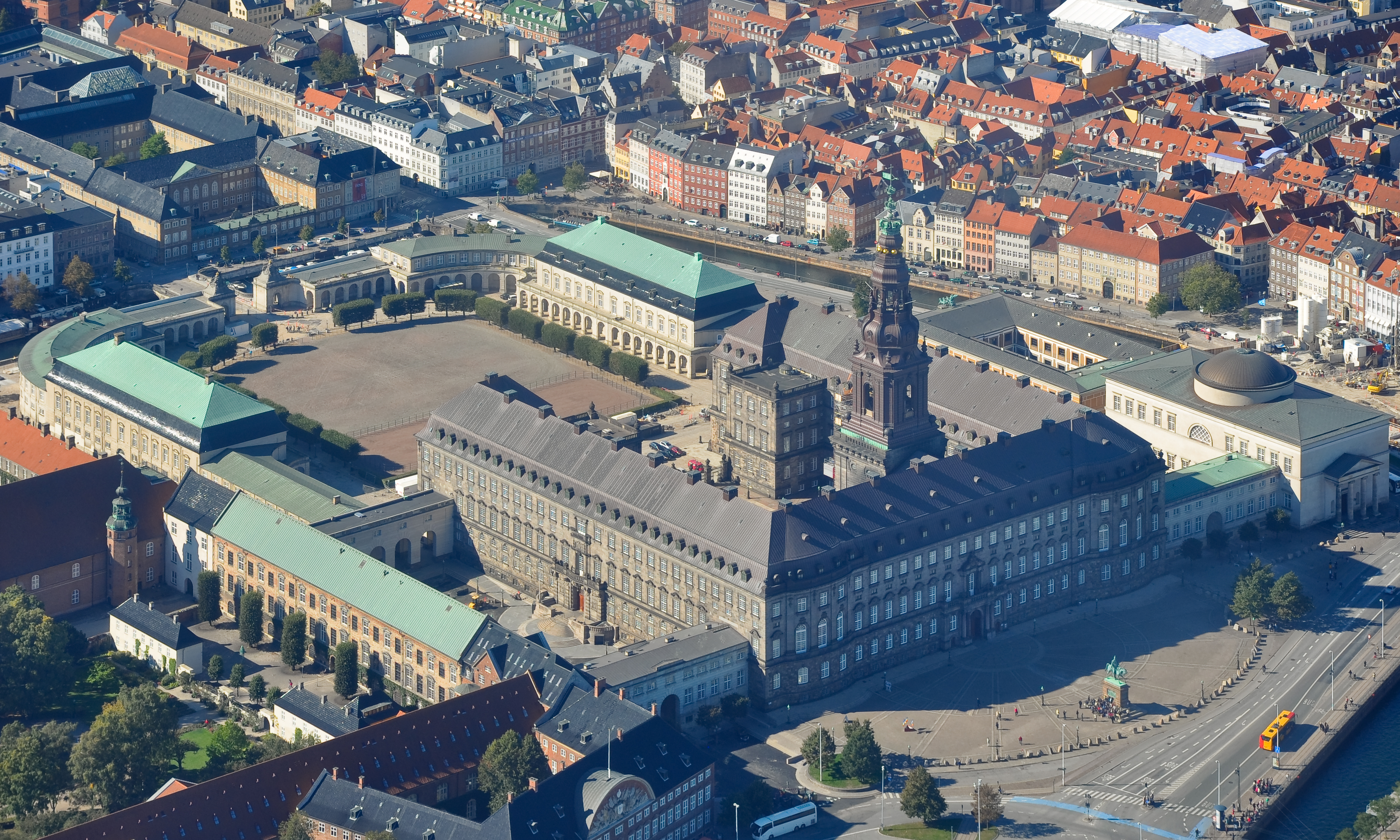
丹麥克里斯蒂安堡宮
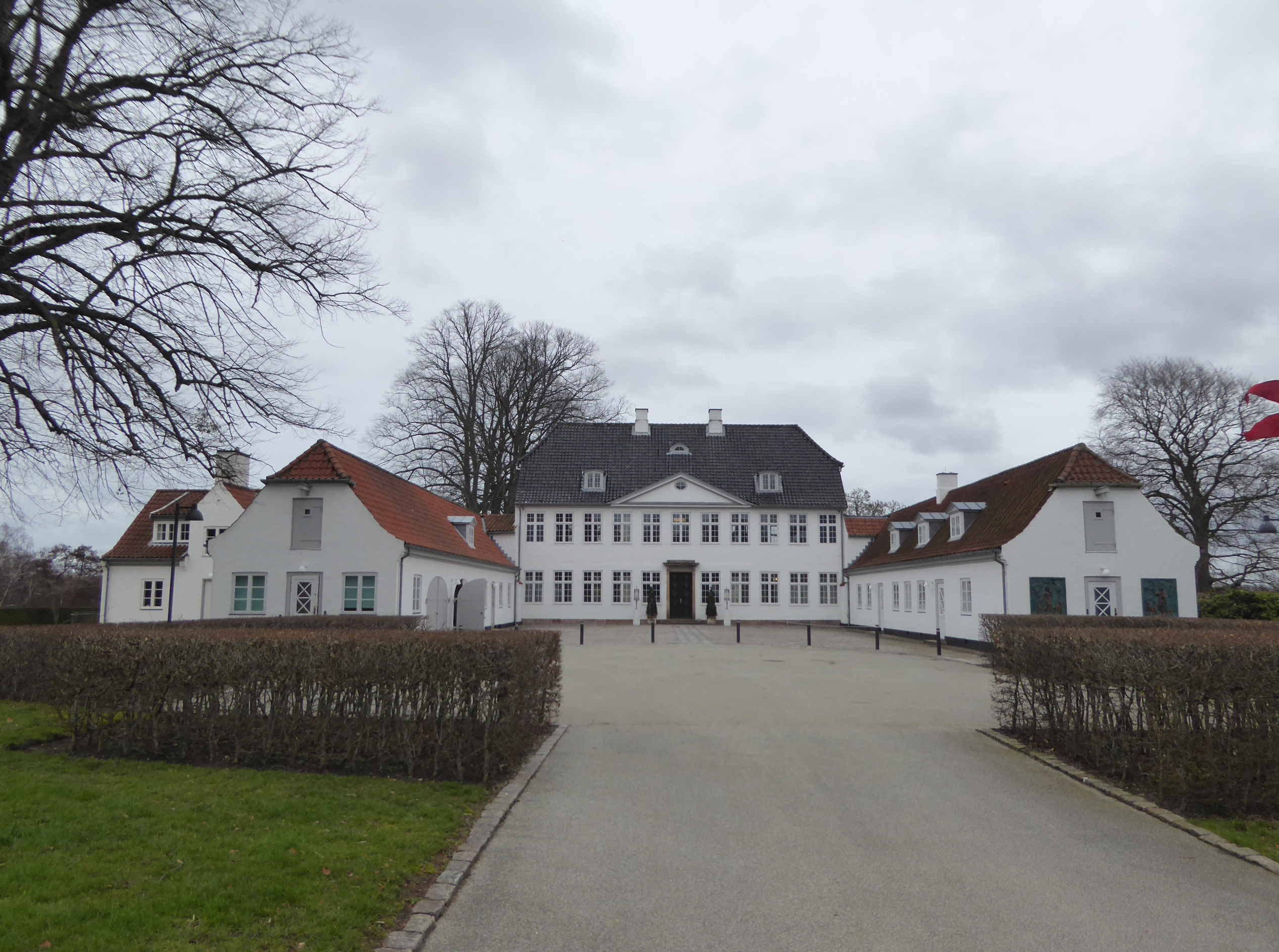
丹麥首相官邸（英语：Marienborg）
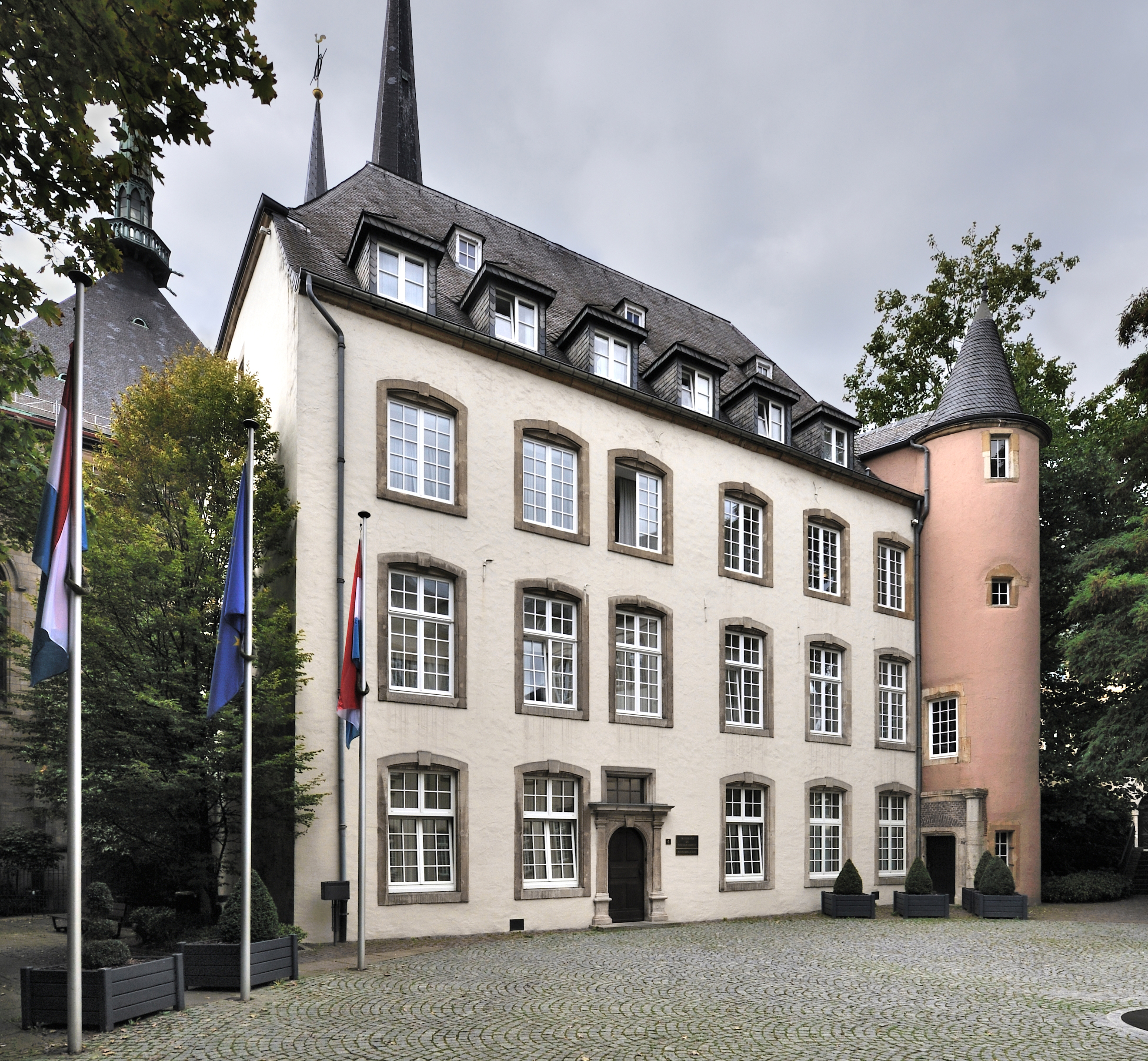
盧森堡勃艮第府（法语：Hôtel de Bourgogne (Luxembourg)）
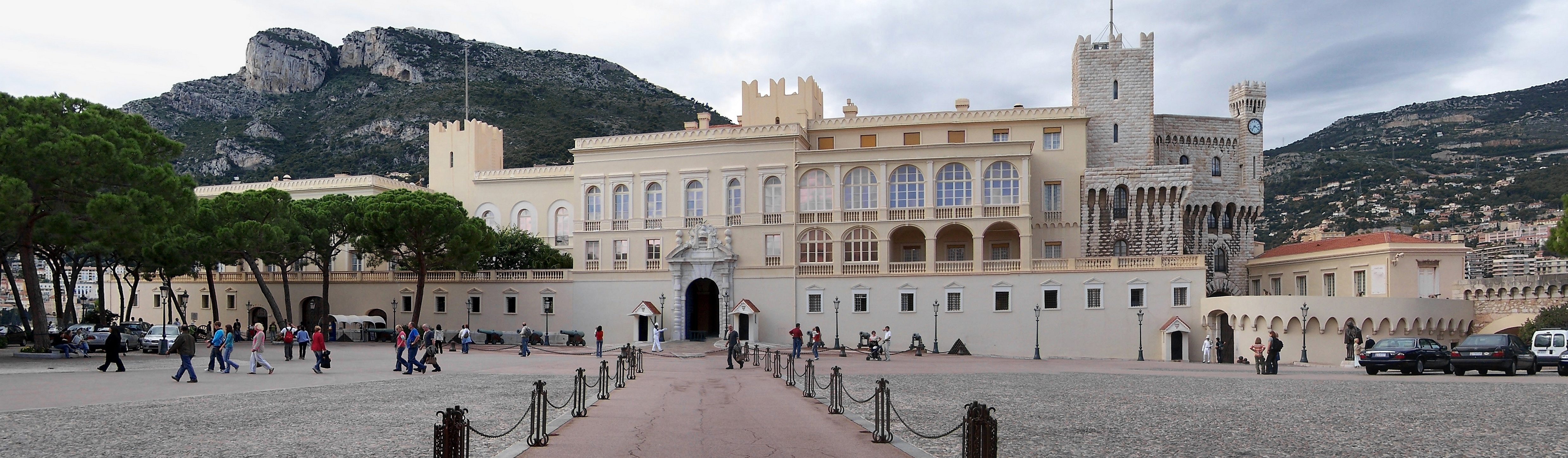
摩納哥親王宮
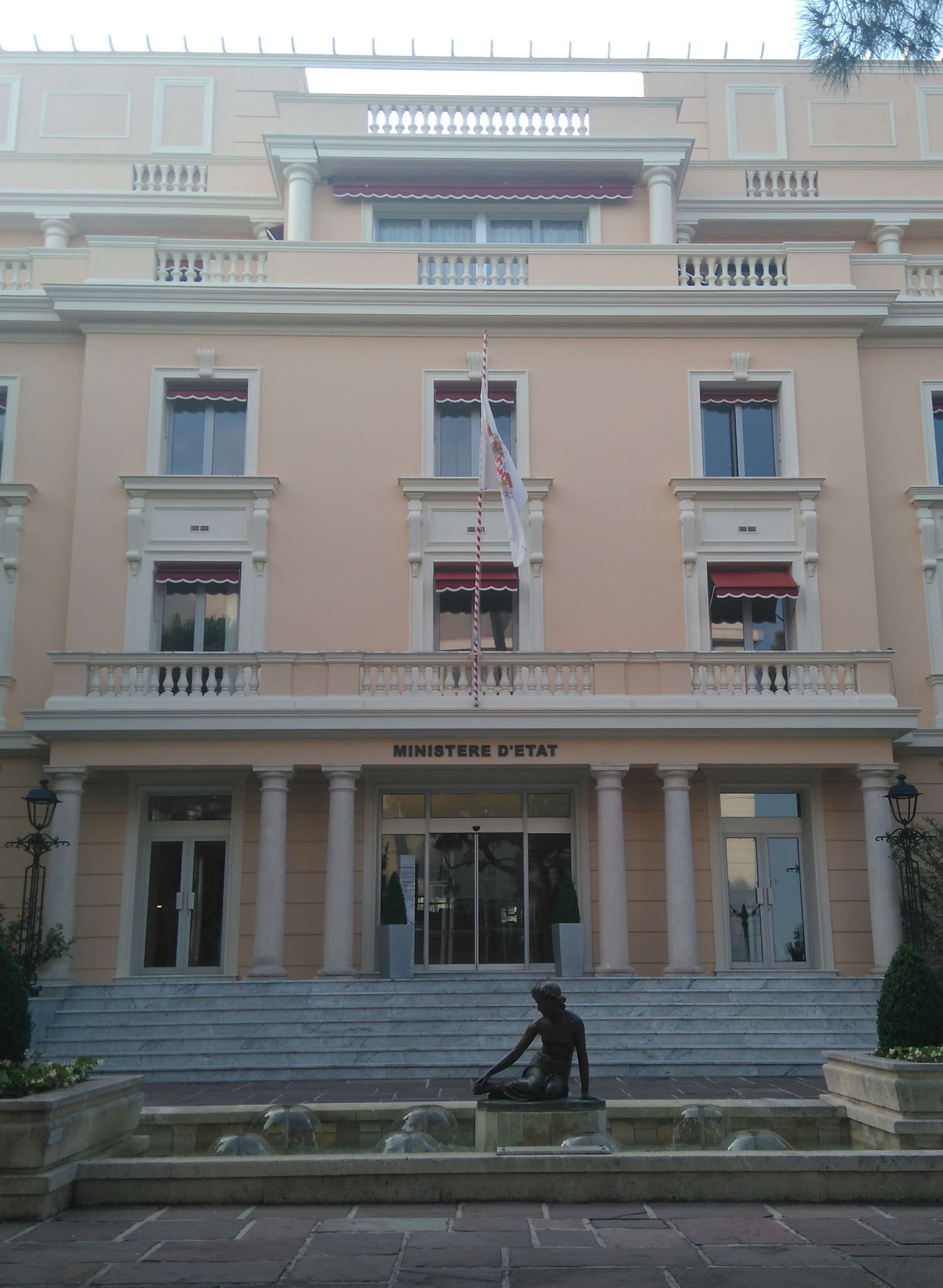
摩納哥首相官邸
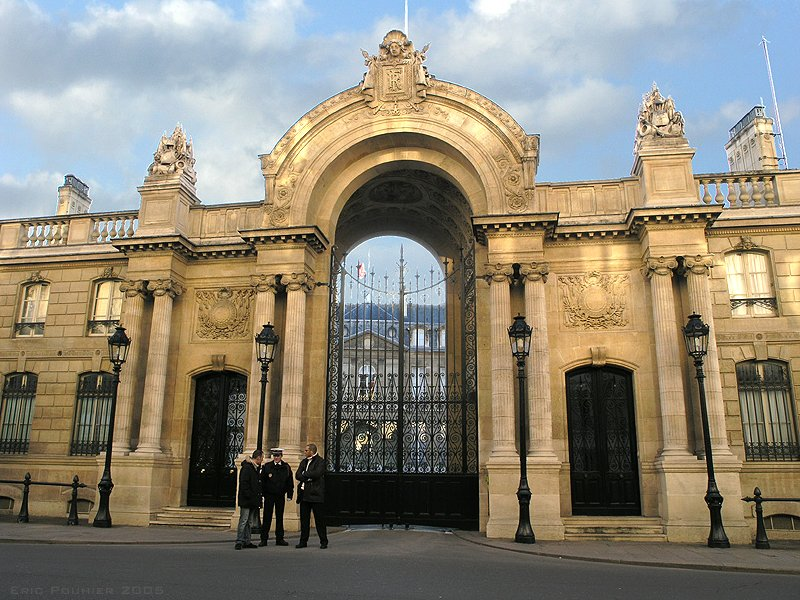
法國愛麗舍宮
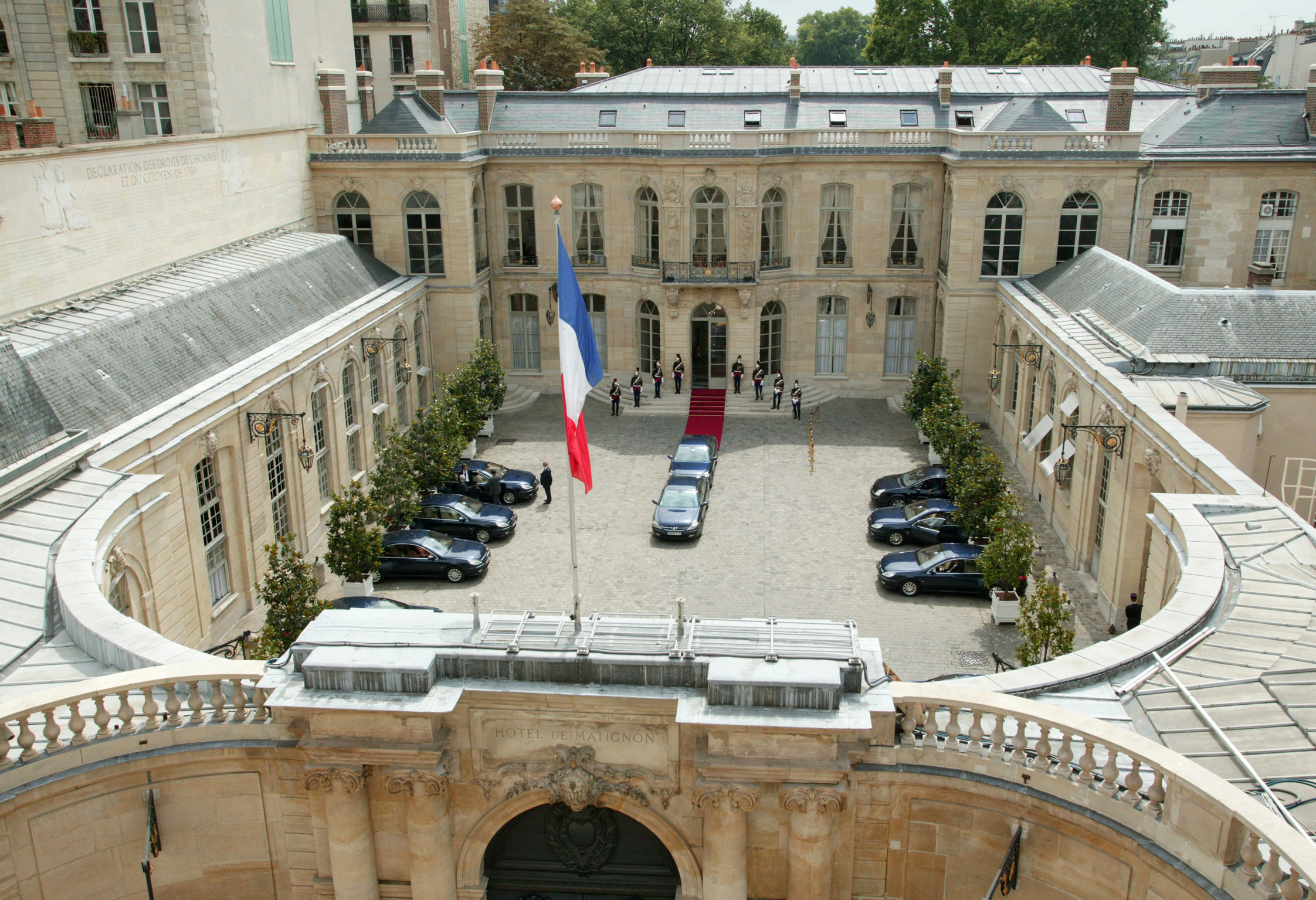
法國馬提尼翁府
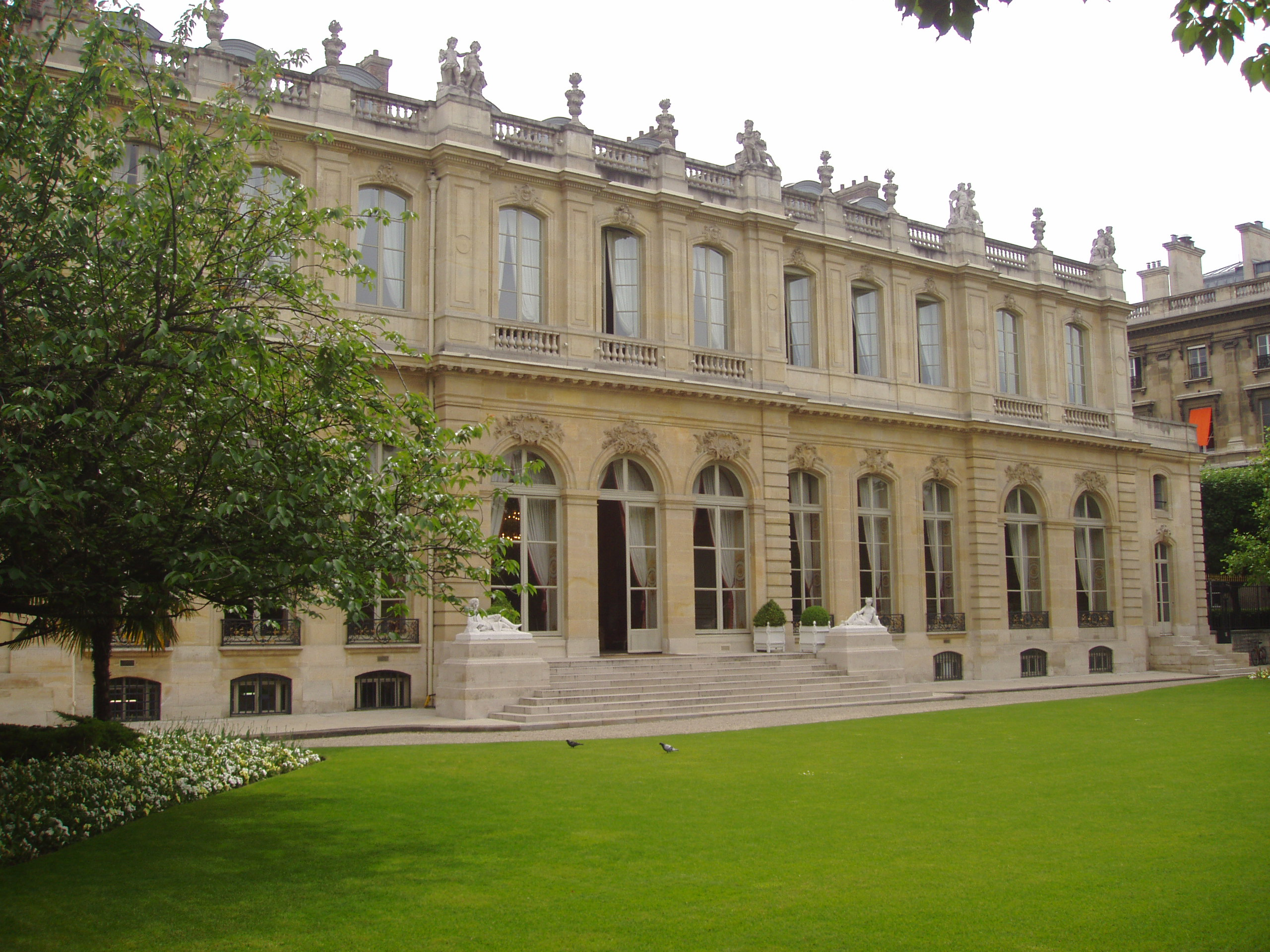
法國拉賽府（法语：Hôtel de Lassay）
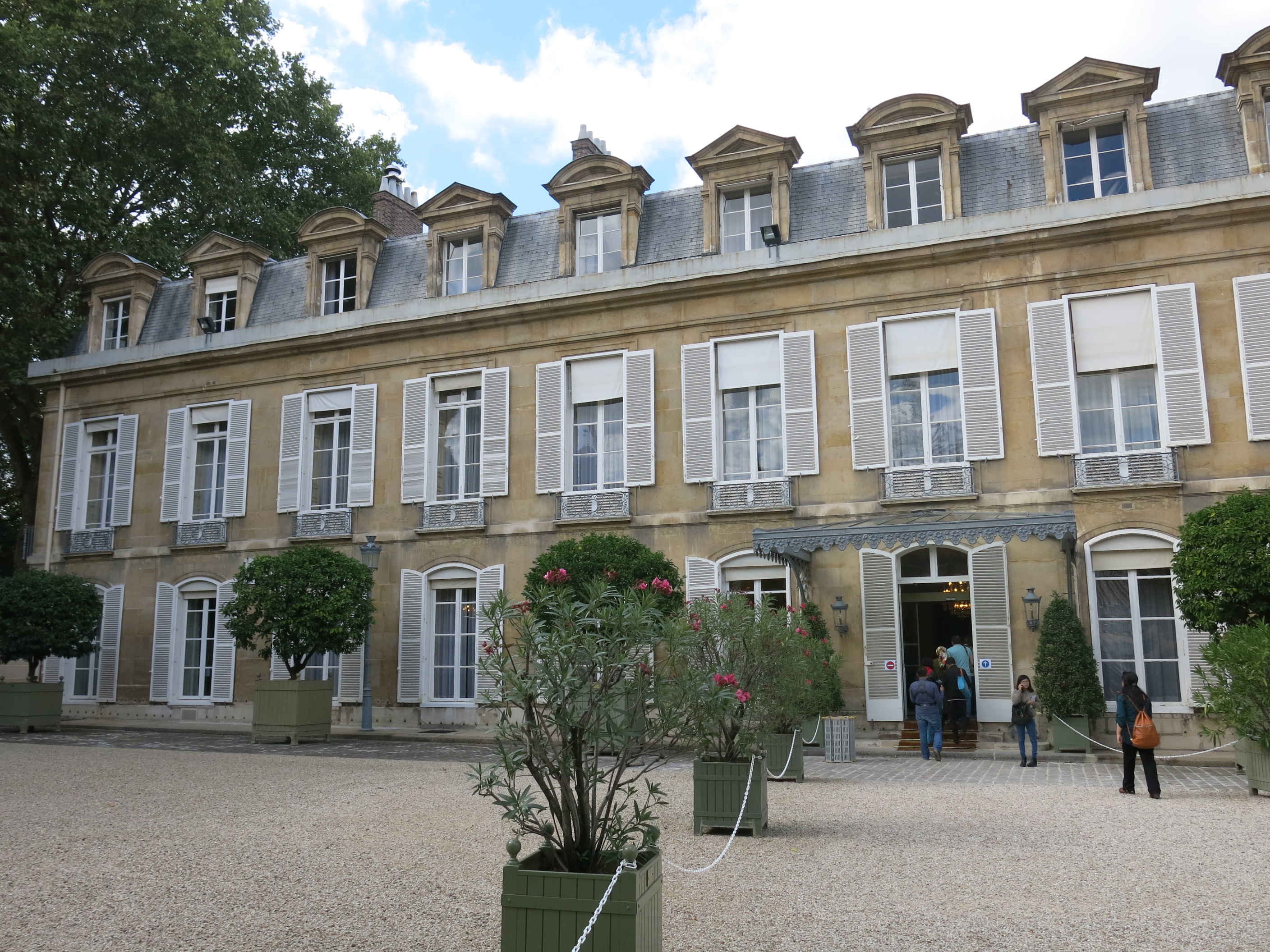
法國小盧森堡（英语：Petit Luxembourg）
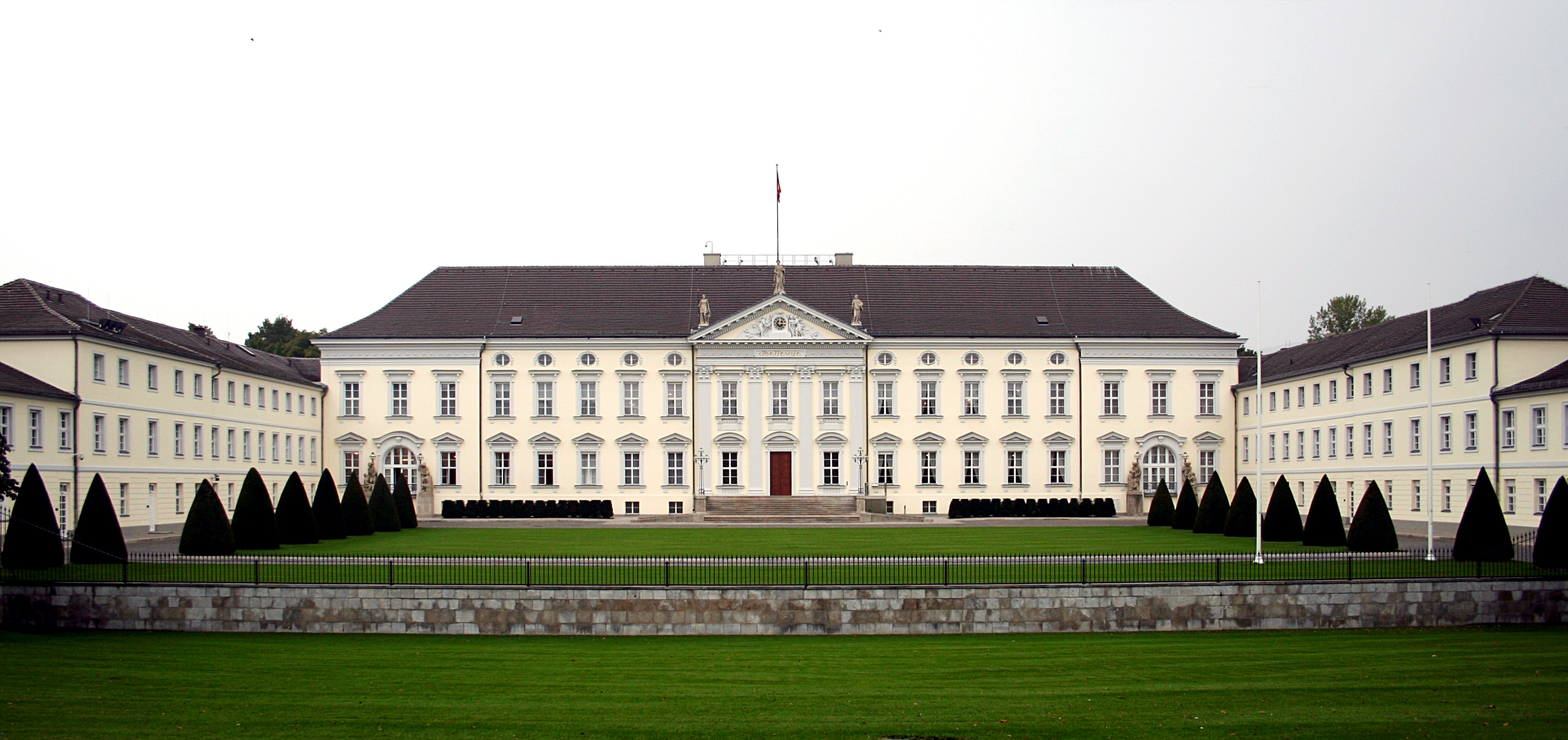
德國總統府
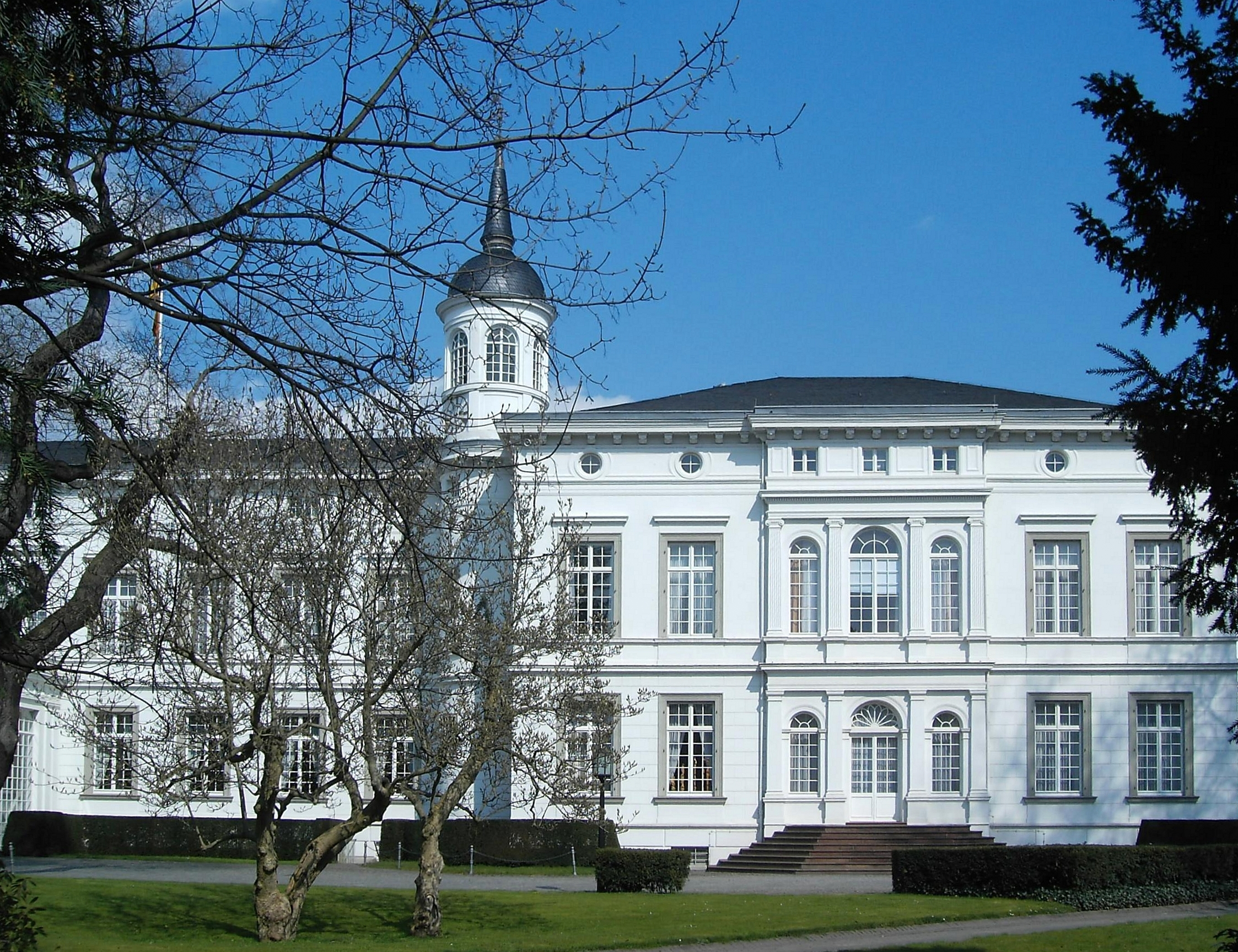
德國總理府
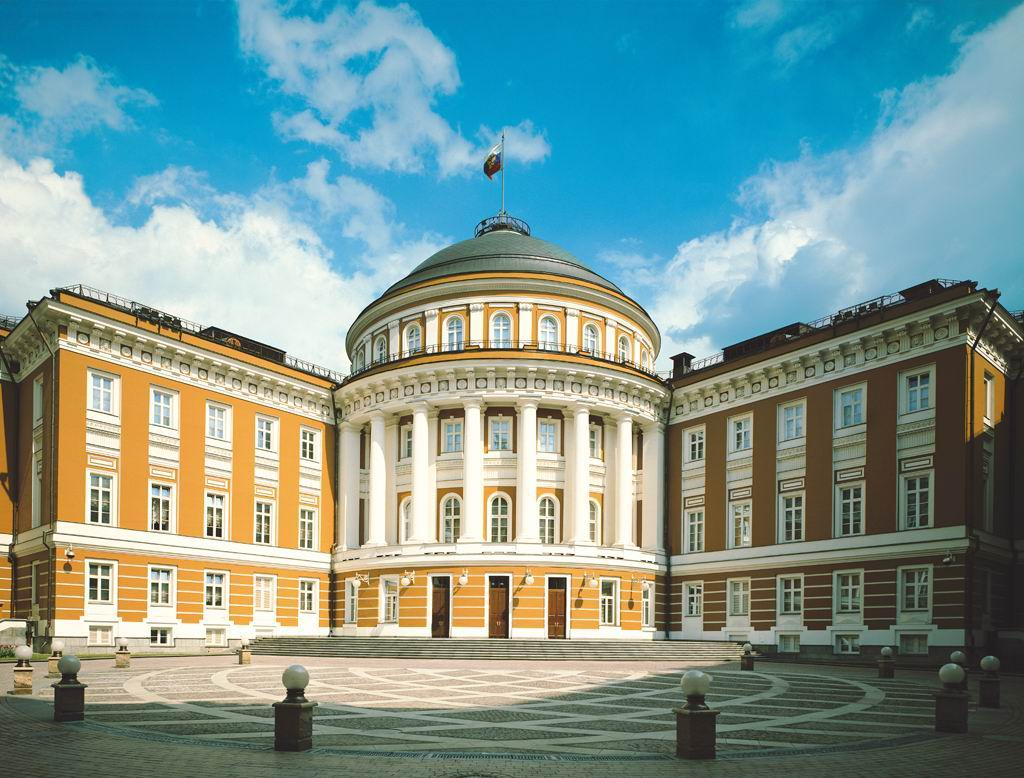
俄羅斯克里姆林宮
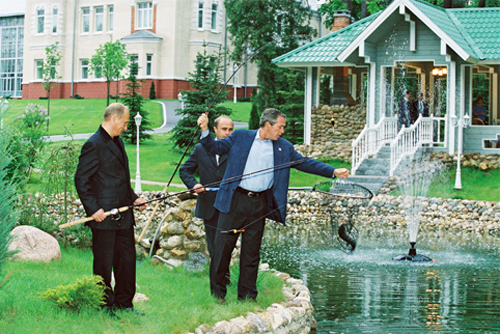
俄羅斯新奧加廖沃
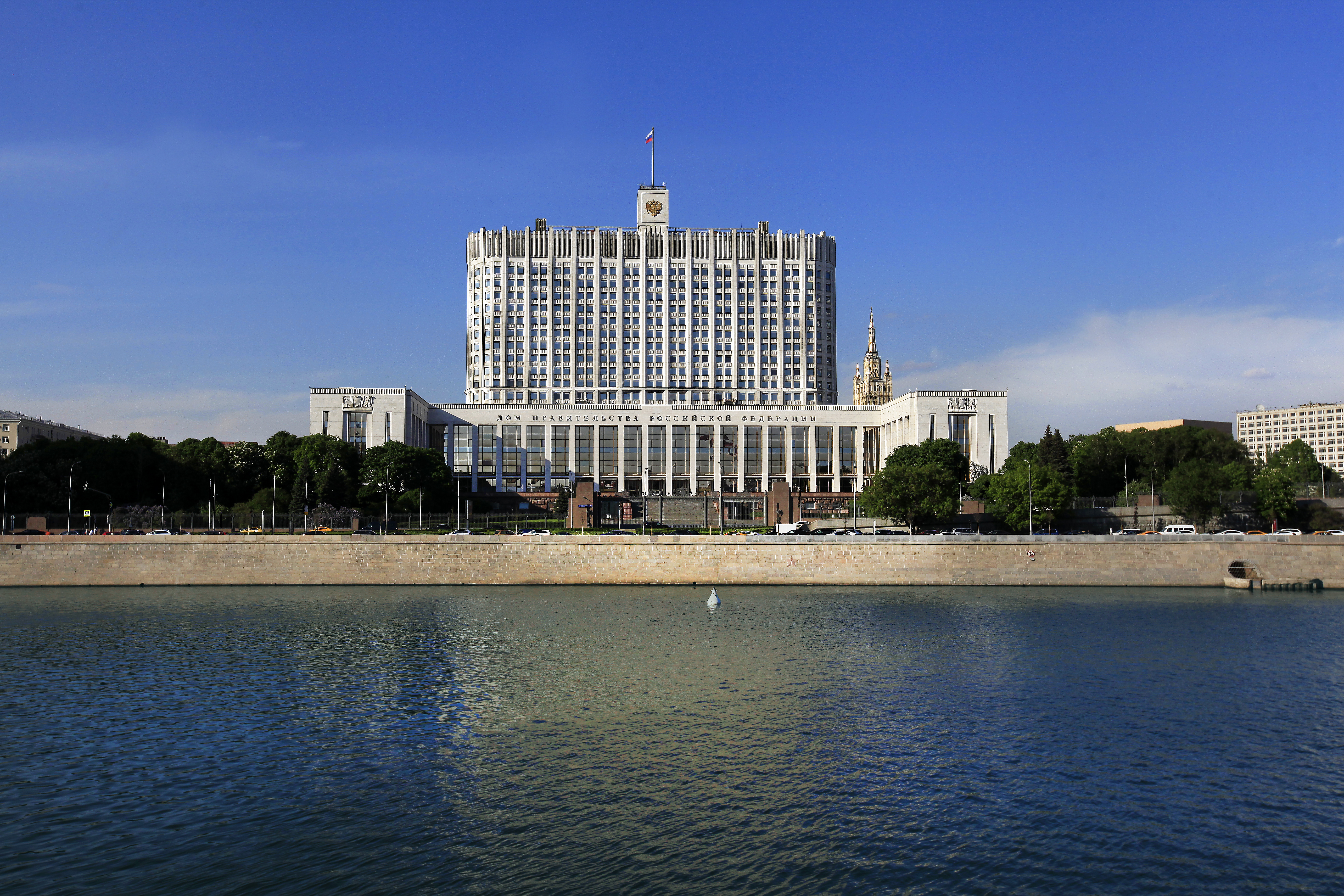
俄羅斯莫斯科白宮
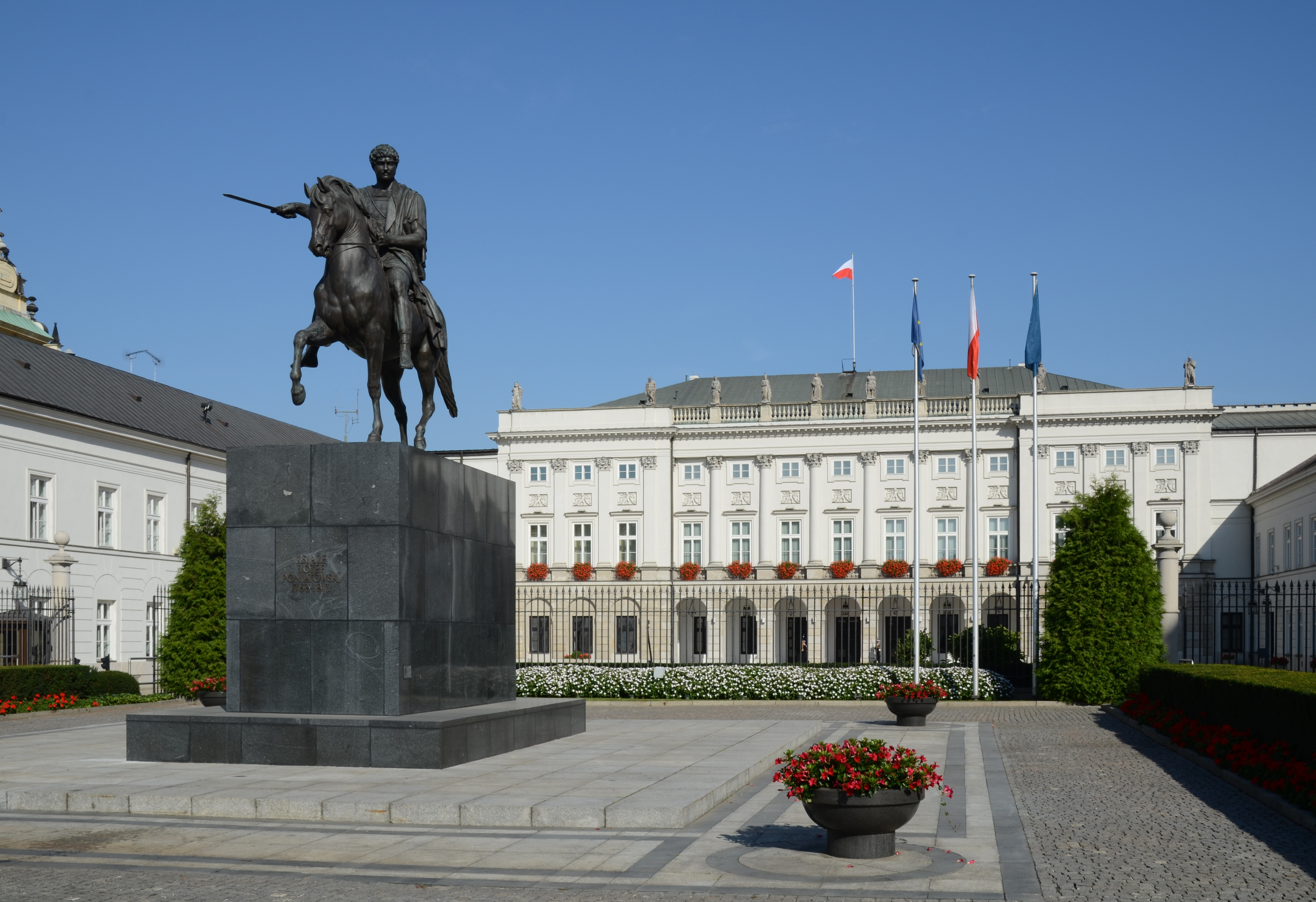
波蘭總統府
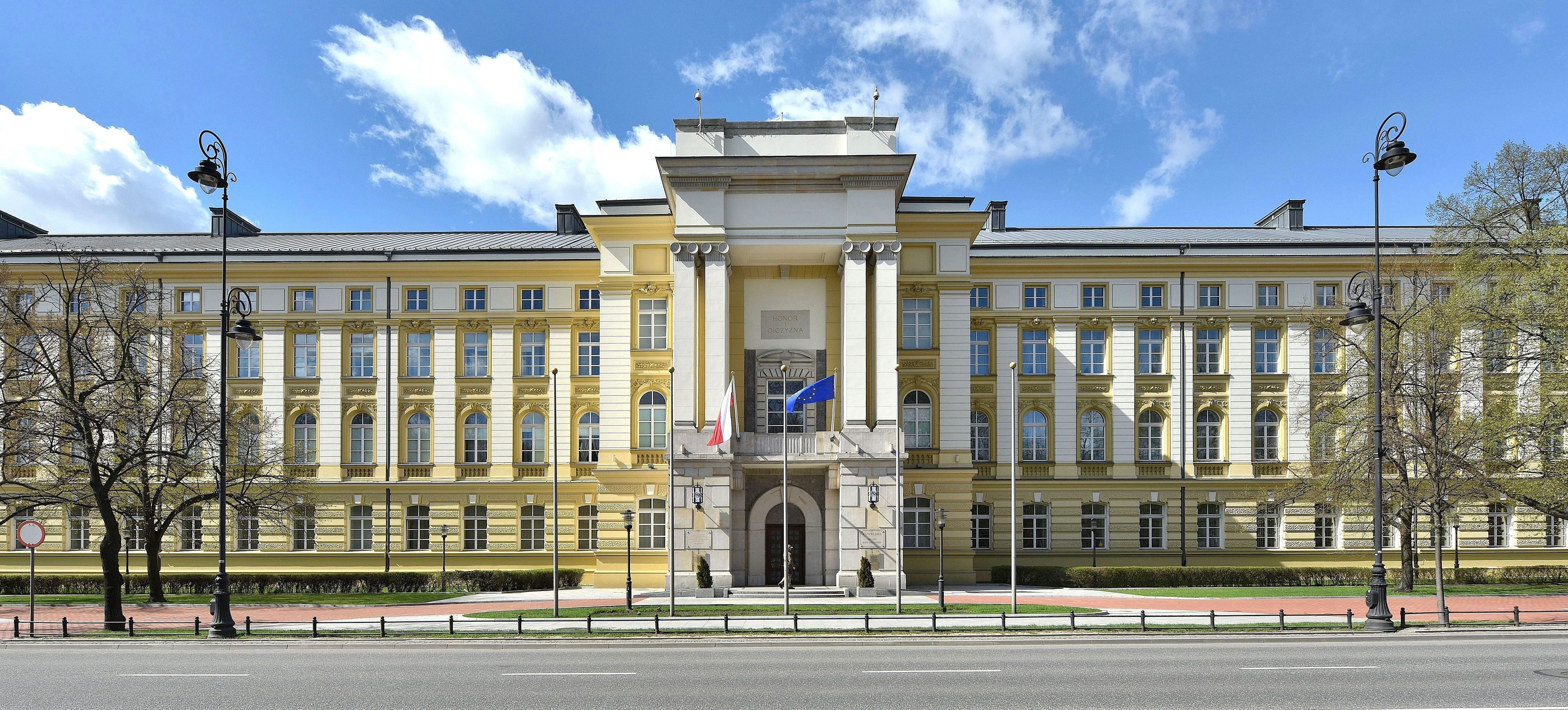
波蘭總理府（波兰语：Gmach Kancelarii Prezesa Rady Ministrów）
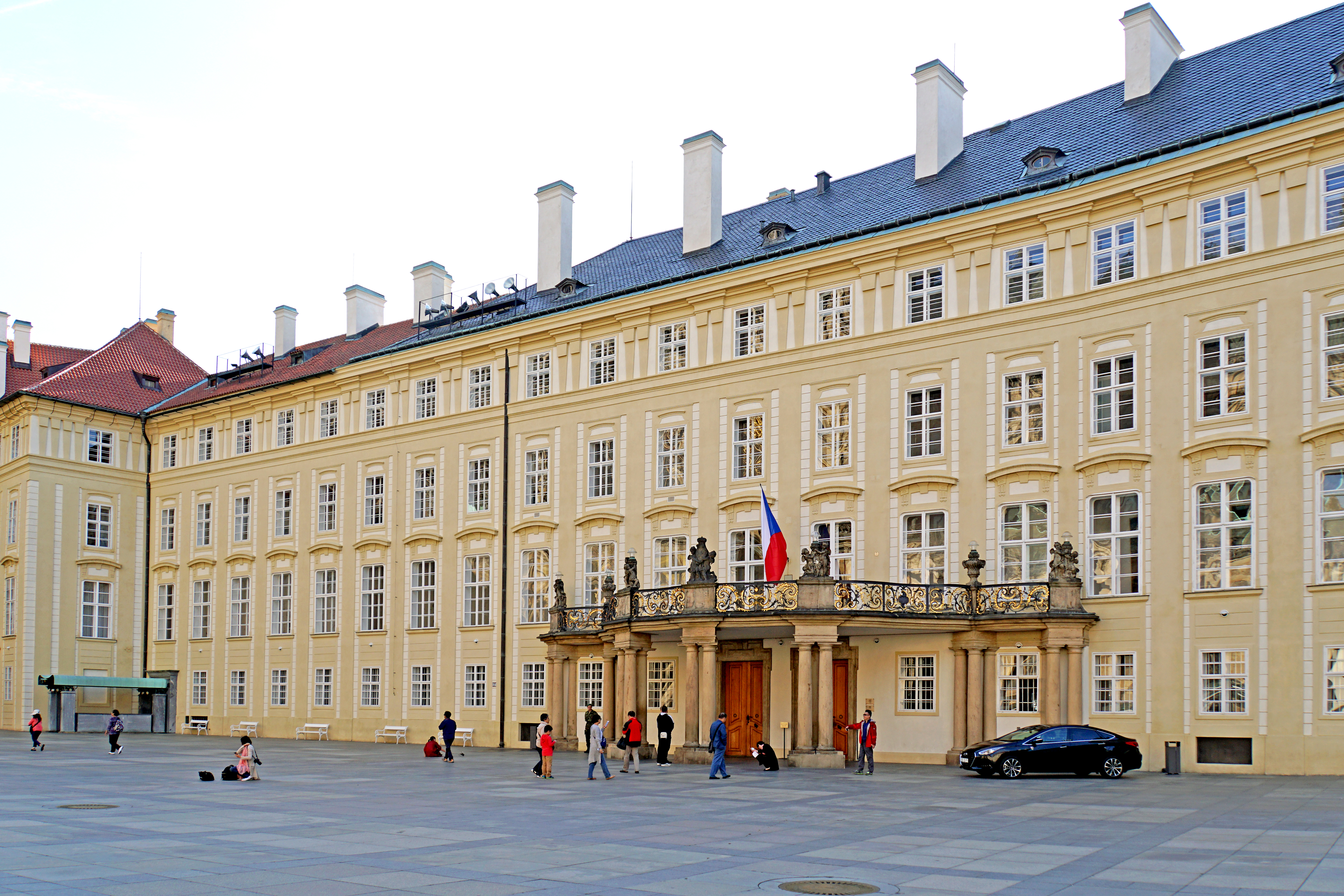
捷克布拉格城堡新皇宮
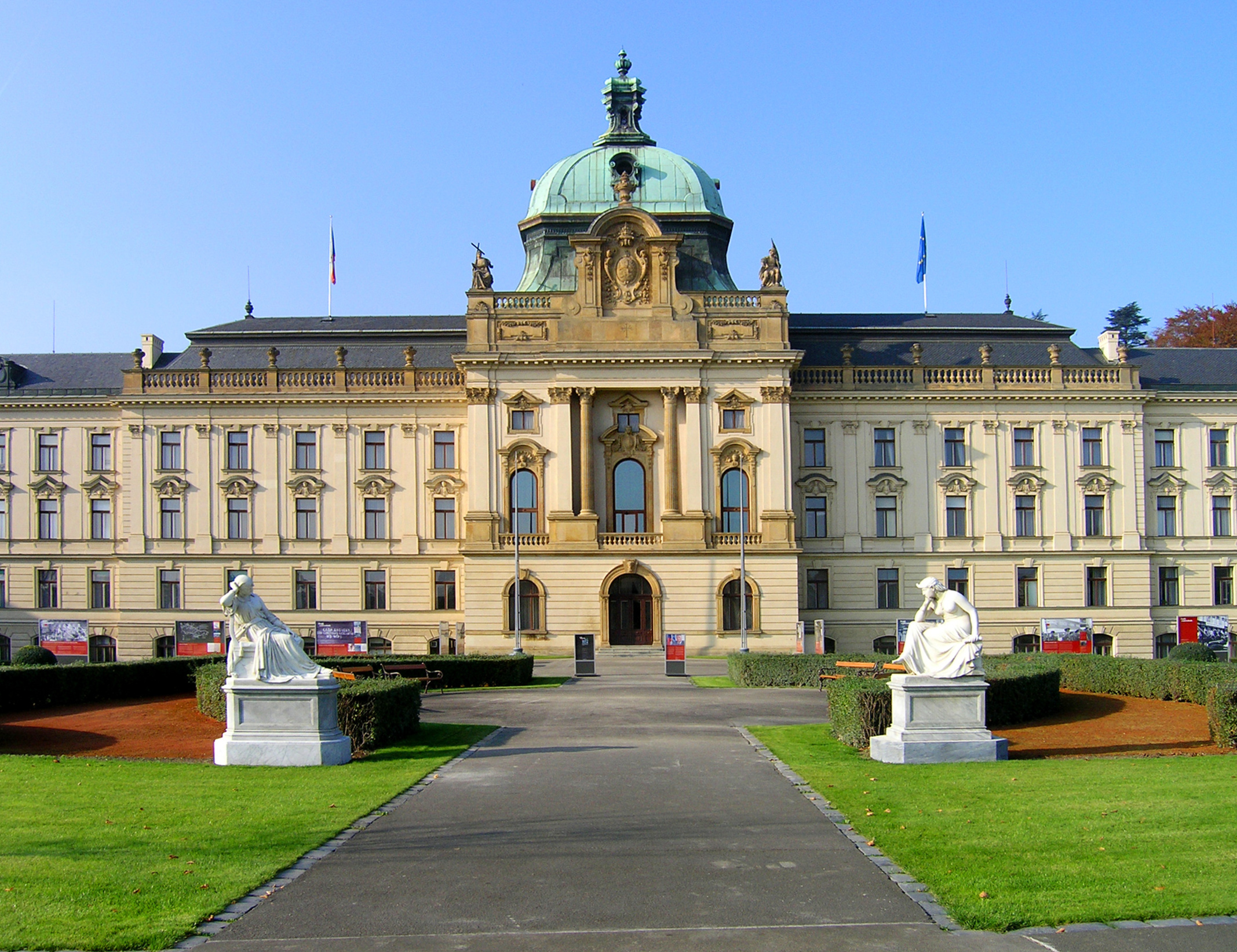
捷克斯特拉卡學院
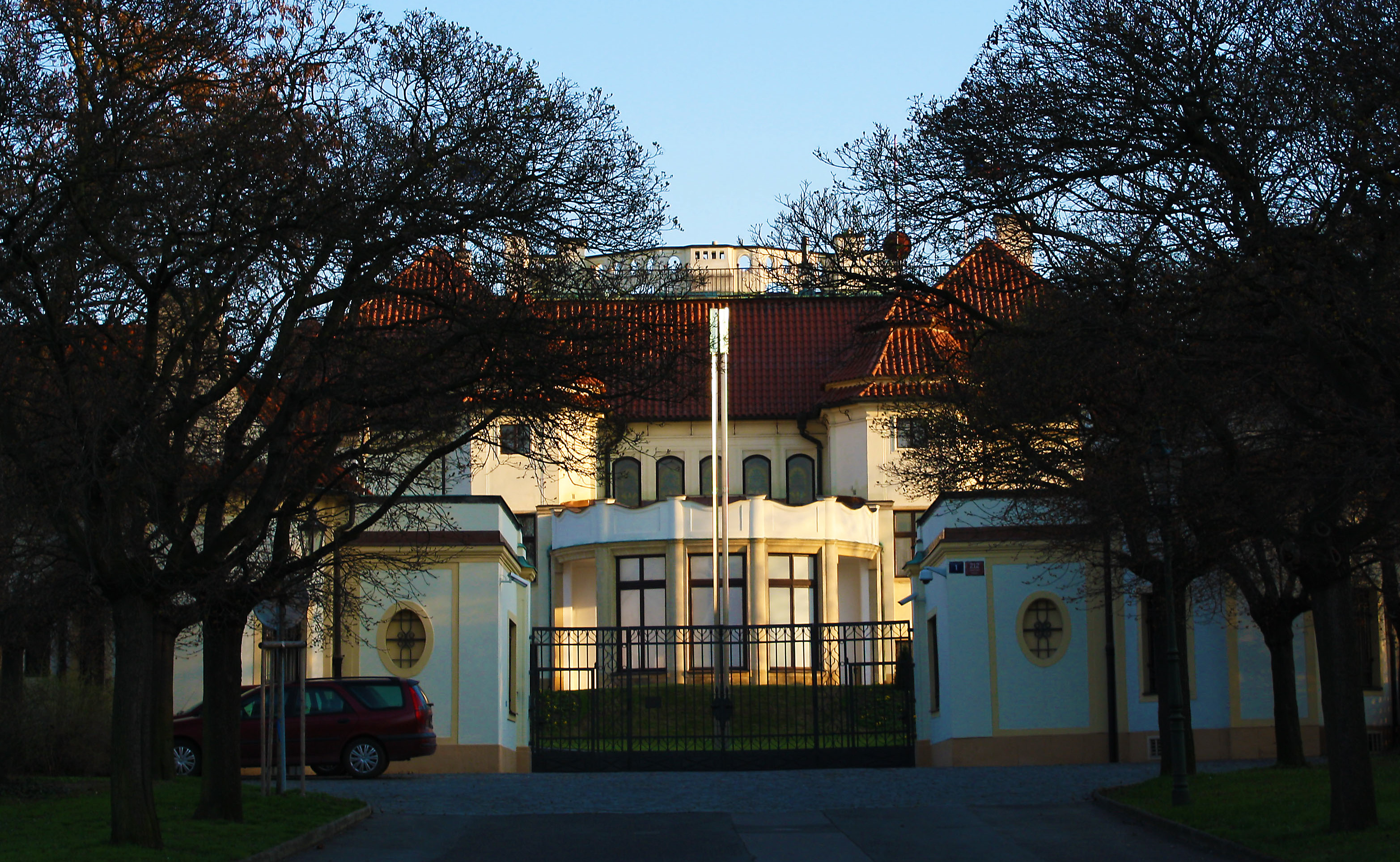
捷克克拉瑪斯別墅（英语：Kramář's Villa）
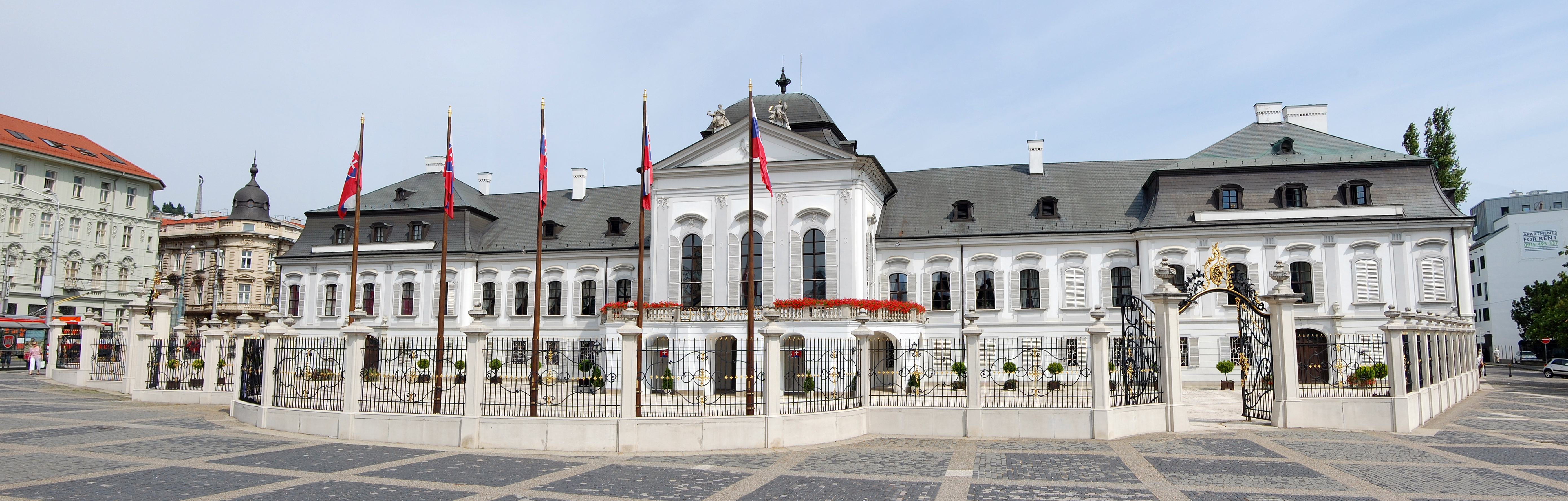
斯洛伐克格拉蘇爾科維奇宮
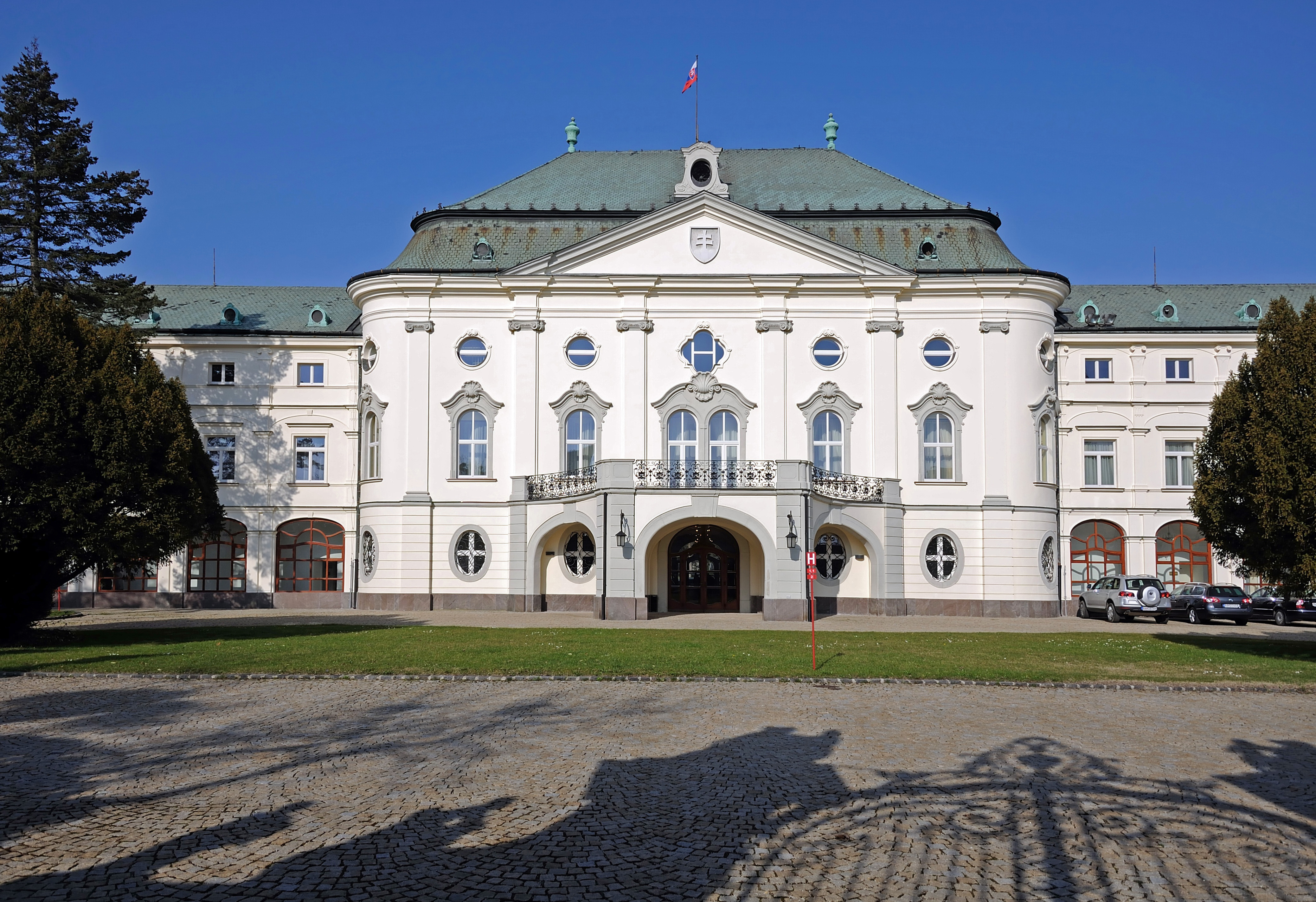
斯洛伐克大主教夏宮
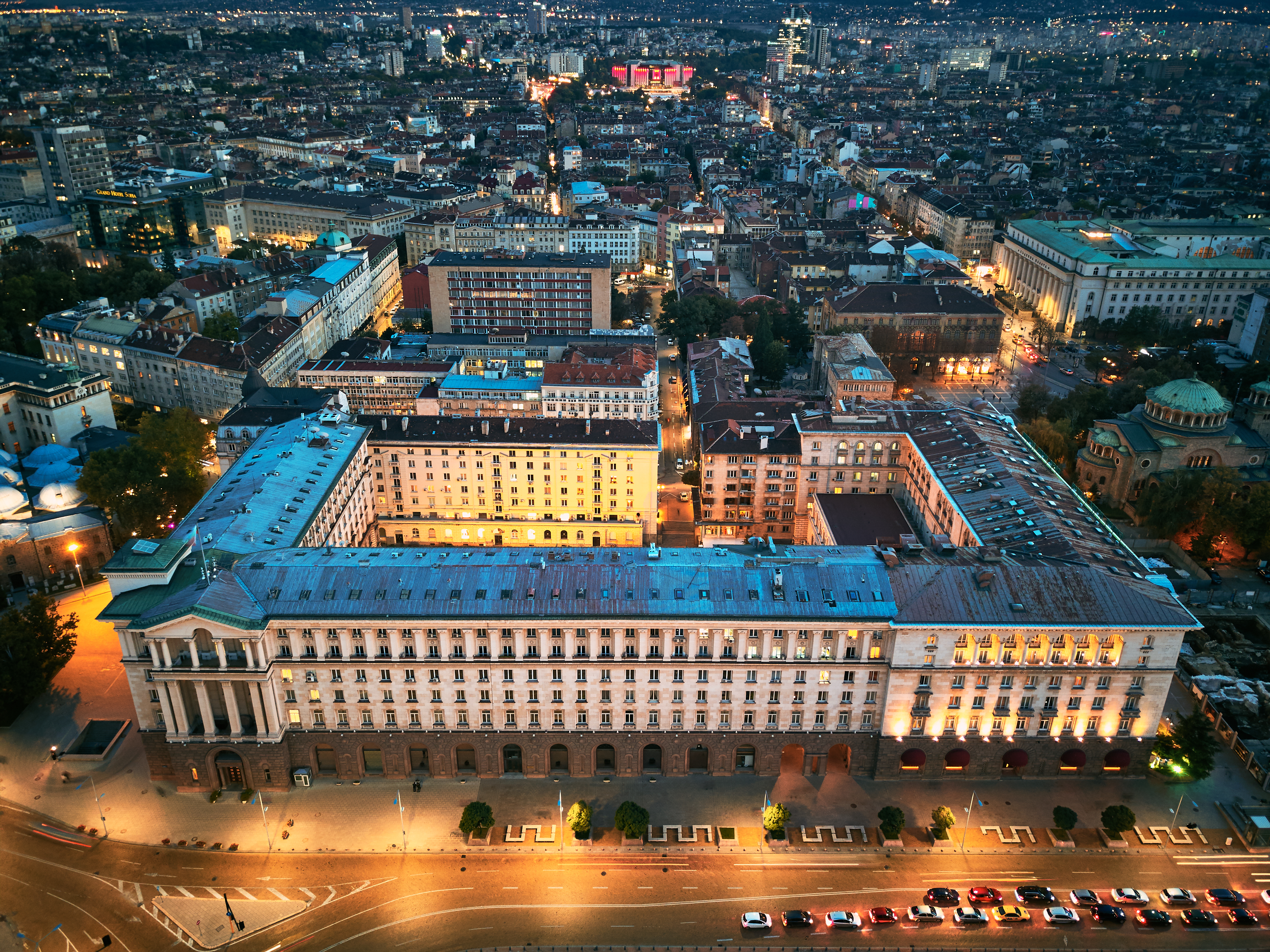
保加利亞拉爾戈
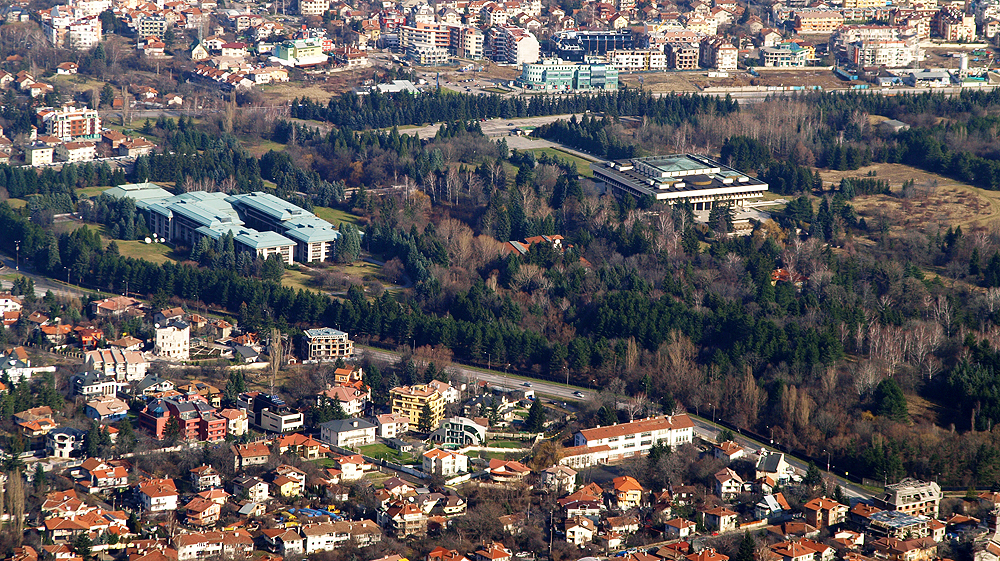
保加利亞博雅納官邸區
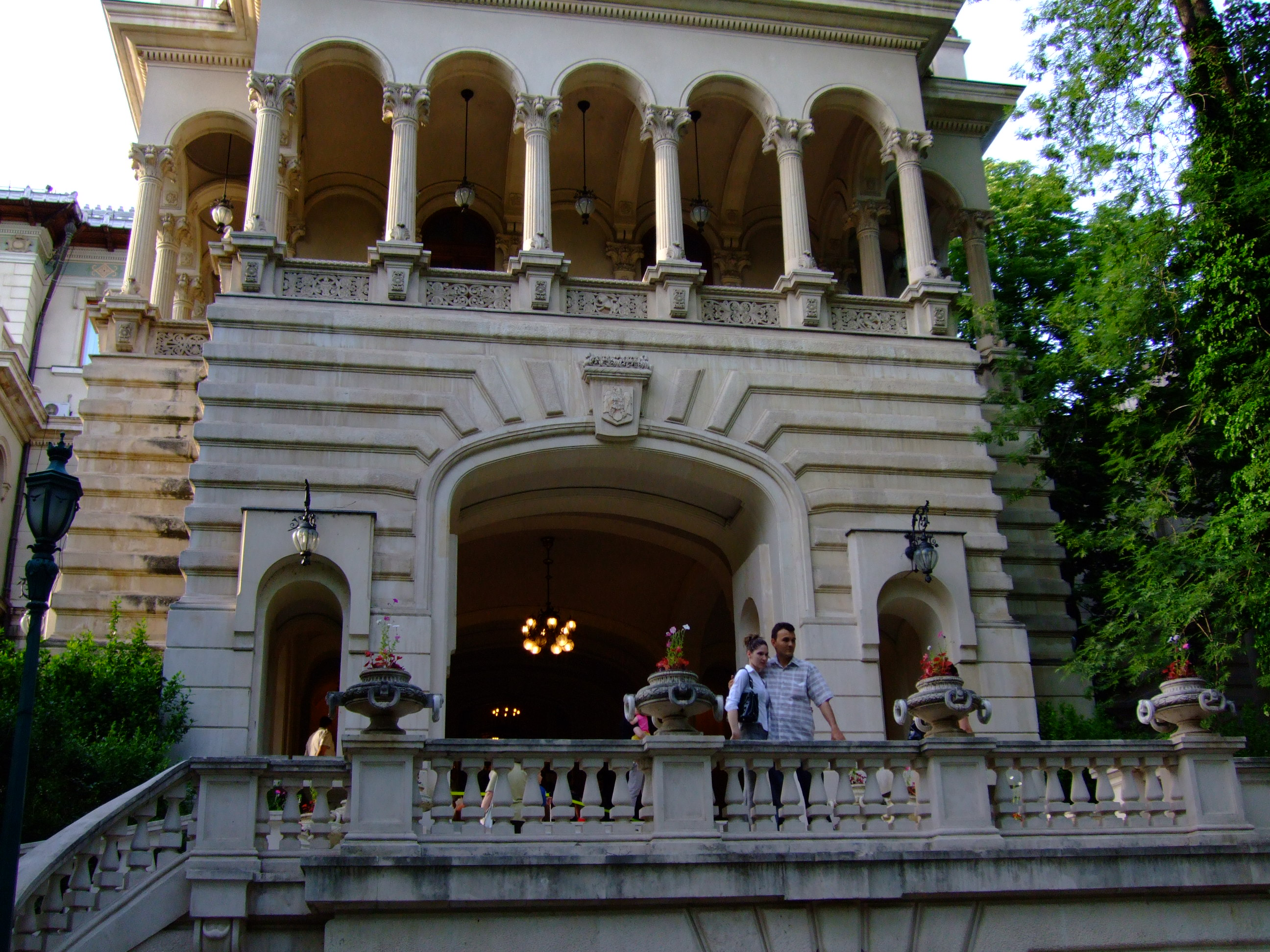
羅馬尼亞科特罗切尼宫
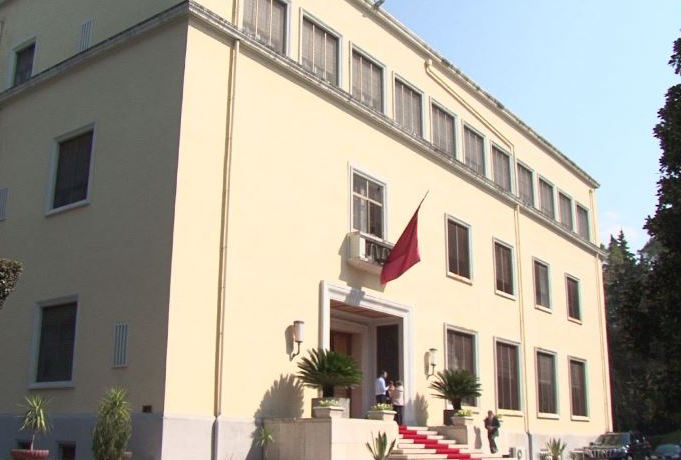
阿爾巴尼亞總統官邸（英语：Presidential Palace, Tirana）
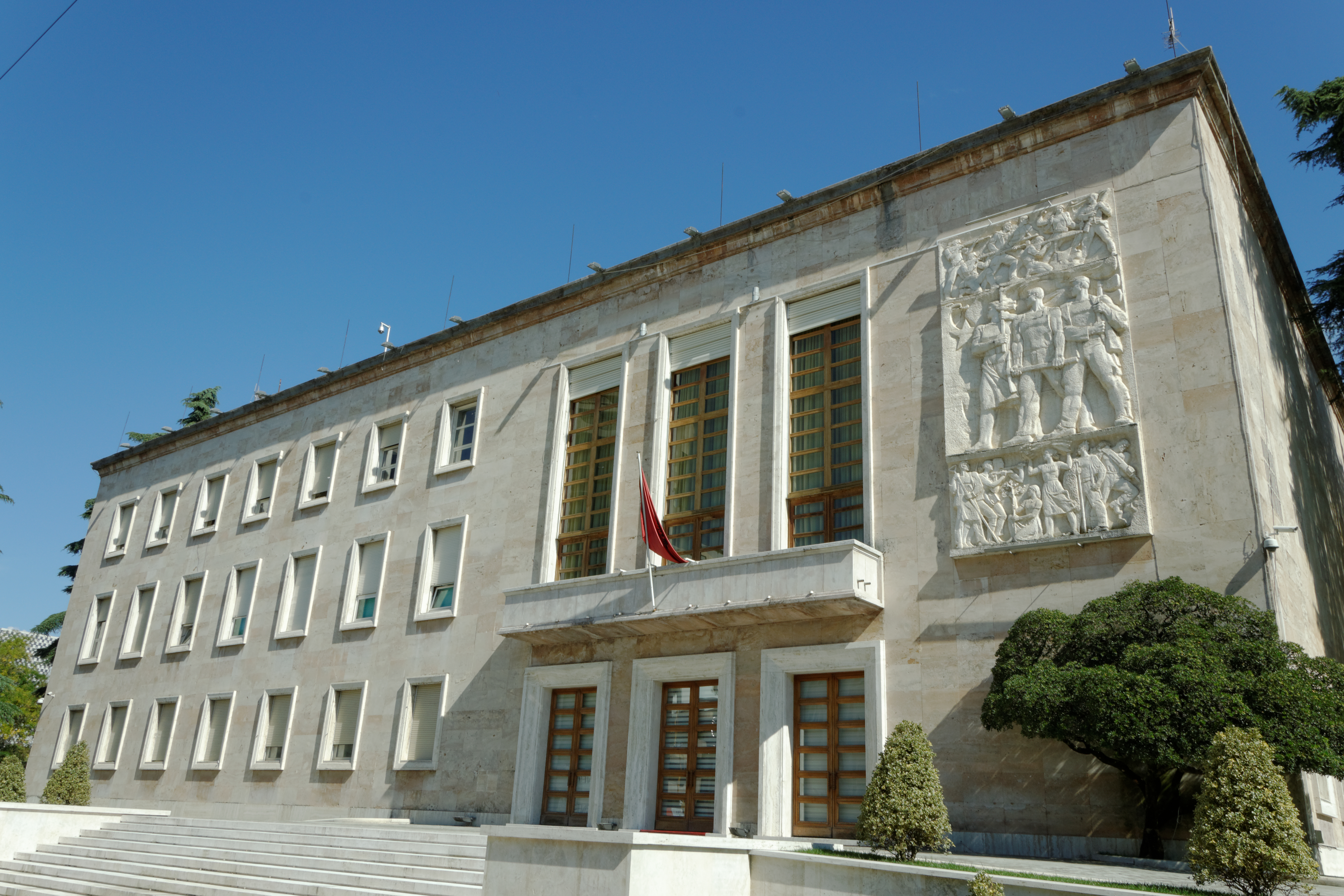
阿爾巴尼亞總理府（英语：Prime Minister's Office (Albania)）
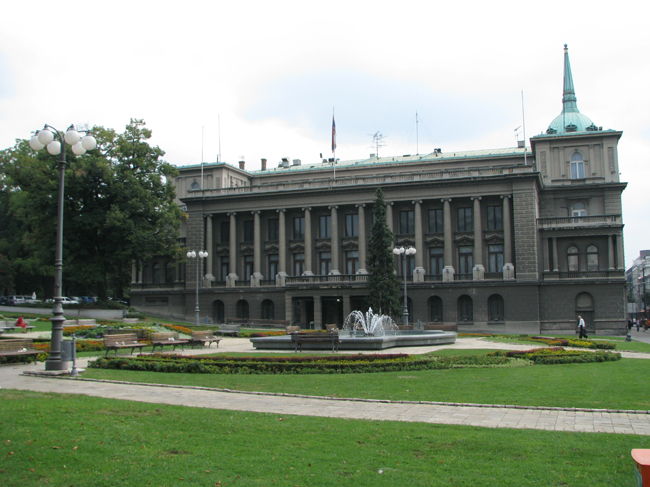
塞爾維亞新王宮
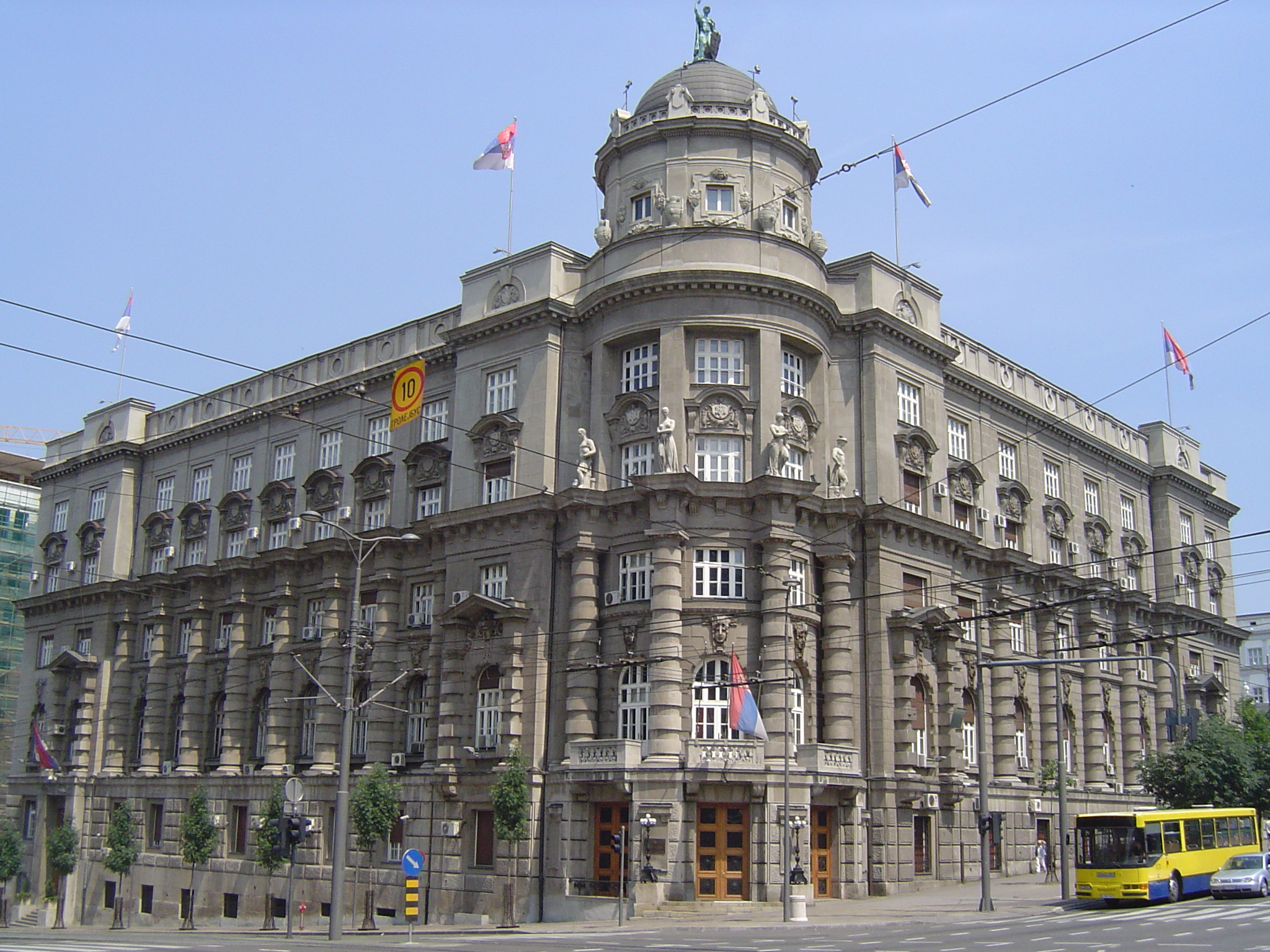
塞爾維亞政府大樓（英语：Ministry of Finance of Serbia Building）
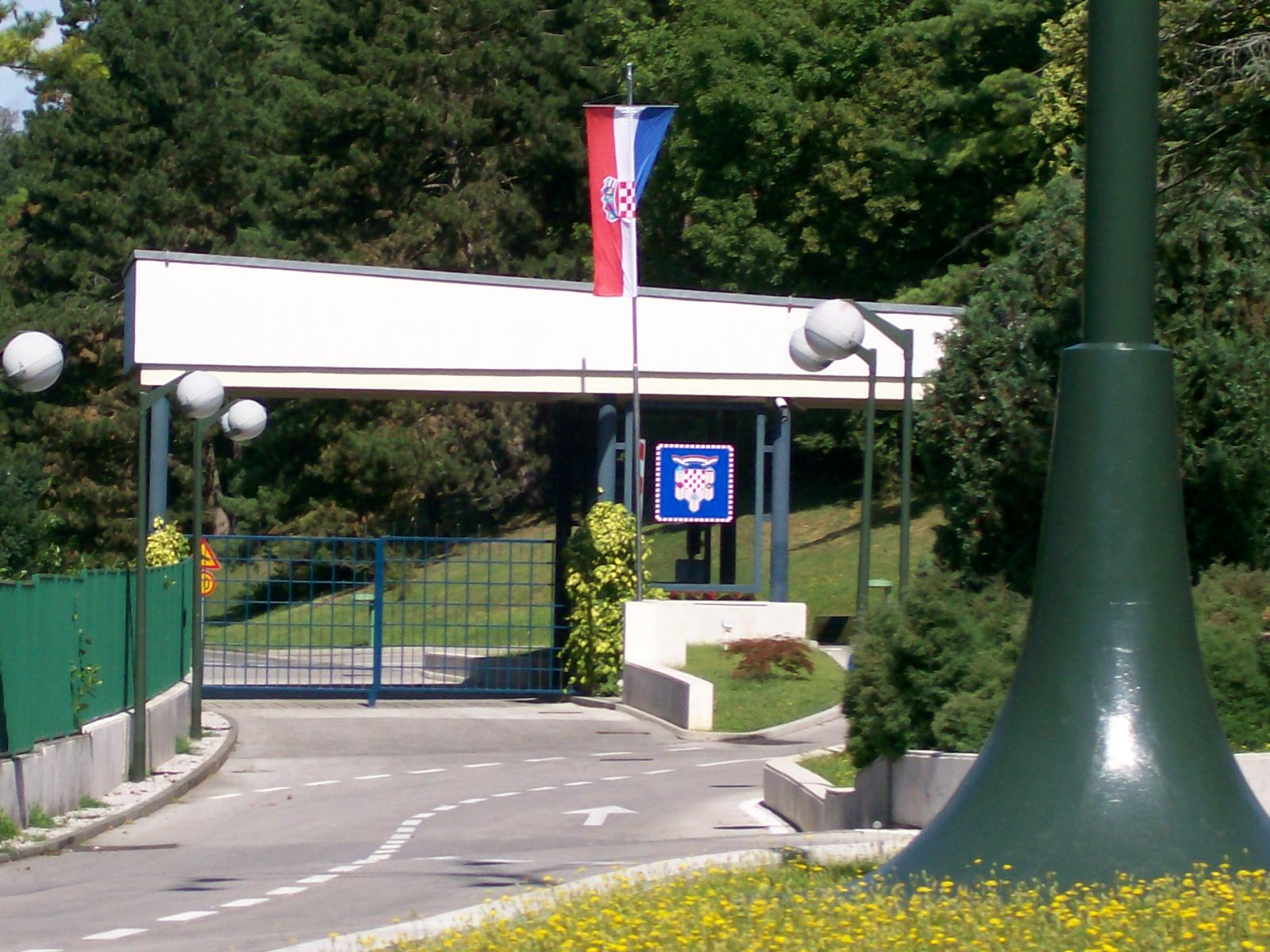
克羅埃西亞總統府（英语：Predsjednički dvori）
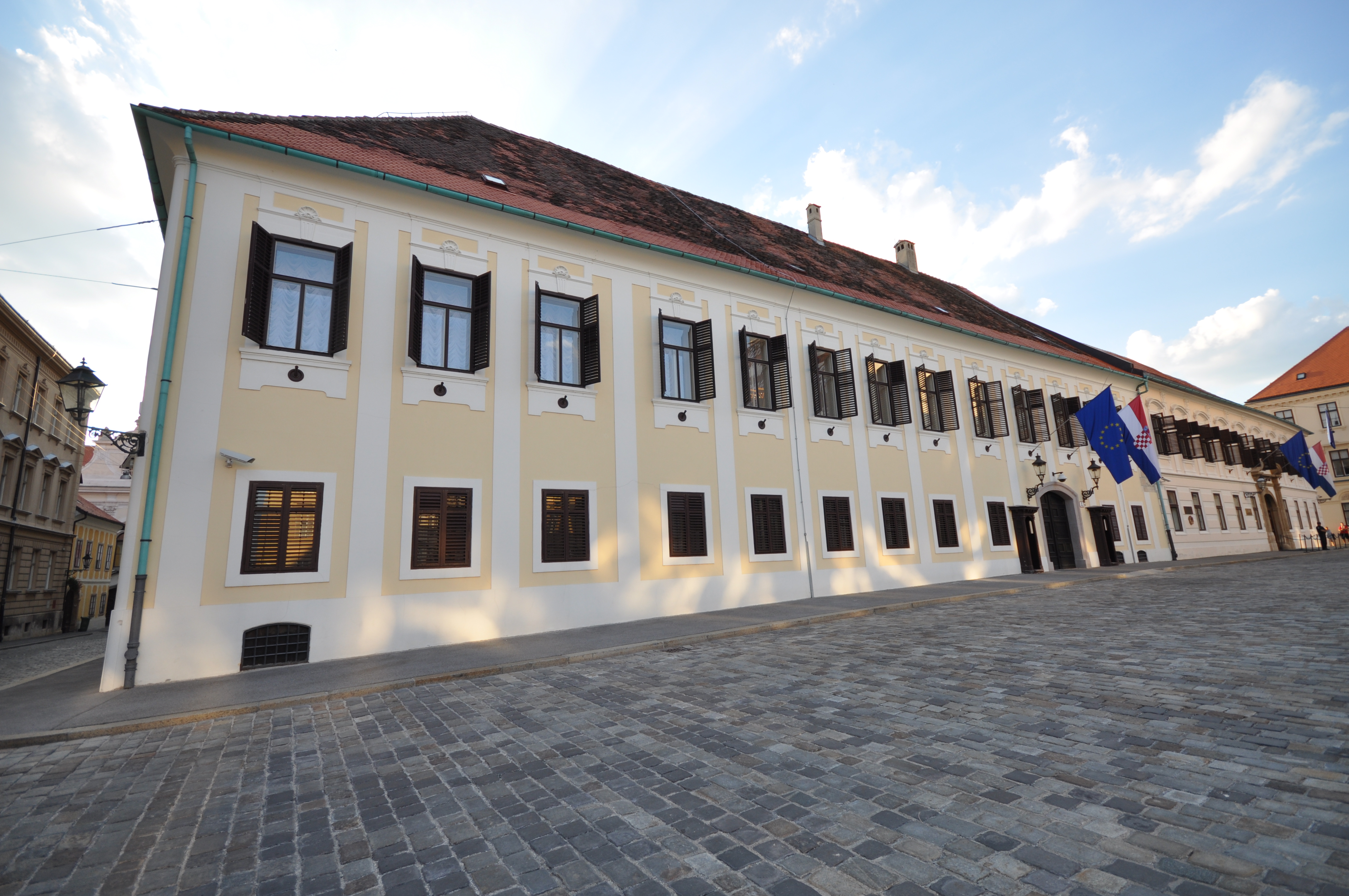
克羅埃西亞總理府
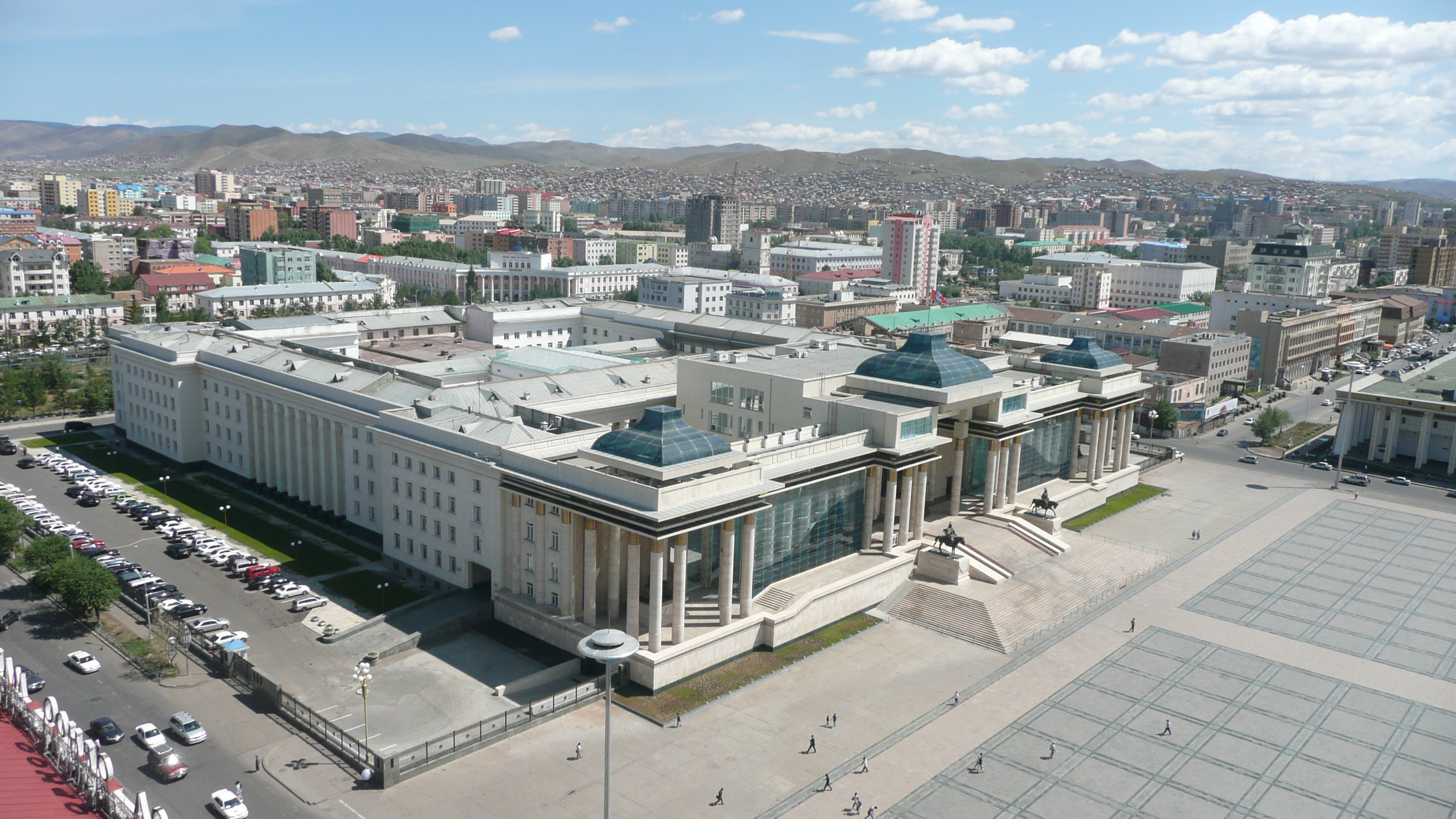
蒙古國國家宮
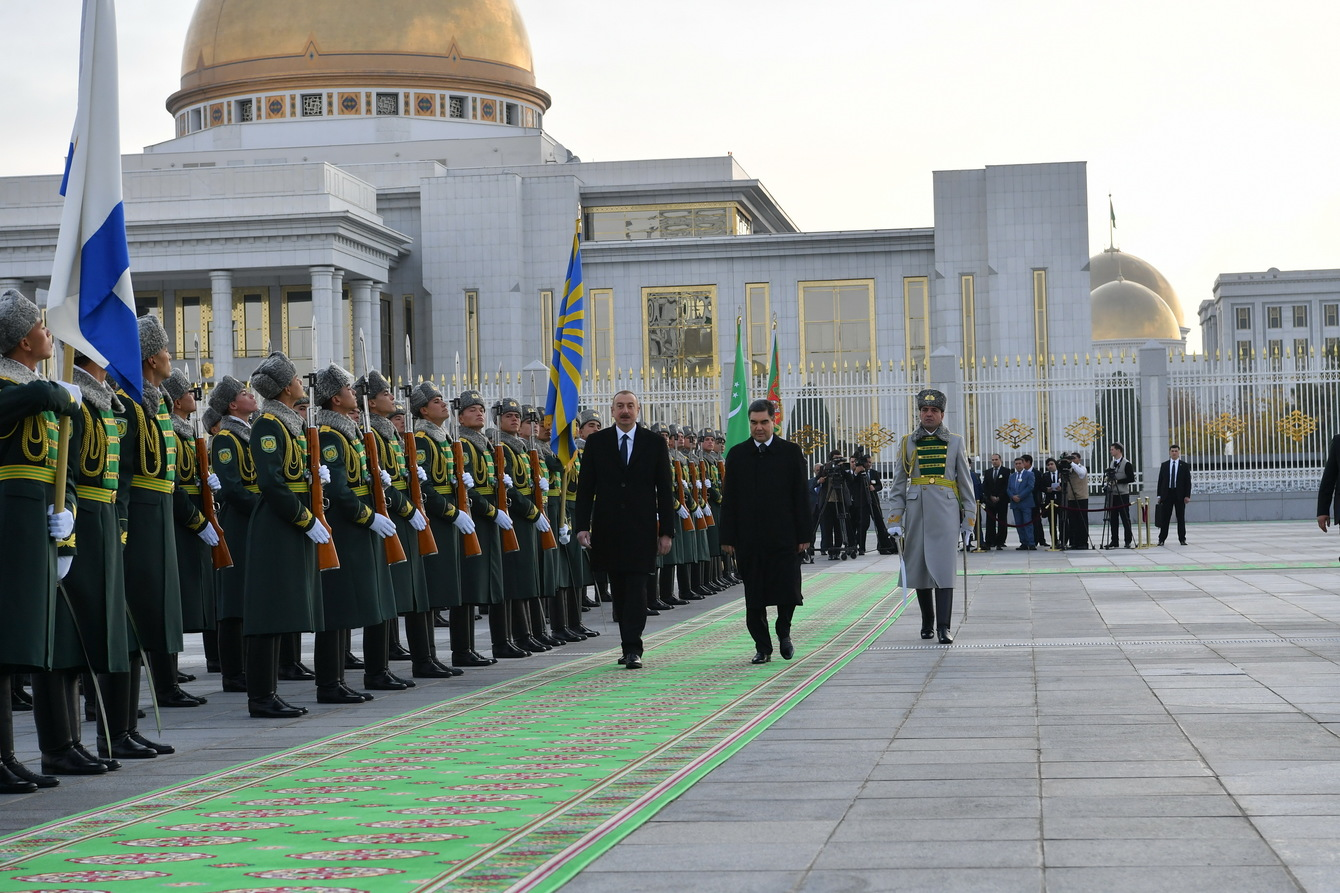
土庫曼總統府（英语：Oguzhan Presidential Palace）
哈薩克總統府（英语：Ak Orda Presidential Palace）
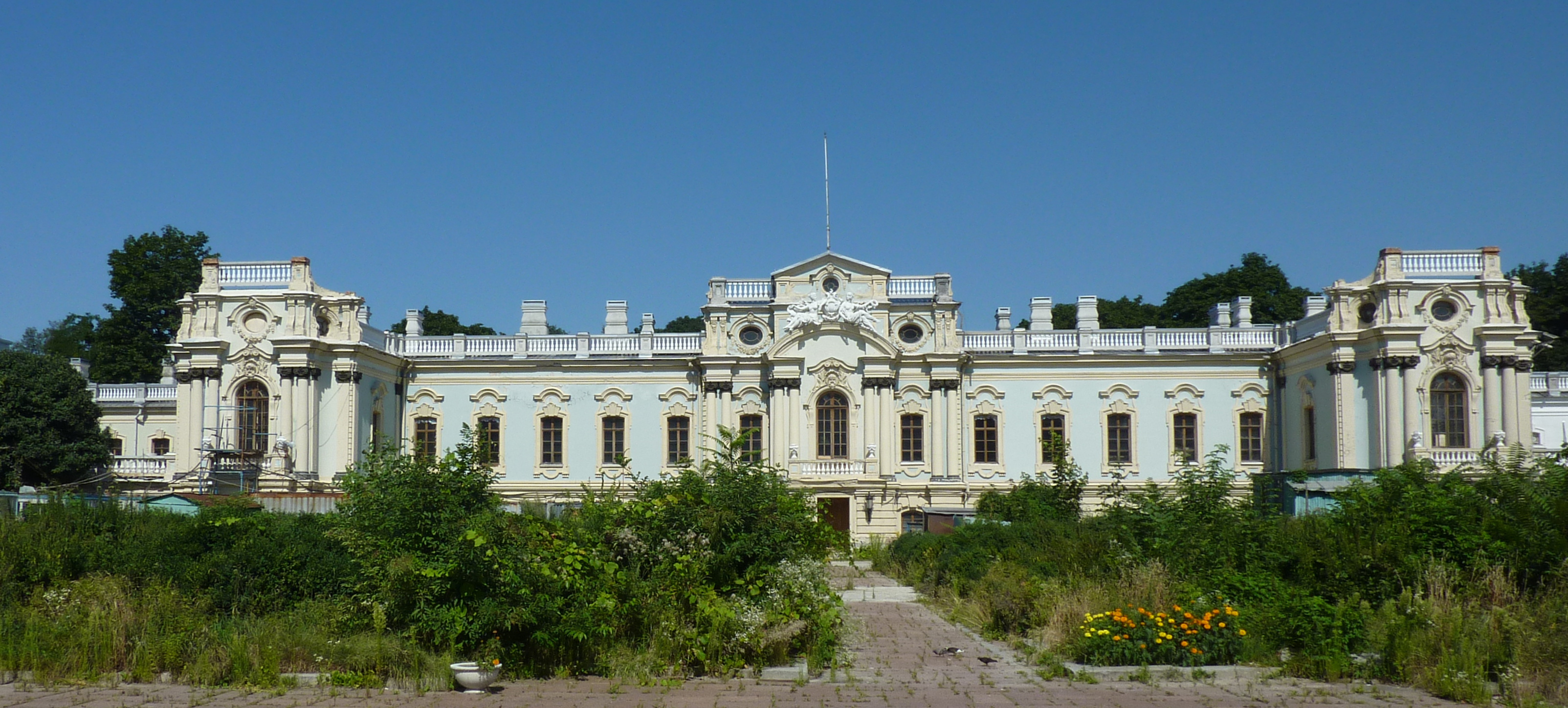
烏克蘭瑪麗亞宮
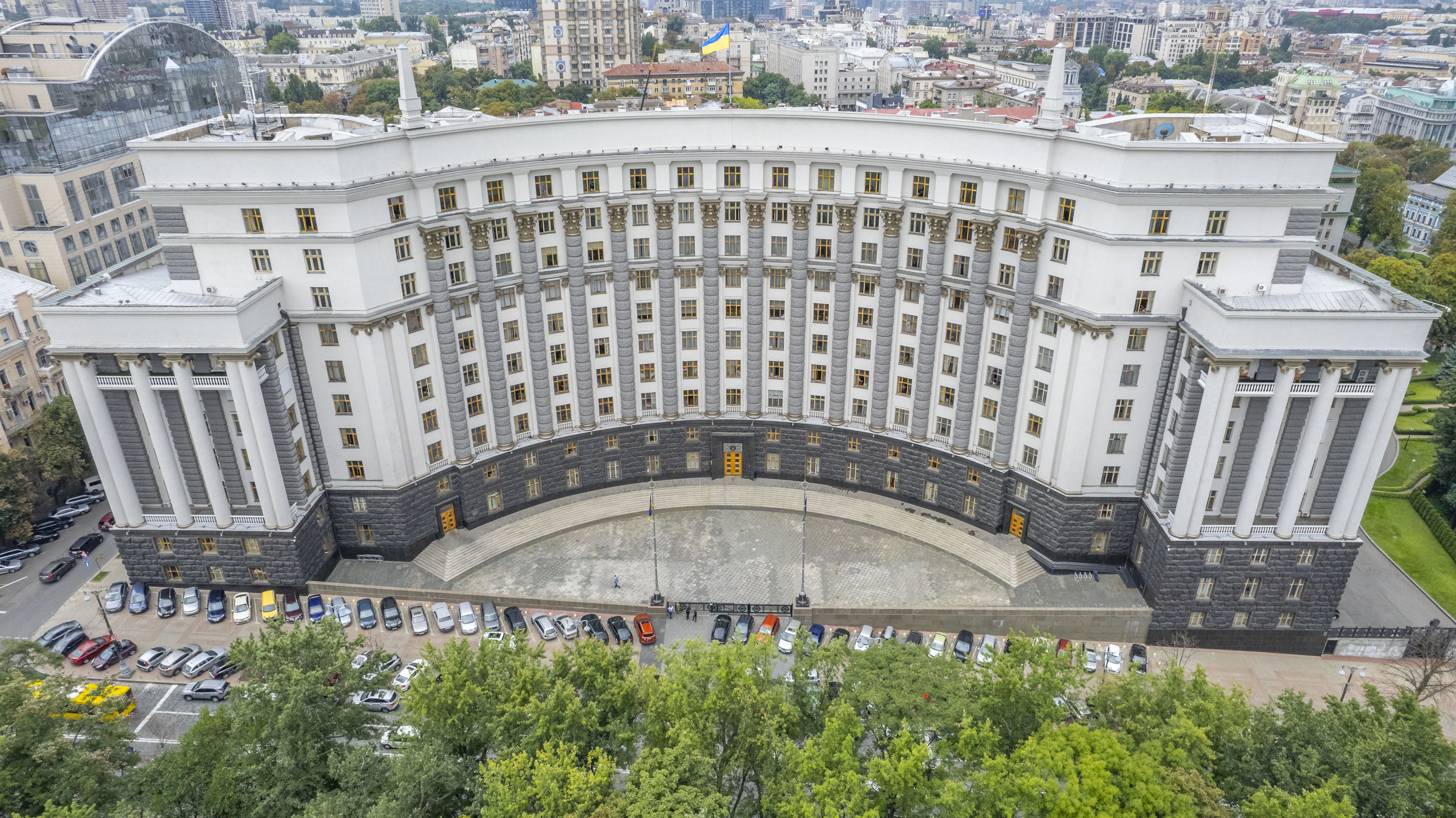
烏克蘭政府大樓
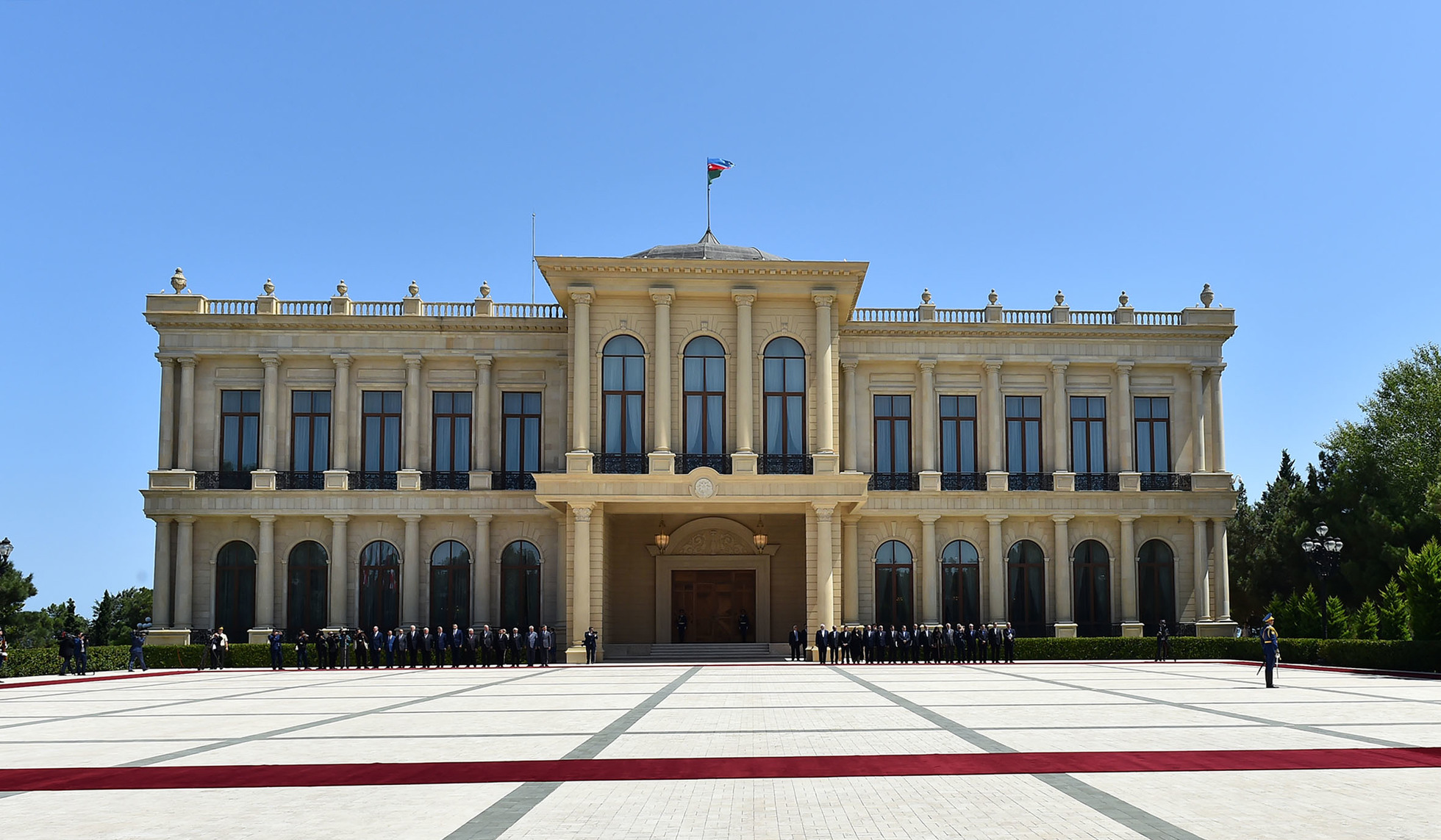
亞塞拜然總統官邸（英语：Zagulba Presidential Residence）
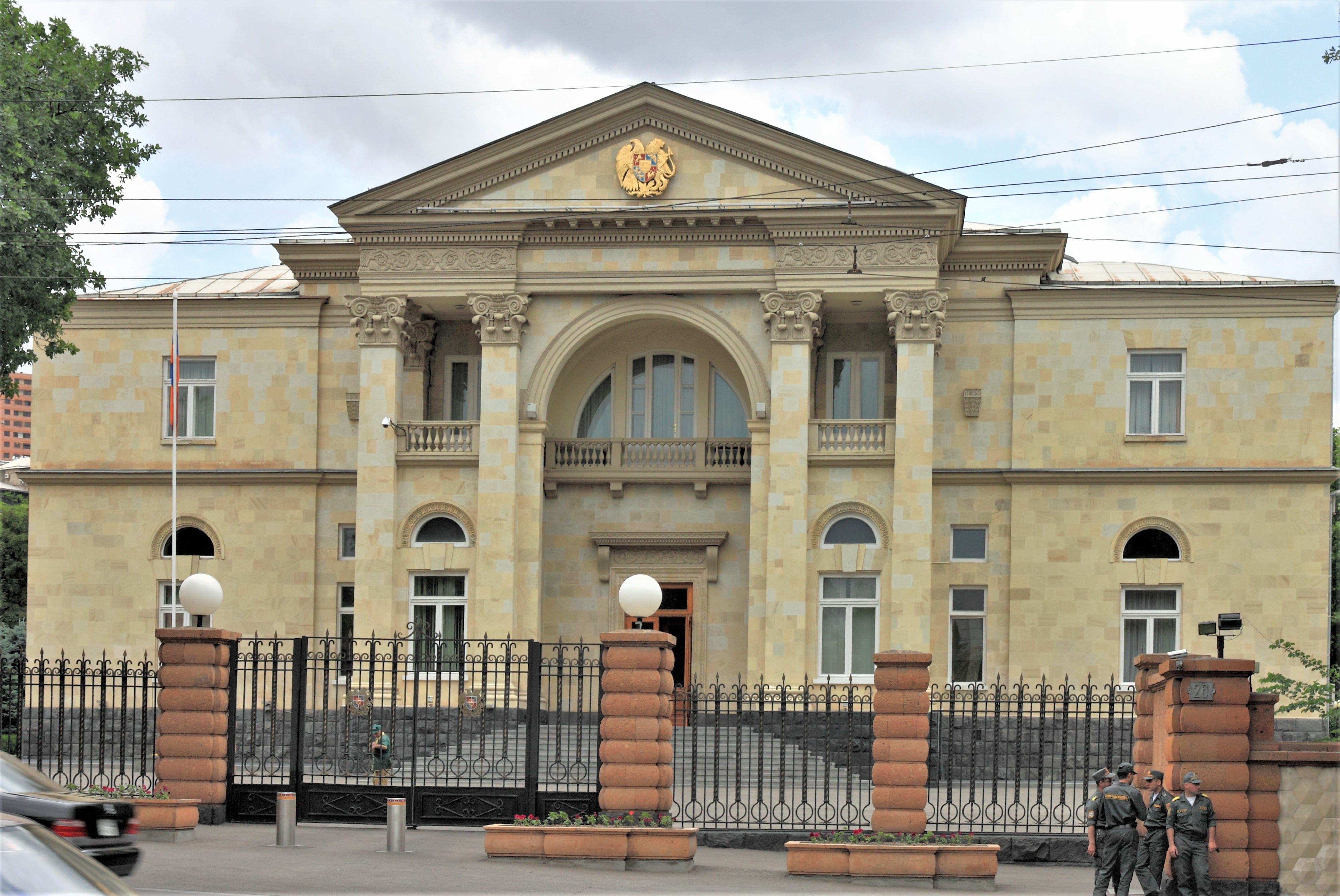
亞美尼亞總統府（英语：President's Residence, Yerevan）
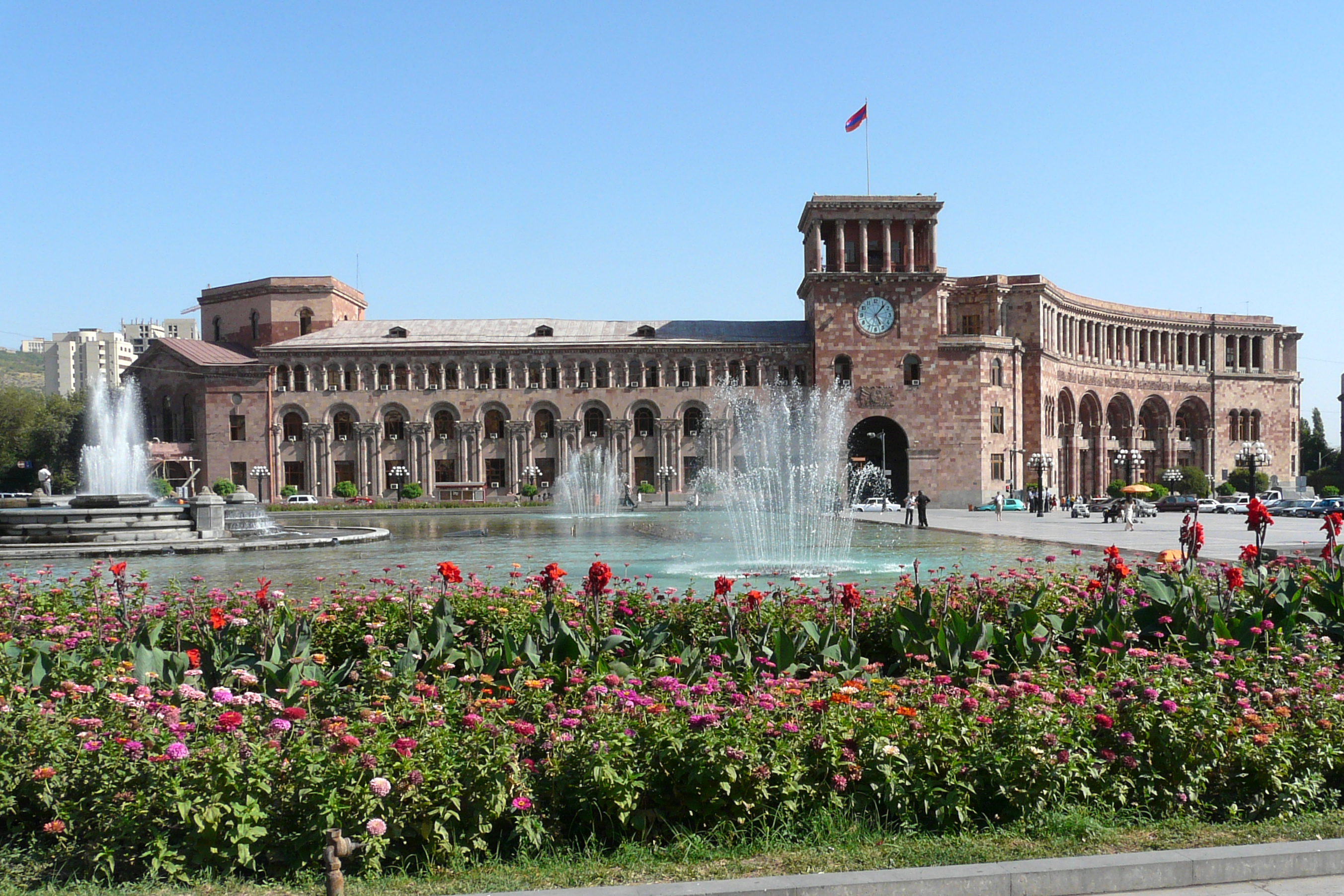
亞美尼亞總理府（英语：Government House, Yerevan）
喬治亞總統府
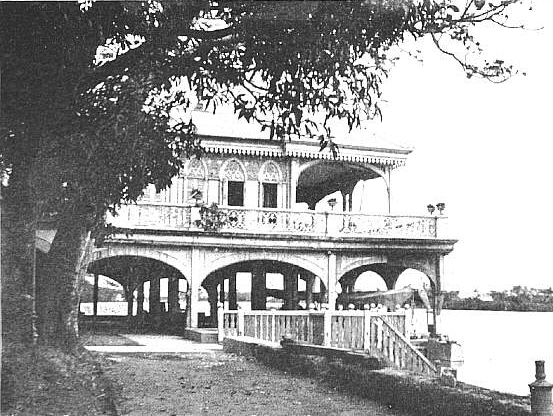
菲律賓馬拉坎南宮
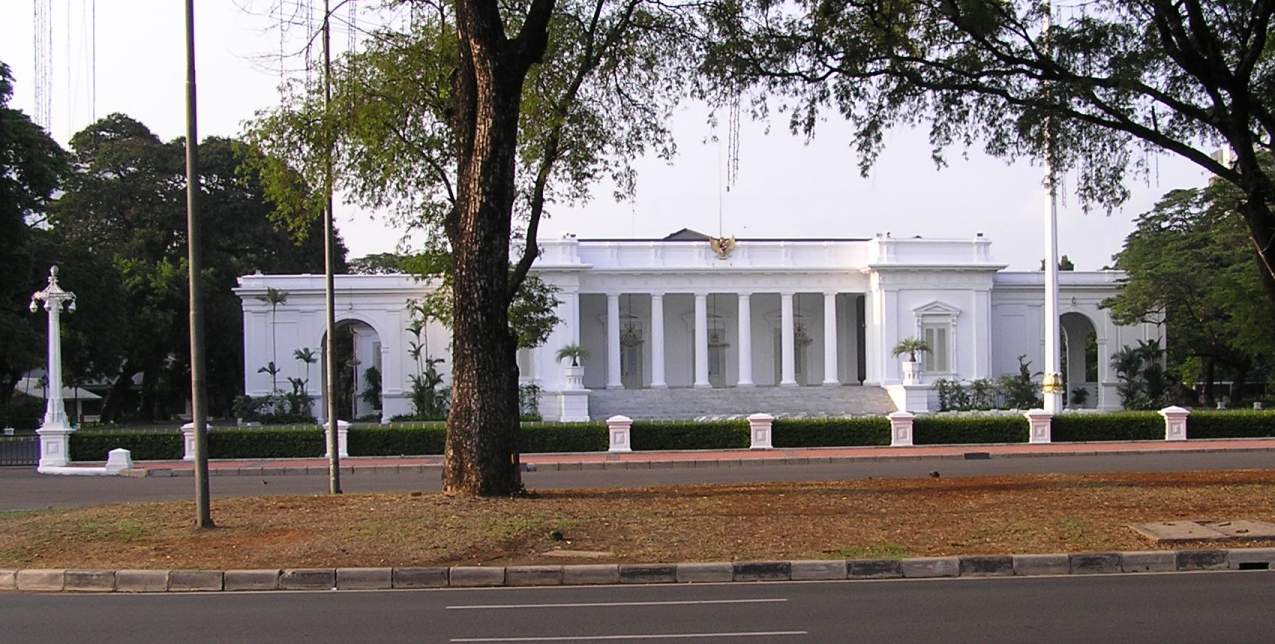
印尼獨立宮（英语：Merdeka Palace）
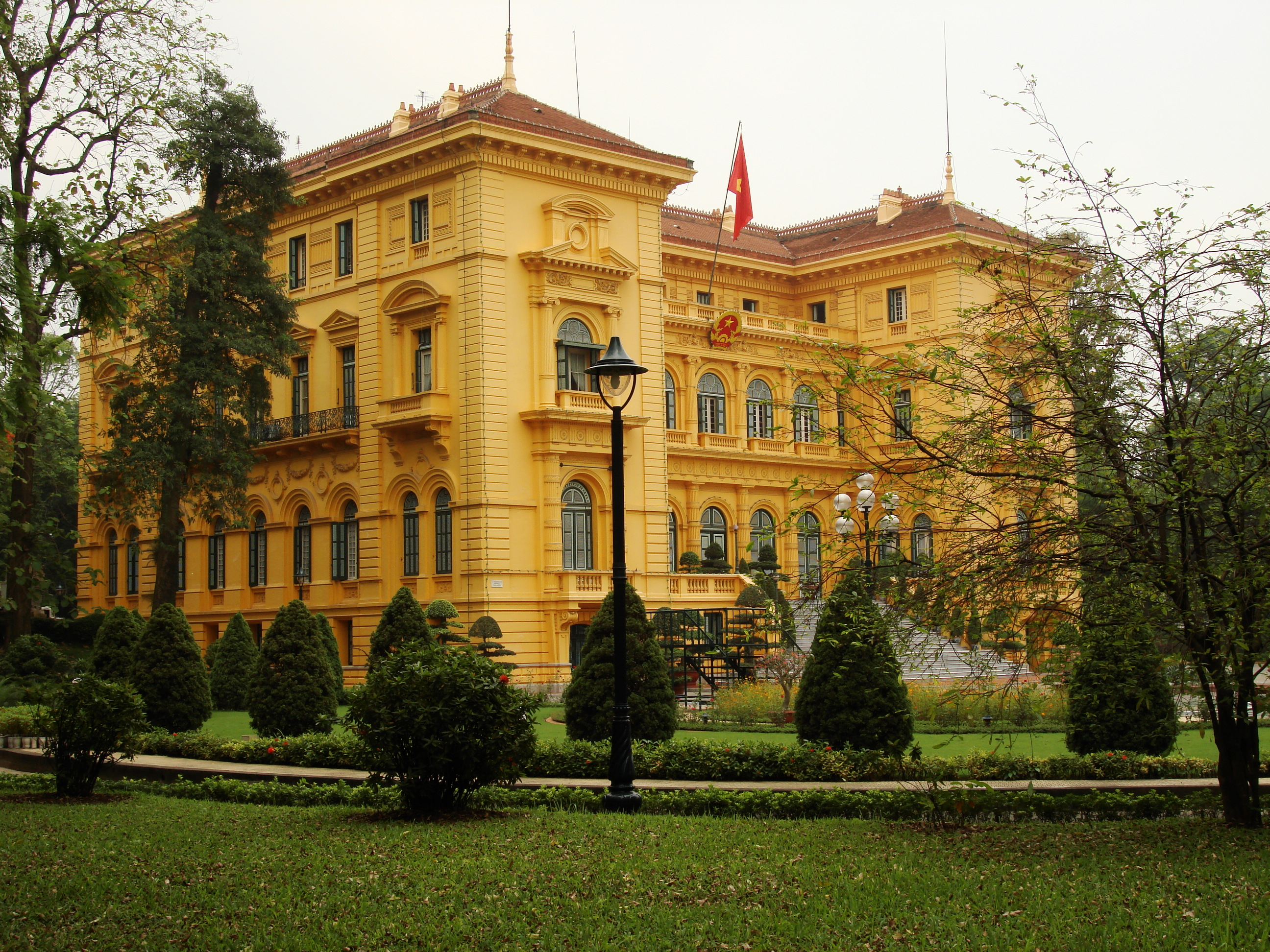
越南主席府
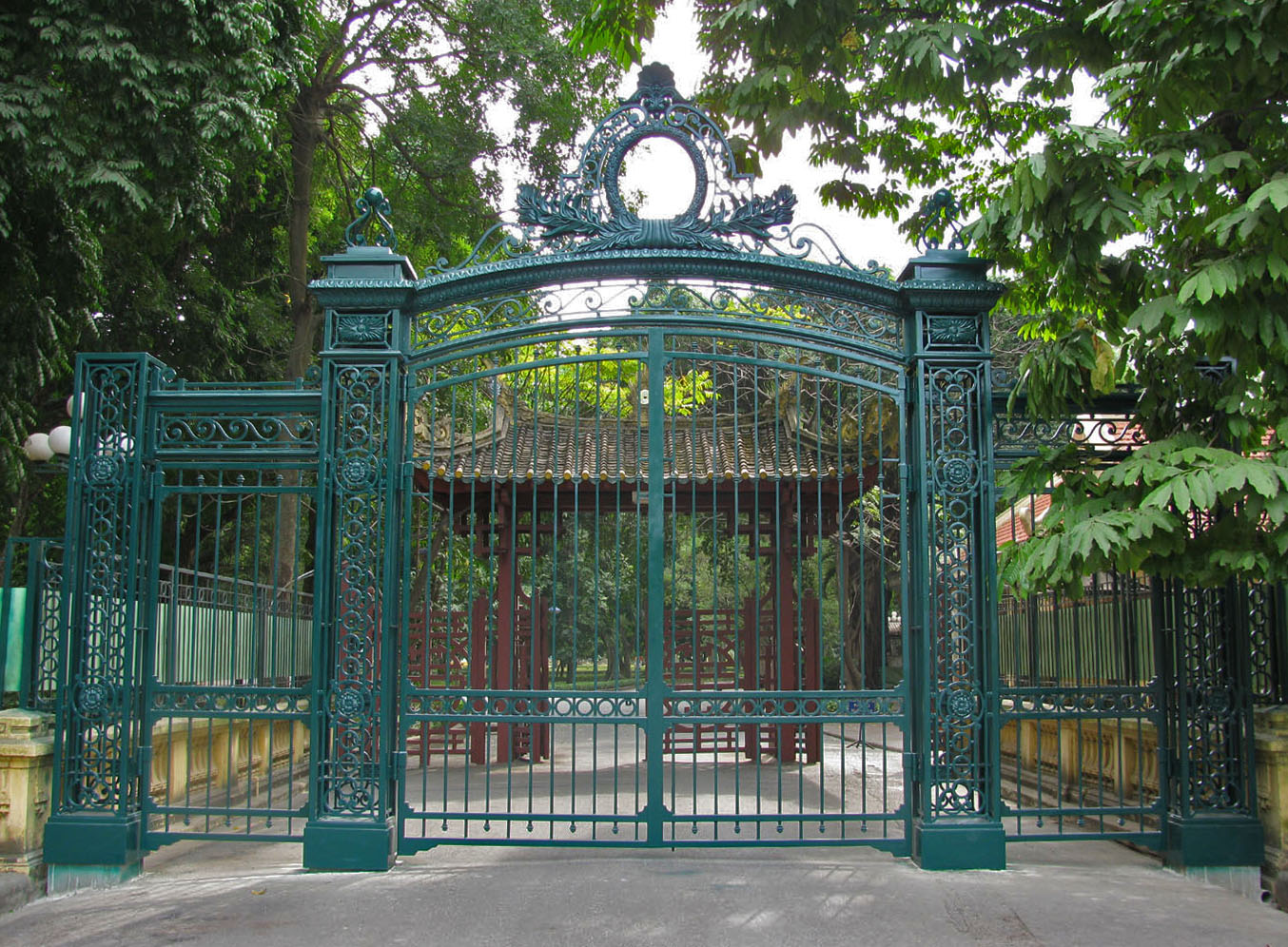
越南總理府
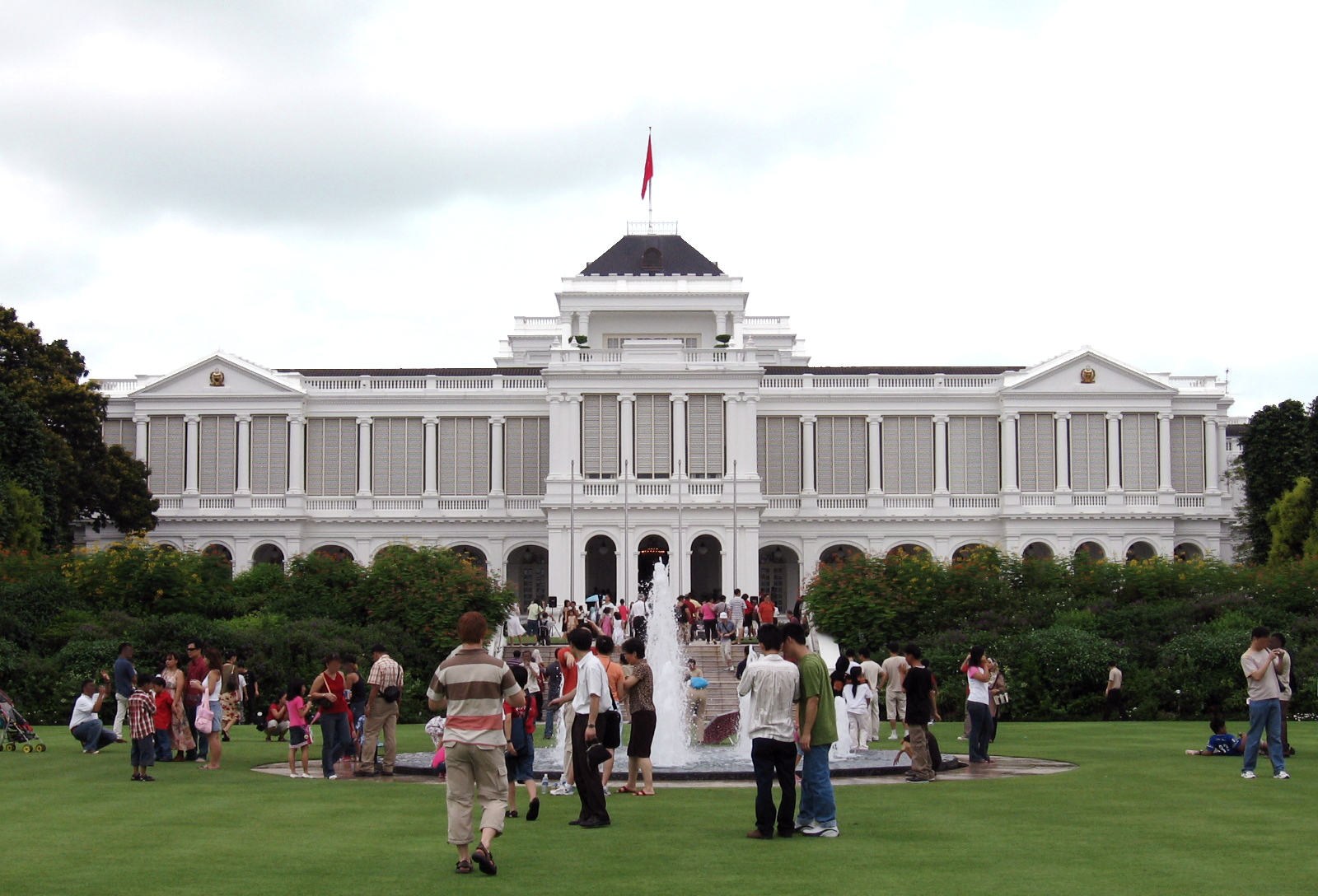
新加坡總統府
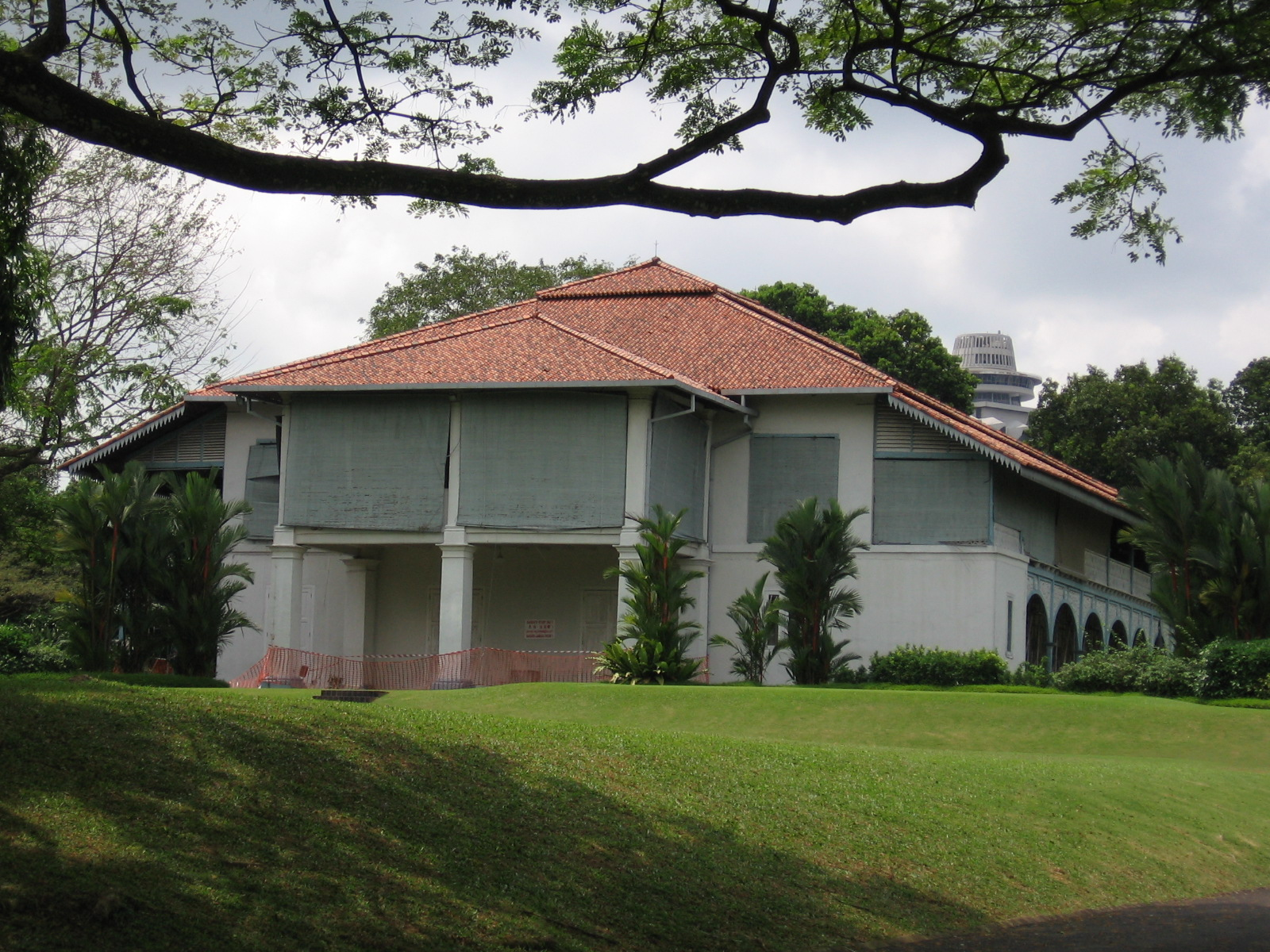
新加坡斯里淡馬錫
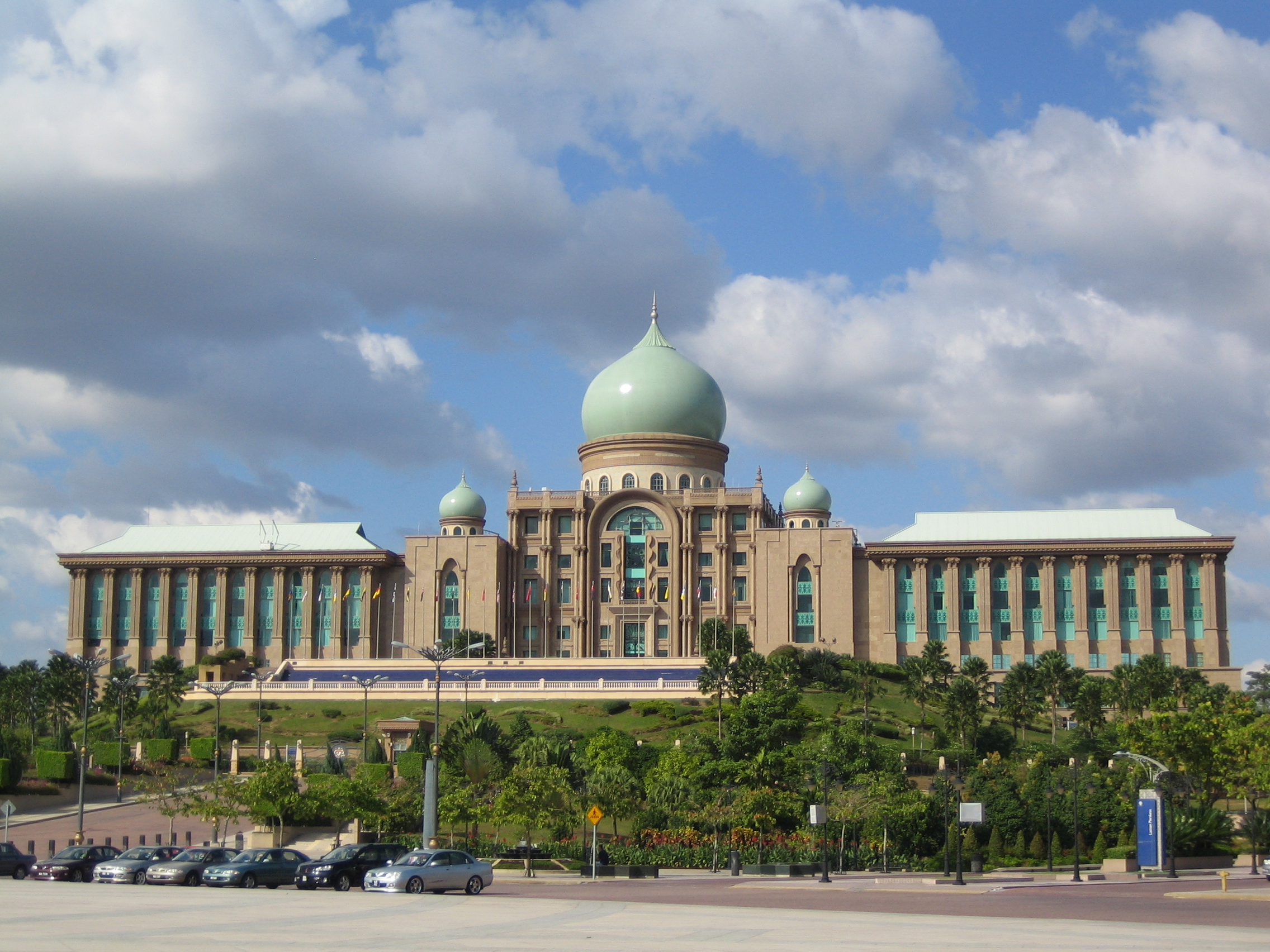
馬來西亞布城首相署
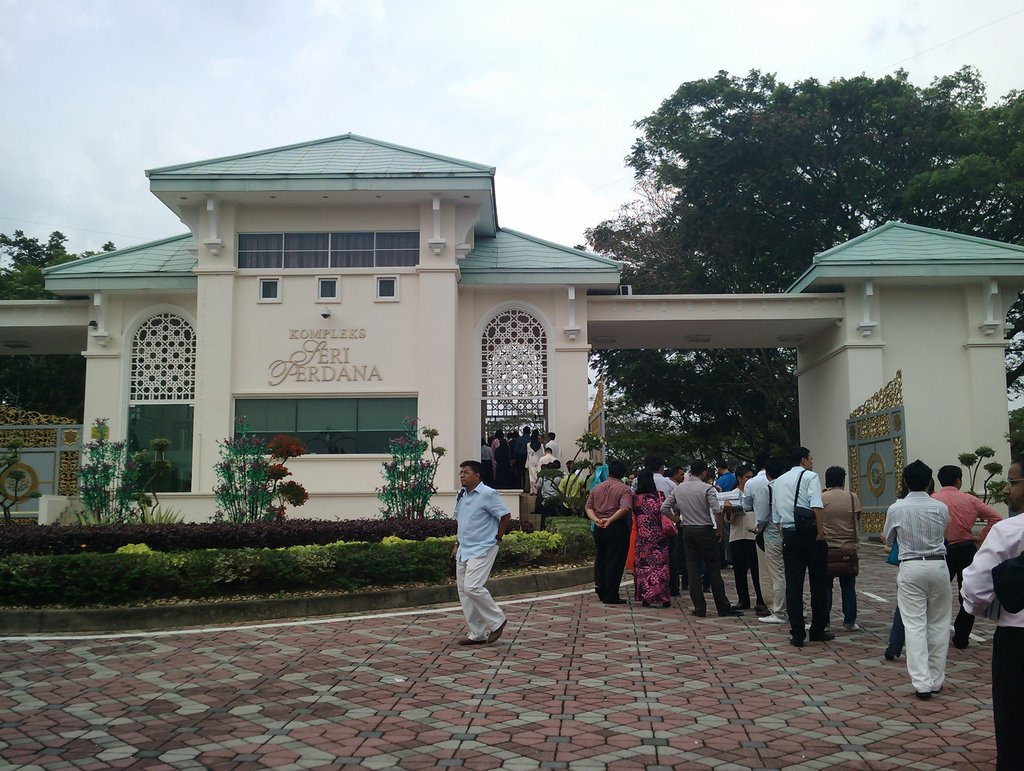
馬來西亞斯里柏达纳大厦（英语：Seri Perdana）
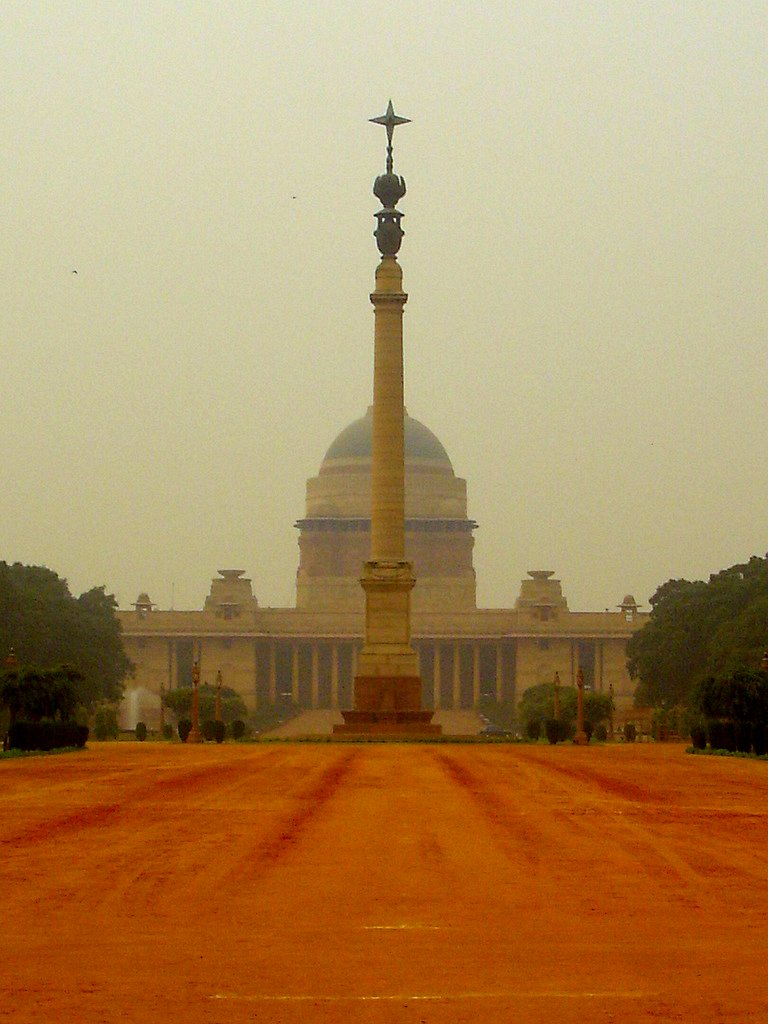
印度總統府
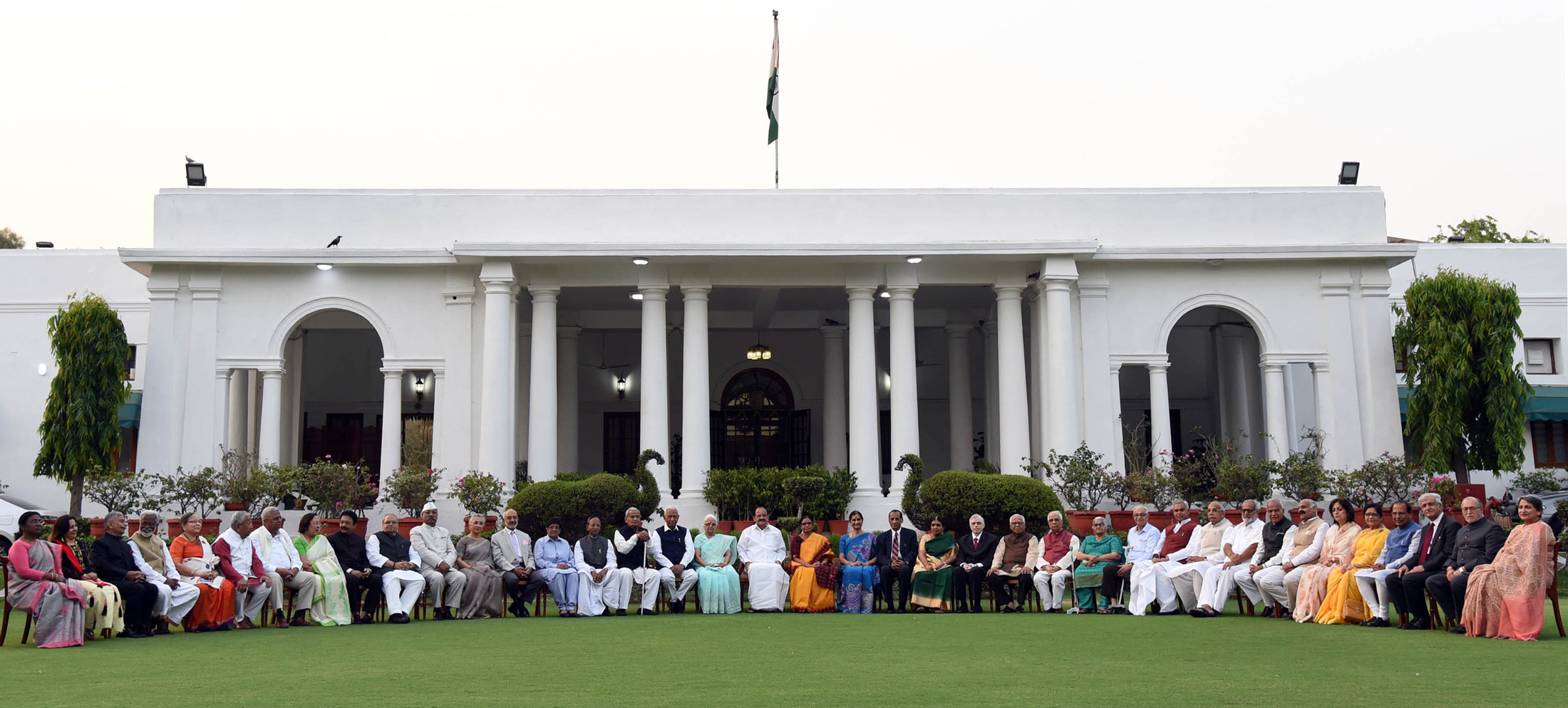
印度副總統官邸（英语：Vice President's House (India)）
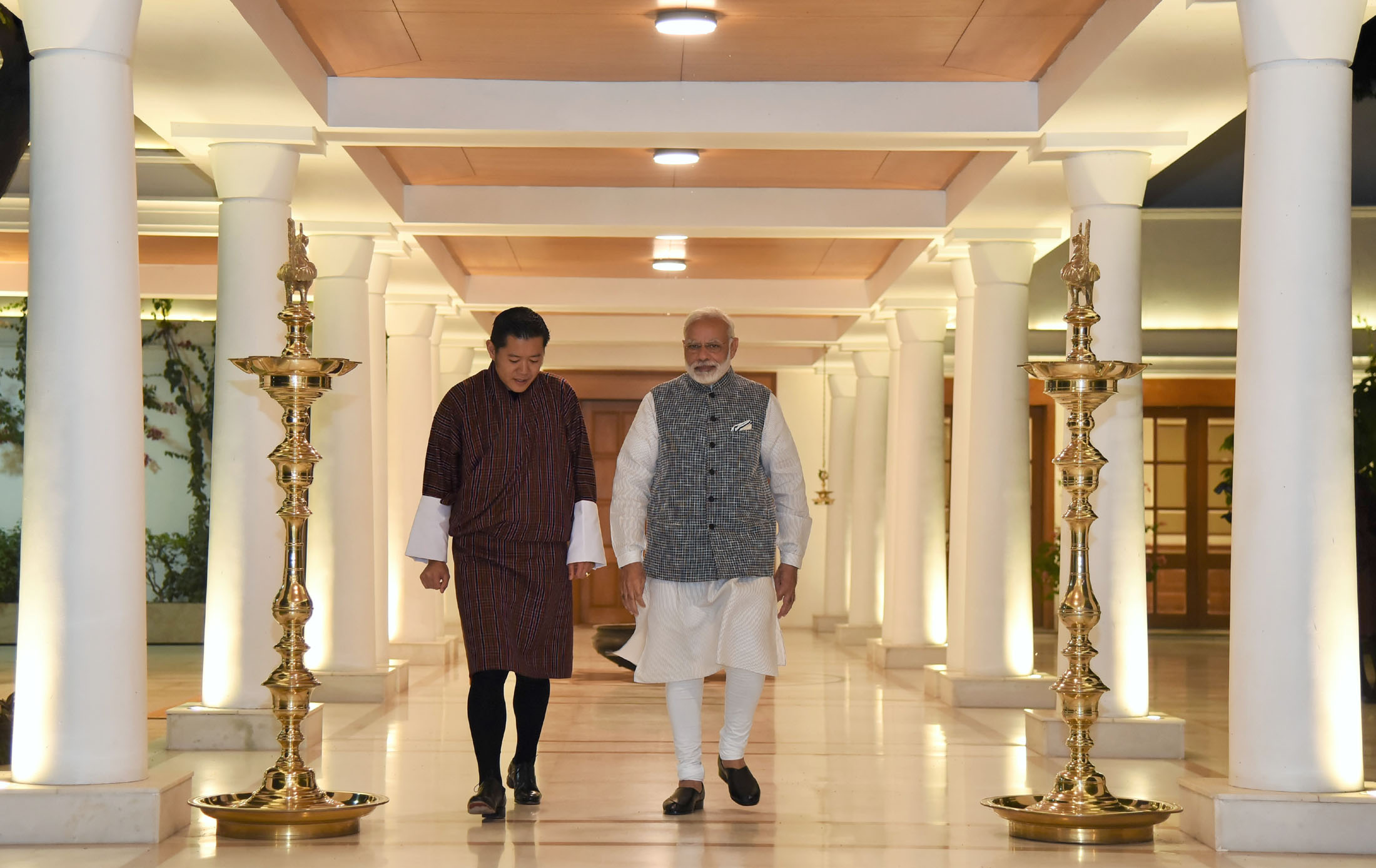
印度馬場道七號總理官邸（英语：7, Lok Kalyan Marg）
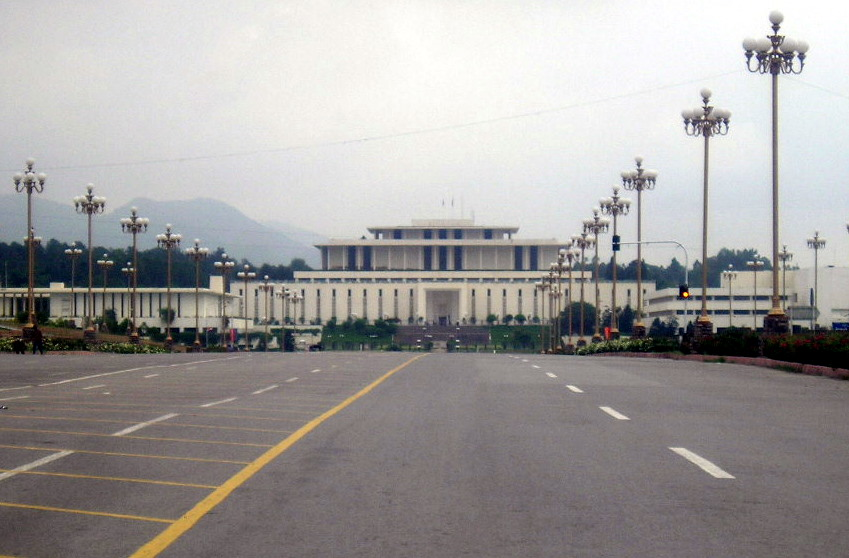
巴基斯坦總統府（英语：Aiwan-e-Sadr）
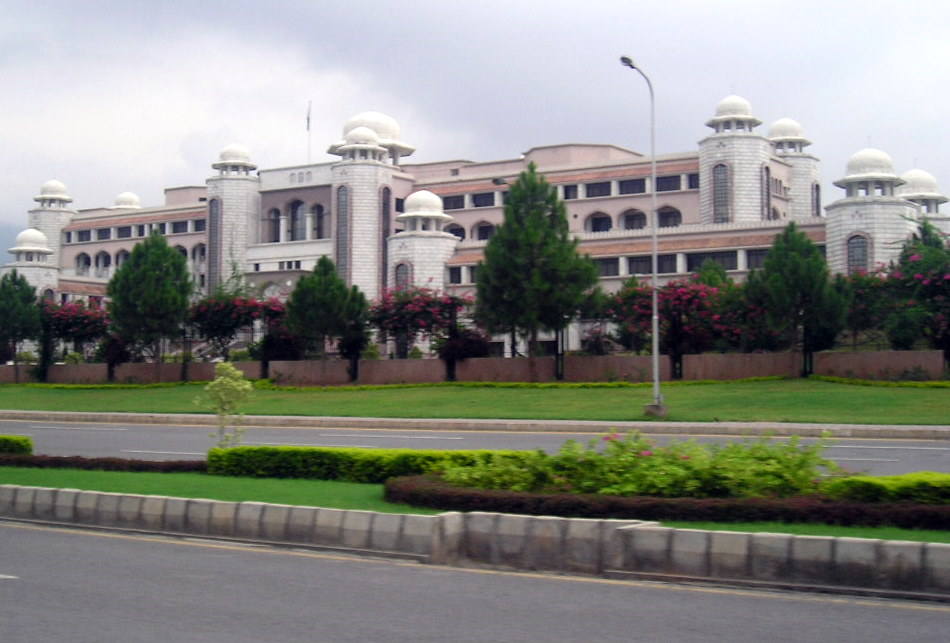
巴基斯坦總理府
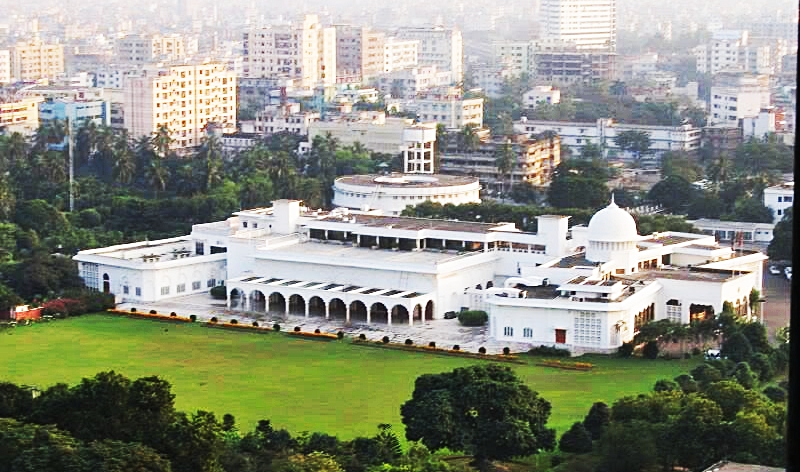
孟加拉總統府
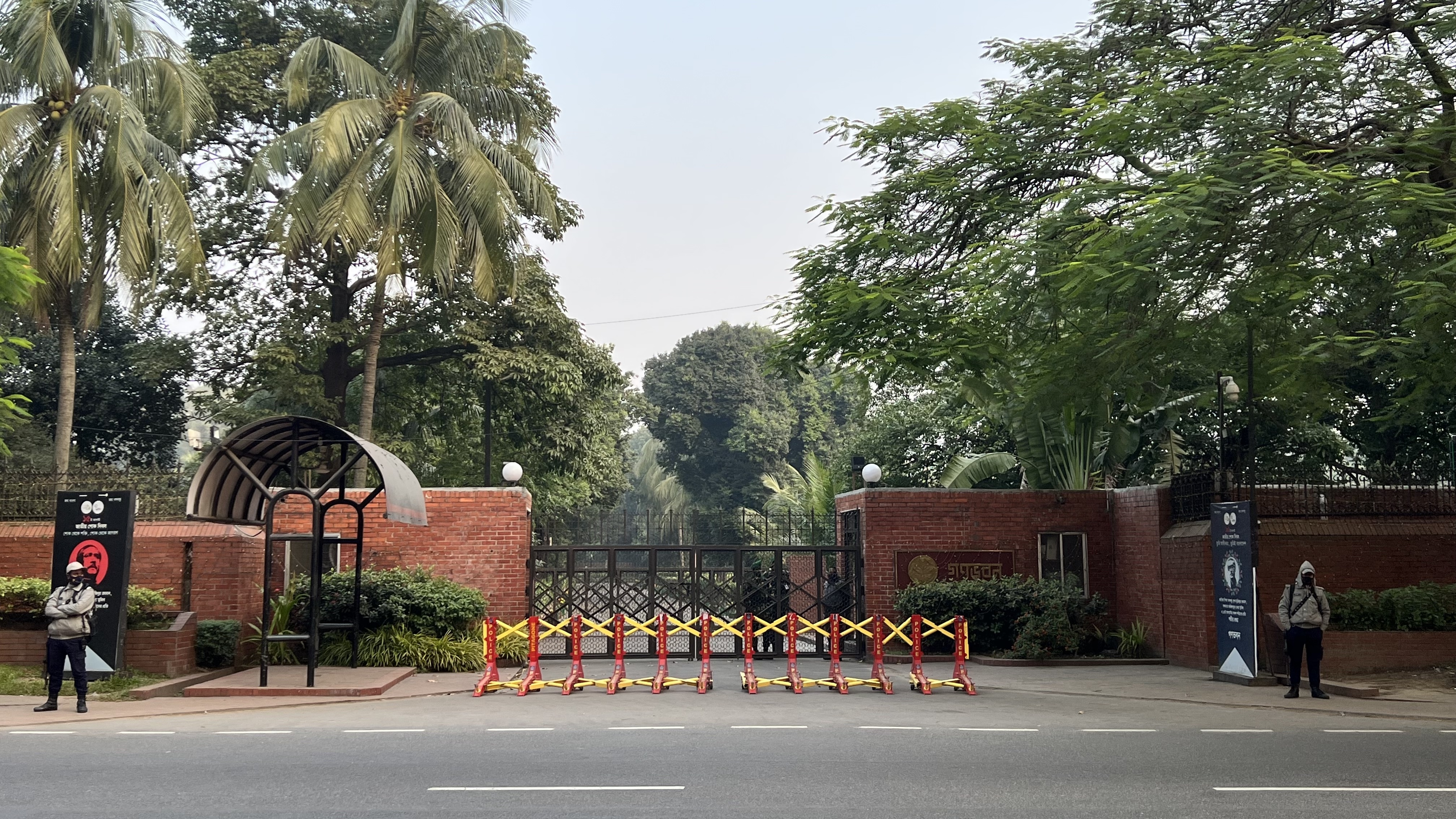
孟加拉總理官邸（英语：Ganabhaban）
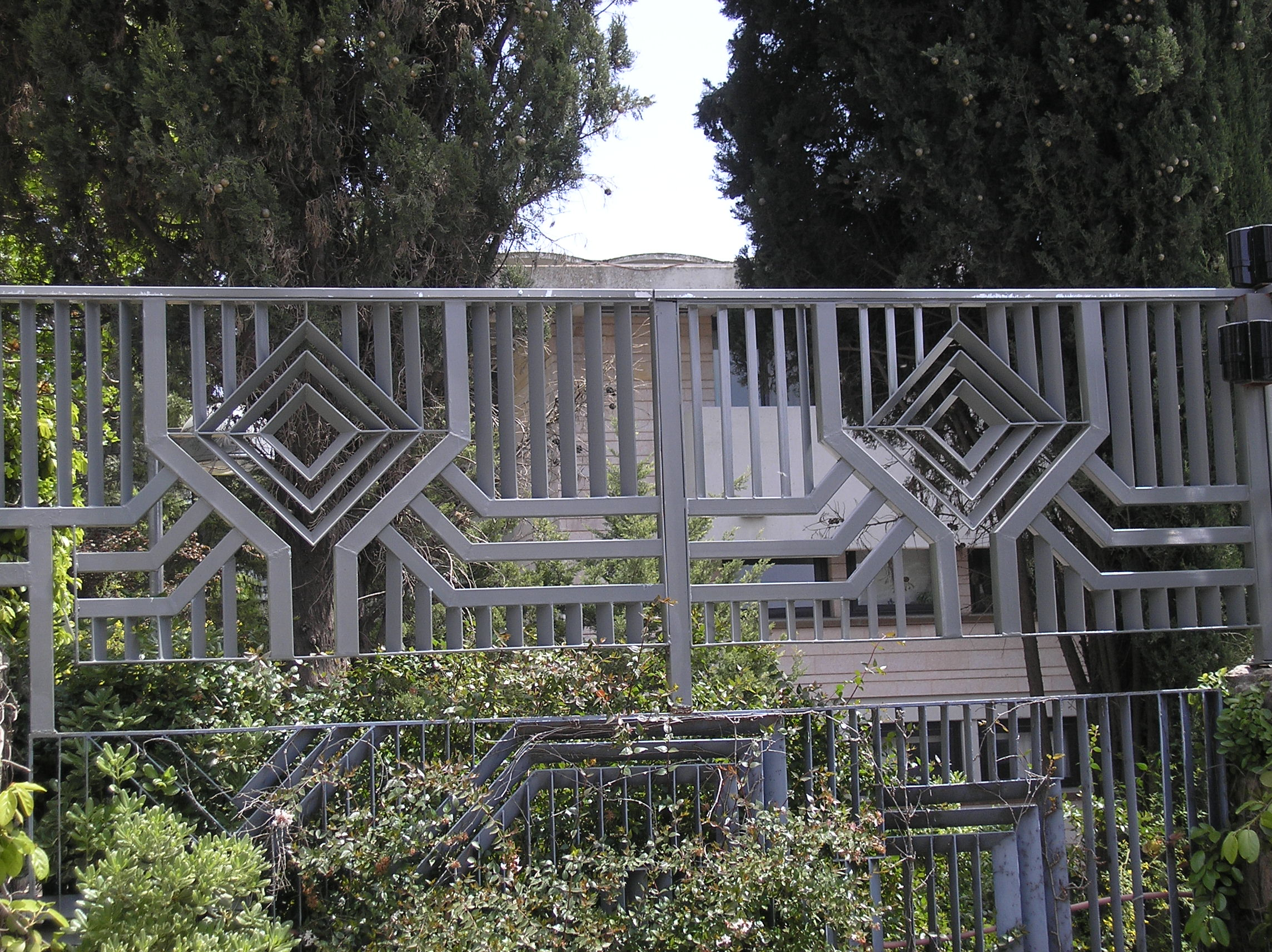
以色列總統府
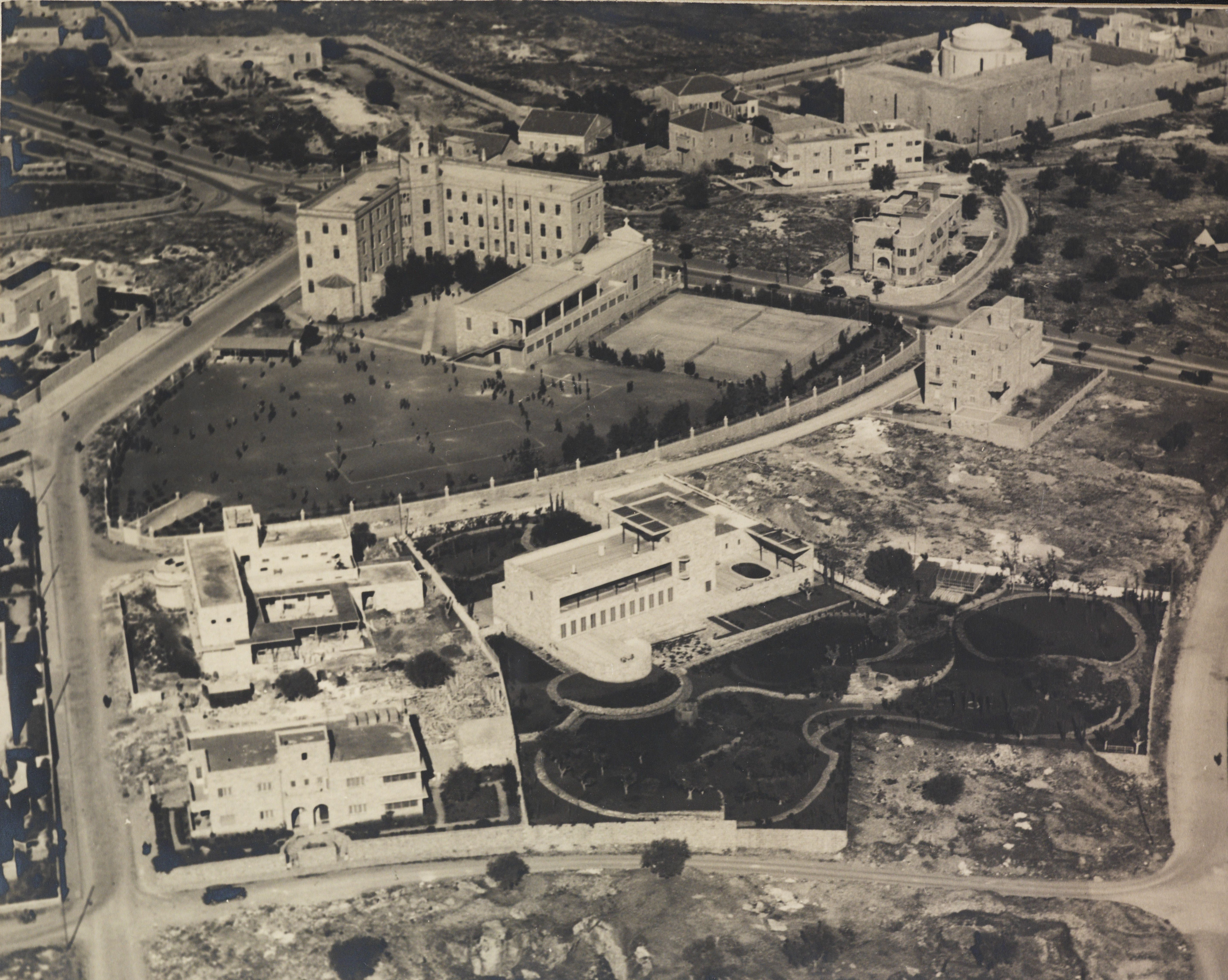
以色列總理官邸
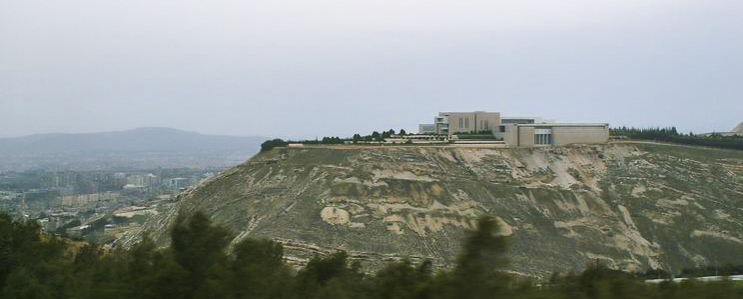
敘利亞總統府
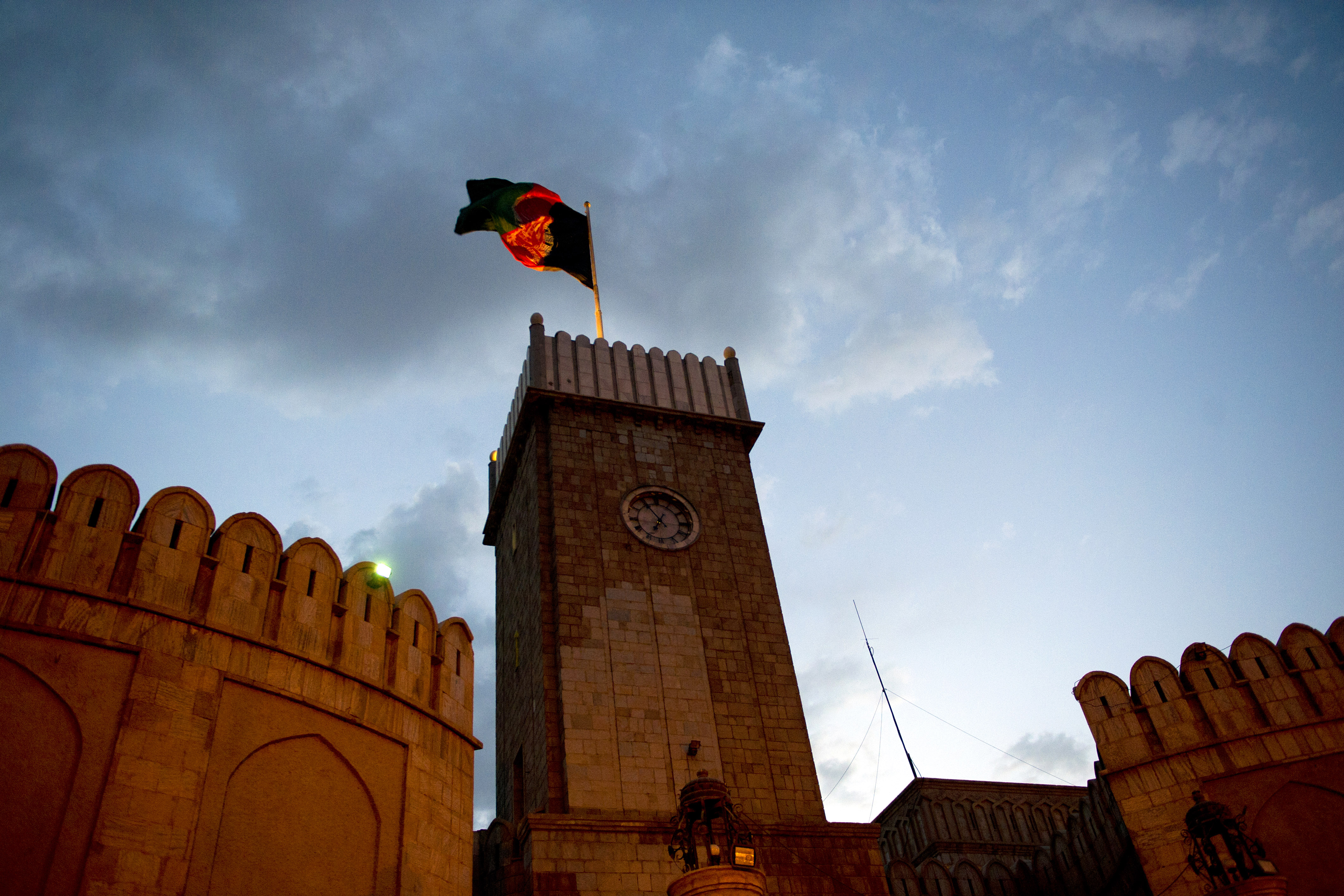
阿富汗總統府
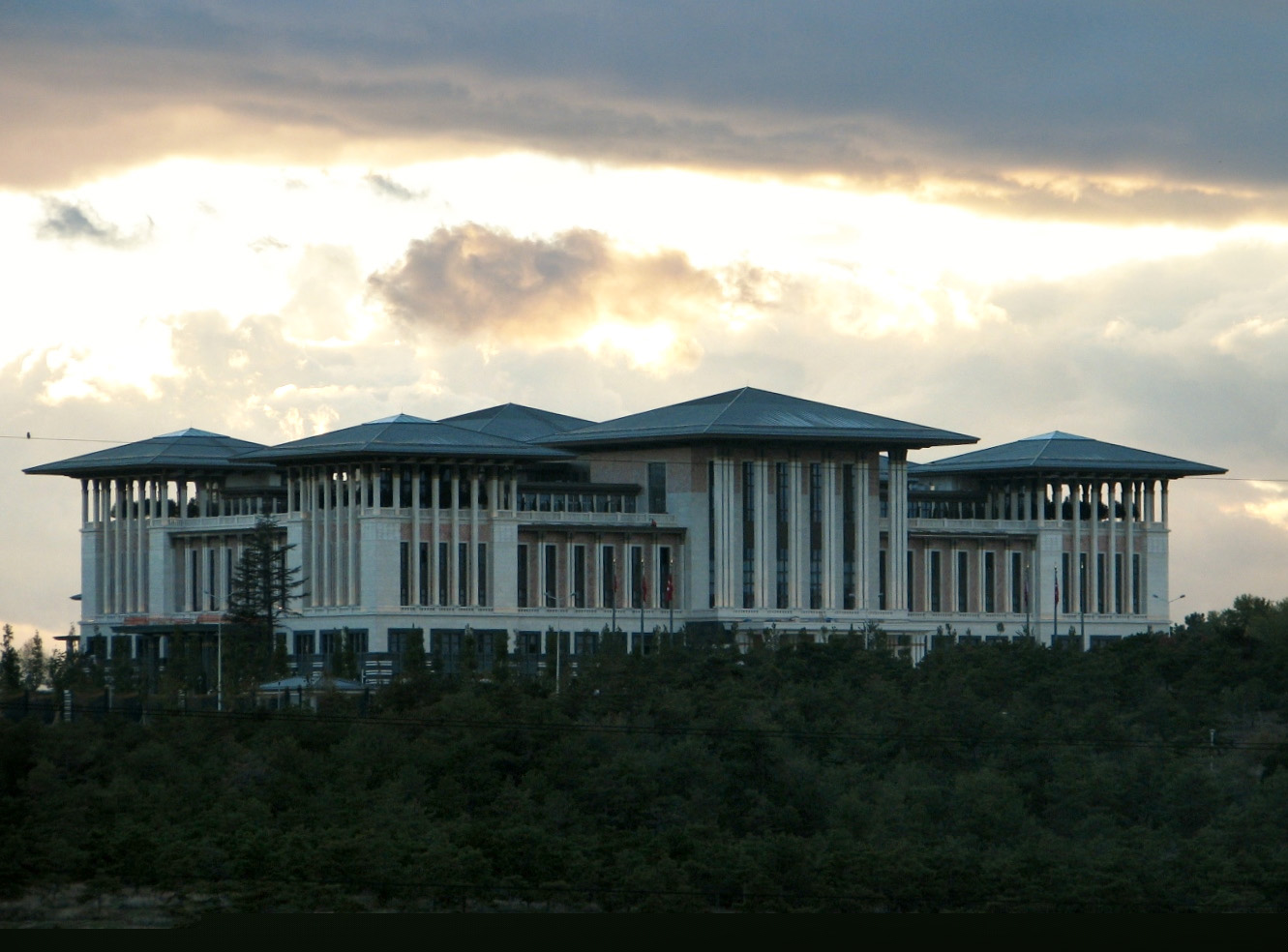
土耳其總統府（英语：Presidential Compound (Turkey)）
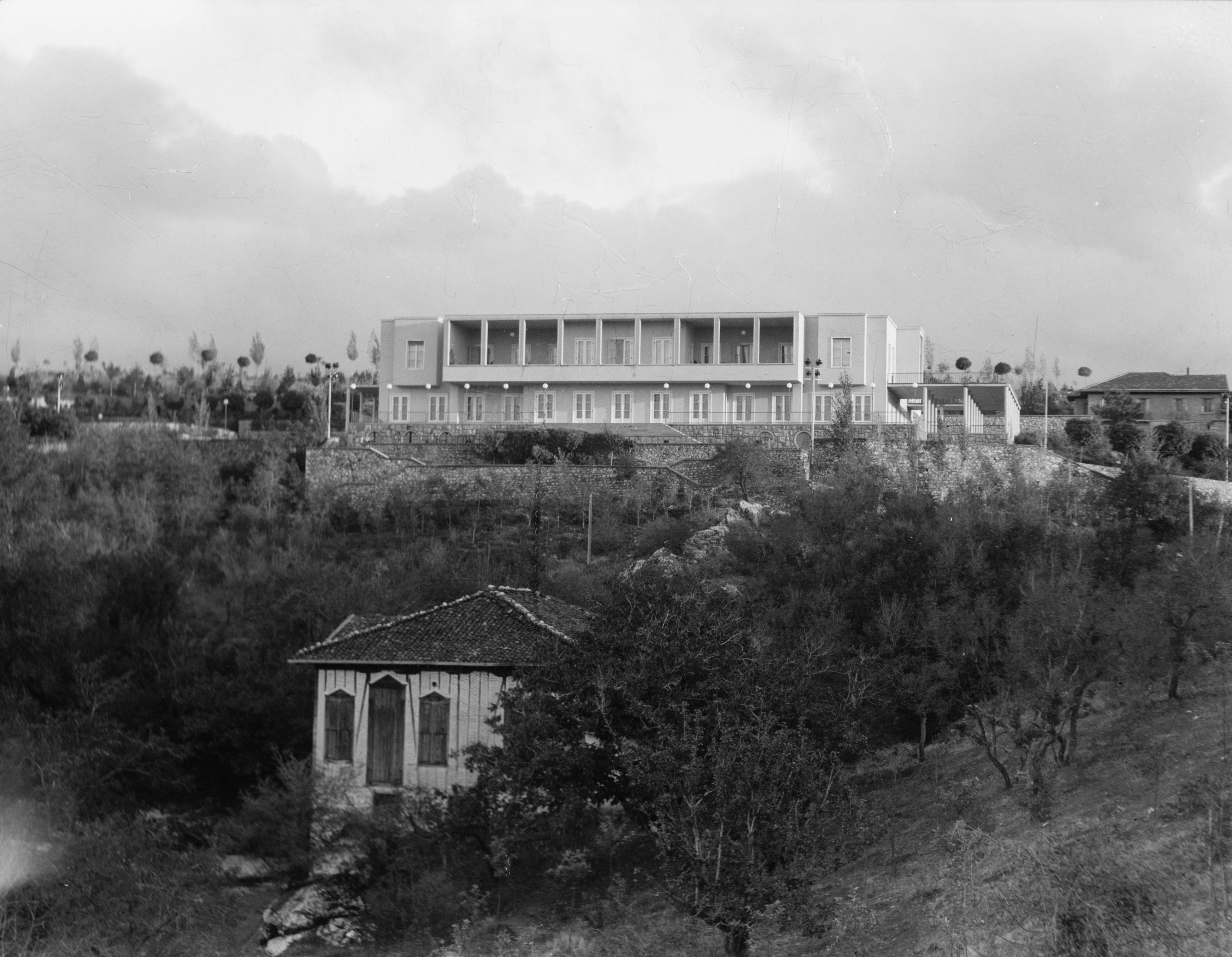
土耳其副總統官邸（舊總統府）（英语：Çankaya Mansion）
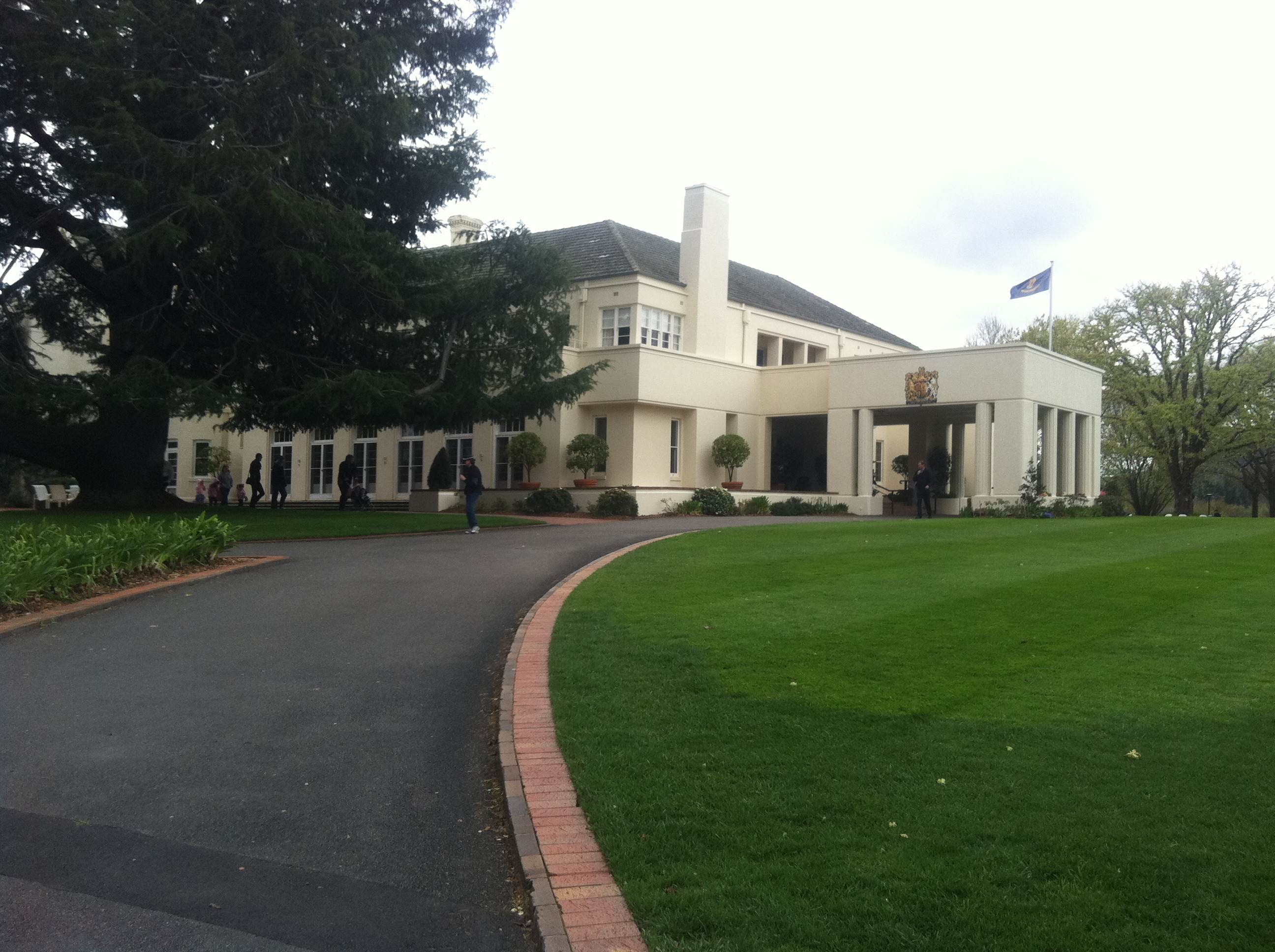
澳洲總督府
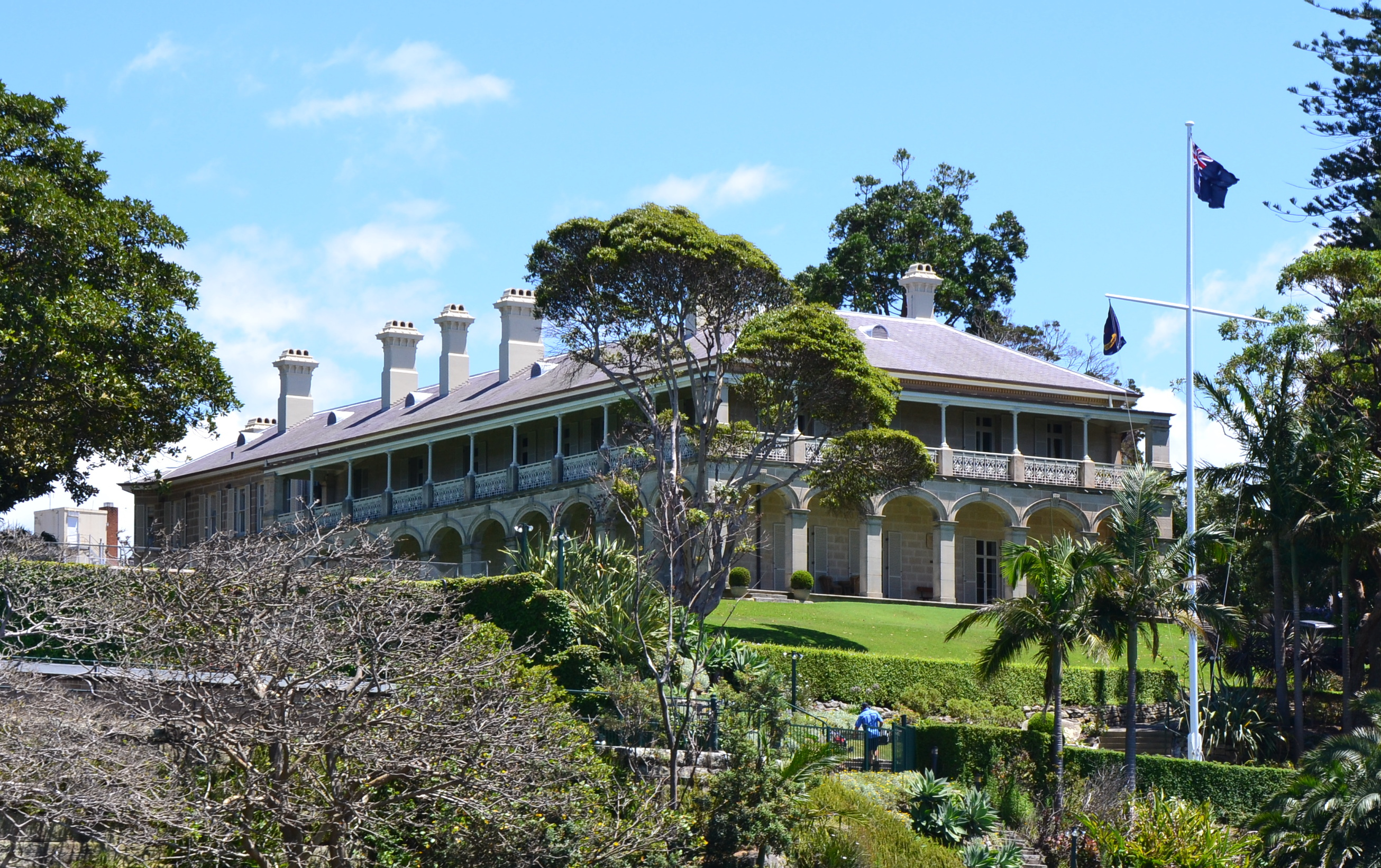
澳洲艦隊司令府
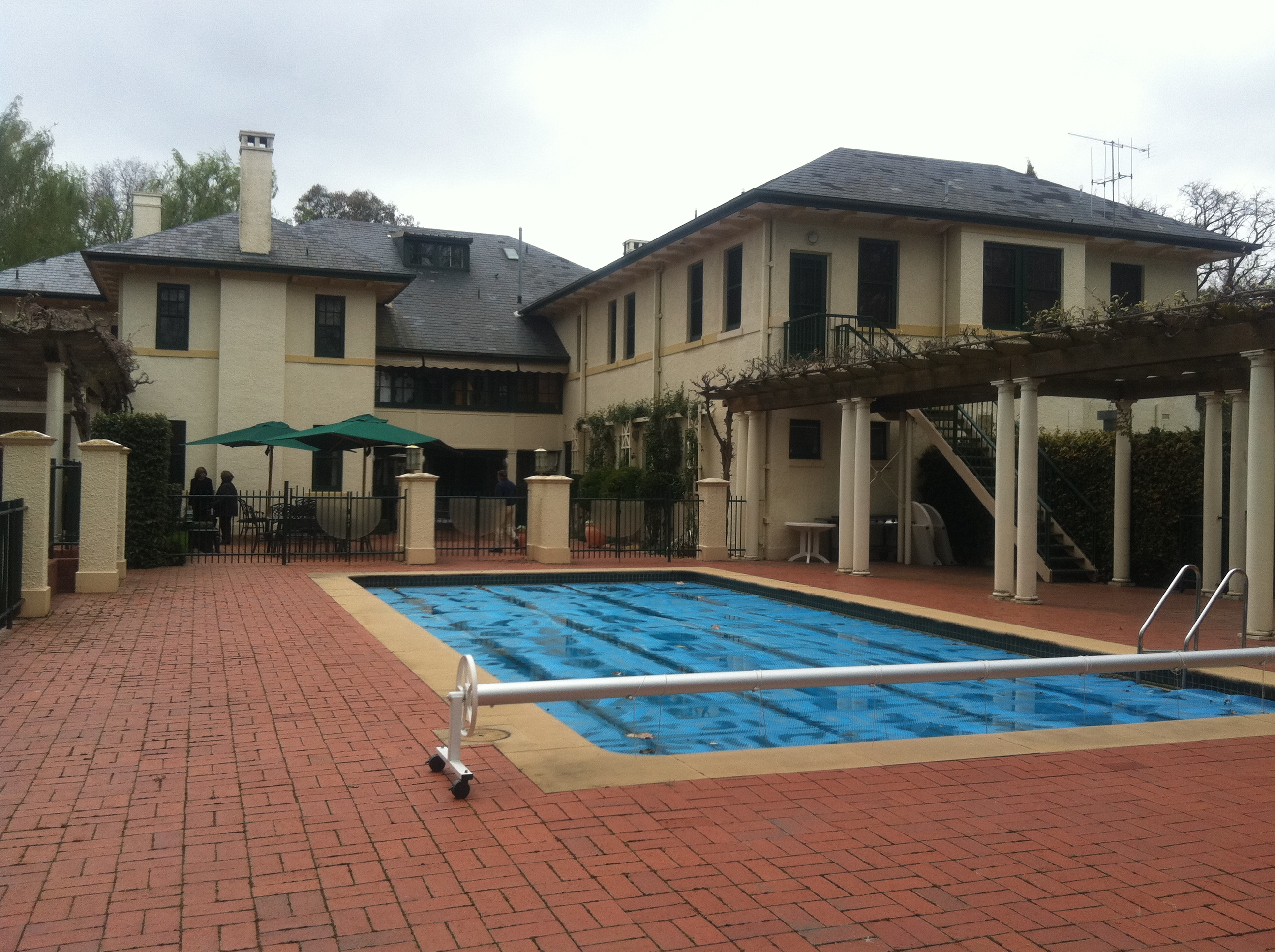
澳洲總理府
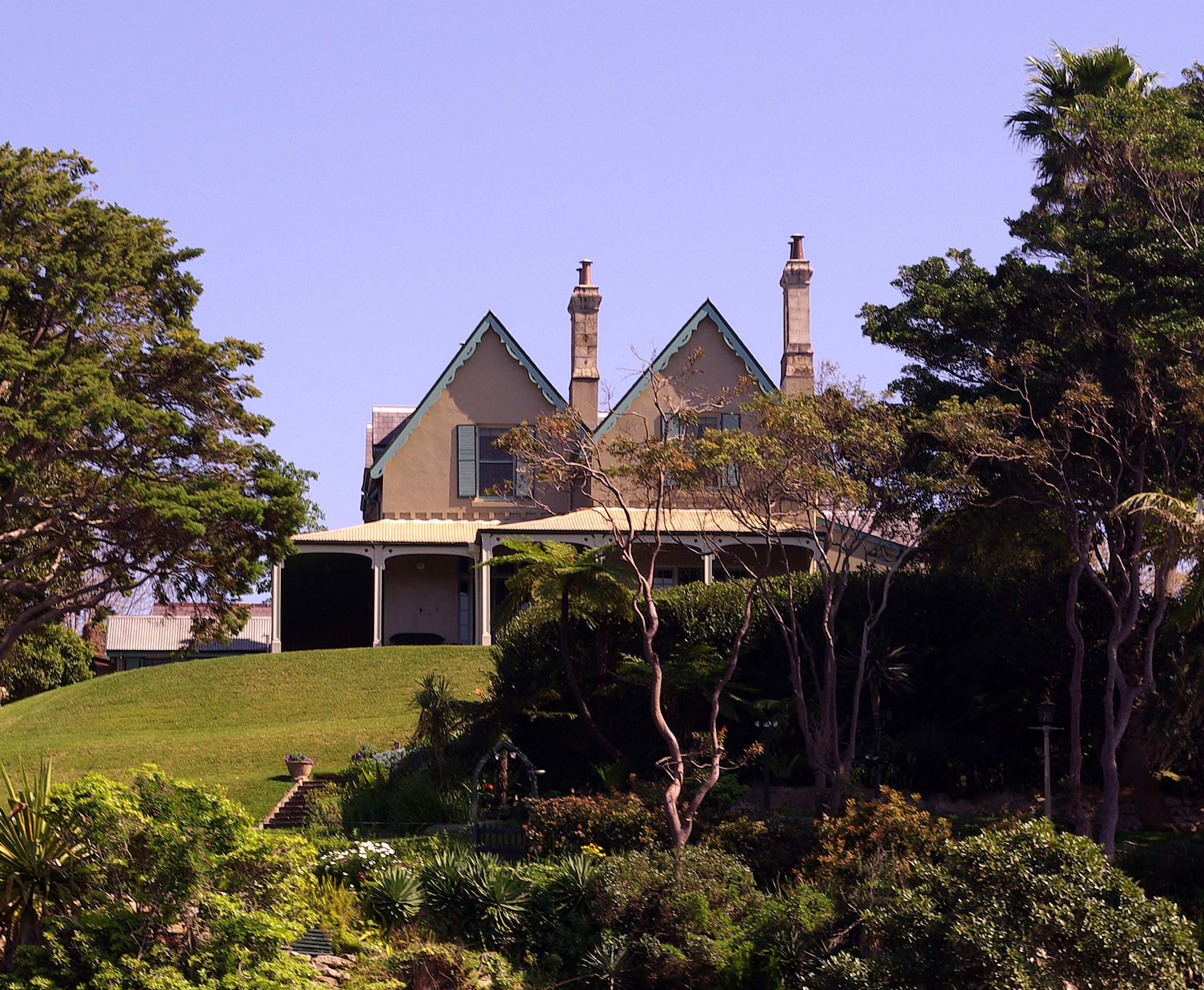
澳洲齊利比利樓（英语：Kirribilli House）
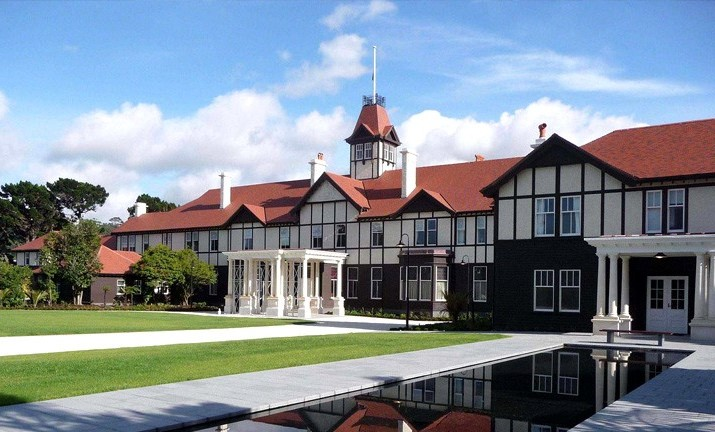
紐西蘭總督府（英语：Government House, Wellington）
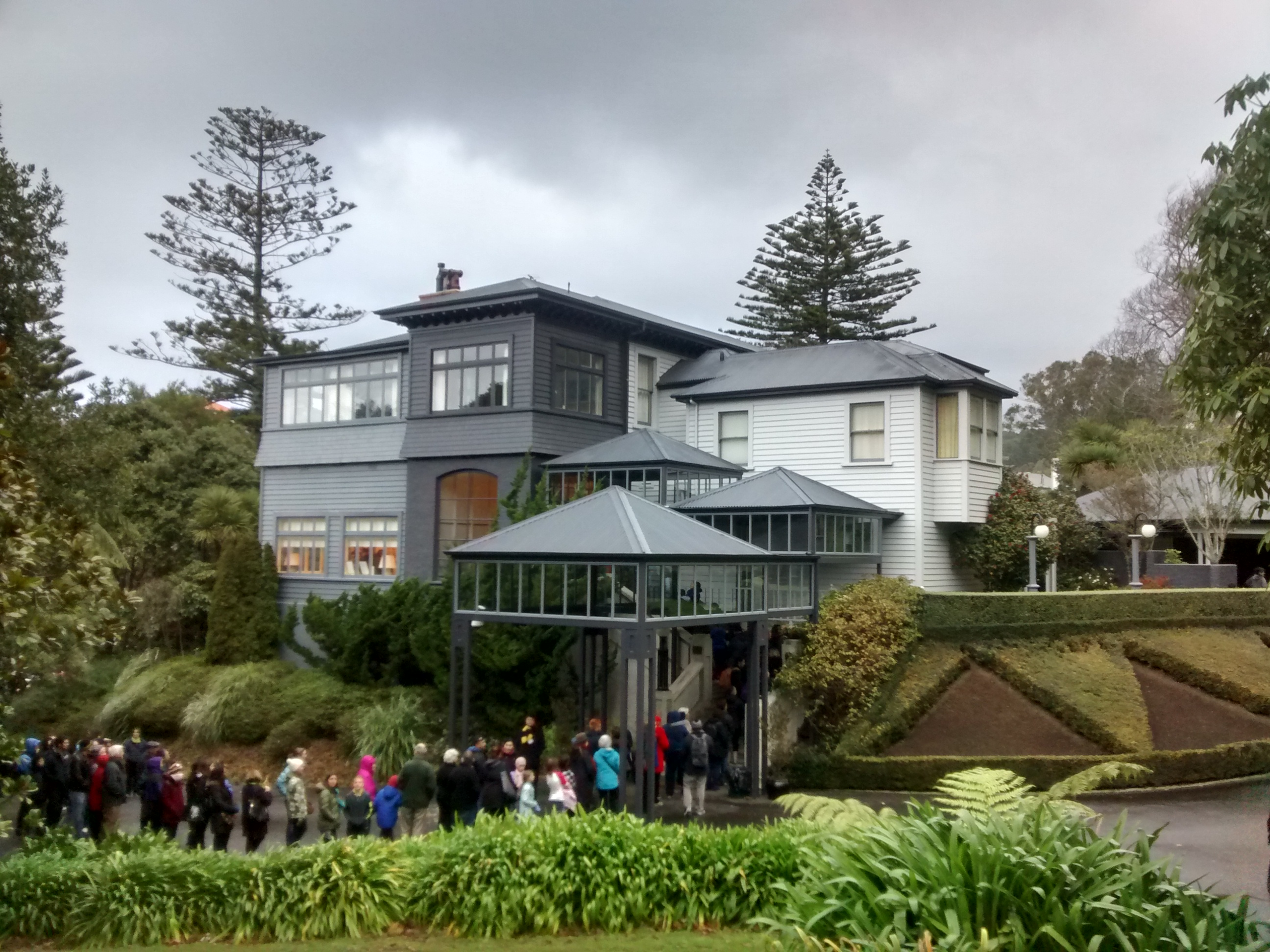
纽西兰總理府（英语：Premier House）
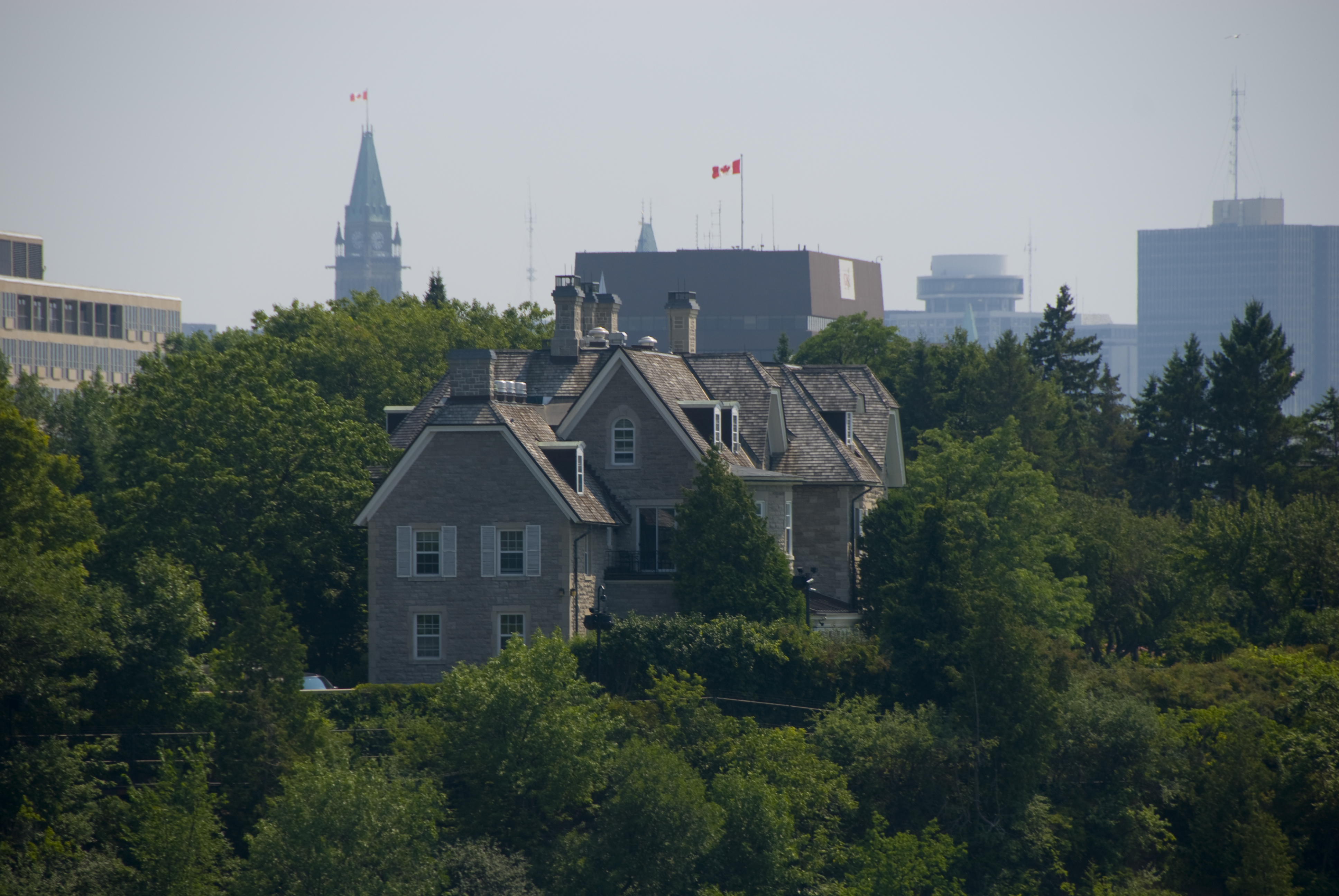
加拿大總理官邸
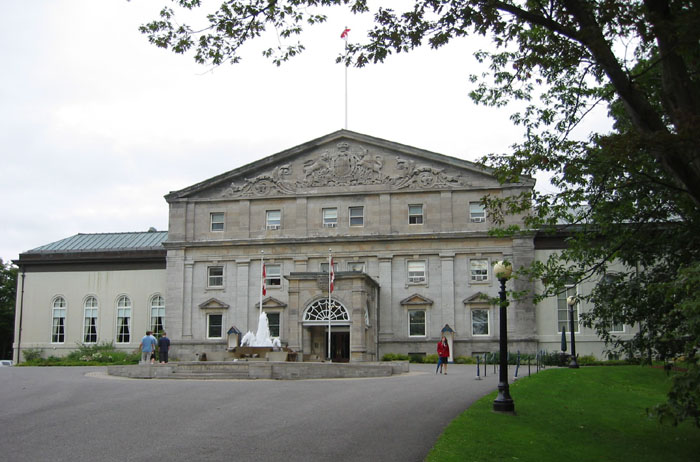
加拿大麗都廳
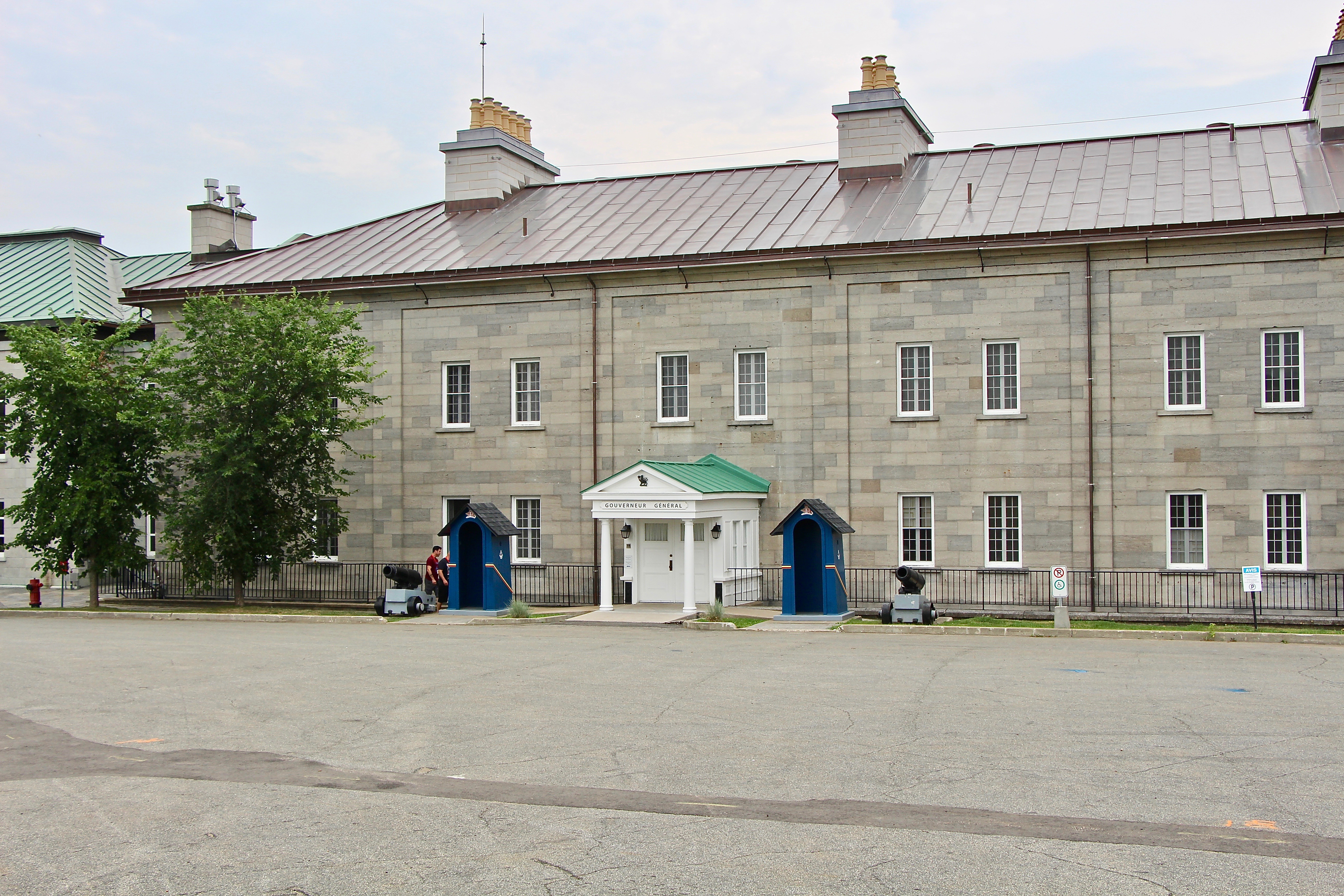
加拿大魁北克城堡
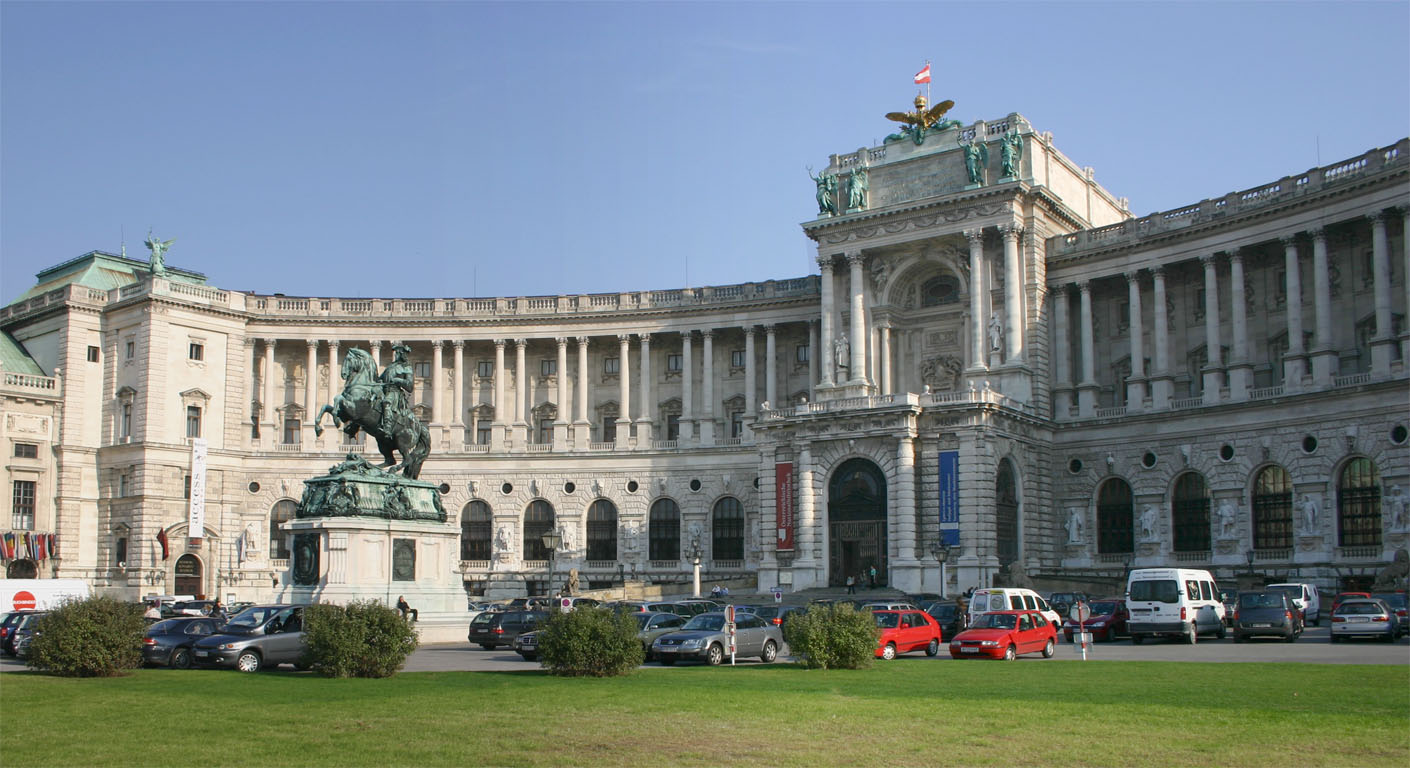
奧地利霍夫堡宮
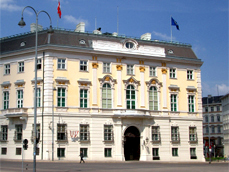
奧地利總理府
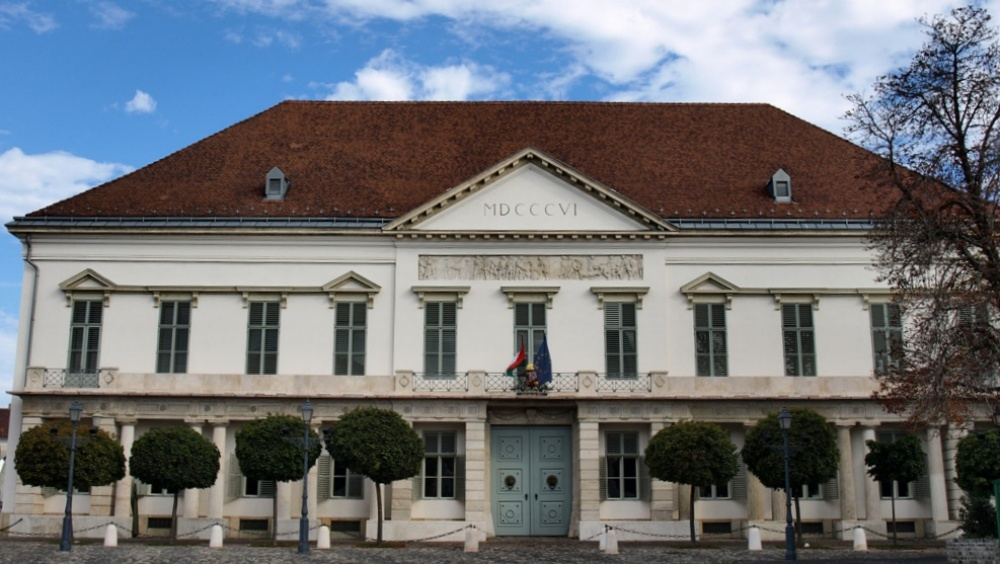
匈牙利山多爾宮
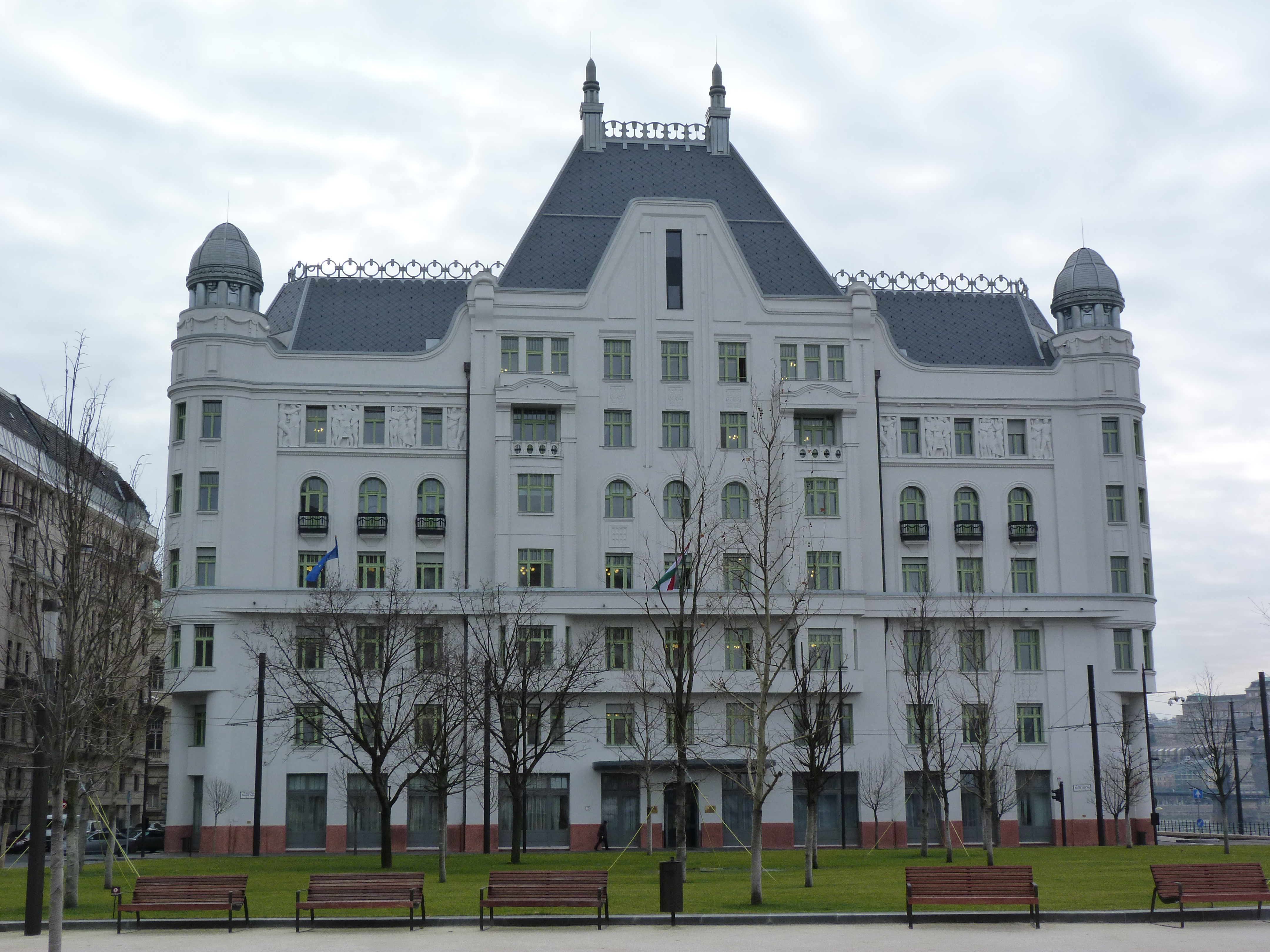
匈牙利總理府（匈牙利语：Miniszterelnökség）
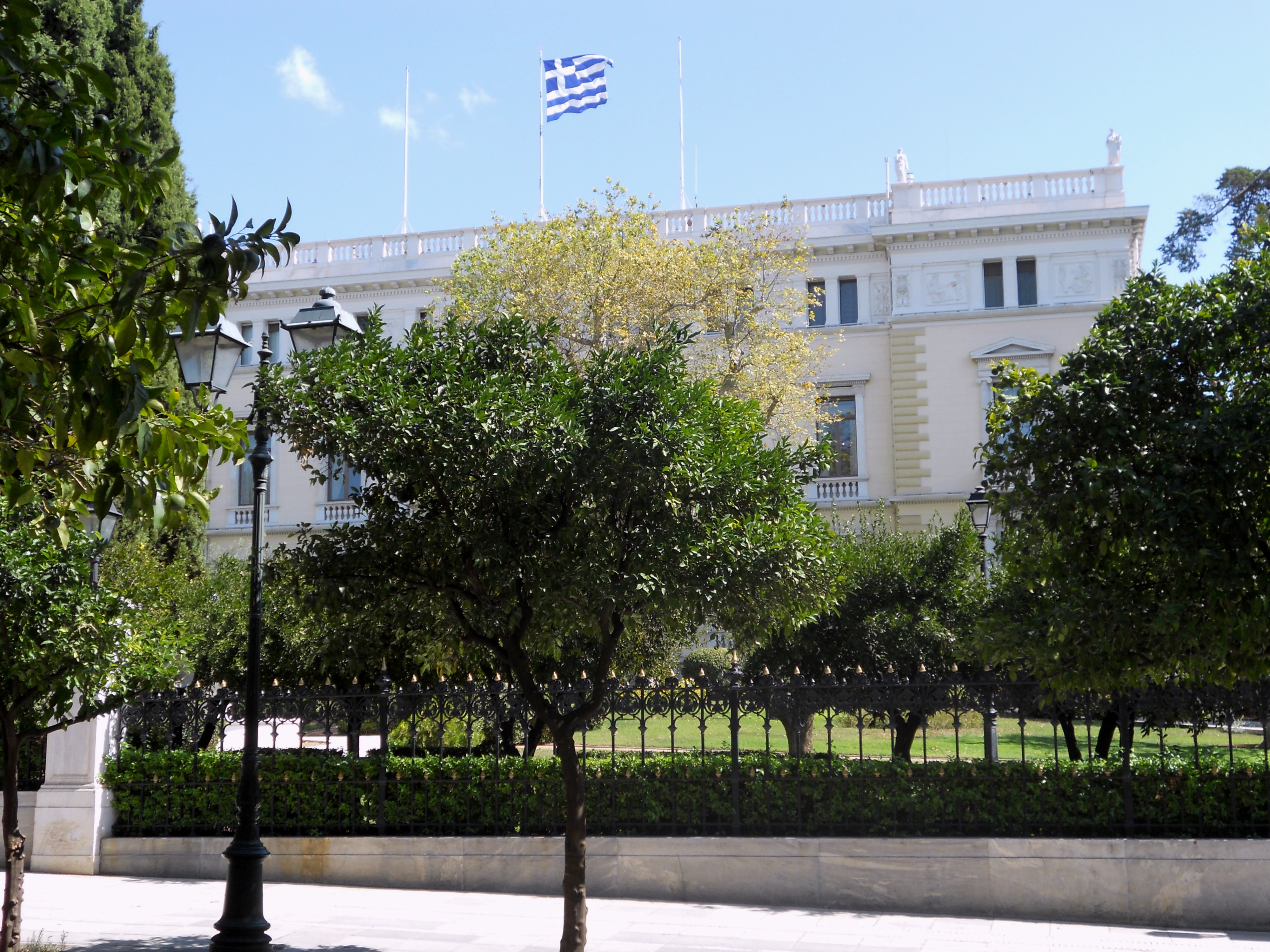
希臘總統府
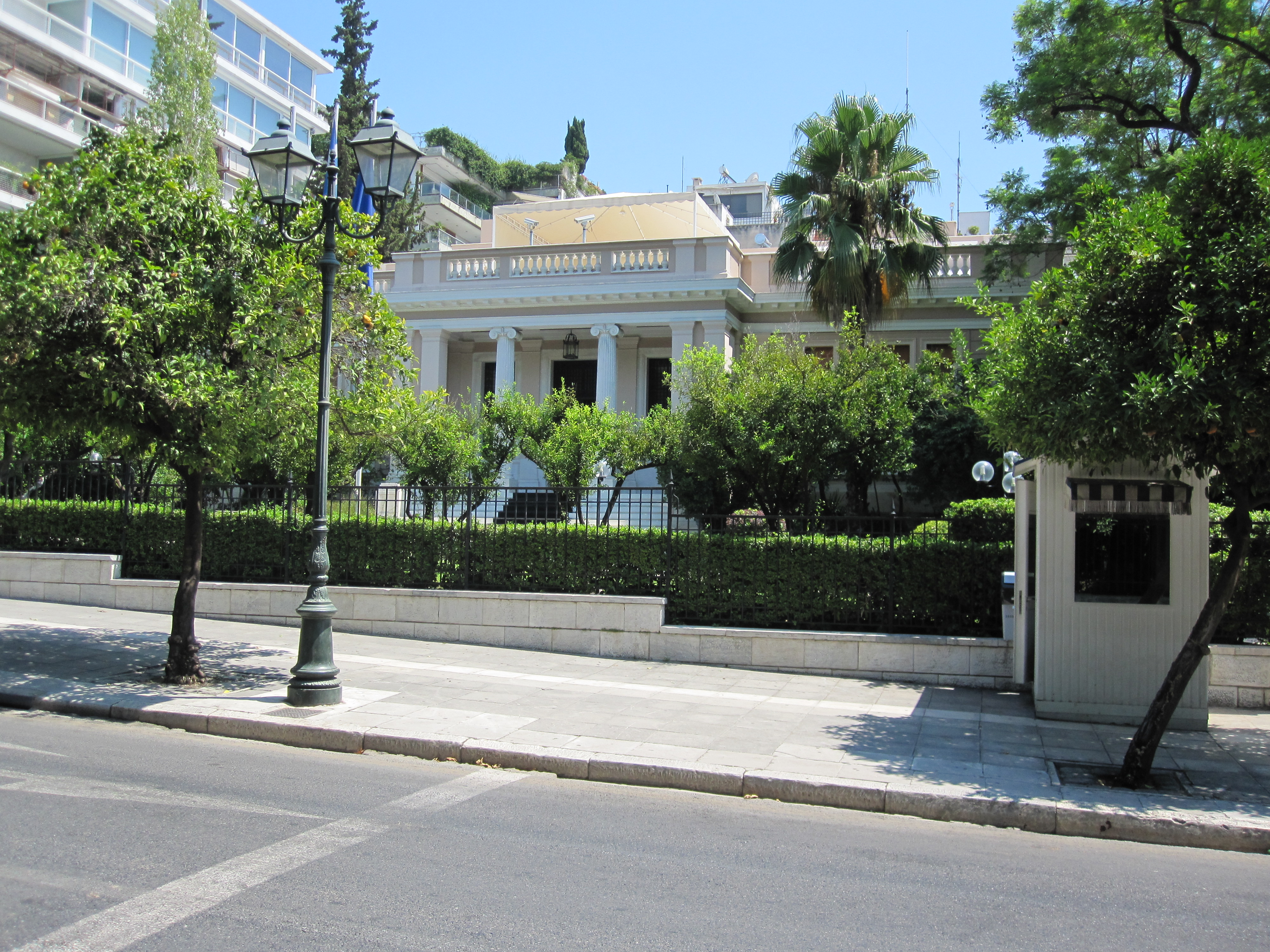
希臘總理府（英语：Maximos Mansion）
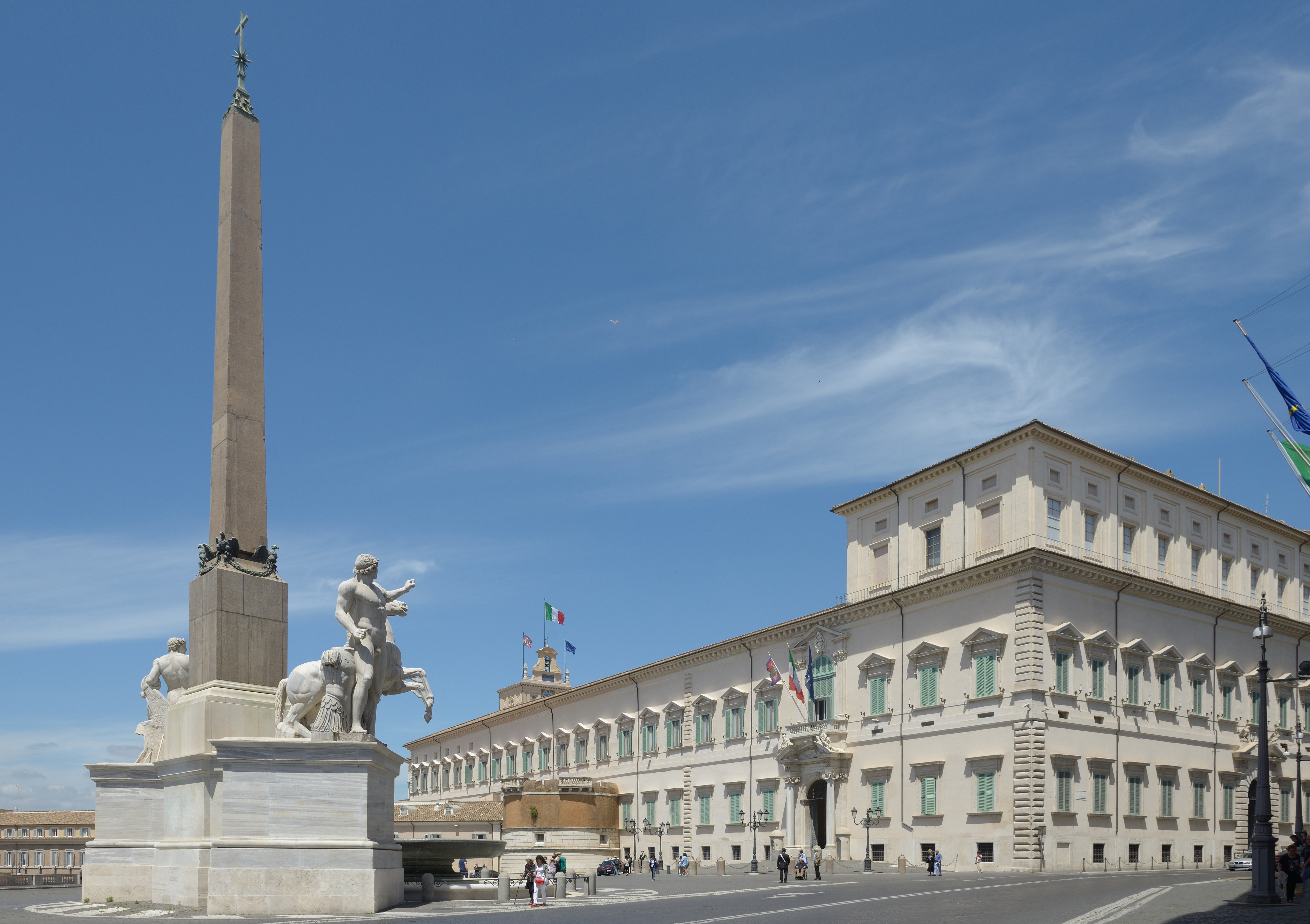
義大利奎里納爾宮
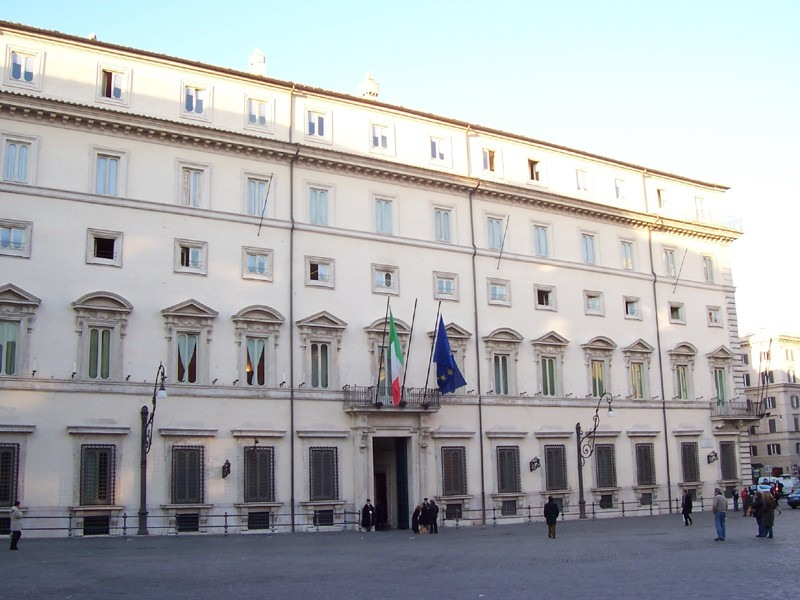
義大利基吉宮
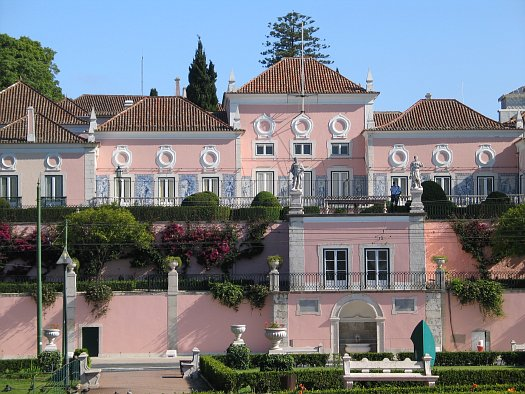
葡萄牙貝倫宮
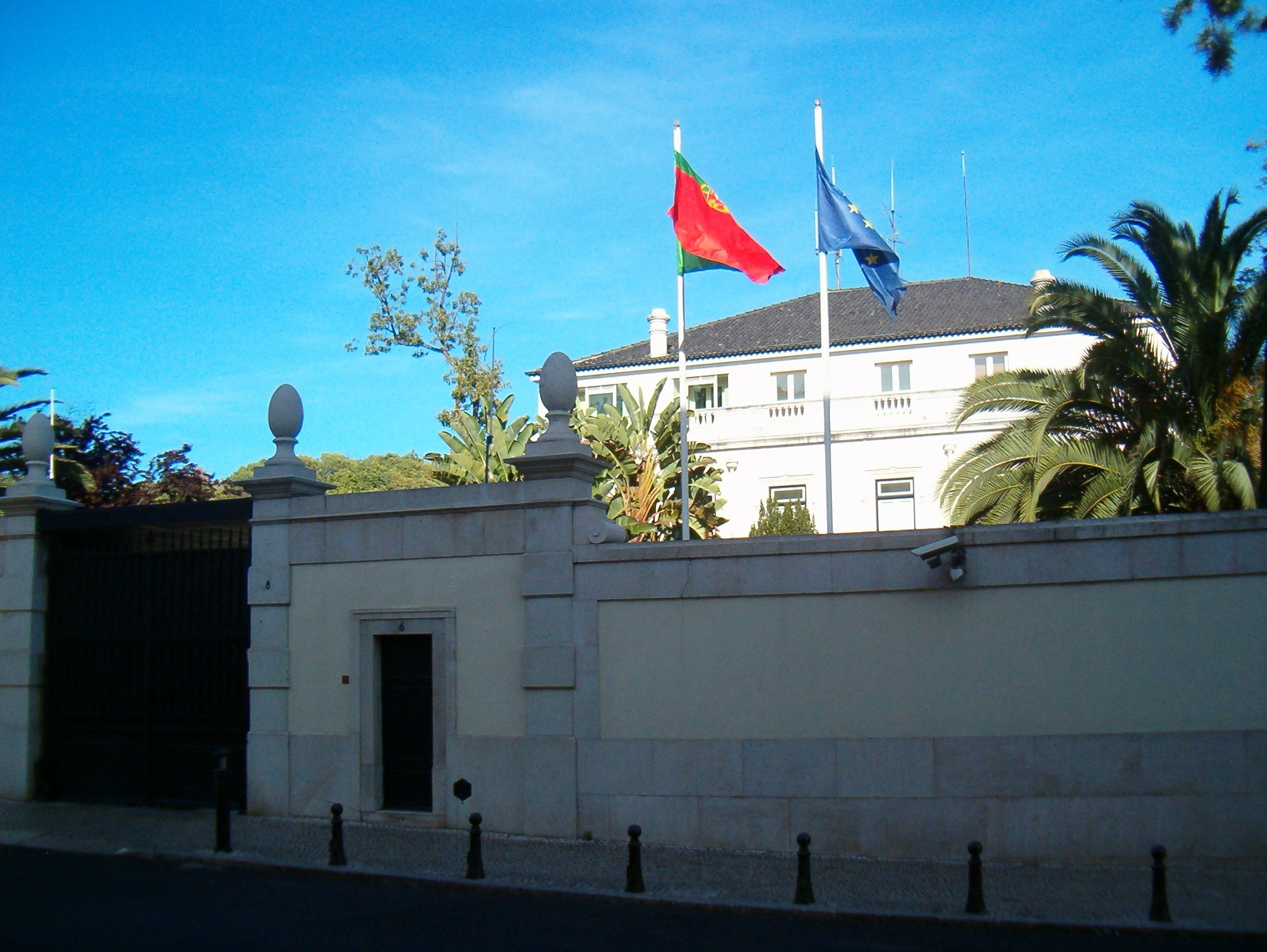
葡萄牙聖本篤宮
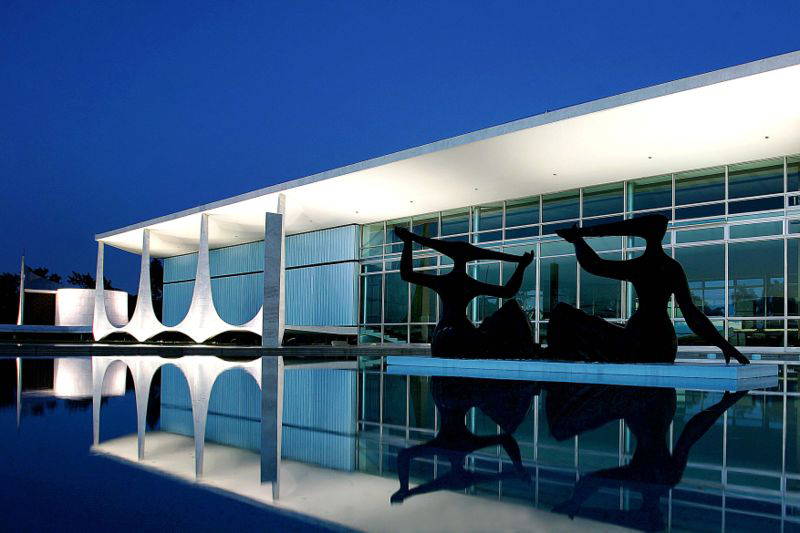
巴西晨曦宮
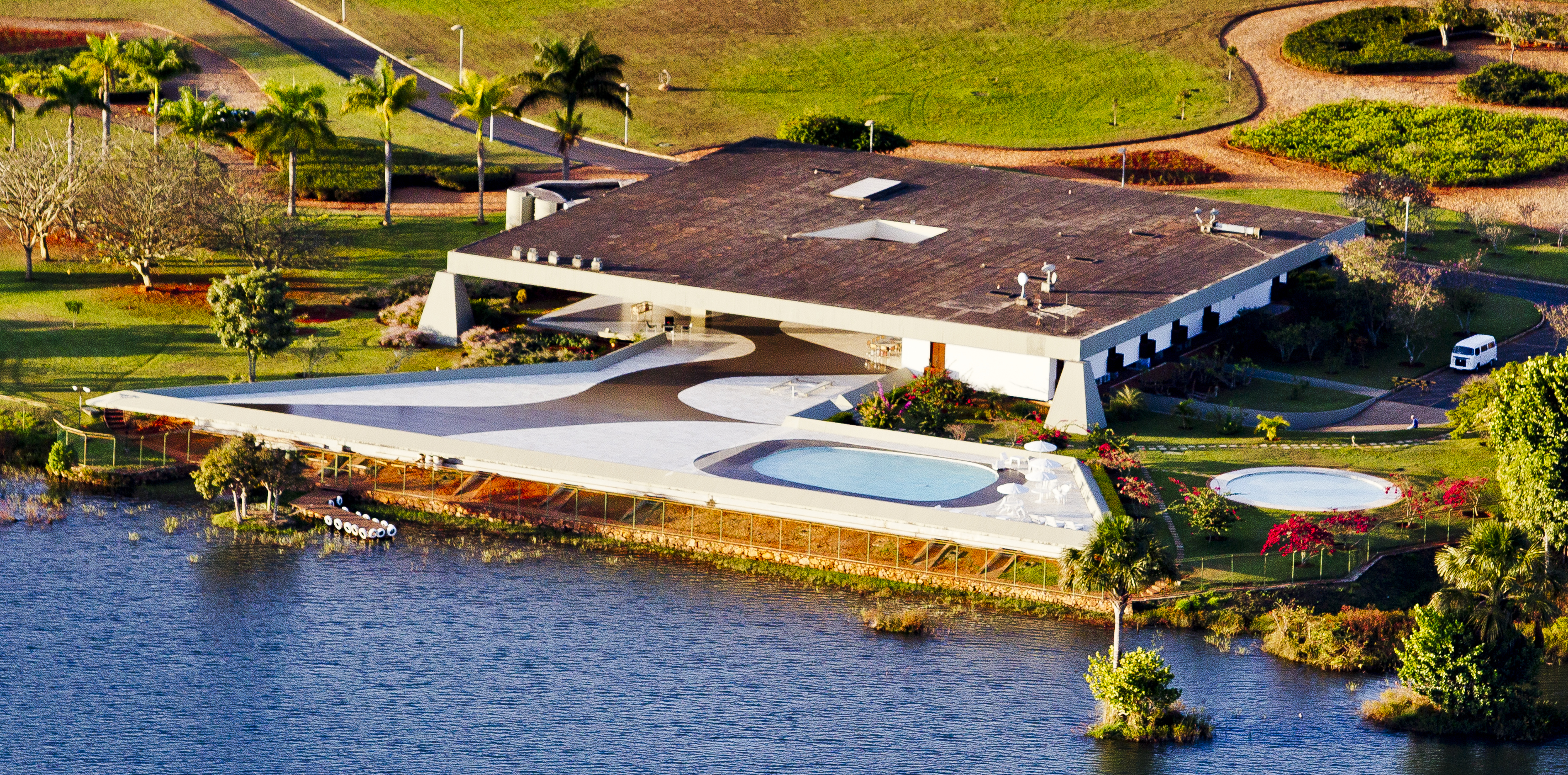
巴西賈布魯宮（葡萄牙語：Palácio do Jaburu）
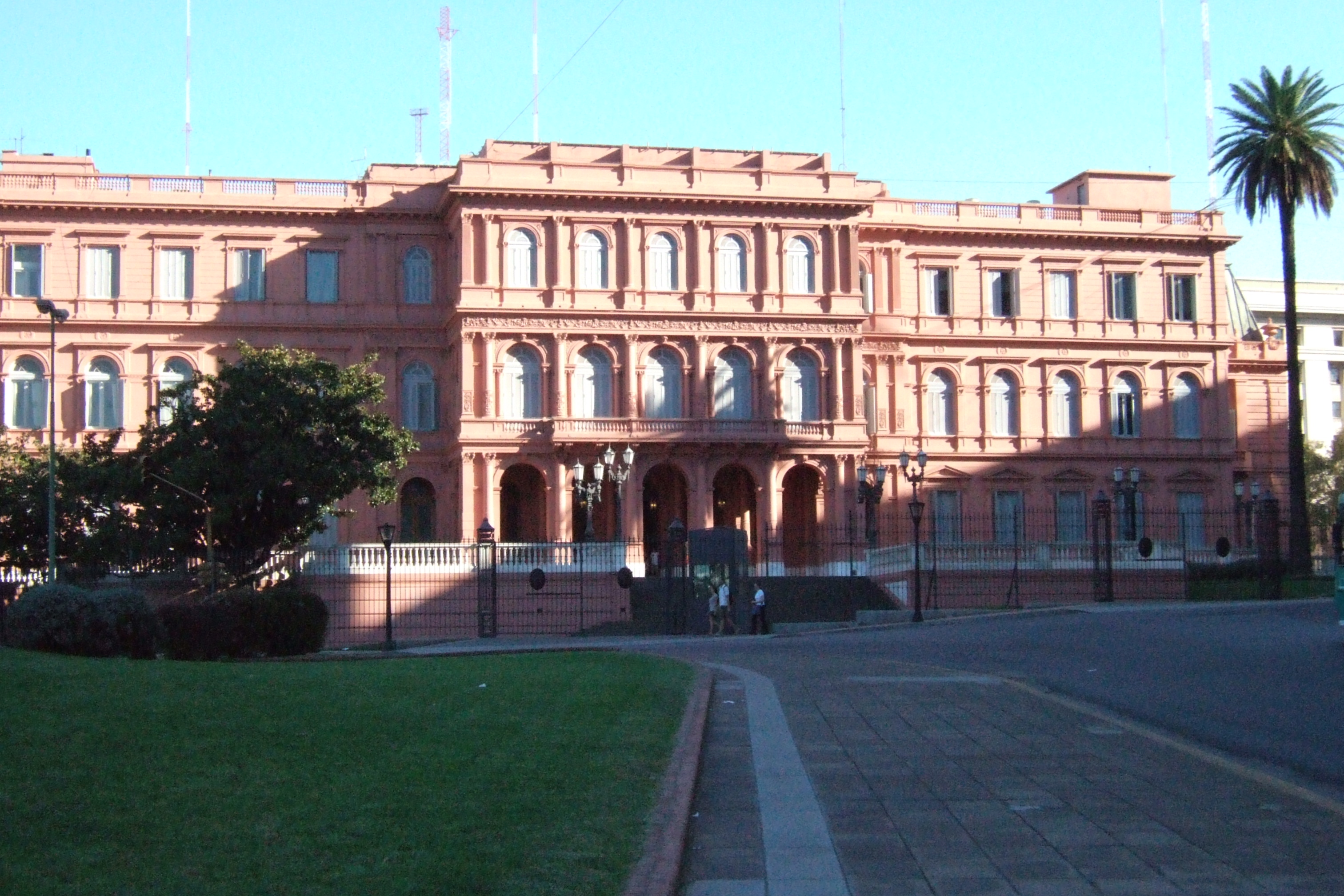
阿根廷玫瑰宮
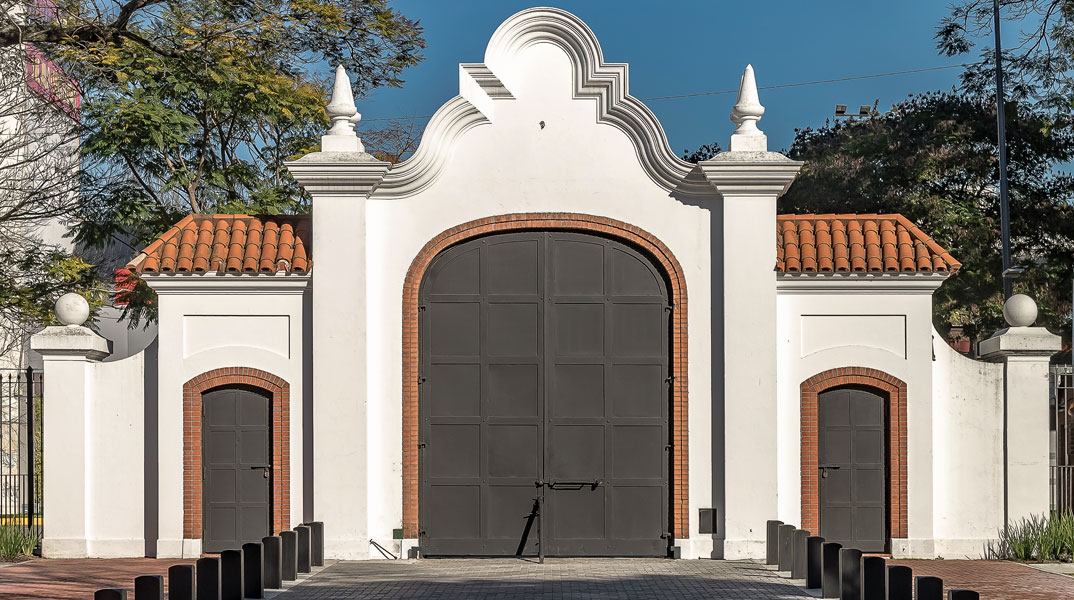
阿根廷奥利沃斯总统官邸
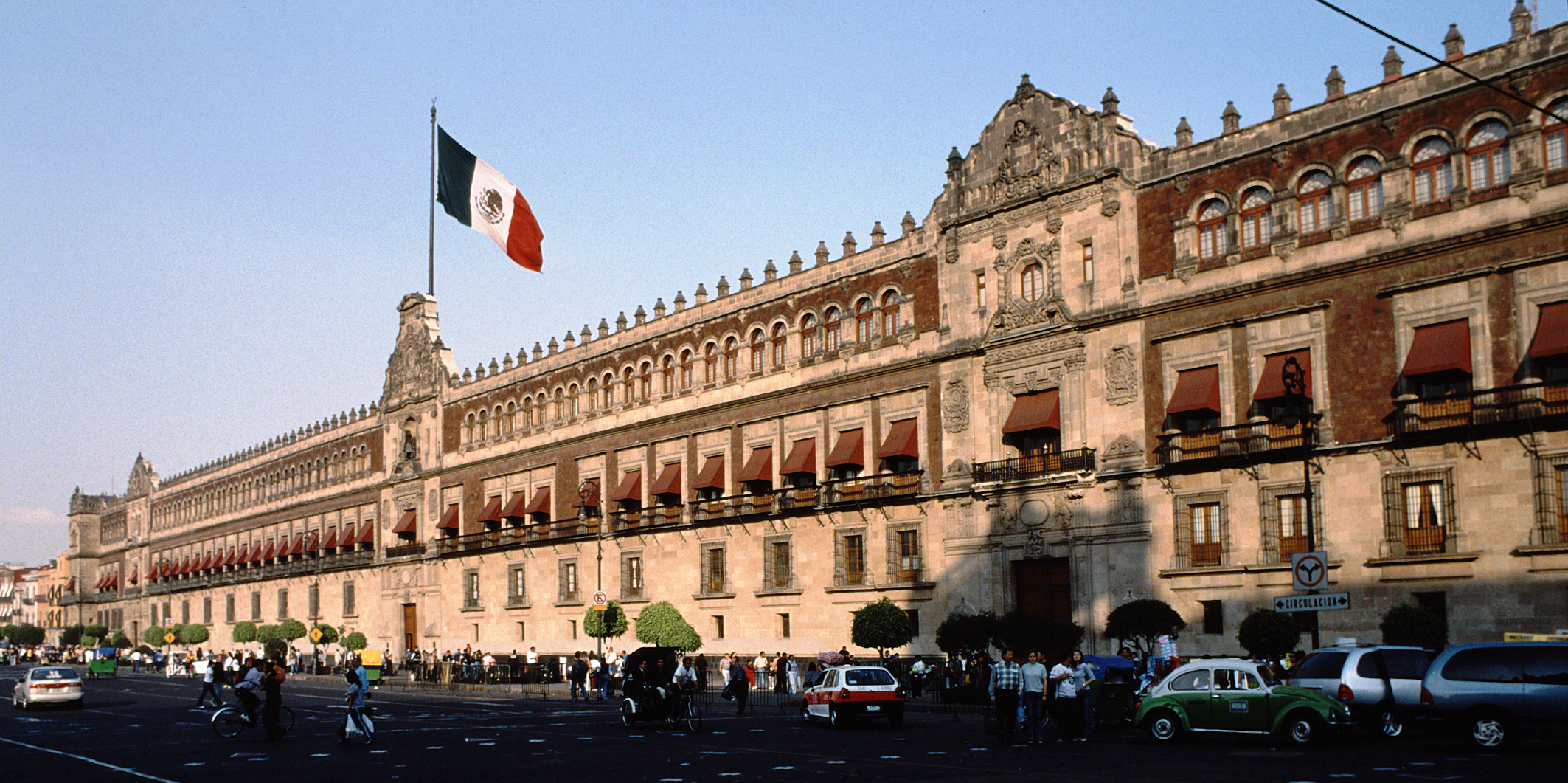
墨西哥總統府
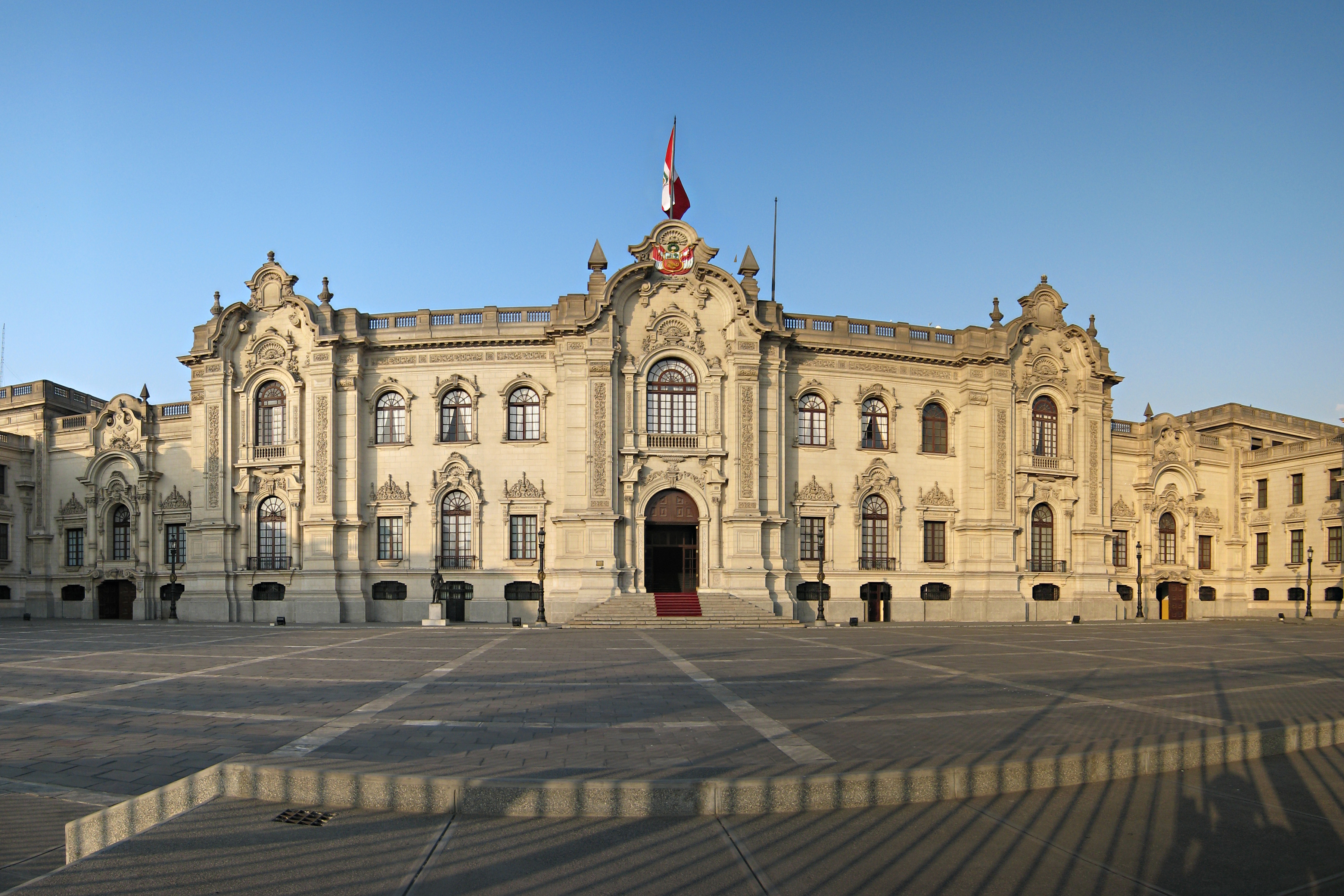
秘魯政府宮
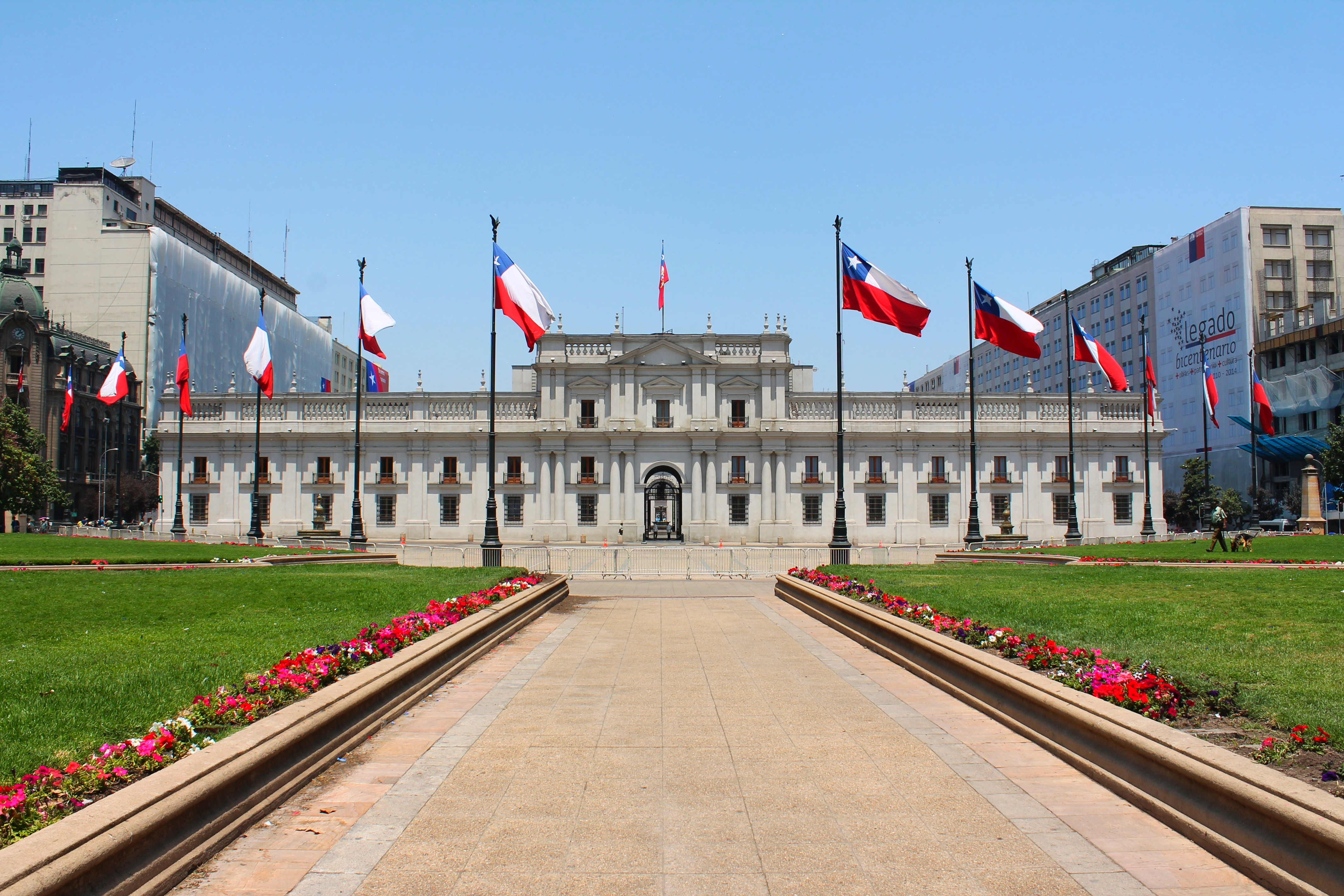
智利拉莫內達宮
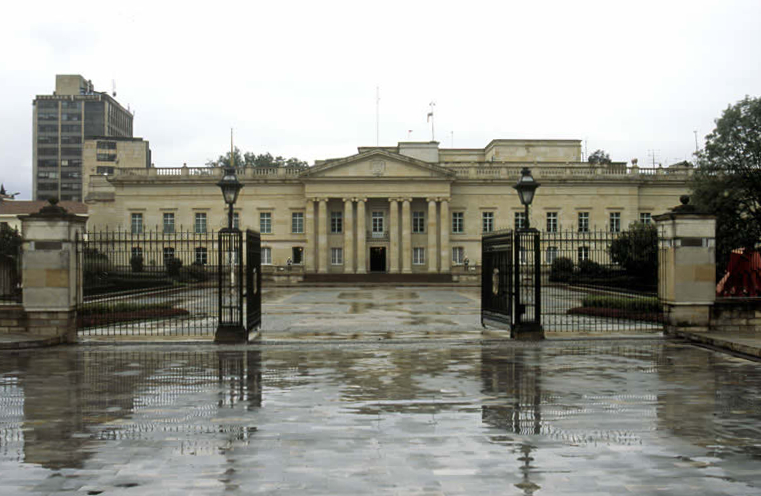
哥倫比亞納里尼奧宮
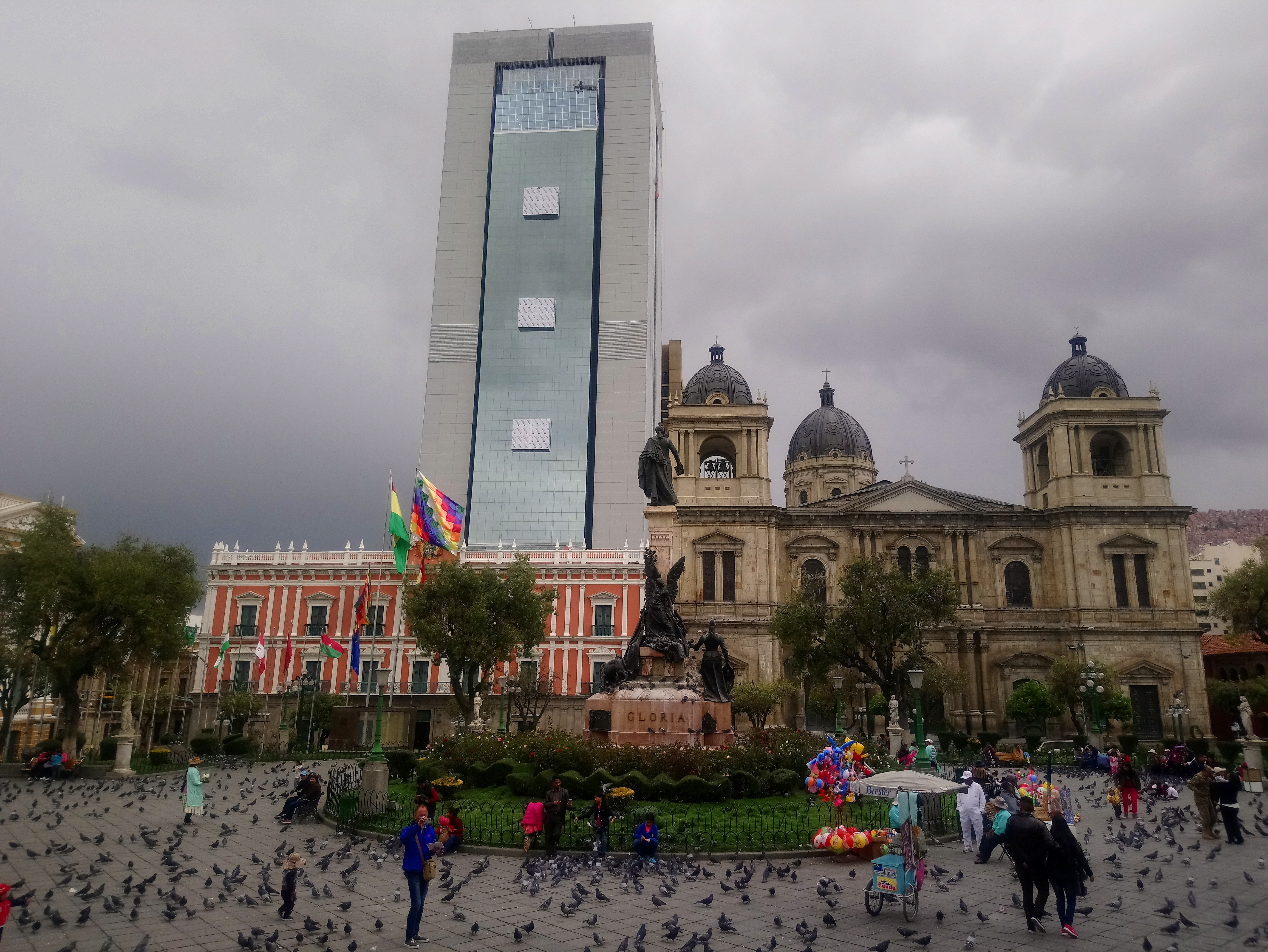
玻利維亞政府宮
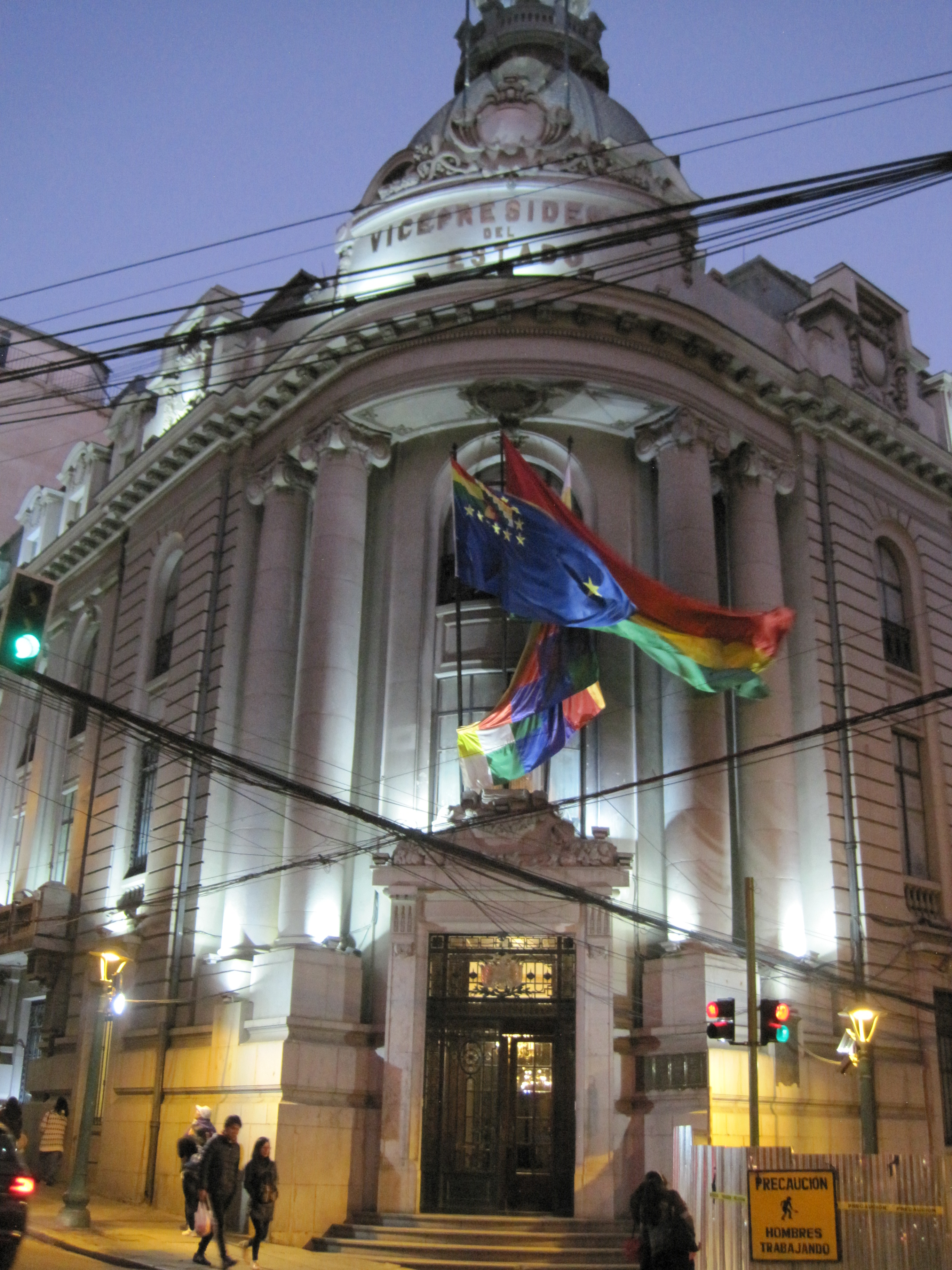
玻利維亞副總統府
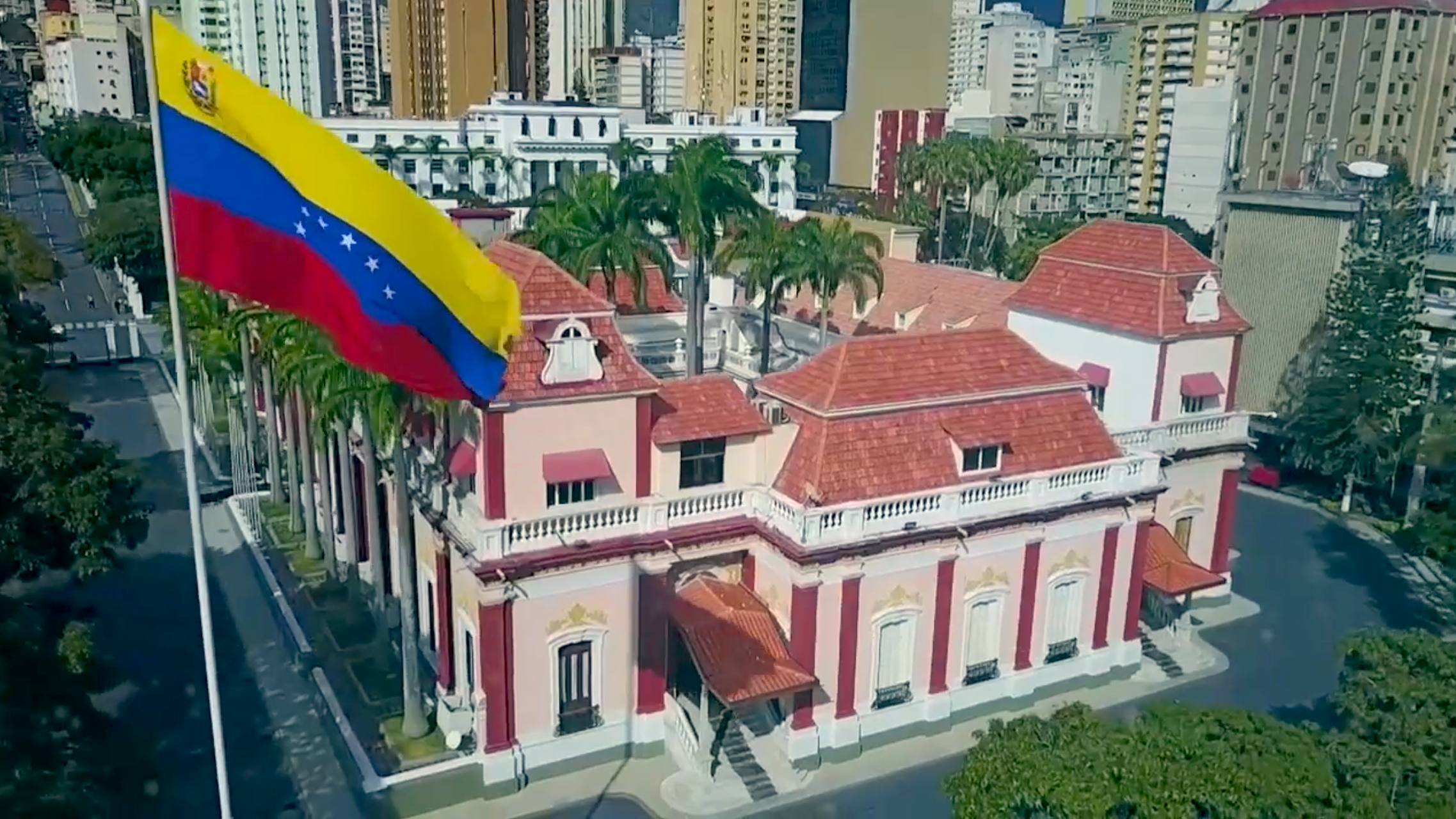
委內瑞拉米拉弗洛雷斯宮
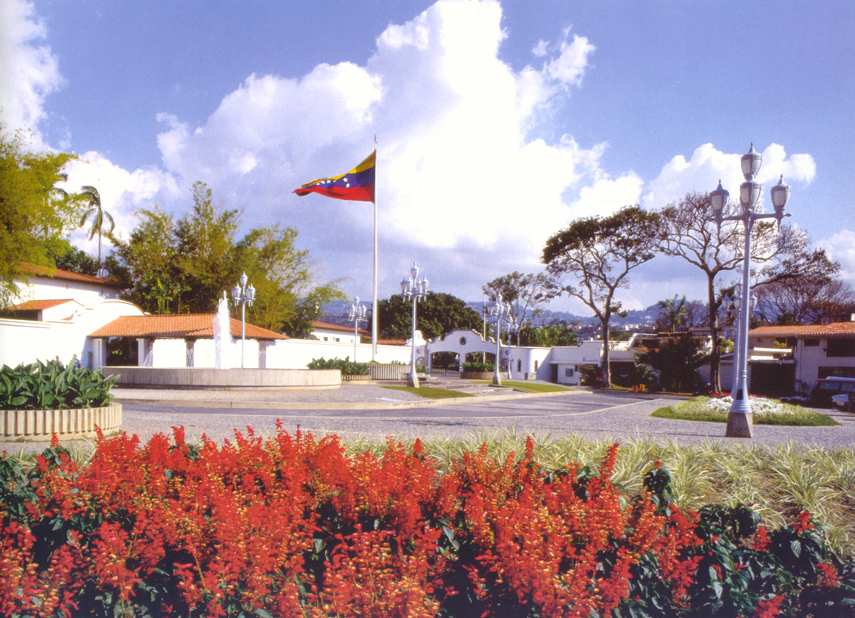
委內瑞拉總統官邸
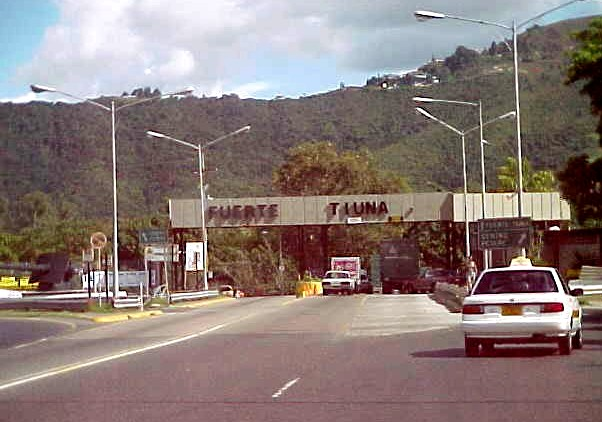
委內瑞拉蒂烏納堡（英语：Fort Tiuna）
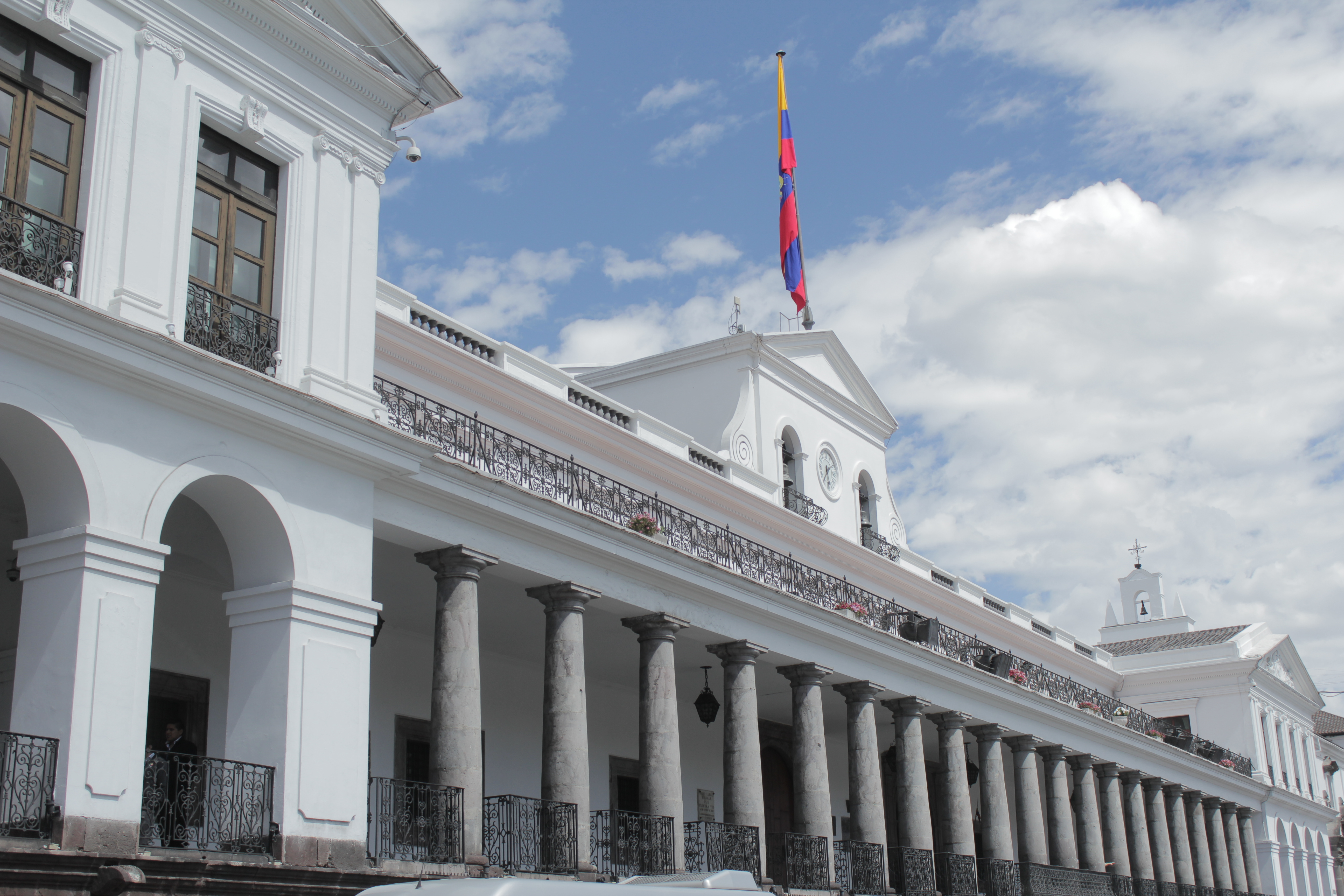
厄瓜多卡隆德萊特宮
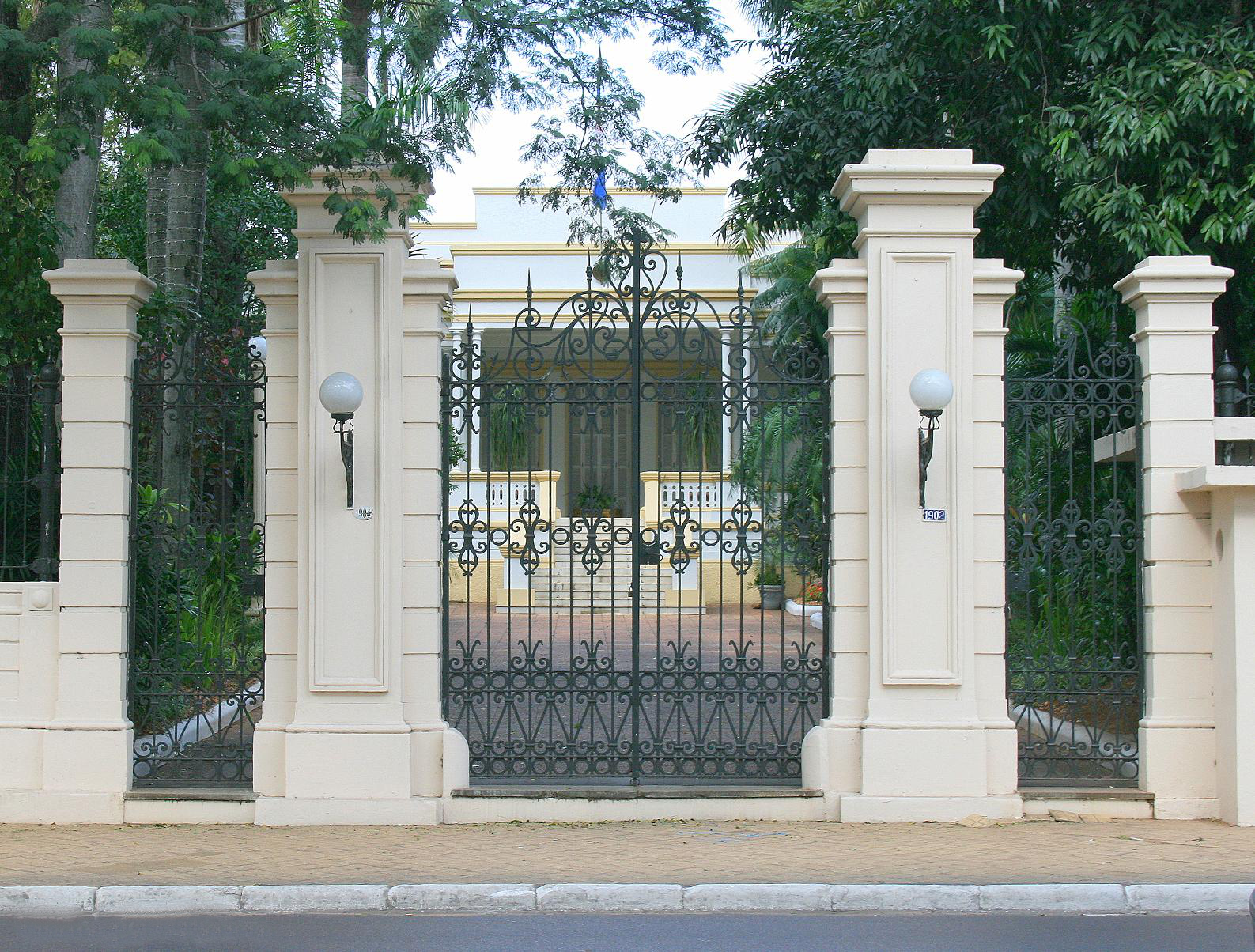
巴拉圭總統官邸（英语：Mburuvicha Róga）
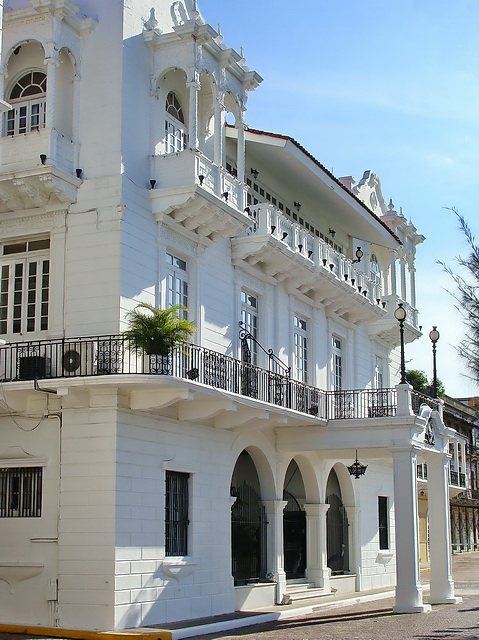
巴拿馬蒼鹭宫（西班牙语：Palacio de Las Garzas）
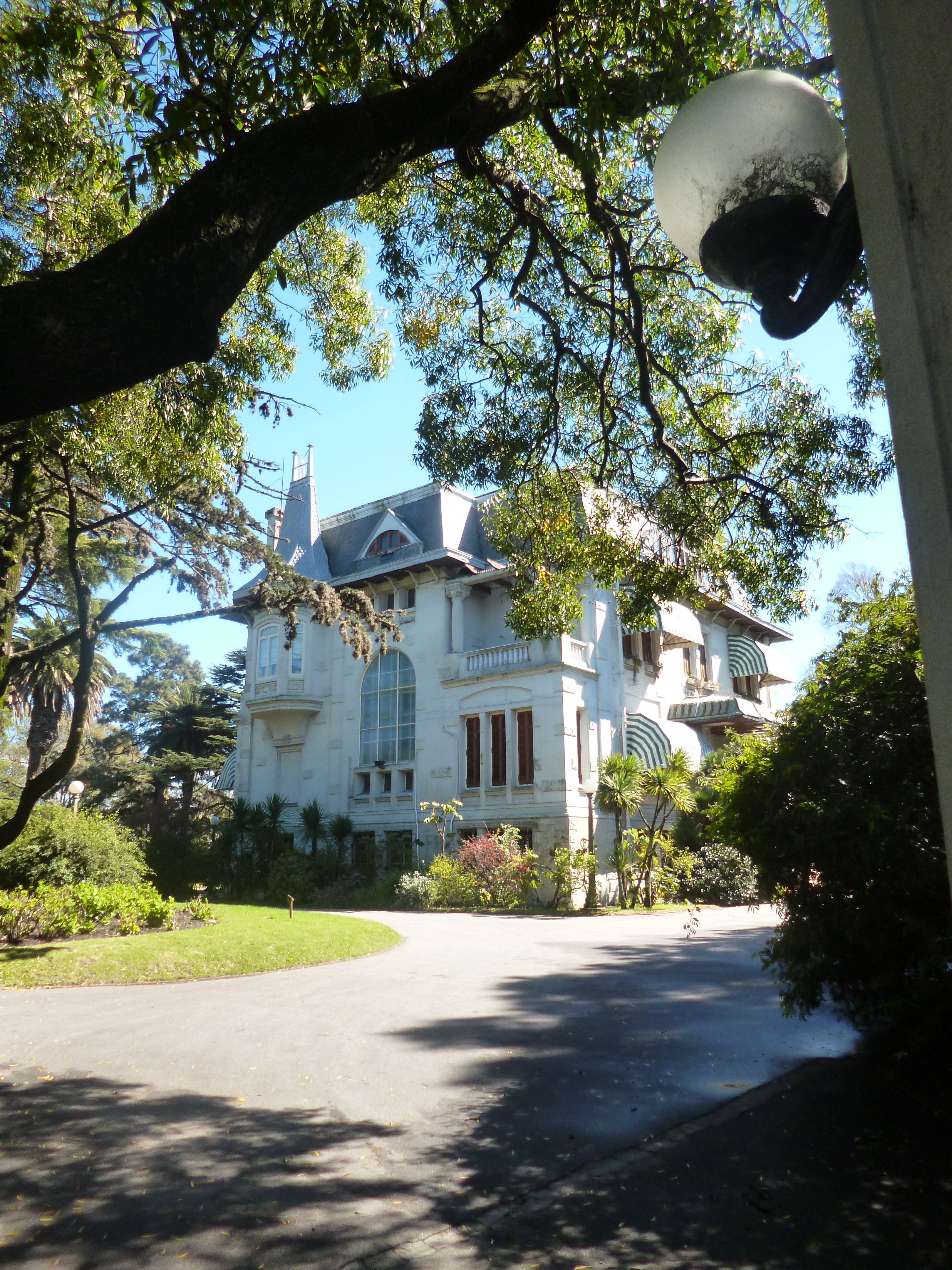
烏拉圭總統官邸
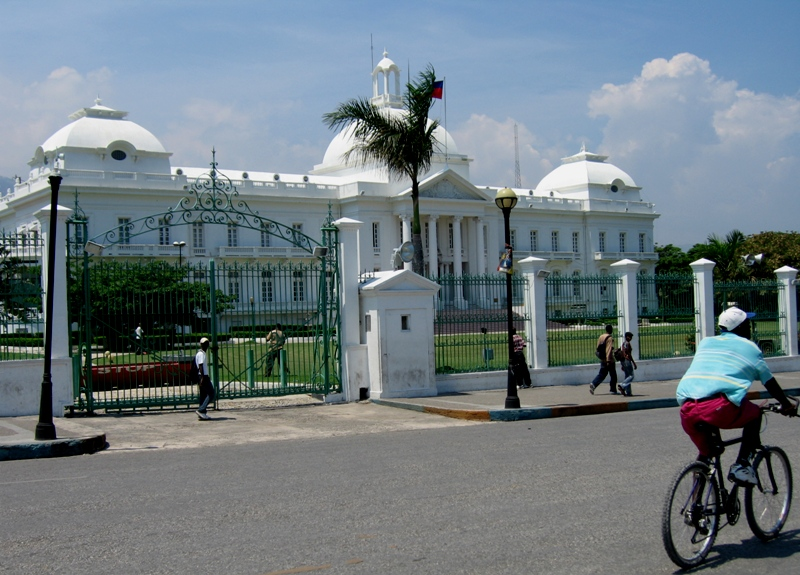
海地國家宮
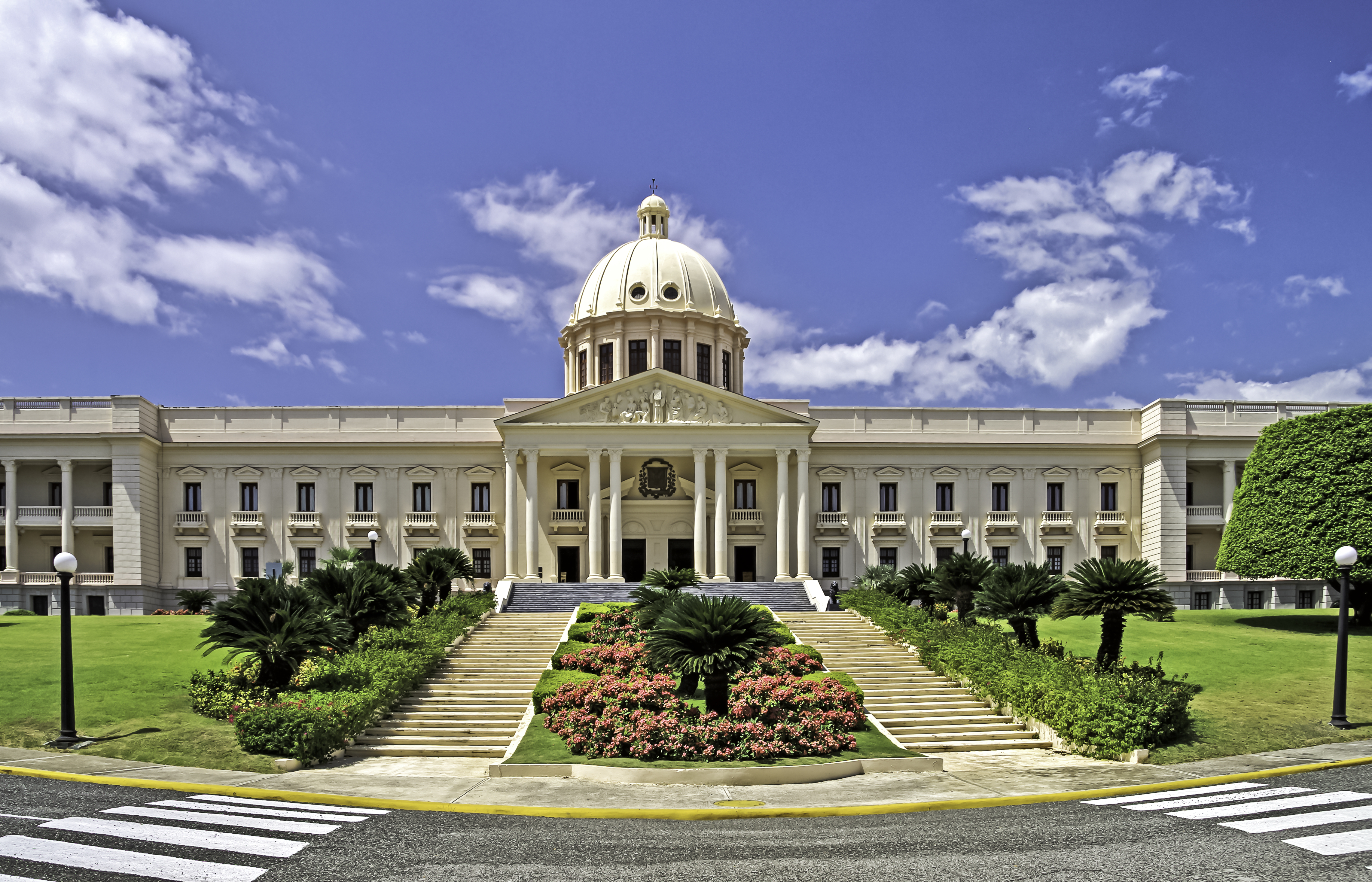
多明尼加共和國國家宮
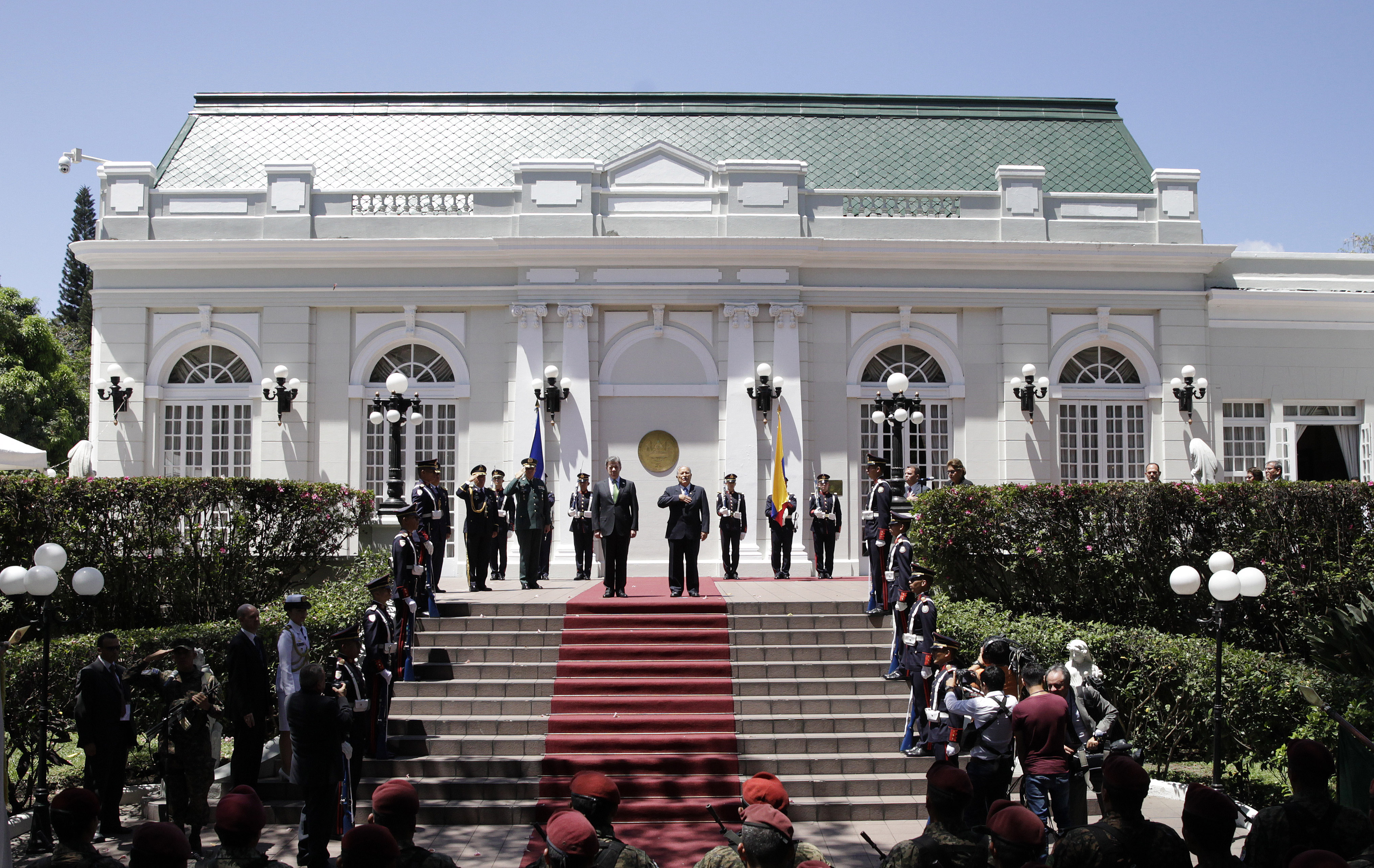
薩爾瓦多總統府
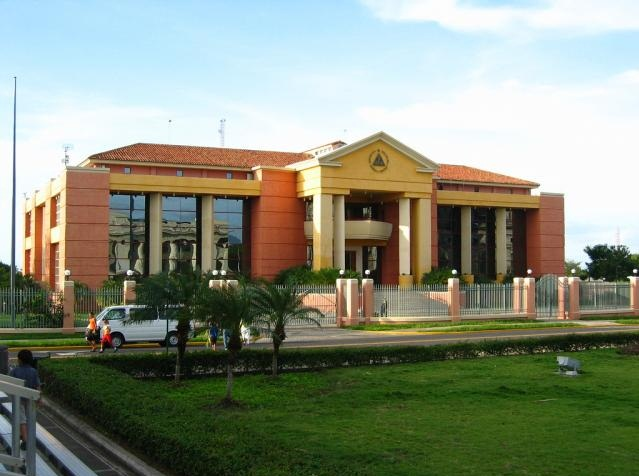
尼加拉瓜總統府（西班牙语：Casa Naranja）
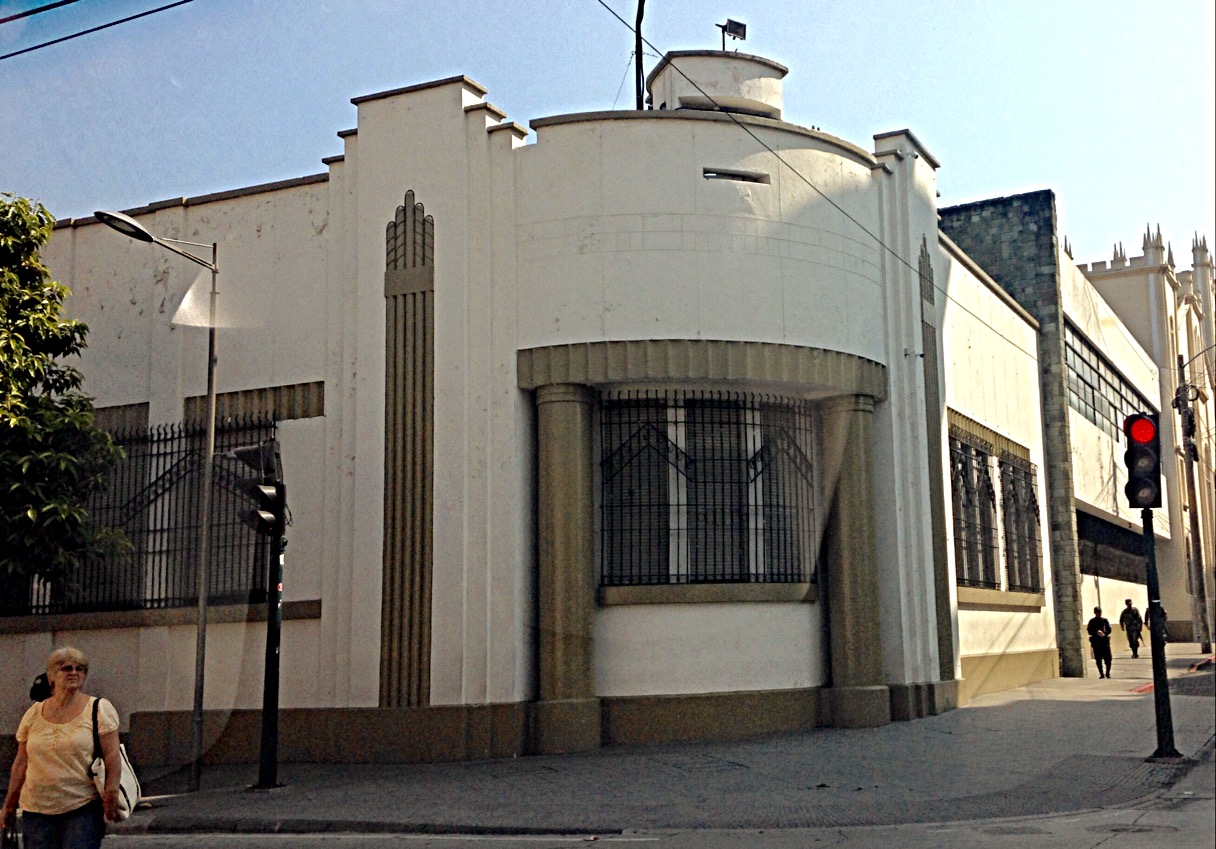
瓜地馬拉總統官邸（西班牙语：Casa Presidencial de Guatemala）
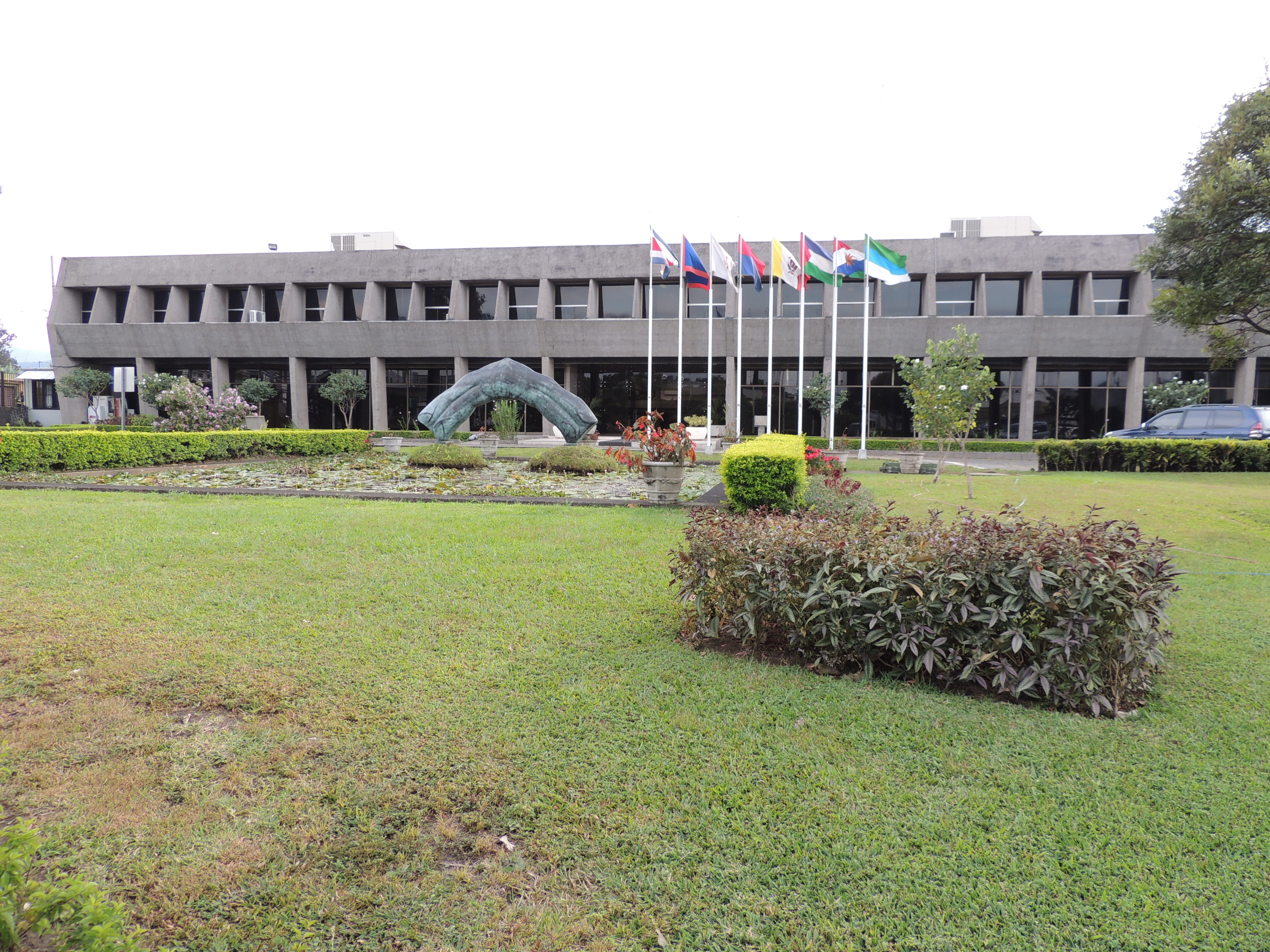
哥斯大黎加總統府
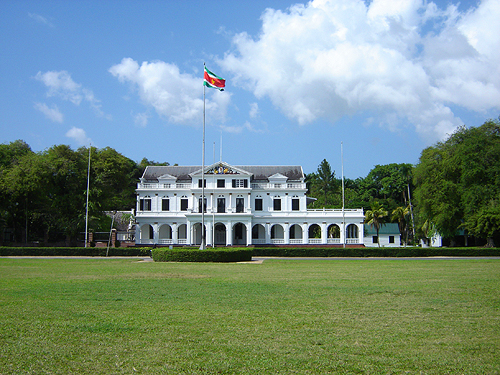
蘇利南總統府
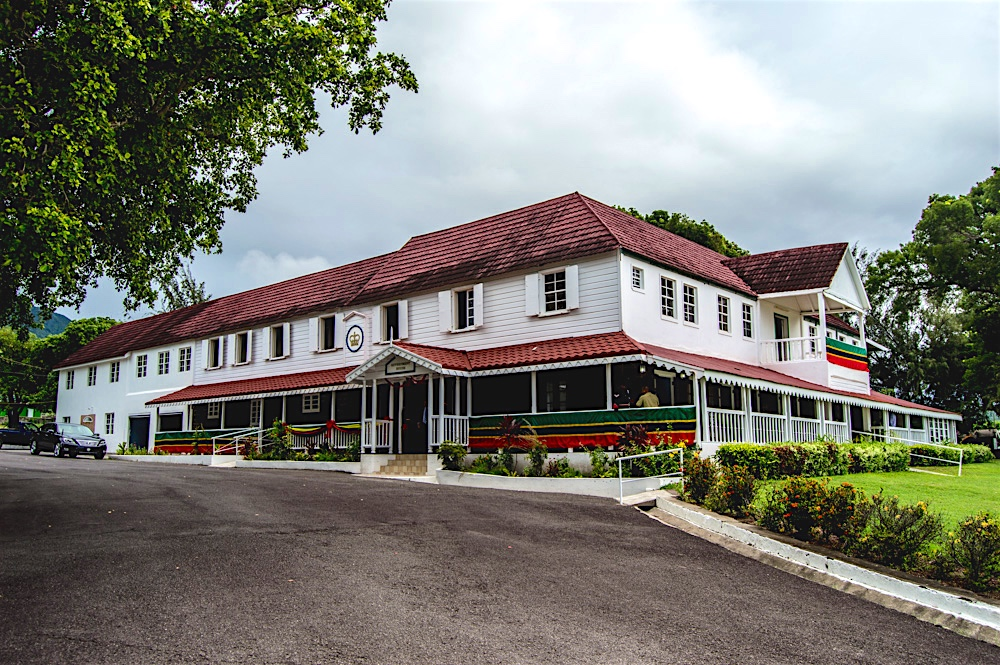
聖克里斯多福及尼維斯總督府
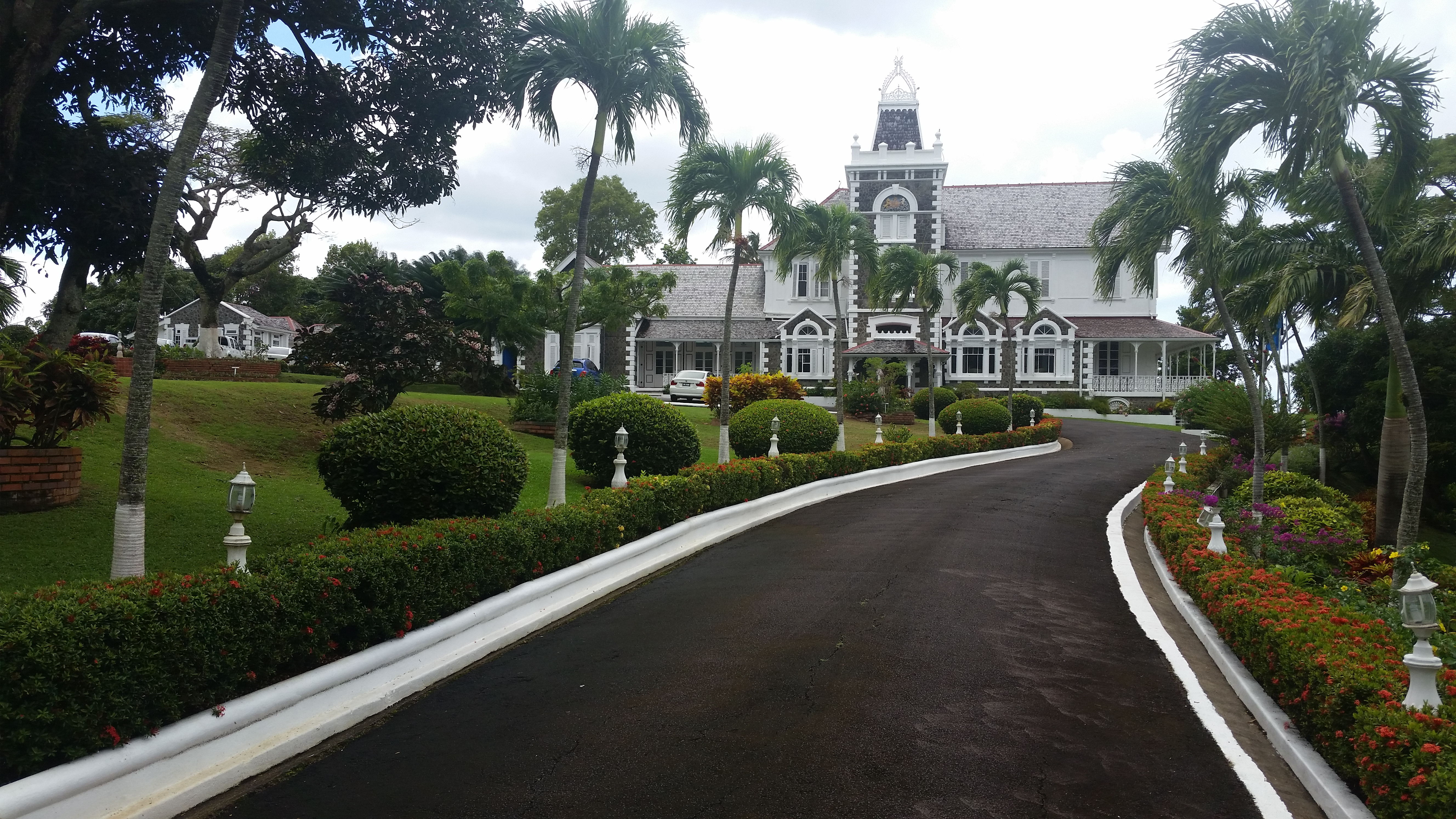
聖露西亞總督府
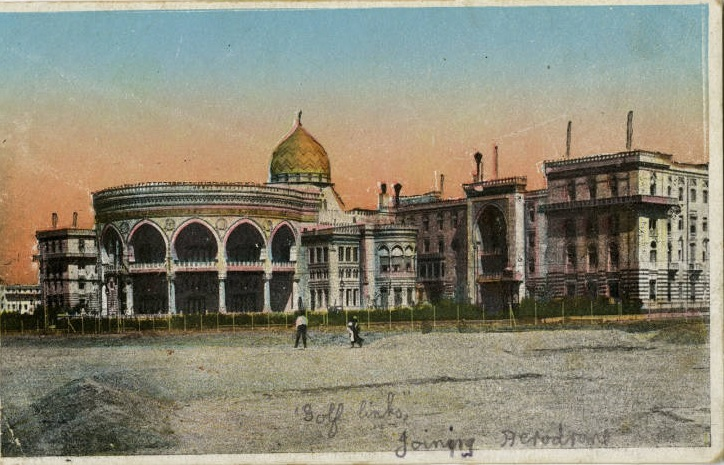
埃及總統府（英语：Heliopolis Palace）
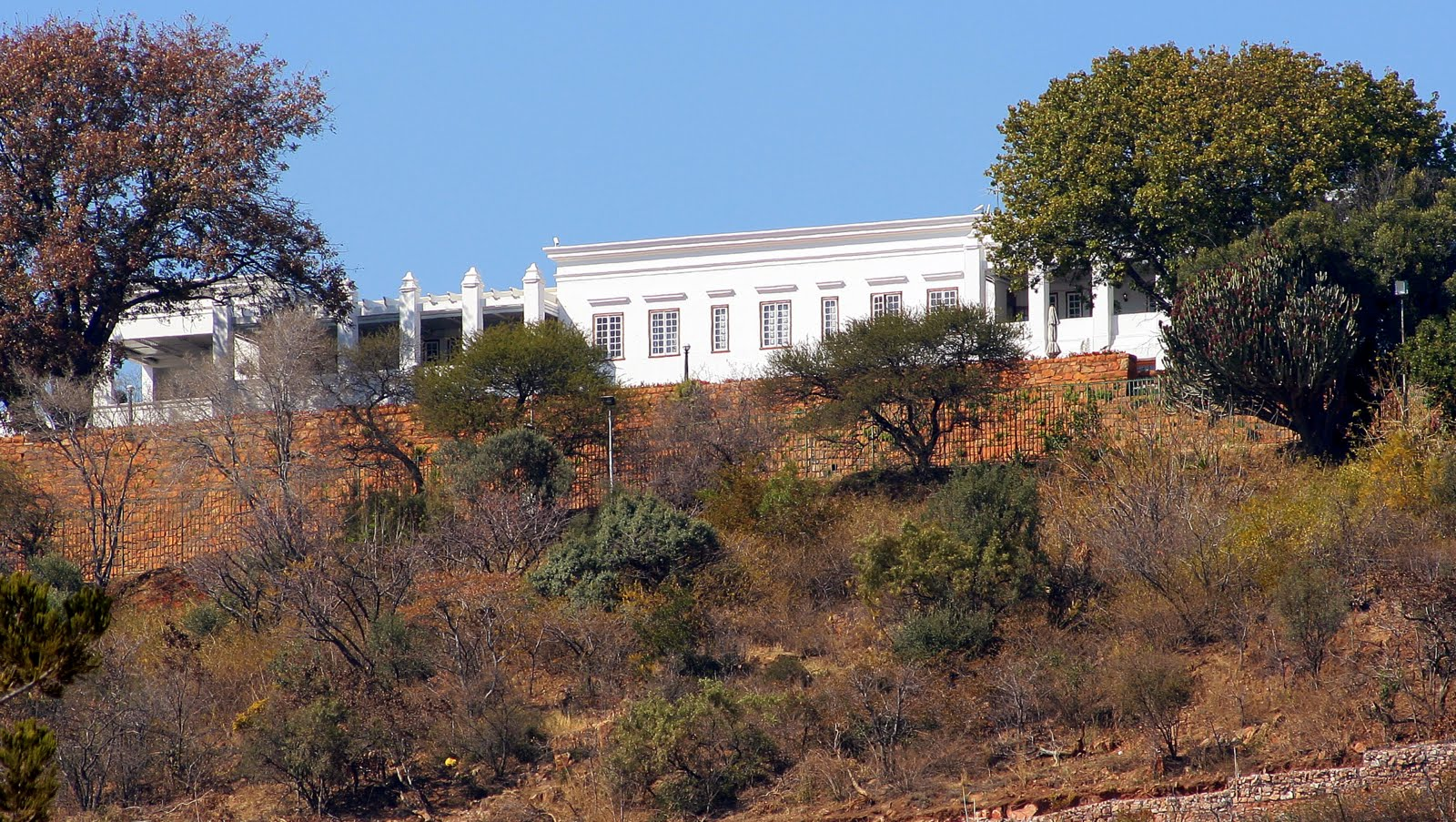
南非新曙光宫（英语：Mahlamba Ndlopfu）
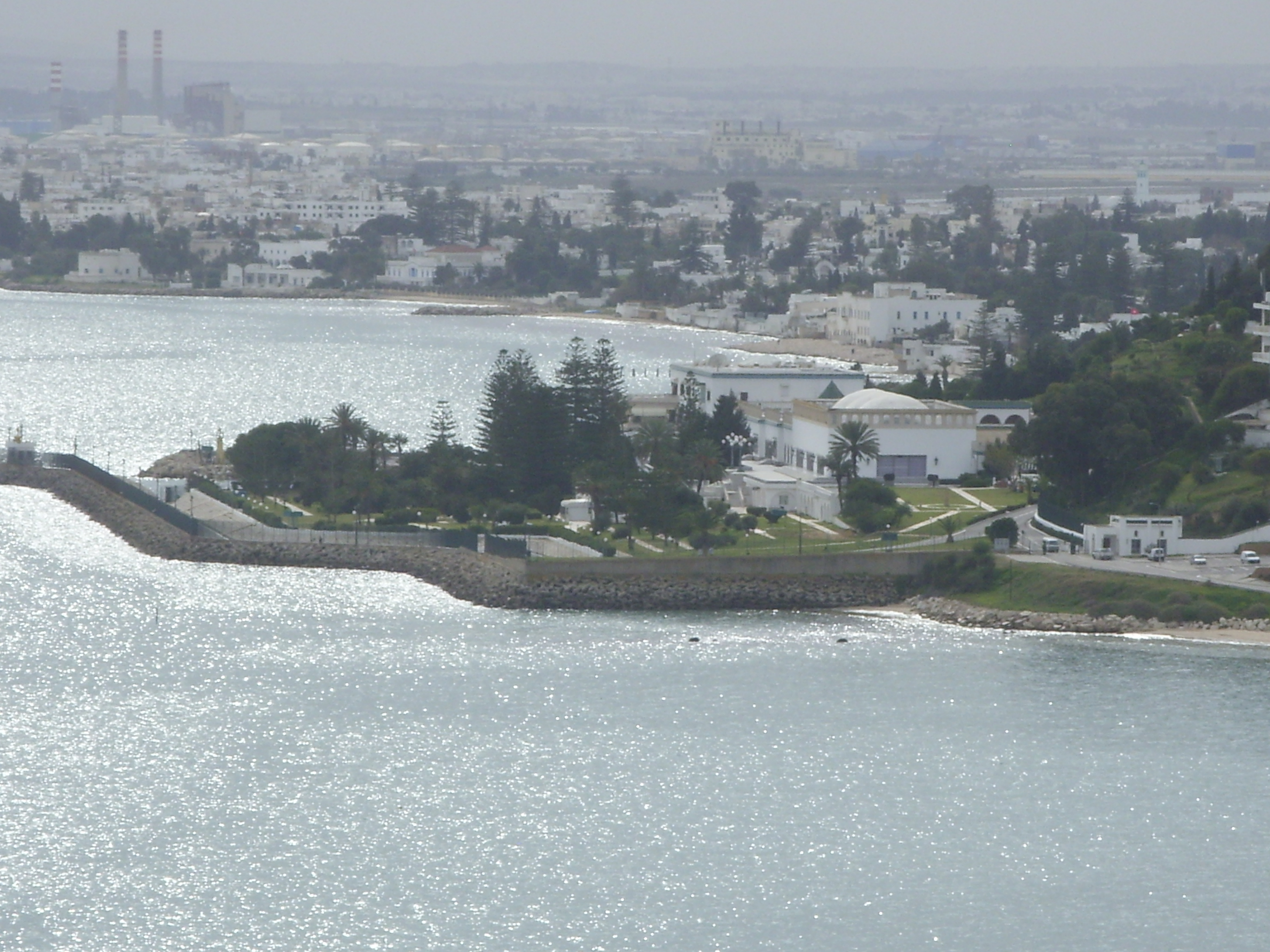
突尼西亞迦太基宮（英语：Carthage Palace）
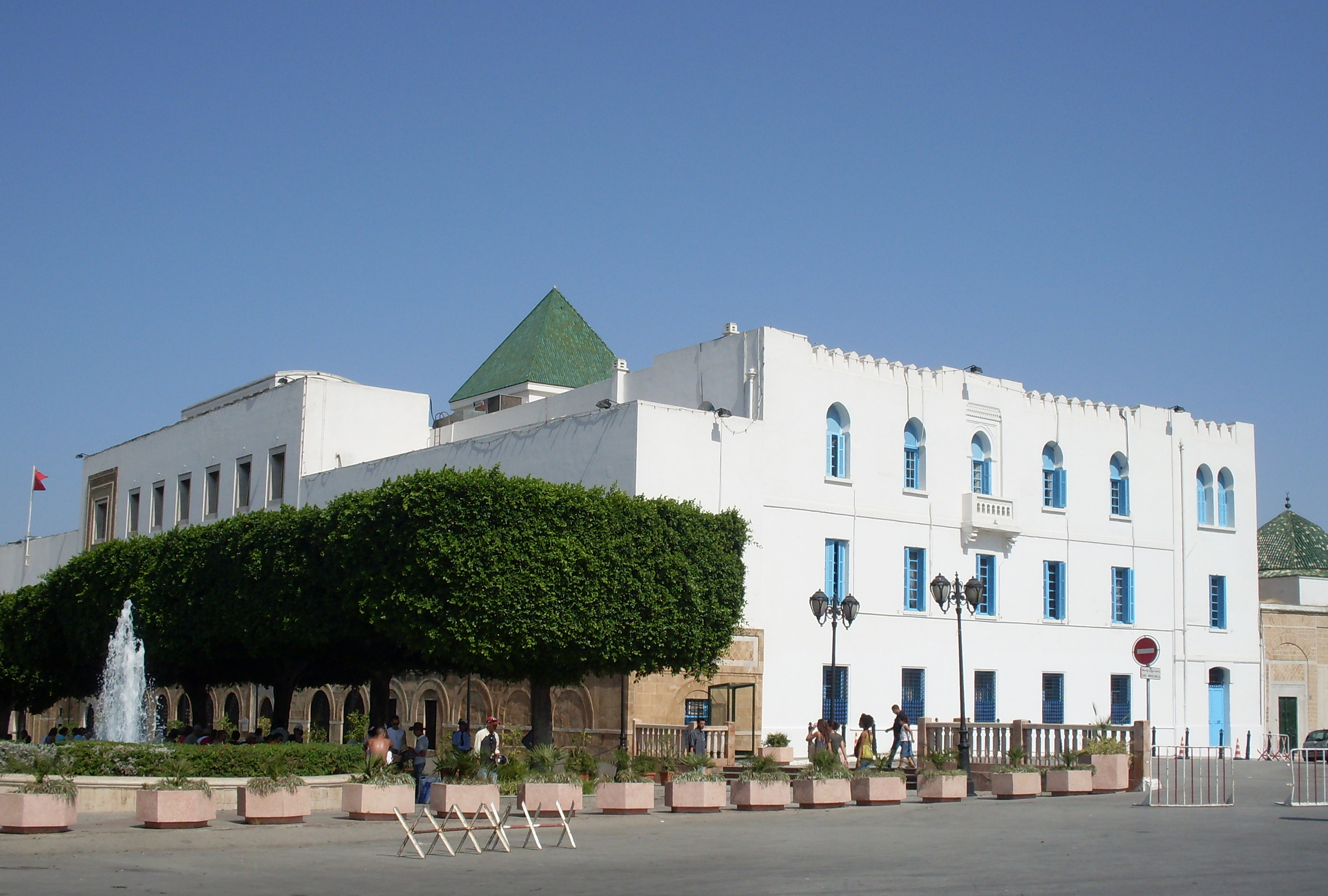
突尼西亞政府宮
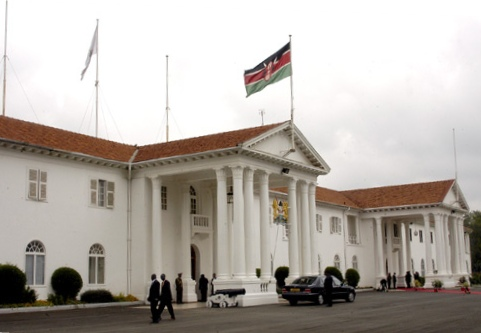
肯亞總統府（英语：State House (Kenya)）
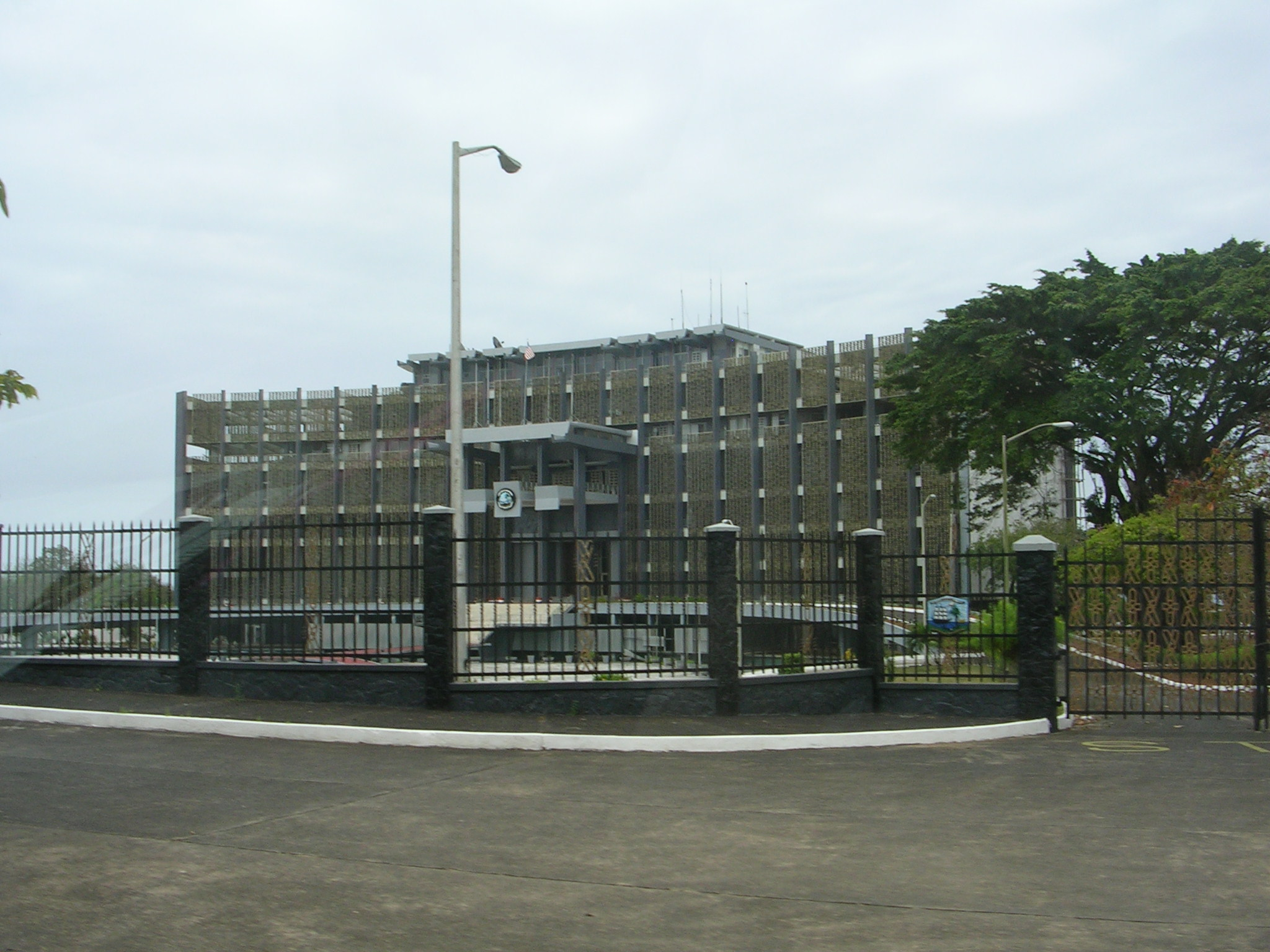
賴比瑞亞行政大樓（英语：Executive Mansion, Monrovia）
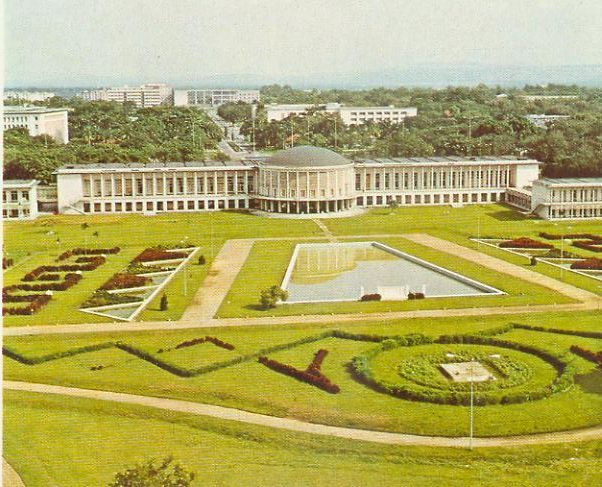
剛果民主共和國國家宮
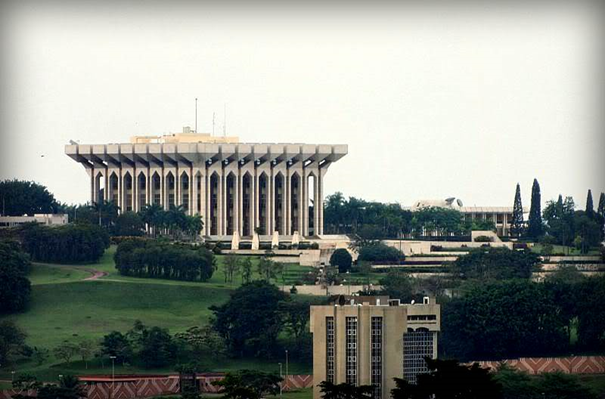
喀麥隆統一宮
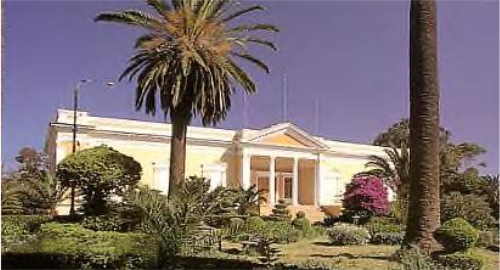
厄利垂亞總統府
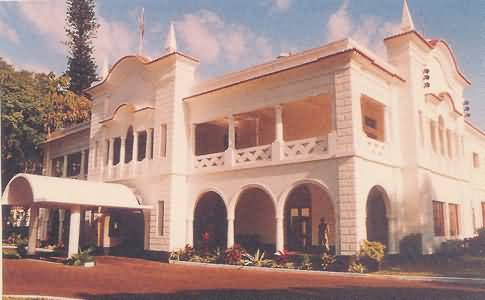
莫三比克總統府
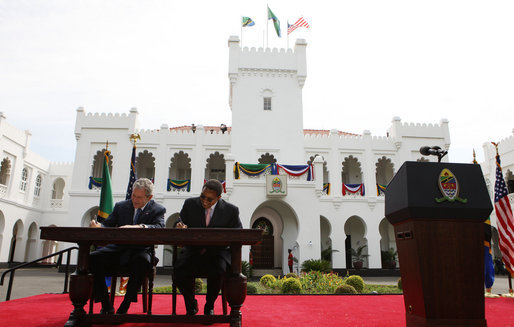
坦尚尼亞總統府
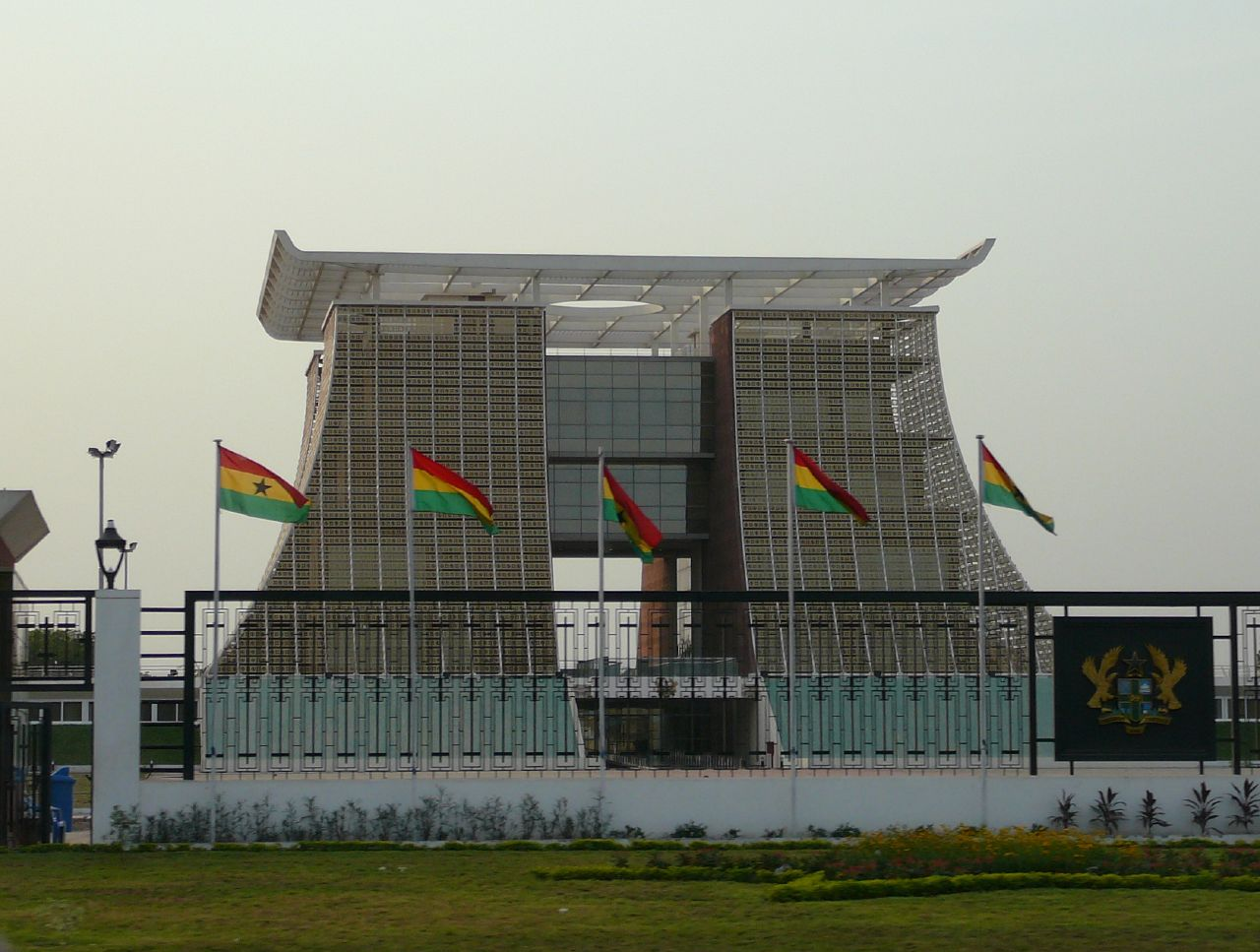
加納共和國總統府
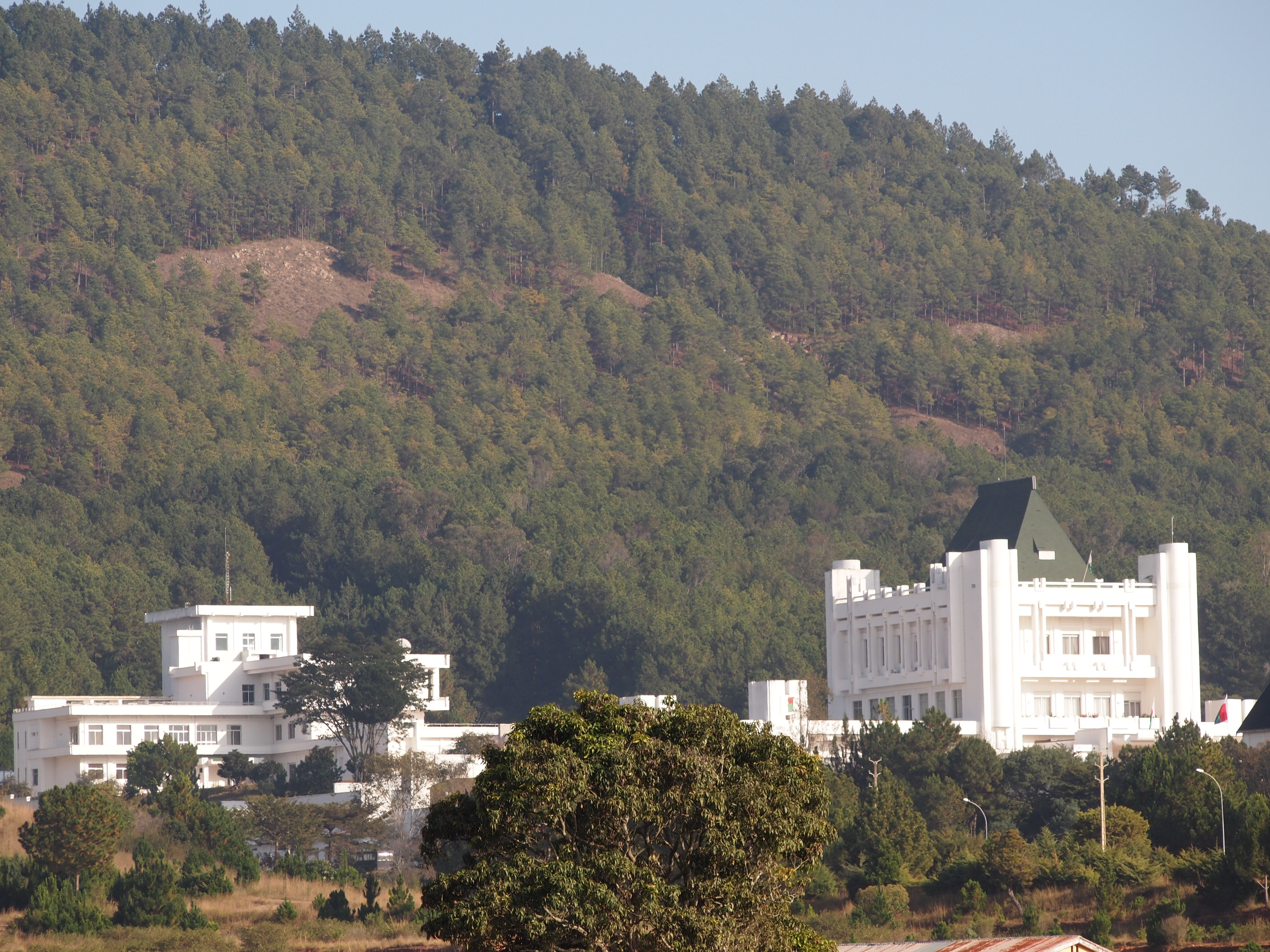
馬達加斯加總統官邸
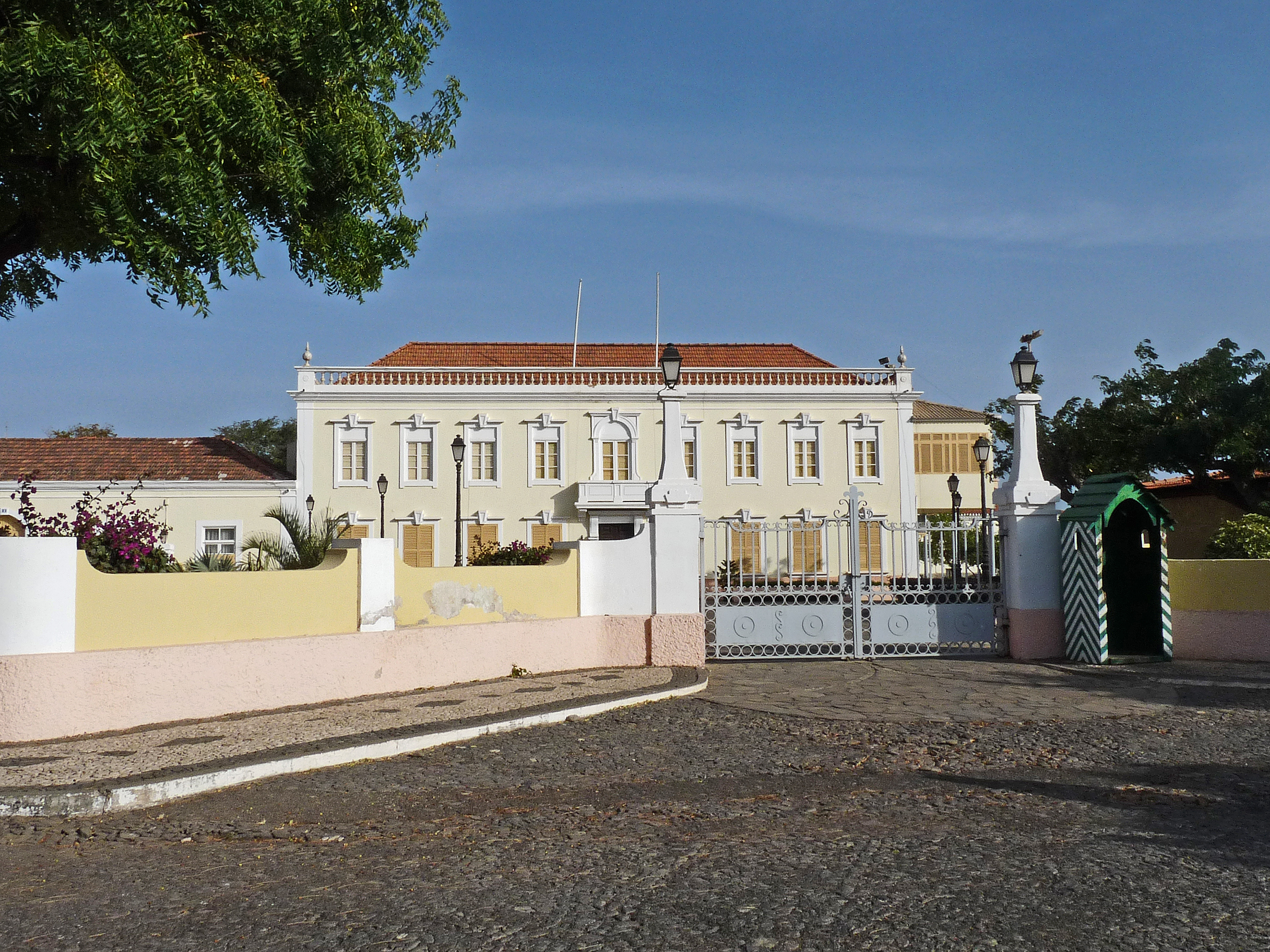
維德角總統府
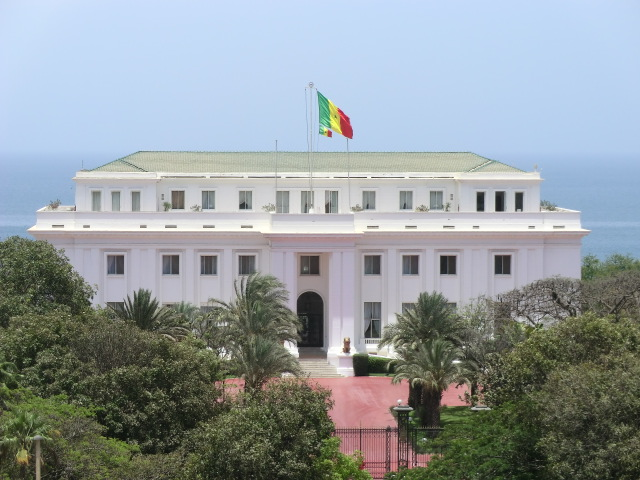
塞內加爾共和國宮
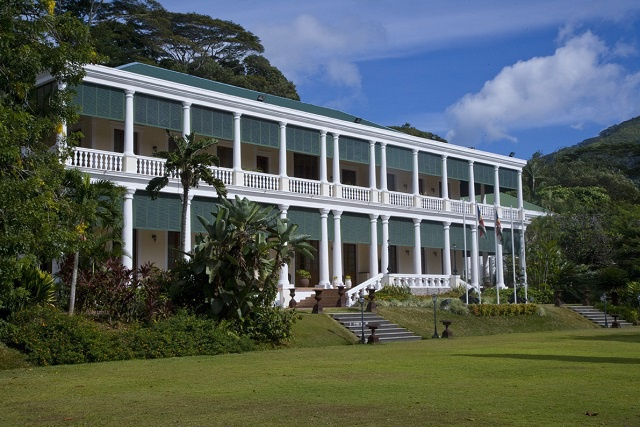
塞席爾總統府
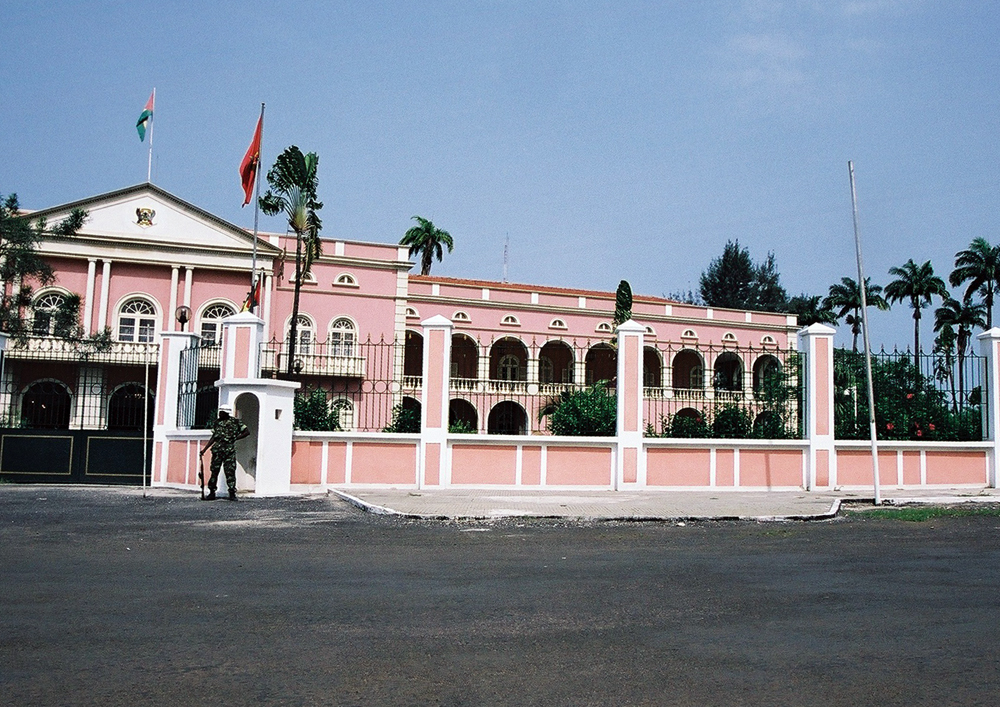
聖多美普林西比總統府
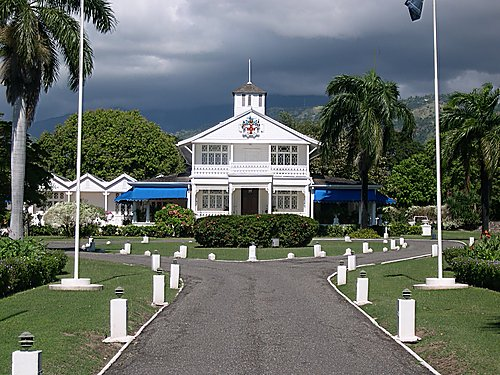
牙買加總理府
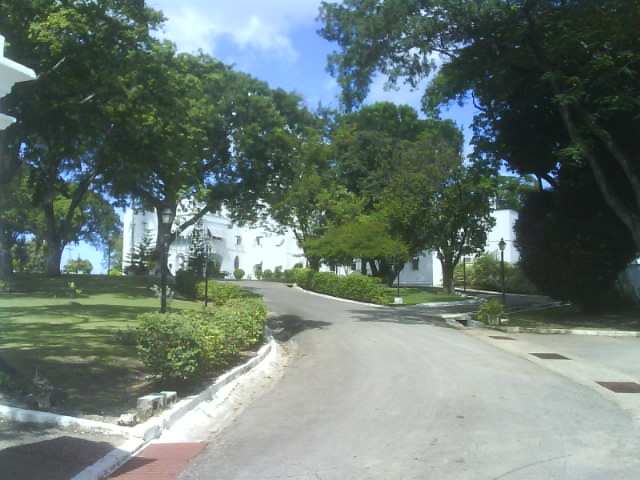
巴貝多總統府
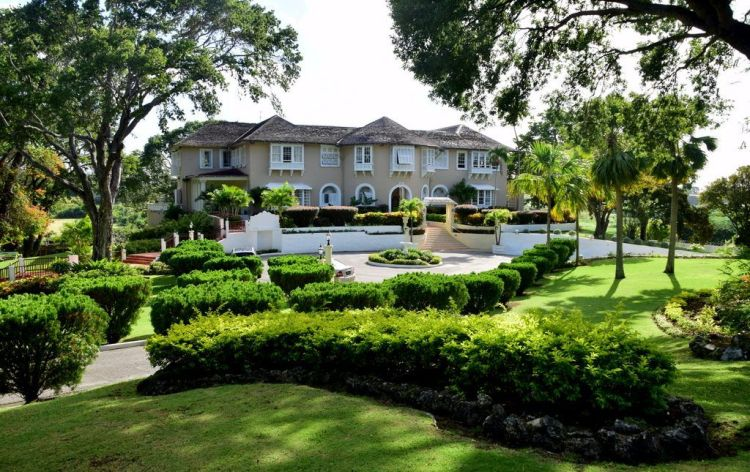
巴貝多總理府
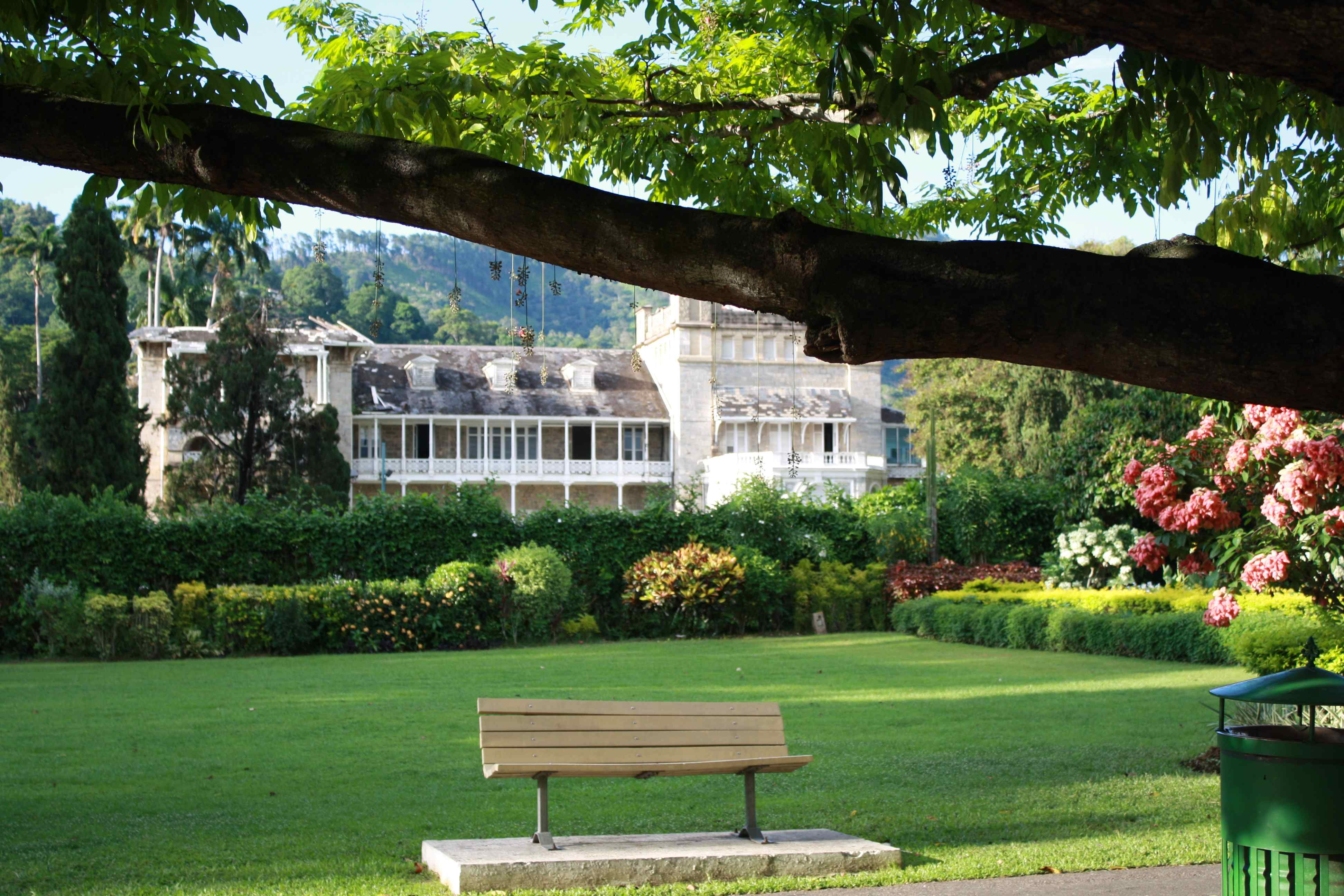
千里達及托巴哥總統府
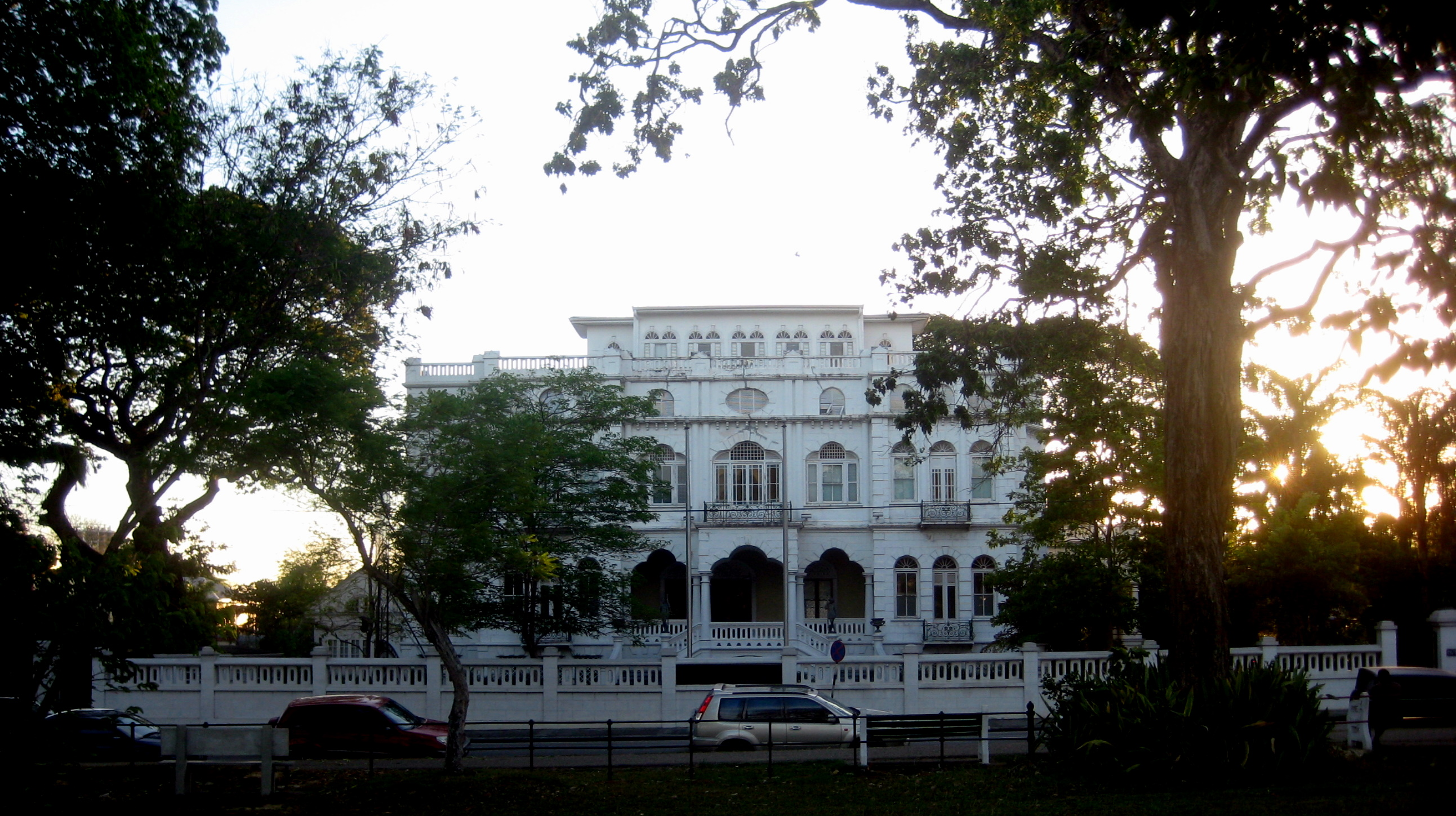
千里達及托巴哥總理府
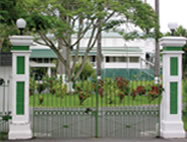
蓋亞那總統府
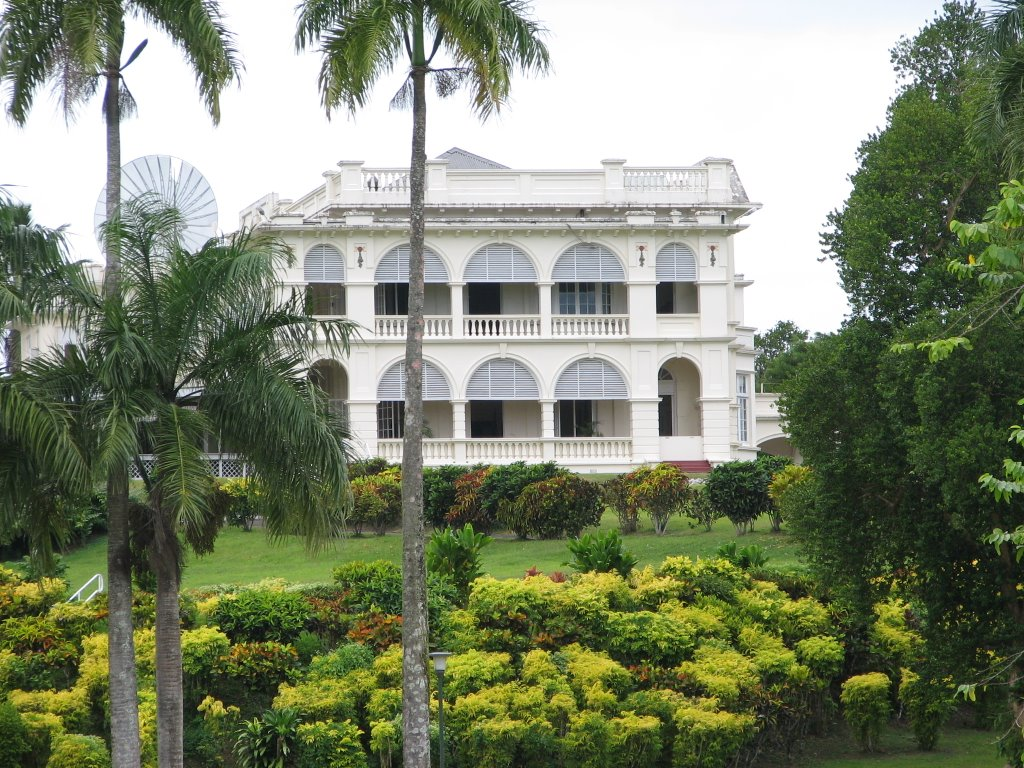
斐濟總統府
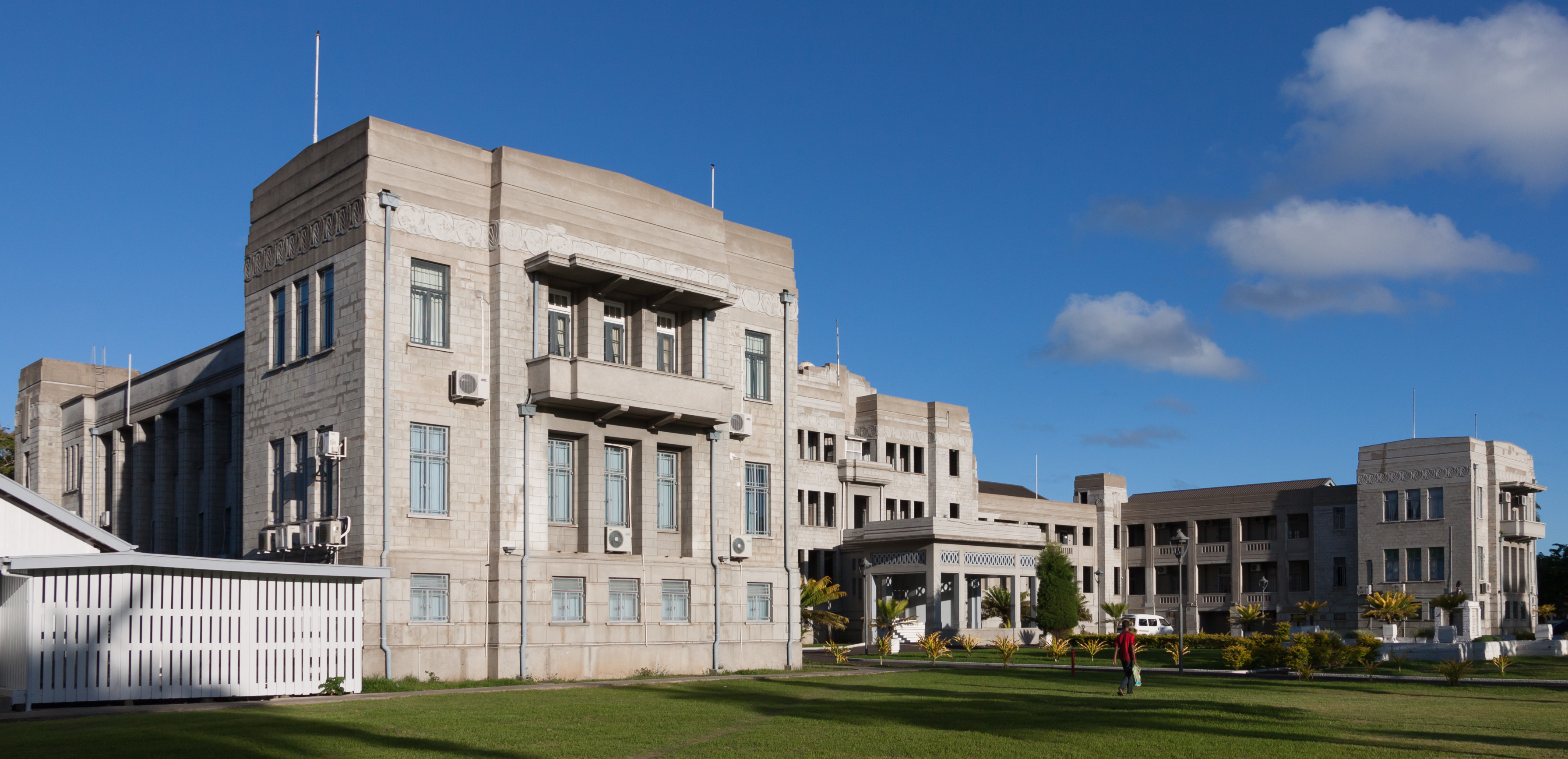
斐濟總理府
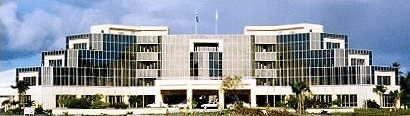
馬紹爾群島總統府
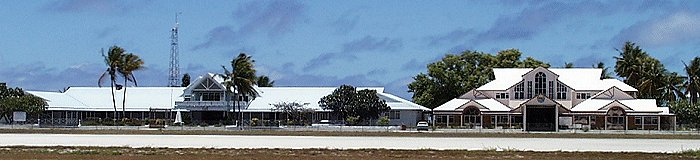
諾魯總統府
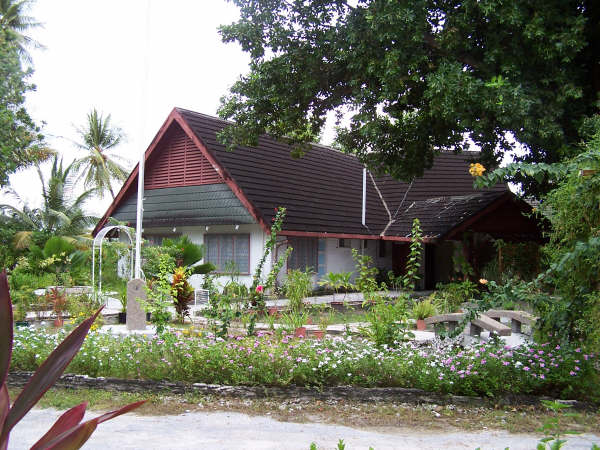
吉里巴斯總統官邸
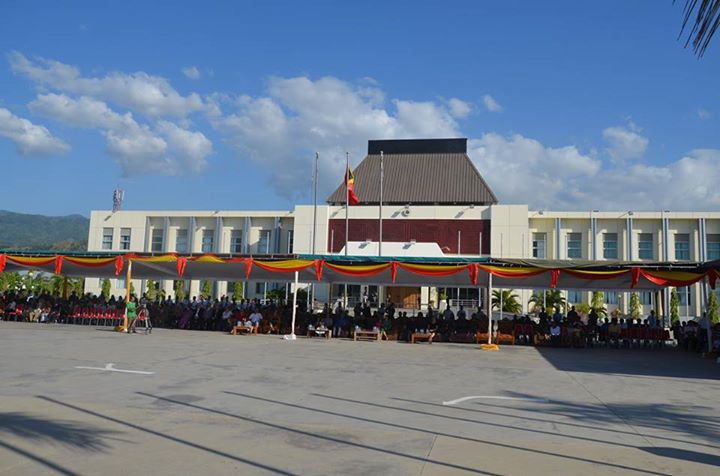
東帝汶總統府（英语：Nicolau Lobato Presidential Palace）
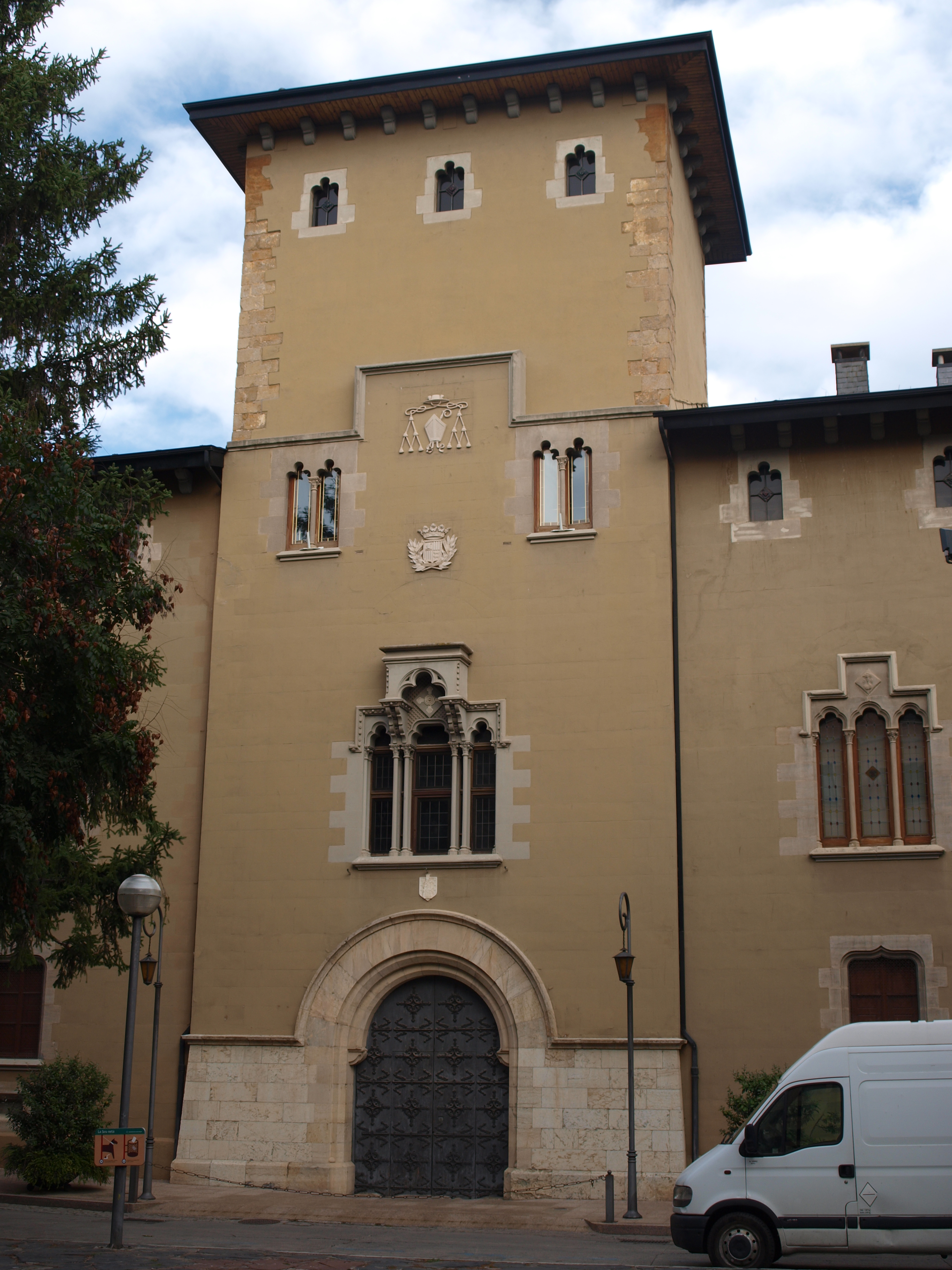
安道爾烏赫爾主教宮（西班牙语：Palacio Episcopal de Urgel）